# Formule 1
Pour les articles homonymes, voir F1, Formula One, HotelF1 et Formule 1 (périodique).
La Formule 1, communément abrégée en F1, est une discipline de sport automobile considérée comme la catégorie reine de ce sport. Elle est, avec les Jeux olympiques et la Coupe du monde de football, l'un des événements sportifs les plus médiatisés.
Chaque année depuis 1950, un championnat mondial des pilotes est organisé, complété depuis 1958 par un championnat mondial des constructeurs automobiles. La compétition est basée sur des Grands Prix, dans lesquels des voitures monoplaces s'affrontent sur circuits fermés. Ces circuits sont parfois temporaires parce que tracés en ville, comme à Monaco, Singapour, et Bakou ; la plupart sont au contraire permanents. 
Cette discipline sportive, régie par la Fédération internationale de l'automobile (FIA), est gérée par le Formula One Group et un ensemble de sociétés satellites contrôlées par Liberty Media. Après l'ère des artisans des années 1960 et 1970, elle a peu à peu attiré les grands constructeurs automobiles mondiaux qui y investissent des sommes élevées, en espérant tirer profit des retombées médiatiques d'éventuels succès. La Formule 1 est considérée comme la vitrine technologique de l'industrie automobile qui y expérimente des nouveautés techniques, parfois issues de la technologie spatiale et susceptibles d'être adaptées ensuite sur les voitures de série.
Outre la compétition, le terme Formule 1 désigne l'ensemble des règles techniques des voitures monoplaces qui sont mises à jour tous les ans par la FIA. Ces règles sont très strictes sur les dimensions des voitures, la cylindrée des moteurs, les technologies mises en œuvre ; elles définissent également les mesures de sécurité des voitures pour assurer la protection du pilote. Les monoplaces de course répondant aux caractéristiques de la réglementation de la Formule 1 sont généralement désignées sous le terme générique de Formules 1. Les relations entre le Formula One Group propriétaire de la F1, la Fédération internationale de l'automobile et les écuries participant au championnat sont régies par les Accords Concorde qui ont été renouvelés en 2020 pour une période courant jusqu'à 2025.
La Scuderia Ferrari détient le record du nombre de titres au championnat des constructeurs avec 16 victoires. Le record chez les pilotes est détenu par Michael Schumacher et Lewis Hamilton avec sept sacres chacun. Ce dernier est également depuis 2020 le recordman en termes de victoires (105), de pole positions (104) et de podiums (201).

## Histoire
L'histoire de la Formule 1 trouve son origine dans les courses automobiles disputées en Europe dans les années 1920 et 1930. Elle commence réellement en 1946 avec l'uniformisation des règles voulue par la Commission sportive internationale (CSI) de la Fédération internationale de l'automobile (FIA), sous le nom de « Formule de Course Internationale A », qui se trouvera rapidement abrégé en Formule A, puis Formule 1 à partir de 1949. Un championnat du monde de Formule 1 est créé en 1950 puis une Coupe des Constructeurs en 1958 (qui devient le Championnat du monde des constructeurs à partir de 1982). L'histoire de cette discipline est étroitement liée aux performances des voitures et à l'évolution de la réglementation technique qui régule les compétitions. Bien que le gain du championnat du monde reste le principal objectif, de nombreuses courses de Formule 1 ont eu lieu sans être intégrées au championnat du monde. La dernière, disputée à Brands Hatch, s'est déroulée en 1983. Des championnats nationaux ont également été organisés en Afrique du Sud et au Royaume-Uni dans les années 1960 et 1970.

### Les débuts (1948-1957)

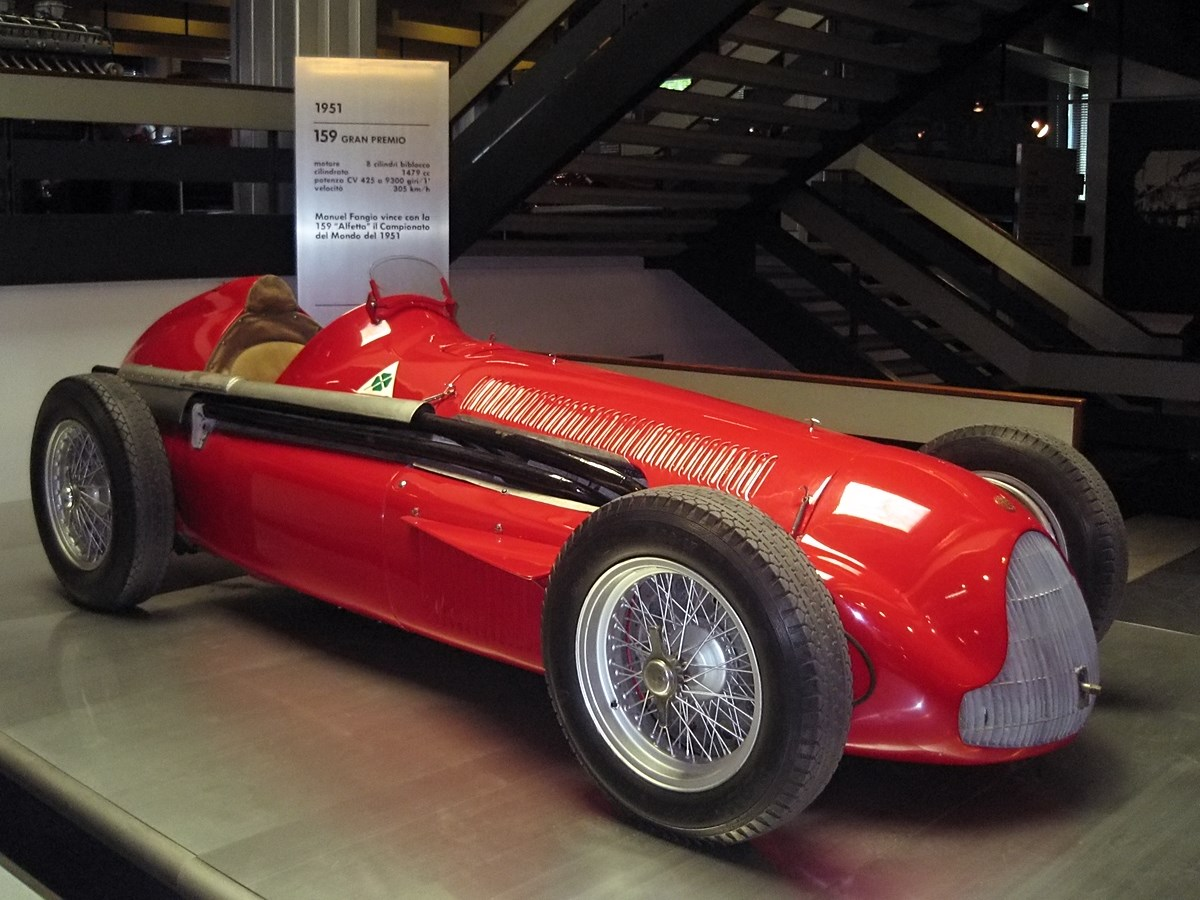
Cette Alfa Romeo 159 a conduit Juan Manuel Fangio au titre en 1951.

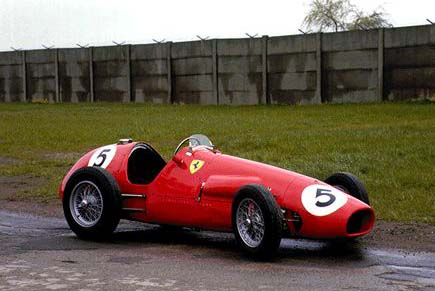
La Ferrari 500 d'Alberto Ascari, champion du monde 1952 et 1953.

Définie en 1946, la réglementation formule 1 est effective dès la saison 1948, les Grands Prix se déroulant alors hors-championnat. Deux ans plus tard, le championnat du monde des pilotes est officiellement lancé le samedi 13 mai 1950 à Silverstone à l'occasion du Grand Prix de Grande-Bretagne (l'organe sportif de la Fédération internationale de l'automobile) ; le championnat réunit les Grands Prix européens les plus prestigieux (à l'exception notable du Grand Prix d'Allemagne) ainsi que les 500 miles d'Indianapolis, épreuve servant surtout à cautionner le caractère mondial du championnat dans la mesure où elle n'est pas disputée selon la réglementation de la Formule 1, mais selon celle de la Formule Internationale, créée l'année précédente à l'initiative de la Commission Sportive Internationale,.
Seulement cinq ans après la fin de la Seconde Guerre mondiale, la tenue d'un championnat du monde est un projet audacieux, les économies européennes commençant seulement à se relever. Logiquement, les premiers plateaux du championnat sont assez disparates et comme un symbole, c'est l'Alfa Romeo 158, une voiture dont la conception remonte à 1937, qui domine les débats. Le vétéran italien Giuseppe Farina remporte la manche d'ouverture du championnat avant de devenir le premier champion du monde de l'histoire, battant son coéquipier argentin, Juan Manuel Fangio, lequel prendra sa revanche l'année suivante,.
Malgré la montée en puissance de la Scuderia Ferrari qui a remporté au Grand Prix de Grande-Bretagne 1951 sa première victoire, grâce à l'Argentin José Froilán González, et qui est passée près du titre avec Alberto Ascari, la santé financière du championnat apparaît incertaine et le retrait annoncé d'Alfa Romeo en fin d'année fait craindre un manque de concurrents,,,. Pour remédier à cette situation, la CSI décide de réserver les championnats 1952 et 1953 aux monoplaces de Formule 2.
Comme espéré, de nouveaux concurrents, pour la plupart britanniques, répondent favorablement au passage à la Formule 2. Si les grilles se garnissent, cela n'empêche pas la large domination de Ferrari qui écrase la compétition avec son chef de file Alberto Ascari. La concurrence prend forme en 1953 avec l'émergence au plus haut niveau de Maserati, qui peut compter sur le retour de Juan Manuel Fangio, absent sur blessure la saison précédente : Ascari est à nouveau titré mais le duel entre Ferrari et Maserati donne lieu à Reims et à Monza à ce que les journalistes appellent « les courses du siècle », signe qu'après des débuts laborieux, le championnat du monde est bel et bien lancé,,,,,.
La Formule 2 ayant relancé le championnat, la CSI décide à partir de 1954 de l'ouvrir à nouveau aux monoplaces de Formule 1, la cylindrée maximale autorisée passant de 2  à   2,5 litres. Non seulement cette décision ne fait pas fuir les petits artisans, mais elle attire deux prestigieux constructeurs : Mercedes-Benz et Lancia,. Symbole du dynamisme du championnat, chacun des quatre grands constructeurs engagés présente une monoplace aux caractéristiques différentes : V8 pour Lancia, 8 cylindres en ligne pour Mercedes-Benz, 6 cylindres en ligne pour Maserati et 4 cylindres en ligne pour Ferrari. Les saisons 1954 et 1955 sont largement dominées par Mercedes-Benz, ce qui permet à Fangio de décrocher deux titres mondiaux supplémentaires.
La domination des Flèches d'Argent est telle qu'elle fait craindre pour l'équilibre du championnat, d'autant plus que Lancia et Maserati sont en proie à d'importants soucis financiers. Mais la décision de Mercedes-Benz, en partie motivée par le drame des 24 Heures du Mans, de quitter la compétition fin 1955 et la cession par Lancia de ses prometteuses D50 à Ferrari permettent de revenir aux duels Ferrari/Maserati,. De cette lutte de constructeurs, un homme émerge : champion en 1956 sur Ferrari, puis en 1957 chez Maserati, Fangio porte son palmarès à cinq titres mondiaux.

### Les «Garagistes» (1958-1981)

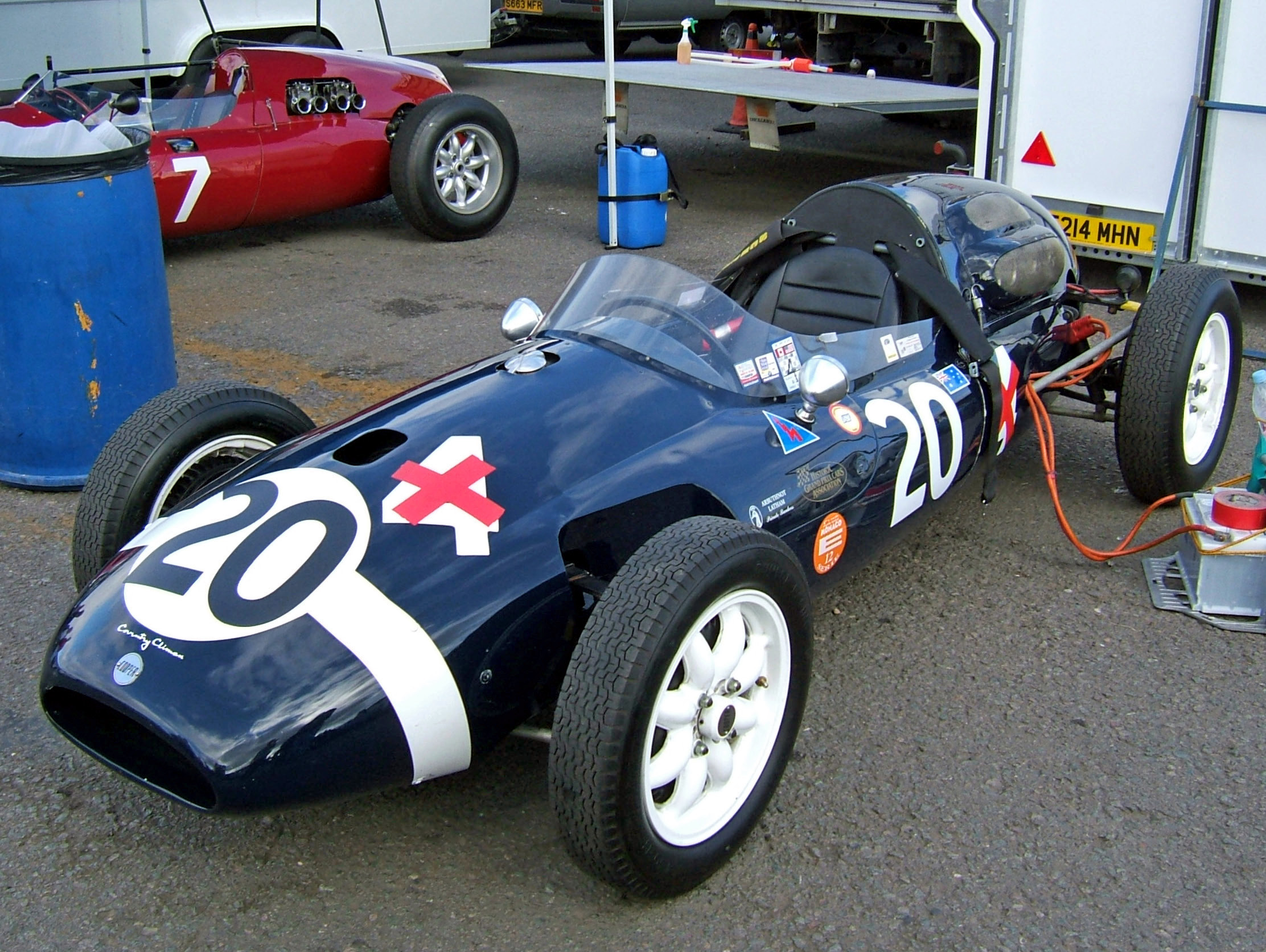
Cooper T43 du Rob Walker Racing.

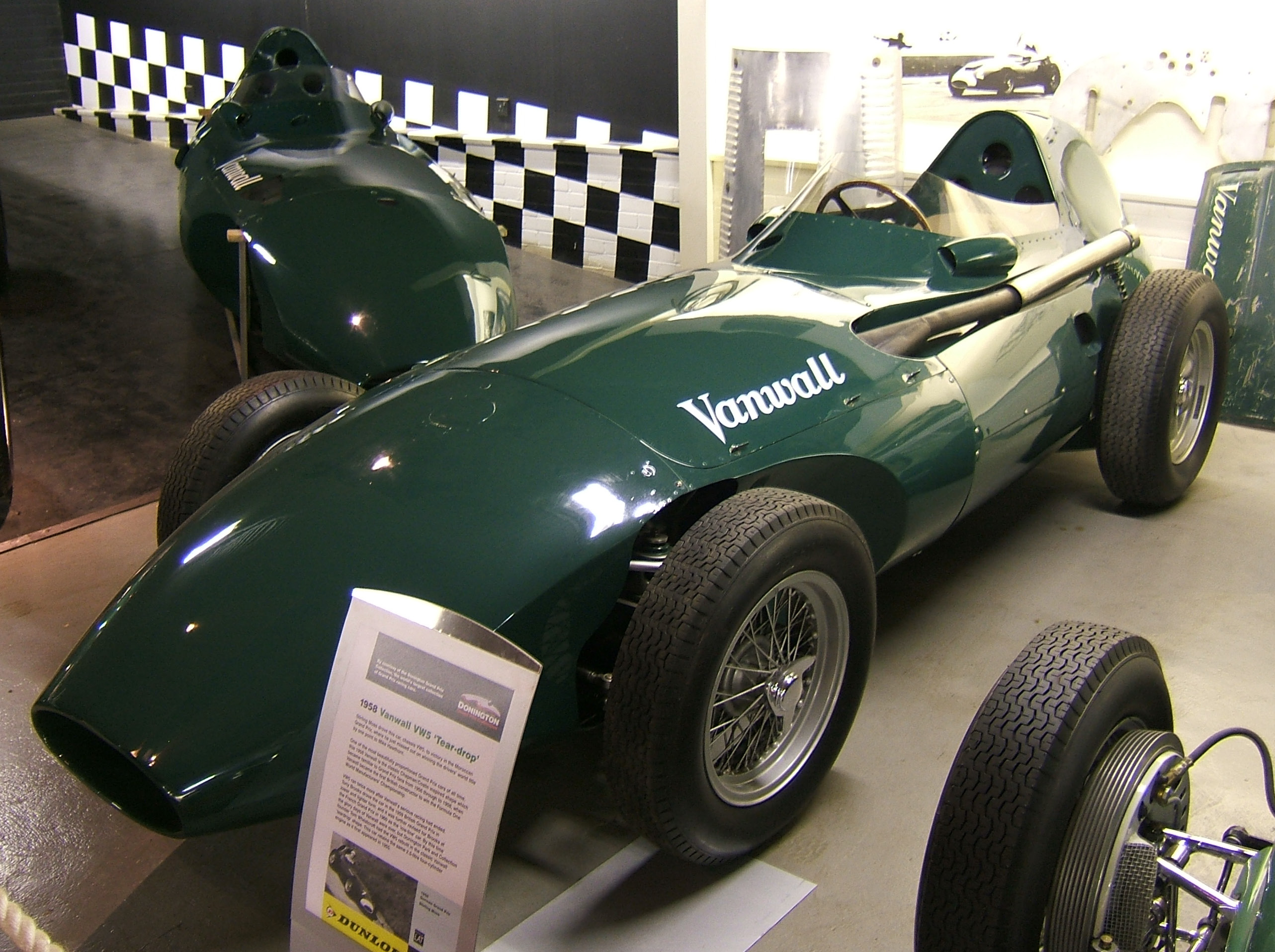
La VW5 (ici ex-Stirling Moss) permet à Vanwall de remporter la première coupe des constructeurs en 1958.

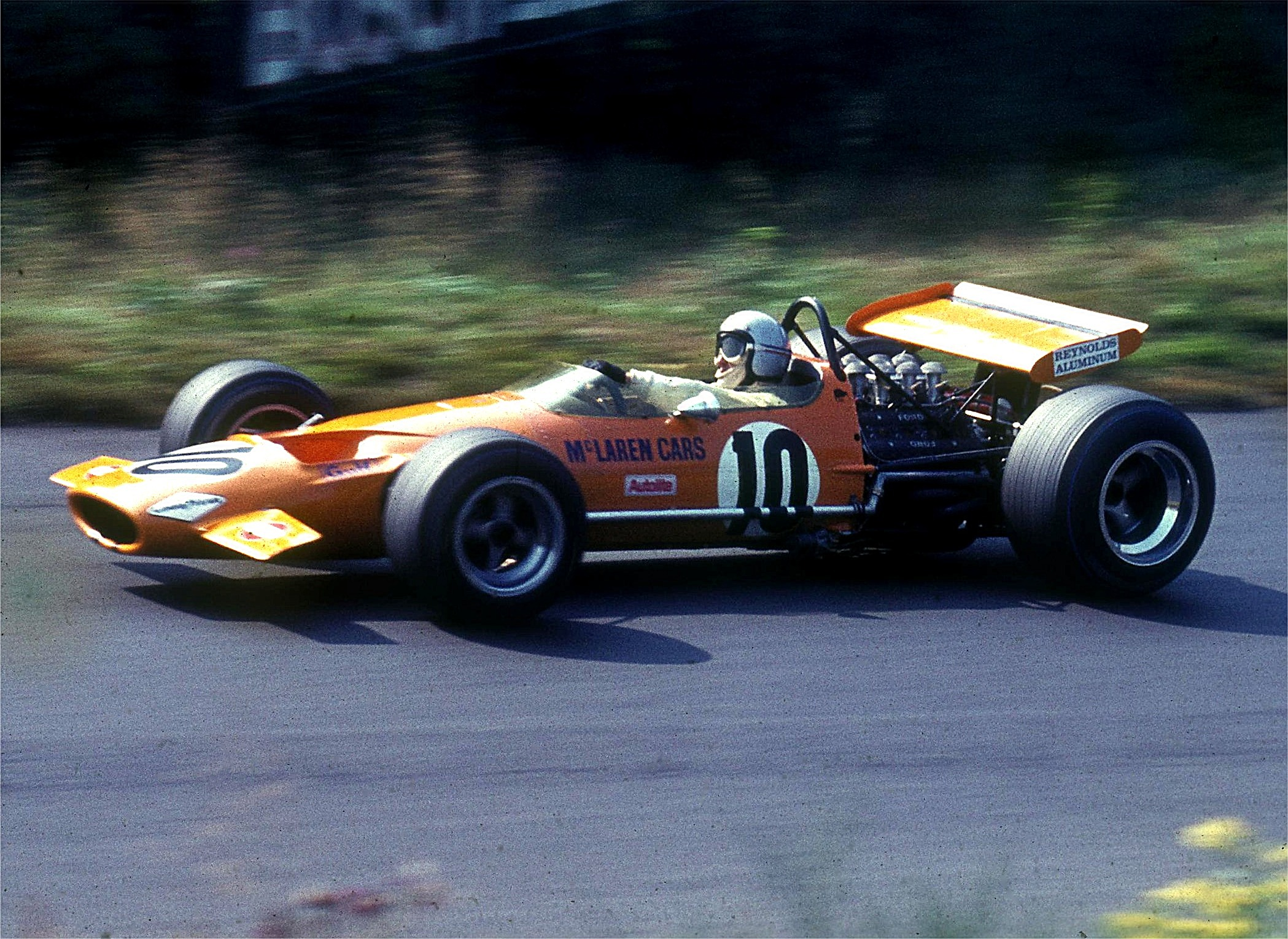
En 1969, Bruce McLaren conduit sa propre monoplace, la voiture de Formule 1 a complètement évolué.

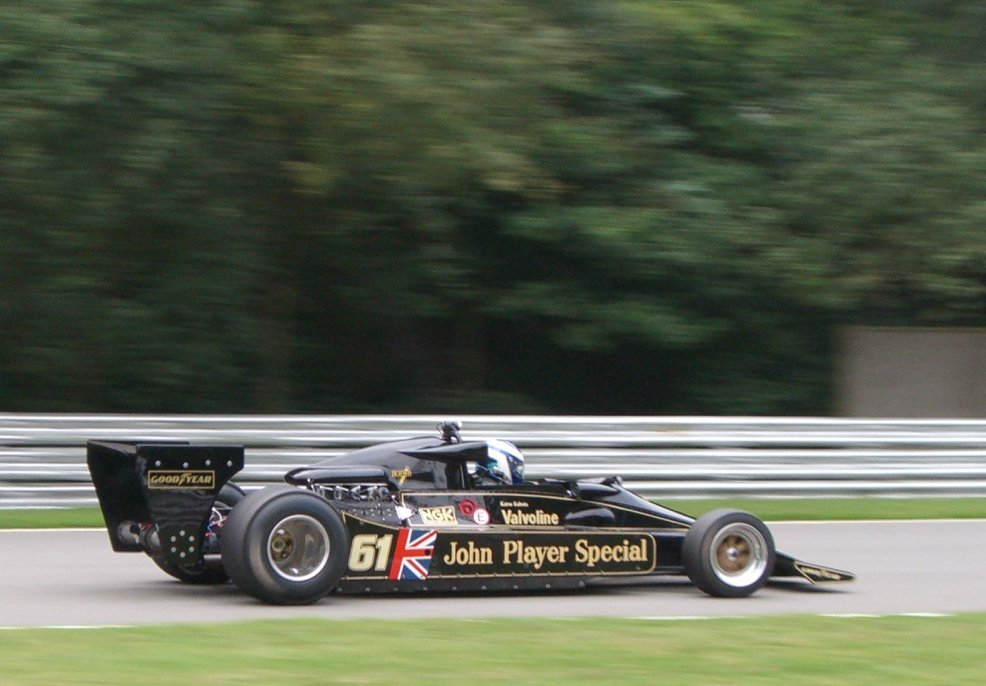
La wing car Lotus 78.

La physionomie du championnat du monde change brutalement en 1958 lorsque les constructeurs britanniques, qui jusque-là faisaient surtout de la figuration derrière les grandes marques italiennes et Mercedes-Benz, touchent enfin les fruits de leur travail de fond. Un pilote Ferrari est titré (Mike Hawthorn), mais la première Coupe des constructeurs revient à Vanwall, tandis que Cooper crée la sensation en faisant triompher, via le Rob Walker Racing à Buenos Aires et à Monaco, une monoplace à moteur central arrière mue par un moteur Coventry Climax de 2 litres qui rend plus de cent chevaux à la concurrence,,,,,,. Enzo Ferrari voit cette innovation d'un œil sarcastique et a cette phrase sans appel : « les chevaux tirent la charrue et ne la poussent pas ». Cette solution technique qui privilégie la maniabilité au détriment de la puissance pure ne tarde pas à faire école. Elle contribue également à faire changer d'ère le championnat du monde, qui n'est plus affaire de grands constructeurs, mais désormais d'assembleurs (les « Garagistes » comme les appelle Enzo Ferrari avec mépris), l'accent étant mis sur la conception du châssis. Les premiers succès de la Cooper sont confirmés en 1959 et 1960 par les deux titres mondiaux de l'Australien Jack Brabham, tandis que deux autres marques, BRM et Lotus, s'engagent sur une voie identique,,.
En 1961, pour freiner l'escalade des performances, la cylindrée maximale des Formule 1 passe de 2,5 à 1,5 litre, reprenant la réglementation technique de la Formule 2, qui disparaît momentanément. Bien qu'annoncée depuis octobre 1958, cette formule n'a pas été anticipée au mieux par les constructeurs britanniques, ce qui laisse le champ libre à Ferrari qui, enfin passée au moteur arrière, domine le championnat. Ses pilotes sont hélas départagés de la pire des façons, Wolfgang von Trips se tuant lors de la dernière manche de la saison à Monza, offrant du même coup le titre à l'Américain Phil Hill,,. Minée par une crise interne durant l'hiver, la Scuderia est incapable de faire fructifier ce succès et les Britanniques reprennent leur domination dès 1962, Graham Hill s'imposant sur sa BRM. Cette saison est également marquée par l'émergence de Jim Clark, qui frôle le titre au volant de sa révolutionnaire Lotus 25 monocoque qui rompt avec les traditionnels châssis tubulaires, œuvre de l'ingénieur Colin Chapman,. Le duo Clark/Chapman réalise le doublé pilote/constructeur aux championnats 1963 puis 1965, Ferrari ne parvenant qu'à redresser brièvement la tête en 1964 grâce à l'ancien champion motocycliste John Surtees qui réalise l'exploit d'être titré sur quatre roues après l'avoir été sur deux.
En 1966, un nouveau changement réglementaire est instauré qui fait repasser la cylindrée maximale à 3 litres, l'objectif étant de refaire de la Formule 1 la discipline reine du sport automobile, statut contesté par les puissants prototypes du championnat du monde des voitures de sport. Les deux premières saisons de la nouvelle Formule 1 sont marquées par les balbutiements de la plupart des concurrents qui peinent à trouver la motorisation idéale (la palme de l'innovation revenant à BRM avec son moteur H16 qui s'avérera être un fiasco), ce dont profite Brabham, adepte de solutions techniques rustiques (châssis tubulaire et moteur Repco dérivé d'un bloc Oldsmobile) pour briller,. Toujours à la pointe de l'innovation, Lotus, qui s'est fourvoyé en achetant à BRM le moteur H16, réagit en commandant à Cosworth, via le financement de Ford, un moteur qui fera date, le V8 Cosworth DFV qui dominera pendant près de quinze ans. Après des débuts prometteurs en 1967, la Lotus 49 domine la saison 1968 aux mains du vétéran britannique Graham Hill qui a suppléé son coéquipier Jim Clark, victime d'un accident mortel en début de saison en Formule 2. La saison 1968 prouve que Lotus ne brille pas que par ses innovations techniques, mais également par sa réactivité sur le plan politique. En début d'année, la CSI, tenant compte de l'accroissement du coût de la discipline, autorise le sponsoring extra-sportif. Lotus signe immédiatement un partenariat avec Imperial Tobacco et remplace la robe British Racing Green de ses monoplaces par une livrée rouge et or aux couleurs de Gold Leaf. Le traditionnel code des couleurs en vigueur depuis les années 1920 a vécu.

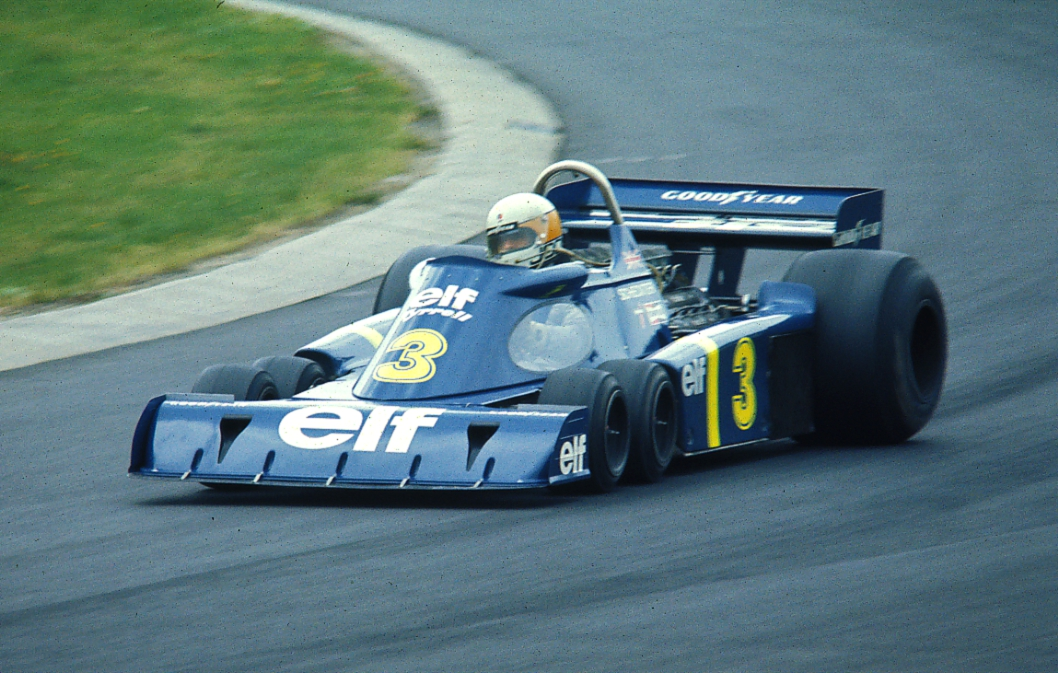
Jody Scheckter au volant de la Tyrrell-Ford P34 à six roues en 1976.

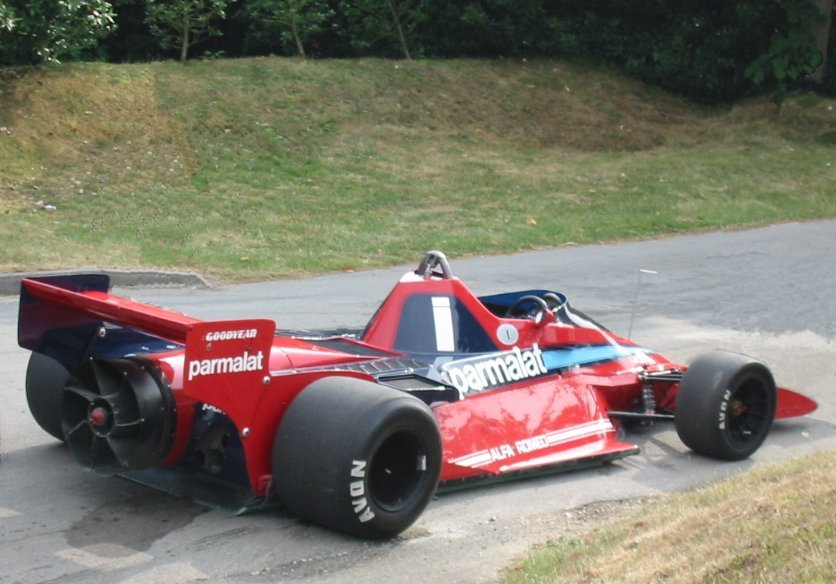
La Brabham BT46B aspirateur, victorieuse du Grand Prix de Suède 1978.

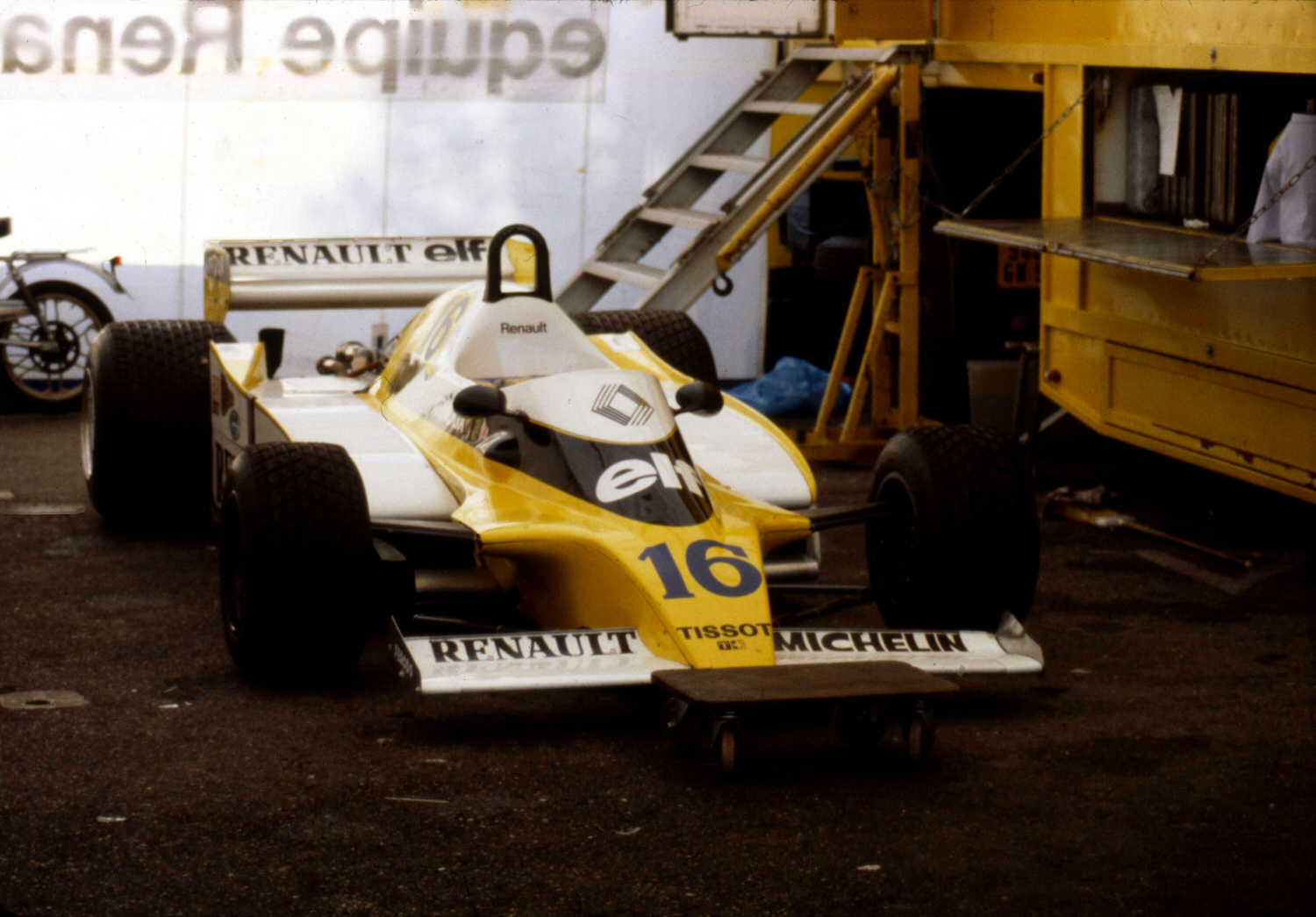
Renault RS10, première monoplace de Formule 1 turbocompressée à remporter un Grand Prix.

La puissance croissante des moteurs (plus de quatre cents chevaux) commence à causer des problèmes d'adhérence aux monoplaces. Dans ce contexte apparaissent au Grand Prix de Belgique 1968 les premiers ailerons, initialement fixés directement sur les bras de suspension, conçus selon le principe d'ailes d'avions inversées et destinés à plaquer la voiture au sol. Fin 1968, saison perturbée à de nombreuses reprises par la pluie, une autre solution est explorée par plusieurs écuries (Lotus, Matra, McLaren), la conception de monoplaces à quatre roues motrices, afin de répartir la puissance entre les trains avant et arrière,. Les difficultés de mise au point de telles monoplaces et le surplus de poids engendré conduisent les ingénieurs à abandonner cette voie et à développer les ailerons, ce qui conduit à des solutions extrêmes, les voitures étant munies d'ailes haut perchées à l'avant comme à l'arrière. Le double accident des Lotus de Hill et Rindt au Grand Prix d'Espagne (à quelques tours d'intervalle, au passage d'une bosse, les ailerons des deux voitures avaient cédé, envoyant leurs pilotes dans les murets de protection) conduit le pouvoir sportif à interdire sine die ces ailerons hauts,.
La progression rapide des performances n'est pas sans conséquence sur le taux de mortalité des pilotes. La fin des années 1960 et le début des années 1970 constituent l'une des périodes les plus noires de la Formule 1, même si sous l'impulsion de Jackie Stewart, la mentalité des pilotes change au point que mourir au volant n'est plus considéré comme une fatalité. L'accident le plus emblématique de cette période est celui de l'Autrichien Jochen Rindt qui, au volant de sa révolutionnaire Lotus 72 (qui, avec ses radiateurs latéraux, préfigure l'esthétique des monoplaces de course des décennies à venir), trouve la mort lors des essais du Grand Prix d'Italie 1970,. Solidement en tête du classement général au moment de son décès, il deviendra champion du monde à titre posthume.
Malgré les multiples drames qui l'ont touché (mort de Clark en avril 1968 et de Rindt en septembre 1970), Lotus reste l'écurie dominante et est à nouveau titrée en 1972 avec le Brésilien Fittipaldi. La suprématie de Lotus est régulièrement contestée par l'écurie Tyrrell avec laquelle Jackie Stewart remporte le titre en 1969, 1971 et 1973. Le premier de ses trois titres est acquis au volant d'une monoplace française, Matra (Tyrrell prenant pour l'occasion le nom de Matra International). En 1974, Fittipaldi décroche son second titre mondial et le premier de l'écurie McLaren mais la saison est marquée par le retour en forme de la Scuderia Ferrari, emmenée par Niki Lauda, titré en 1975 puis en 1977, après avoir laissé échapper le titre en 1976 (à James Hunt, McLaren) dans des circonstances dramatiques,,.
La deuxième moitié des années 1970 est marquée par plusieurs innovations technologiques radicales. La plus spectaculaire, mais la moins efficace, est à l'initiative de Tyrrell qui dévoile en 1976 son fameux modèle P34, une monoplace à six roues : chaque demi-train avant est muni de deux roulettes destinées à accroître l'adhérence tout en réduisant la traînée. Malgré la victoire de Jody Scheckter au Grand Prix de Suède 1976 et plusieurs performances de haut niveau, la solution ne fera pas école, d'autant plus que le coût des roulettes se révèle prohibitif,. En 1977, Lotus dévoile son modèle 78, monoplace à effet de sol dite également « wing car » car équipée d'un fond en forme d'aile d'avion inversée associé à des jupes latérales quasi étanches, ce qui engendre une puissante dépression et procure donc une tenue de route phénoménale. Après une saison de mise au point, Lotus écrase le championnat 1978, remporté par le pilote américain Mario Andretti. À l'issue de la saison, toutes les équipes emboîtent le pas à Lotus mais Brabham a déjà réagi en mettant au point une monoplace dotée d'une turbine aspirant l'air sous la voiture pour produire un effet de sol encore supérieur. Après une seule course où Niki Lauda décroche une victoire aisée en Suède, le dispositif est interdit par le pouvoir sportif. Enfin, l'innovation la plus marquante de cette période est française, Renault faisant, en 1977, ses débuts en championnat du monde avec un moteur turbocompressé. Après des débuts laborieux (Ken Tyrrell surnommera cette voiture « la théière jaune », à cause de la fragilité de la partie mécanique, qui faisait une affreuse couleur noire, sur une voiture jaune), Renault fait triompher pour la première fois son moteur turbo au Grand Prix de France 1979, démontrant la justesse de son choix,,.
La révolution technologique qui agite la Formule 1 de la fin des années 1970 va de pair avec les grandes manœuvres politiques qui s'engagent. Réunies au sein de la Formula One Constructors Association (FOCA), un groupe de pression destiné à défendre leurs intérêts, les principales écuries britanniques entendent peser plus lourdement sur la direction de la discipline en profitant de la passivité de la CSI jusqu'à l'élection à sa tête, en 1978, du Français Jean-Marie Balestre. Inquiets des performances du moteur Renault turbo, les Britanniques demandent son interdiction, conscients qu'une technologie aussi pointue et coûteuse ne peut être maîtrisée que par les grands constructeurs (Renault, Ferrari, Alfa Romeo). De son côté, la CSI (qui devient FISA) entend améliorer la sécurité des Grands Prix et souhaite interdire les jupes, ces éléments aérodynamiques qui donnent toute leur efficacité aux wing cars. Cette lutte d'influence entre la FOCA de Bernie Ecclestone et la FISA de Balestre, connue sous le nom de « conflit FISA-FOCA », laisse craindre un temps la constitution d'un championnat parallèle (l'organisation du Grand Prix d'Afrique du Sud 1981 sous l'égide de la World Federation of Motor Sport, fédération « fantôme » créée par la FOCA, ira d'ailleurs en ce sens, mais sans suite) avant que les différents acteurs concernés ne signent, au printemps 1981, les « Accords de la Concorde » qui entérinent le partage des pouvoirs entre FISA et FOCA.

### Les grands moyens (1982-1999)

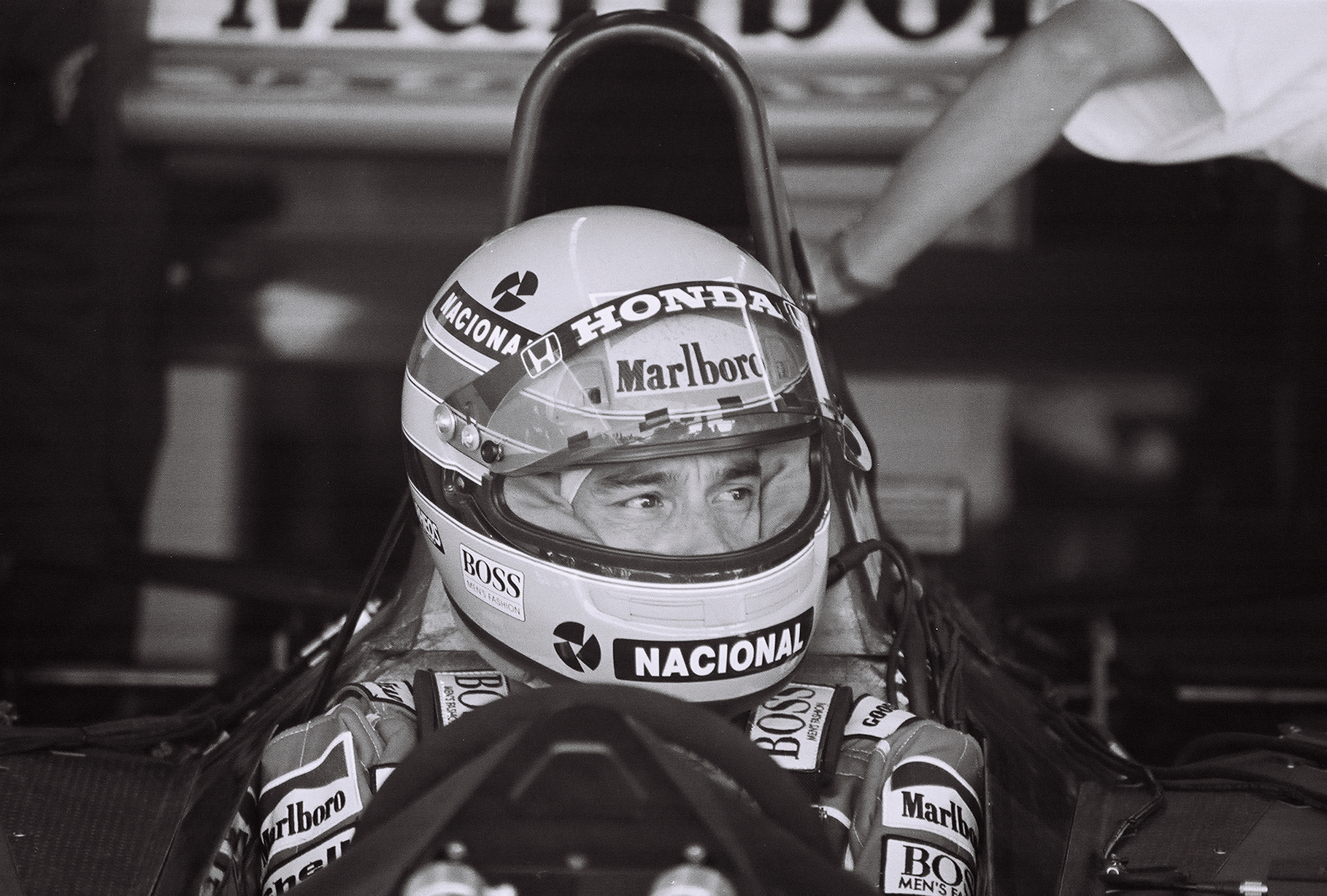
Ayrton Senna au Grand Prix des États-Unis en 1991.

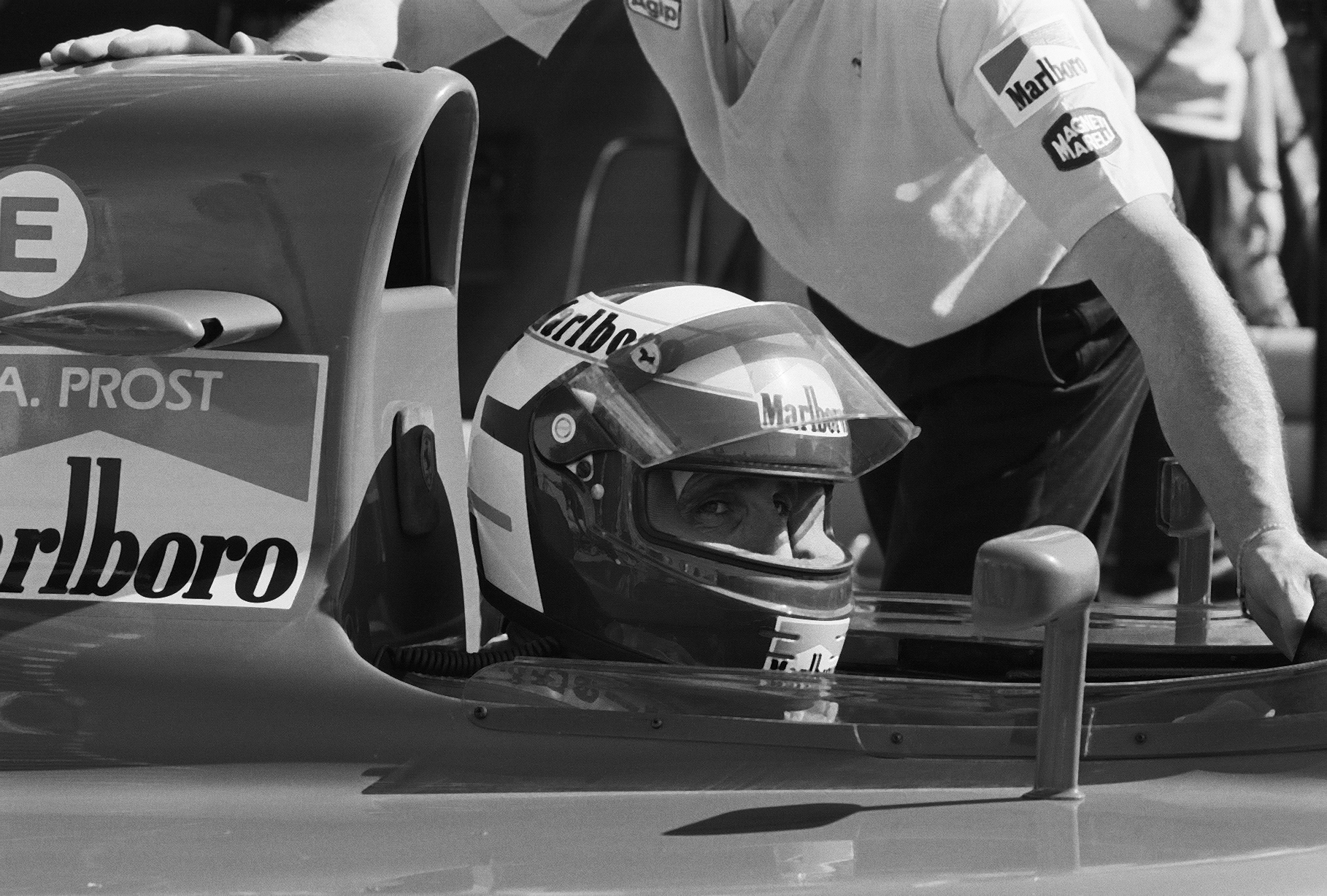
Alain Prost en 1991.

Comme le souhaitait la FISA, les wing cars sont bannies à partir de 1983 tandis que les écuries britanniques acceptent la présence des moteurs turbocompressés. Elles l'acceptent d'autant plus que, loin de voir leur existence menacée par l'arrivée massive des grandes marques, elles s'en font des partenaires techniques : Brabham (dirigée par Bernie Ecclestone, le meneur de la FOCA) signe un accord de fourniture de moteurs turbo avec BMW à partir de 1982 ; McLaren fait de même avec Porsche ainsi que Williams avec Honda,,,. La prise de pouvoir des moteurs turbo se concrétise en 1982 (titre mondial des constructeurs pour Ferrari, qui laisse toutefois échapper le titre pilote à Keke Rosberg sur sa Williams à moteur Cosworth atmosphérique) puis en 1983, lorsque Nelson Piquet devient sur sa Brabham-BMW le premier pilote sacré champion du monde à l'aide d'un moteur turbo,. Les années turbo sont ensuite dominées par les McLaren-TAG turbo de Lauda (1984) et Alain Prost (1985 et 1986), les Williams-Honda (titre des constructeurs en 1986 et 1987, titre des pilotes pour Nelson Piquet en 1987) puis les McLaren-Honda en 1988 (15 victoires en 16 courses et le titre pour Ayrton Senna devant son coéquipier Alain Prost),.
Ces années sont celles de la démesure en termes de puissance. À leur apogée, en 1986, les blocs turbocompressés développent plus de 1 400 chevaux en spécification qualifications, la puissance étant réduite à 850 chevaux pour la course. Par mesure de sécurité, la FISA limite leur puissance dès 1987, puis les interdit totalement à partir de 1989.

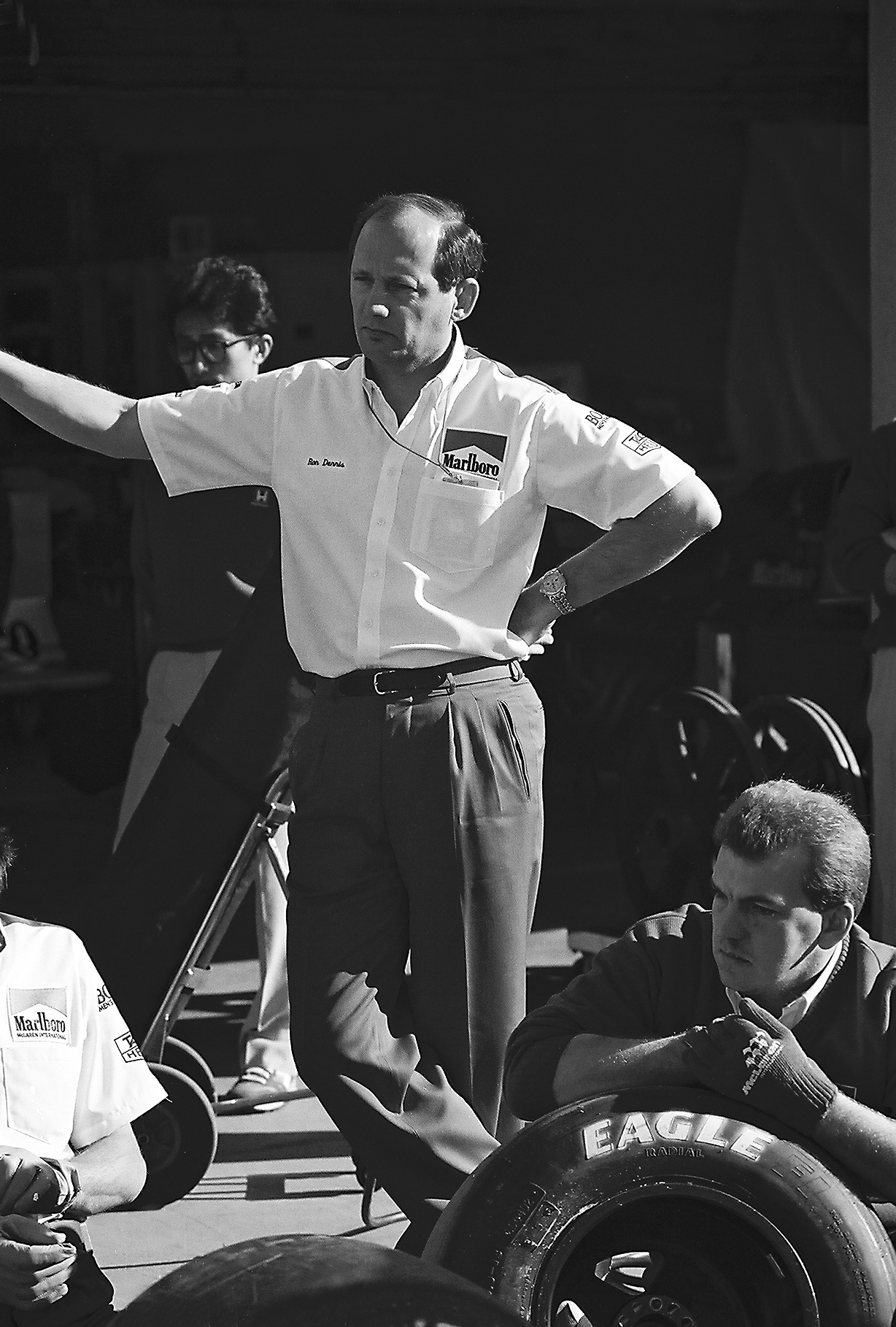
Ron Dennis en 1991.

Si le retour des atmosphériques attire de nombreuses petites écuries (Scuderia Italia, Coloni, Rial, EuroBrun, etc.) séduites par une réglementation a priori plus abordable, les motoristes Judd et Cosworth fournissant de nombreux blocs à un prix raisonnable, il ne change rien au rapport de force,,,. Les écuries soutenues par les constructeurs généralistes continuent à se tailler la part du lion : McLaren avec Honda, Williams avec Renault, Ferrari et à un degré moindre l'écurie Benetton, soutenue par Ford. McLaren domine la saison 1989, marquée par la dégradation des rapports entre Prost et Senna dont la rivalité passionne le public, puis s'impose avec plus de difficultés en 1990 et 1991, sa domination étant contrariée par Ferrari (renforcée par Prost en 1990) puis Williams-Renault. Cette dernière, en avance dans la maîtrise des aides électroniques au pilotage (ABS, antipatinage, suspension active, boîte de vitesses semi-automatique), domine les saisons 1992 (avec Nigel Mansell) puis 1993 (avec Alain Prost).
L'interdiction de la plupart des aides électroniques redistribue les cartes à l'orée de la saison 1994. Mais le duel attendu entre Ayrton Senna (Williams-Renault) et le jeune Michael Schumacher (Benetton-Ford) tourne court lorsque le triple champion du monde brésilien meurt lors du Grand Prix de Saint-Marin, le lendemain de l'accident mortel du novice autrichien Roland Ratzenberger,,. Avec deux morts en un week-end, dont celle de son pilote le plus populaire, le championnat du monde connaît ses heures les plus sombres, aucun accident mortel en compétition n'ayant été à déplorer depuis ceux de Gilles Villeneuve et Riccardo Paletti en 1982,. Montrée du doigt pour avoir relâché sa vigilance en matière de sécurité, la FIA durcit rapidement sa législation, la mesure la plus spectaculaire étant la limitation des moteurs à 3 litres dès la saison suivante. Depuis le Grand Prix de Saint-Marin 1994, quatre morts sont à déplorer : un pompier en 2000 et un commissaire de piste en 2001, tous deux tués par des débris consécutifs à des accidents,, ainsi qu'un commissaire de piste en 2013, percuté par une grue transportant la Sauber d'Esteban Gutiérrez, ainsi que Jules Bianchi, décédé des suites de ses blessures lors du Grand Prix du Japon 2014,.
Sacré dans des conditions dramatiques en 1994, Schumacher conserve son titre mondial en 1995, au volant d'une Benetton désormais mue par un moteur Renault. Le motoriste français, qui équipe également les Williams, place ses quatre pilotes aux quatre premières places du championnat. En 1996, le départ pour Ferrari de Schumacher affaiblit Benetton et laisse le champ libre à Williams, qui réalise le doublé pilote-constructeur en 1996 avec Damon Hill puis en 1997 avec Jacques Villeneuve,. Le retrait de Renault ainsi que le départ de son ingénieur fétiche Adrian Newey mettent un terme à la domination de Williams dont profite McLaren, renforcé par ledit Newey et dont l'association avec le constructeur allemand Mercedes-Benz commence à porter ses fruits. En demi-teinte depuis les départs successifs de Honda et Senna en 1992 et 1993, McLaren renoue avec les titres mondiaux en 1998 et 1999, deux championnats remportés par le Finlandais Mika Häkkinen.

### Retour des grands constructeurs (2000-2008)
La restructuration de la Scuderia Ferrari, entamée en 1993 par Jean Todt qui a successivement engagé le pilote allemand Michael Schumacher ainsi que les ingénieurs Ross Brawn et Rory Byrne, trouve sa concrétisation avec le titre mondial des constructeurs acquis en 1999, le premier de l'écurie italienne depuis 1983,. Ce sacre est le point de départ de la période de domination la plus importante de l'histoire de la Formule 1 puisque Schumacher remporte cinq titres mondiaux consécutifs de 2000 à 2004, portant son total personnel à sept couronnes. Dans le même temps, Ferrari ajoute cinq titres des constructeurs à son palmarès. Cette domination culmine au cours des saisons 2002 et 2004 durant lesquelles Schumacher remporte respectivement onze et treize victoires. Afin de relancer le spectacle, le pouvoir sportif est régulièrement amené à modifier le règlement sportif.
Cette période correspond à une implication sans cesse croissante des grandes marques dans la discipline. Alors qu'elles se contentaient jusque-là du rôle de motoriste, laissant la conception des châssis aux spécialistes britanniques, elles s'investissent progressivement en tant que constructeur à part entière : Mercedes-Benz devient l'actionnaire majoritaire de McLaren, Ford rachète Stewart Grand Prix en 1999 pour créer Jaguar Racing, Renault rachète Benetton Formula en 2000, Toyota fait son apparition sur les grilles en 2002, Honda rachète British American Racing en 2005 et BMW rachète Sauber cette même année. En 2005 et 2006, en réalisant par deux fois le doublé pilote-constructeur avec Fernando Alonso, Renault met fin à la longue période d'hégémonie de la Scuderia Ferrari et devient le premier constructeur généraliste à être sacré. En 2007 et 2008, Kimi Räikkönen (Ferrari) et Lewis Hamilton (McLaren-Mercedes) sont champions du monde,.

### Une nouvelle ère et l'arrivée de l'hybride (2009-2019)
Les grands constructeurs qui s'étaient engagés dix ans auparavant quittent progressivement le championnat du monde : Honda, BMW et Toyota se retirent intégralement en 2008-2009 et Renault cède progressivement son équipe à une filiale du fonds d'investissement, Genii Capital, mais demeure motoriste. Seul Mercedes lance son équipe en 2010 en rachetant l'équipe Brawn GP. Des écuries indépendantes prennent le relais comme Sauber, Virgin Racing (devenue Marussia F1 Team), HRT Formula One Team et Caterham F1 Team.
À partir de 2009, la Formule 1 connaît de nouveaux changements avec l'arrivée du système de récupération de l'énergie cinétique (SREC), le retour aux pneus slicks, plusieurs modifications aérodynamiques ainsi que la volonté de réduire les coûts. Sur la piste, une nouvelle hiérarchie s'impose avec la domination de la nouvelle écurie Brawn GP, née du rachat de l'ancienne équipe Honda, qui devient championne du monde avec Jenson Button. Hors-piste, cette saison est marquée par le conflit FIA-FOTA qui oppose Max Mosley aux écuries sur le plafonnement des budgets pour la saison 2010 et la menace d'une création d'un championnat FOTA concurrent de la Formule 1, idée abandonnée à la suite de la suppression du plafonnement des budgets. Mosley ne se représente pas aux élections de la FIA qui consacrent un nouveau président, Jean Todt.
En 2010, les ravitaillements en course réintroduits en 1994 sont bannis et un nouveau barème de points est mis en place. En 2011, l'aileron arrière mobile (DRS) est instauré pour faciliter les dépassements, et Pirelli remplace Bridgestone comme fournisseur de pneumatiques. Red Bull Racing, sous l'impulsion de l'ingénieur Adrian Newey et du jeune pilote allemand Sebastian Vettel, remporte les titres pilotes et constructeurs en 2010, 2011, 2012 et 2013.
En 2012, l'interdiction des « diffuseurs soufflés », système utilisant les gaz d'échappement pour augmenter l'appui du train arrière, notamment dans les parties lentes d'un circuit, rend les écuries encore plus proches les unes des autres. Cela se traduit par un début de saison qui voit sept vainqueurs différents (de cinq écuries différentes) lors des sept premiers Grands Prix de la saison, une situation que la Formule 1 n'avait jamais connue au cours de son histoire.

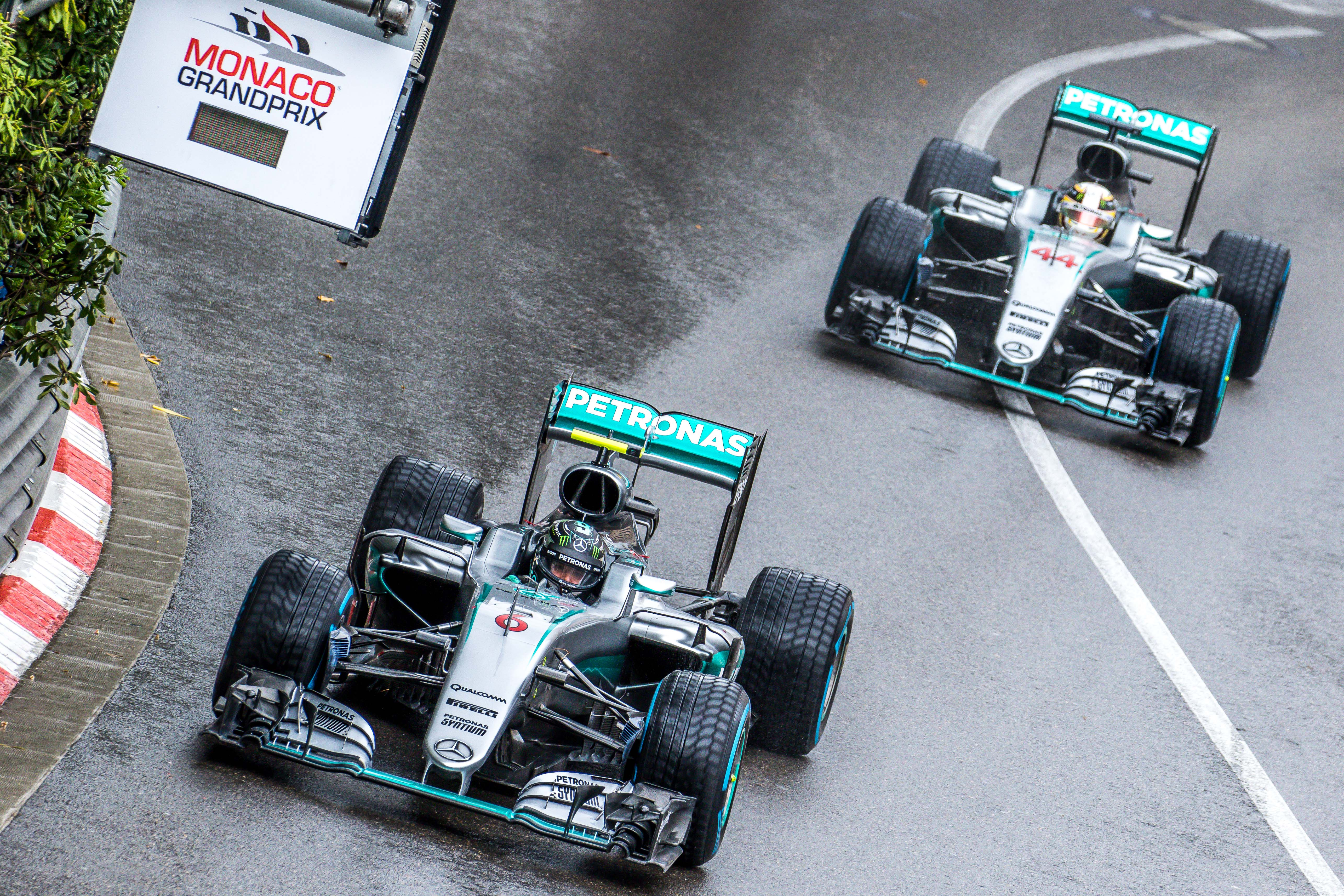
Les champions Mercedes Nico Rosberg et Lewis Hamilton, ici au Grand Prix de Monaco 2016.

La Formule 1 continue de se mondialiser ; de nouveaux Grands Prix sont organisés à Abou Dabi à partir de 2009, en Corée du Sud de 2010 à 2013 et en Inde de 2011 à 2013. La Russie à partir de 2014 et l'Azerbaïdjan à partir de 2016 intègrent à leur tour le calendrier. En 2020, le premier nouveau Grand Prix inscrit au calendrier sous l'ère Liberty Media doit être le Grand Prix du Viêt Nam, disputé sur un circuit tracé dans les rues de Hanoï, mais il est d'abord reporté en raison de la pandémie de Covid-19 puis annulé pour cause de problèmes politiques mettant à mal l'organisation de l'événement,,.
En 2014, les moteurs V8 atmosphériques sont remplacés par des propulseurs V6 turbo hybrides à double système de récupération d'énergie, et c'est le début d'une ère totalement dominée par Mercedes Grand Prix, avec sept titres des constructeurs, sept championnats du monde des pilotes (Lewis Hamilton en 2014, 2015, 2017, 2018, 2019 et 2020, Nico Rosberg en 2016), avec, de 2014 à 2020, 109 pole positions, 102 victoires, 204 podiums, 58 doublés en 137 Grands Prix, et un record de dix-neuf victoires et vingt pole positions en une saison en 2016.
Un nouveau logo a été présenté lors de la dernière manche du championnat 2017.

### La Formule 1 en période de crise sanitaire et de réchauffement climatique
Au début des années 2000, de nombreux sponsors de la Formule 1 se sont retirés, optant pour des sports plus écologiques. Confrontée aux défis du réchauffement climatique, la discipline reine du sport automobile a de plus en plus besoin de s'adapter au développement des technologies de propulsion alternatives. Après avoir introduit le SREC en 2009, la F1 se tourne définitivement vers la propulsion hybride à partir de la saison 2014. La quantité maximum de carburant embarqué est limitée, 110 kg depuis la saison 2019 pour couvrir la distance d'un Grand Prix (environ 305 km).
En 2019, le champion du monde 2016 Nico Rosberg (qui s'était déjà investi dans le championnat de Formule E FIA électrique) s'est exprimé sur la crise climatique à l'occasion du Forum économique mondial de Davos ; il déclare à cette occasion : « Si seules les voitures électriques ou celles fonctionnant à l'hydrogène sont vendues dans le monde, la Formule 1 ne peut pas continuer avec des moteurs à combustion interne, ça n'aurait aucun sens. »
À partir de 2019, Netflix diffuse chaque année la série Drive to Survive, qui donne un aperçu des coulisses du championnat, et qui rencontre un grand succès, faisant augmenter la popularité de la Formule 1 dans le monde.
En 2020, la pandémie de maladie à coronavirus de 2019-2020 crée une situation totalement inédite pour le championnat du monde de Formule 1 : les onze premières courses programmées dans la saison sont soit reportées, soit annulées : c'est le cas du GP d'Australie, annulé à deux heures des premiers essais libres, puis du GP de Monaco, lequel a été disputé sans interruption depuis 1955. L'aspect incontrôlable de la pandémie à l'envergure planétaire chamboule complètement le calendrier de la 71e édition championnat du monde de Formule 1 : de 22 courses prévues à l'origine, un calendrier réduit de huit courses est d'abord présenté au début de juin, avec l'ajout d'épreuves au fur et à mesure de l'évolution de la pandémie et de la saison. En date du 24 juillet, treize courses sont au programme, toutes en Europe,.
La saison se met officiellement en branle le 5 juillet avec le Grand Prix d'Autriche. Pour la première fois, la Formule 1 inscrit au calendrier deux courses de suite sur le même circuit (Grands Prix d'Autriche et de Styrie sur le Circuit de Spielberg ainsi que les Grands Prix de Grande-Bretagne et du 70e anniversaire à Silverstone) en plus d'ajouter des circuits qui n'avaient jamais accueilli d'épreuves de Formule 1 auparavant (Grand Prix de Toscane sur le circuit du Mugello et le Grand Prix du Portugal sur le Circuit de l'Algarve à Portimão). La Formule 1 annonce également le retour d'anciens circuits pour cette saison particulière, avec le circuit d'Imola pour le Grand Prix d'Émilie-Romagne, l'Istanbul Park pour le Grand Prix de Turquie et le Nürburgring pour le Grand Prix de l'Eifel, trois circuits qui n'avaient pas accueilli de courses depuis 2006, 2011 et 2013 respectivement. Une particularité du Grand Prix d'Émilie-Romagne est qu'il se déroule sur deux jours au lieu de trois, comme cela est normalement le cas avec les autres courses. La plupart des dix-sept courses de la saison ont lieu à huis clos, et en suivant des protocoles sanitaires stricts. Les pilotes touchés par le Covid-19 sont placés à l'isolement, c'est le cas de Sergio Pérez pour deux courses et de Lewis Hamilton qui manque ainsi le Grand Prix de Sakhir.

Le logo dévoilé en novembre 2021.

 Toujours dans le contexte de la crise sanitaire mondiale, le calendrier de la saison 2021 est celui comptant le plus grand nombre de courses dans l'histoire de la discipline, au nombre de vingt-deux, avec deux nouveaux Grand Prix, ceux d'Arabie saoudite et du Qatar. Par ailleurs, est introduite, lors de trois épreuves, une course « qualification sprint » qui détermine le samedi, par le classement à l'arrivée, l'ordre de départ sur la grille pour l'épreuve du dimanche. Ce nouveau format est inauguré au Grand Prix de Grande-Bretagne le 17 juillet, et le premier auteur de la pole position après une course de 100 km (17 tours du circuit de Silverstone) est Max Verstappen. Une affluence considérable est constatée en octobre lors de la dix-septième manche sur le Circuit des Amériques à Austin, avec près de 400 000 spectateurs cumulés sur les trois journées de compétition, dont 140 000 le jour de la course,.
En novembre 2021, la Formule 1 insiste sur son éco-responsabilité en affirmant que les unités de puissance consomment le moins d'essence par rapport aux chevaux qu'elles délivrent, en présentant un nouveau logo, le F1 apparaissant sur fond vert, et en avançant que les prochains moteurs hybrides à partir de 2026 auront la neutralité carbone, fonctionnant avec du carburant non fossile. Mais cette communication se produit au moment même où le grand cirque de la F1 se déplace sur trois circuits différents en trois semaines, opérant notamment un déplacement du Brésil au Qatar (11 000 kilomètres de distance), et sur une saison record en nombre de Grands Prix (22), avec ce que cela suppose de transport aérien et de camions mis sur la route. À ce titre, les statistiques montrent que l'empreinte carbone des Formule 1 en piste ne représente en 2022 que 0,7 % du total, alors qu'en terme de « pollution » le transport du matériel pèse 45 %, ceux du personnel 27 %, et ceux des spectateurs 26 %. Ainsi, l'objectif de la F1 étant de parvenir dans un futur proche à « zéro carbone », une solution pourrait être de remanier le calendrier pour regrouper les courses par aire géographique (tournée moyen-orientale et asiatique, tournée américaine, tournée européenne), afin de limiter les déplacements et donc l'empreinte carbone.
Alors que Max Verstappen a mis fin à la domination des pilotes Mercedes et plus particulièrement de Lewis Hamilton en remportant le titre mondial 2021 dans le dernier tour de la dernière course et dans des circonstances controversées (l'écurie de Toto Wolff gagnant toutefois son huitième titre constructeurs consécutif), la Formule 1 entre en 2022 dans une nouvelle ère. Le travail, pour les monoplaces de 2022, a été porté sur la limitation des générations de perturbations aérodynamiques sur les différents éléments d'une monoplace. L'appui est majoritairement produit par le fond plat avec un concept d'effet de sol et des ailerons simplifiés. L'effet de sol est généré par un tunnel à effet Venturi sous le fond plat et sous les pontons de l'avant à l'arrière.
Les autres modifications notables de l'aspect des Formule 1, qui évolue donc considérablement, sont un aileron avant plus large et connecté directement au museau plus effilé (sans laisser d'espace comme c'est le cas pour les monoplaces depuis de nombreuses années), des pontons plus arrondis (ou absents comme dans le cas de la Mercedes W13) sans appendice aérodynamique (barge board) et munis de larges ouvertures, des ailettes au-dessus des roues avant de 18 pouces équipées d'enjoliveurs et un nouvel aileron arrière. Alors que l'on supposait, en raison d'une règlementation technique bien balisée, que toutes les voitures 2022 se ressembleraient, avec un aspect semblable au modèle présenté par la FIA à l'été 2021, il s'avère au contraire qu'elles sont toutes très différentes les unes des autres et que la créativité des ingénieurs a joué à plein pour tenter de trouver les meilleures solutions, des larges pontons incurvés de la Ferrari F1-75 à la quasi-absence de ces pontons sur la Mercedes W13.
Sous cette nouvelle réglementation technique privilégiant l'effet de sol, Red Bull Racing domine largement les éditions 2022 et 2023 avec ses modèles RB18 et RB19 aux mains de Max Verstappen. Plus particulièrement lors de cette dernière campagne, l'écurie parvient à un ratio record de 95,45 % de victoires (21 en 22 courses), et son pilote néerlandais, qui devient triple champion du monde, établit une série inédite de dix victoires consécutives et des records de dix-neuf succès dans l'année (86,36 %), 21 podiums et 1 003 tours en tête. En 2024, dans la foulée du quatrième titre mondial remporté par Verstappen à Las Vegas le 23 novembre, et en amont de l'avant-dernière manche du championnat au Qatar, la F1 annonce qu'une onzième équipe participera au championnat à partir de 2026. Il s'agit du constructeur automobile américain General Motors à travers sa marque Cadillac. L'écurie Cadillac devrait dans un premier temps acheter son moteur, avant que General Motors ne produise sa propre unité de puissance.

## Autour de la course

### Organisation
Trois organismes sont chargés de l'organisation des compétitions de Formule 1 : 
- la Fédération Internationale de l'Automobile (FIA), présidée par Jean Todt jusqu'en décembre 2021, qui assure la direction technique et sportive et détermine les règlements ;
- la Formula One Administration (FOA, anciennement FOCA), présidée par Bernie Ecclestone jusqu'en janvier 2017, qui détient les droits exclusifs des contenus audio et vidéo des compétitions par délégation de la FIA, suivant les termes des Accords de la Concorde ;
- la Formula One Management (FOM) qui gère les droits, notamment de diffusion télévisée, de la FOA.

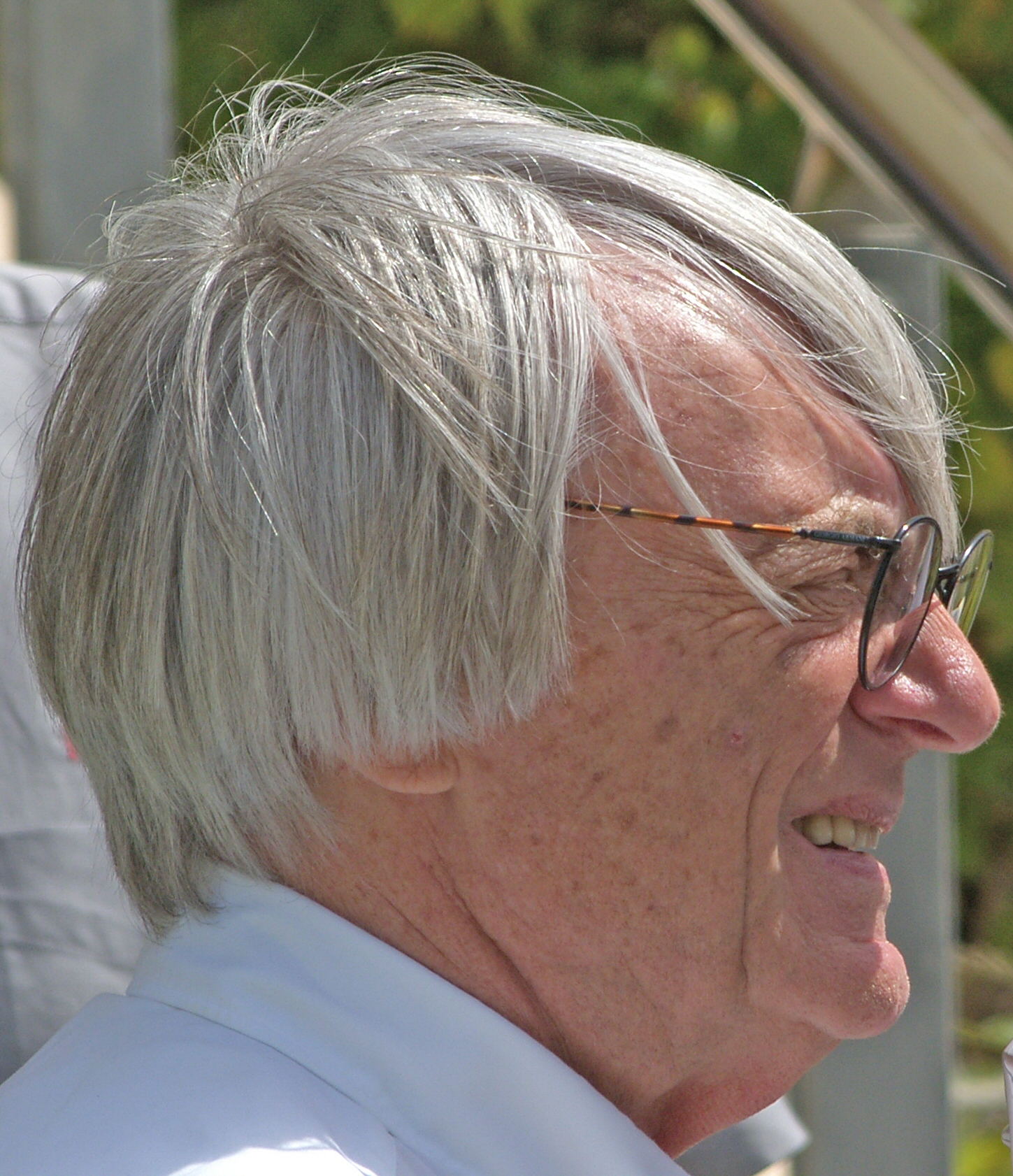
Bernie Ecclestone lors du Grand Prix de Bahreïn 2006.

Au début des années 1970, le Britannique Bernie Ecclestone (qui a racheté l'écurie Brabham à l'issue de la saison 1971) entreprend de fédérer en association la plupart des écuries de Formule 1,. Rapidement émerge ainsi la Formula One Constructors Association (FOCA) dont l'ambition est double.
Les revenus produits par les courses, ainsi que les dépenses des écuries, ont considérablement augmenté de même que l'intérêt du public pour ce sport. Les écuries, compte tenu des sommes de plus en plus élevées qu'elles investissent, estiment qu'il est possible non seulement de produire plus de revenus, mais qu'une partie de ceux-ci leur revient de droit. Au nom de la FOCA, Bernie Ecclestone entreprend alors de négocier directement avec certains organisateurs de Grands Prix (en garantissant la présence des écuries qu'il représente) contre le versement d'une somme forfaitaire de plus en plus élevée. La FOCA devient même directement organisatrice de certaines épreuves. L'association négocie également avec les chaînes de télévision, nouvel acteur (pas encore majeur, mais sur le point de le devenir) du monde des Grands Prix.
L'organisation strictement sportive du championnat du monde est de la compétence exclusive de la CSI. Mais sur ce point également, la FOCA estime avoir son mot à dire et refuse de se laisser dicter les modifications du règlement technique, sources de dépenses supplémentaires pour les écuries.
Le Français Jean-Marie Balestre, dès son accession à la présidence de la CSI (l'organe sportif de la FIA) qui prend le nom de FISA, tente de s'opposer à la montée en puissance de l'influente association dirigée par Bernie Ecclestone : c'est le début de la guerre FISA-FOCA,. En 1981, les deux adversaires signent la paix des braves, donnant lieu à la première mouture des Accords Concorde (du nom de la place de la Concorde à Paris, où la FIA/FISA a son siège) qui entérinent le partage des pouvoirs entre la FISA (qui conserve toute autorité en matière sportive et règlementaire) et la FOCA avec laquelle la FIA accepte de partager les profits réalisés, en lui laissant l'exploitation commerciale des courses. Chaque écurie recevra une part des profits, proportionnellement à ses résultats au championnat. Ecclestone devient à ce moment le patron officieux de la Formule 1.
Quand les premiers Accord Concorde prennent fin, en 1987, Ecclestone cesse d'être un propriétaire d'écurie pour créer la FOPA (Formula One Promotions and Administration), nouvel organisme chargé d'administrer les droits télévisés pour les écuries (la FOPA deviendra par la suite la Formula One Management). La FOPA reçoit 23 % des produits des droits TV, tandis que 47 % vont aux équipes et 30 % à la FIA. La FOPA cependant reçoit les droits versés par les organisateurs des Grands Prix. Des primes suivant les résultats sont reversées aux écuries.
En janvier 2017, le groupe Américain Liberty Media complète le rachat total de la Formule 1,,. Ainsi, Bernie Ecclestone est mis à l'écart après quarante ans de « règne » tandis qu'un trio de direction est mis en place avec Chase Carey (président), Sean Bratches (directeur commercial) et Ross Brawn (directeur technique et sportif).
Le 19 août 2020, les acteurs de la Formule 1 (le Formula One Group de Chase Carey, la FIA, les constructeurs) annoncent la signature des nouveaux Accords Concorde pour la période 2021-2025. Les dix écuries qui constituent l'actuel plateau prolongent ainsi leur engagement au moins jusqu'en 2025. « C’est l’aboutissement de longs mois de négociations avec les teams. Cette année est sans précédent dans le monde dans le contexte de la pandémie et nous sommes fiers d’avoir pu fédérer les énergies pour reprendre la compétition en toute sécurité. Le renouvellement des Accords Concorde s’inscrit dans cette volonté partagée », déclare Chase Carey. Quant à Jean Todt, il explique : « La reconduction des Accords Concorde assure un futur stable au championnat du monde (…). Nous pouvons confirmer aujourd’hui qu’un excitant nouveau chapitre va s’ouvrir, ajoute-t-il. Je suis heureux de la manière dont les parties prenantes se sont entendues pour que le sommet du sport automobile soit à l’avenir plus respectueux de l’environnement, plus équitable et mieux mis en valeur ».
En janvier 2021, Stefano Domenicali prend la place de Chase Carey et devient le nouveau patron de la Formule 1.

### Les filières pour accéder à la Formule 1

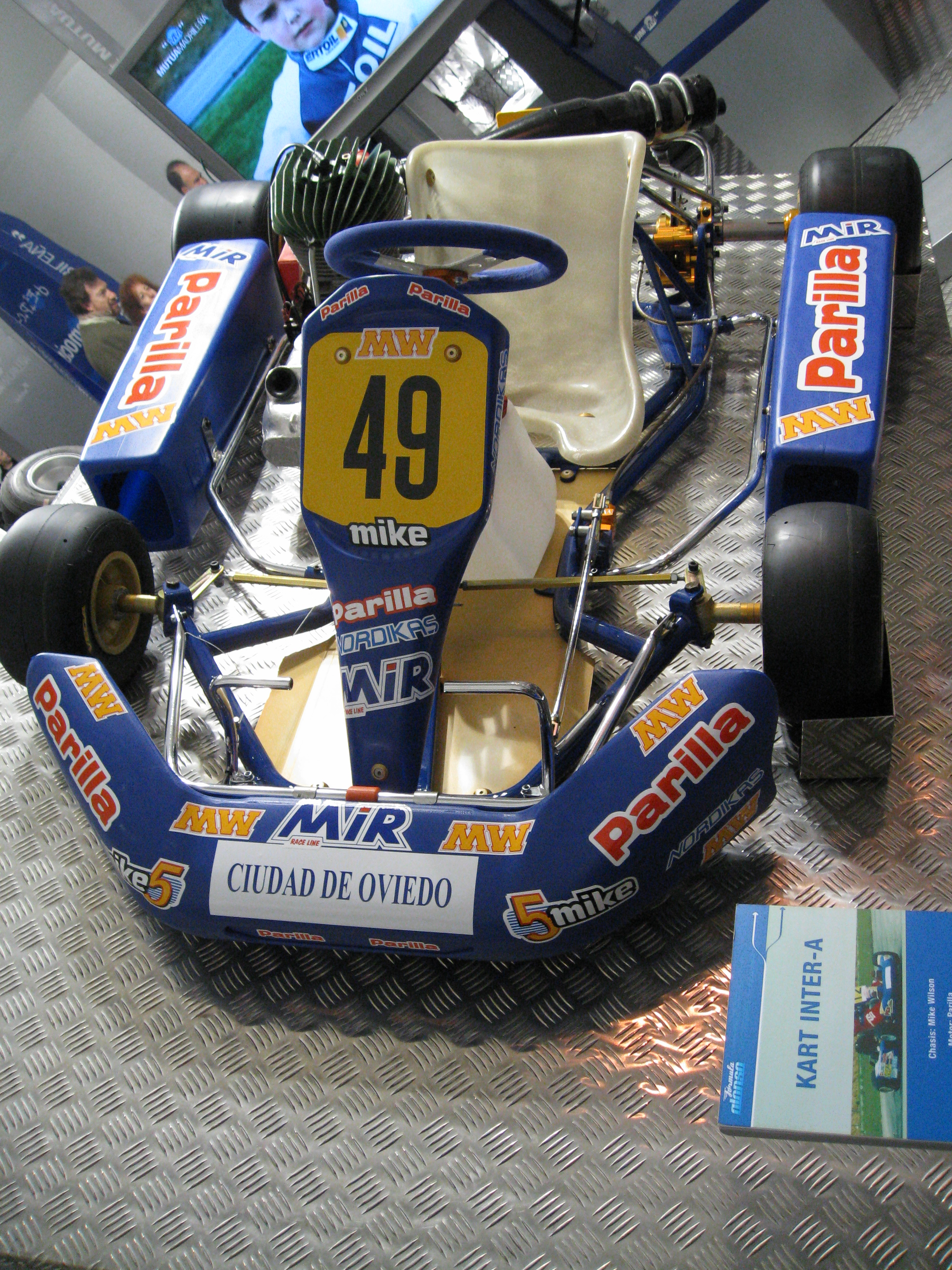
Fernando Alonso a commencé par le karting.

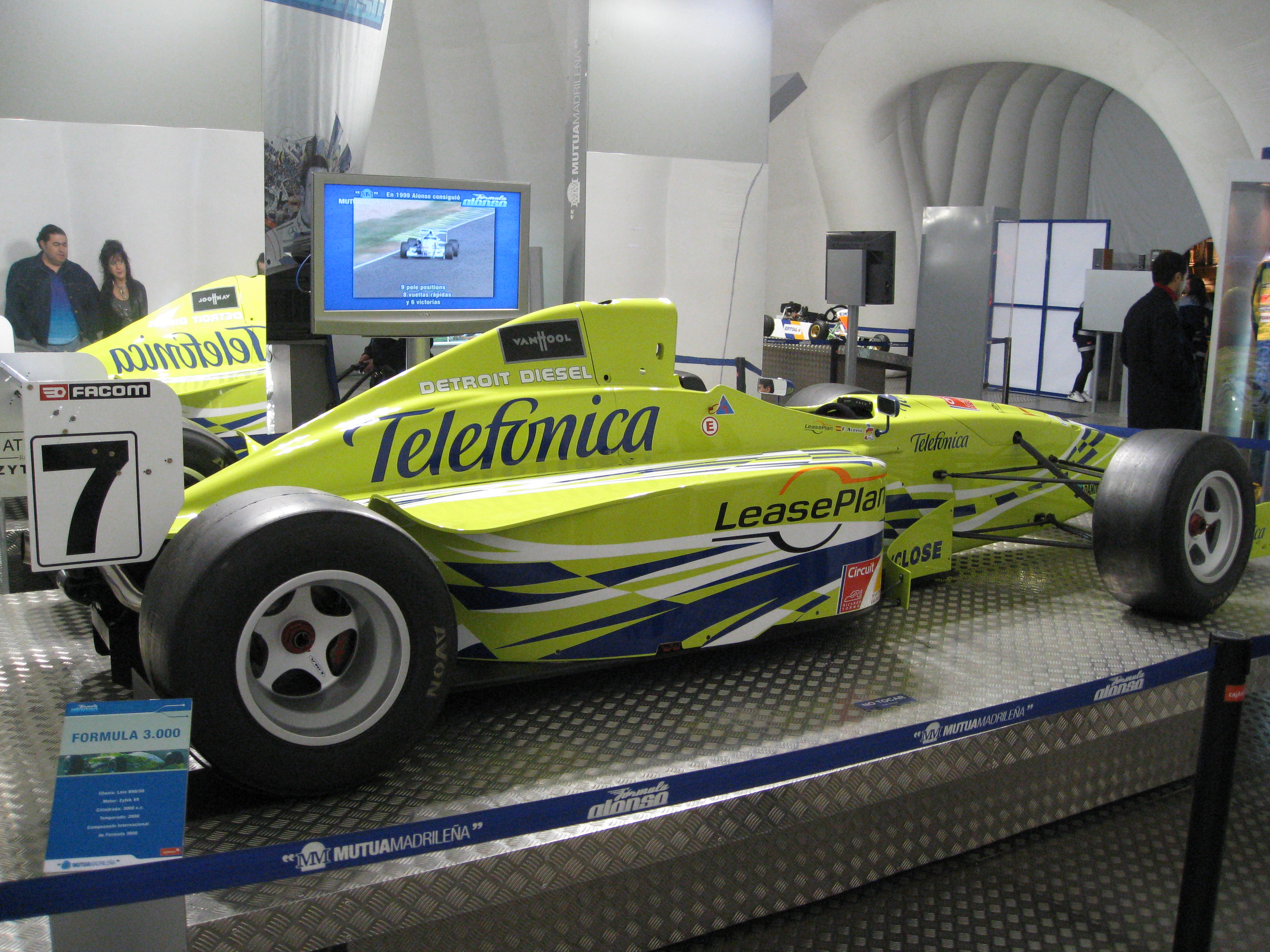
Alonso a évolué en 2000 en Formule 3000.

Le parcours classique d'un pilote de Formule 1 commence généralement par la pratique du karting dès le plus jeune âge. Les pilotes accèdent ensuite au sport automobile dans des formules de monoplace dites de « promotion ». Cela commence généralement dans des championnats nationaux, comme la Formule 4 française. Puis, les pilotes en viennent aux championnats continentaux, comme la Formule Ford, la Formule BMW ou la Formule Renault 2.0 pour ne citer que les exemples les plus connus. Vient ensuite la Formule 3 puis, véritable antichambre de la Formule 1, la Formule 2, qui remplace depuis 2017 la GP2 Series, qui a remplacé la Formule 3000 en 2005, laquelle avait remplacé en 1985 le championnat d'Europe de Formule 2. Des pilotes comme Lewis Hamilton ou Nico Rosberg ont été sacrés champions de GP2,. Les écuries de Formule 1 recrutent également dans d'autres disciplines, comme la Formule Renault 3.5 (devenue, après seulement quelques années d'existence, une véritable antichambre, au même titre que le GP2). Des pilotes comme Sebastian Vettel ou Daniel Ricciardo sont issus de cette formule.
Spécialisation du pilotage oblige, il est devenu très rare pour des pilotes courant dans des disciplines autres que monoplaces d'accéder à la Formule 1. Un pilote qui s'engage dans un championnat d'endurance (sport-prototypes, Grand Tourisme) ou de berlines (DTM, WTCC) est le plus souvent considéré comme ayant tiré un trait sur une éventuelle carrière dans la catégorie reine. Le Britannique Paul di Resta constitue à ce titre une exception puisqu'il est arrivé en Formule 1 après avoir gagné le championnat DTM réservé aux voitures de tourisme.
Logiquement, lorsqu'un pilote parvient à décider une écurie de Formule 1 à l'engager, il le doit à ses bons résultats dans les catégories inférieures. Dans les faits, il arrive que la conclusion du contrat soit conditionnée par le versement d'une somme d'argent du pilote à son futur employeur, on parle alors de « pilote payant ». Cette expression désigne de manière péjorative les pilotes aux qualités sportives limitées qui ne doivent leur présence en Formule 1 qu'à leurs appuis financiers. Ce serait oublier que certains des plus grands noms de l'histoire de la Formule 1 ont effectué leurs débuts en Formule 1 par ce biais (comme Niki Lauda ou Michael Schumacher), avant de se montrer suffisamment brillants pour changer de statut. Le recours aux pilotes payants est limité aux écuries les plus modestes qui peineraient à boucler leur budget sans cet apport. Depuis quelques années, la présence massive en Formule 1 des constructeurs généralistes, financièrement à l'aise, a limité leur présence sur les grilles de départ. En 2008, pour la première fois depuis de nombreuses années, les engagés du championnat du monde ne comptaient aucun pilote payant.

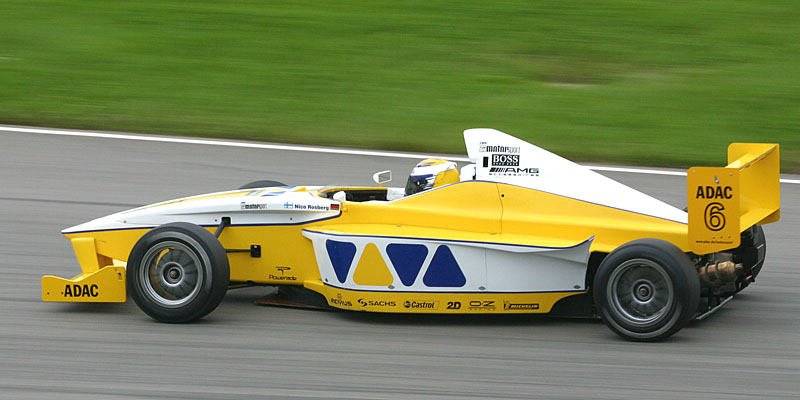
Nico Rosberg sur une monoplace de Formule BMW en 2002, sa première saison en sport automobile.

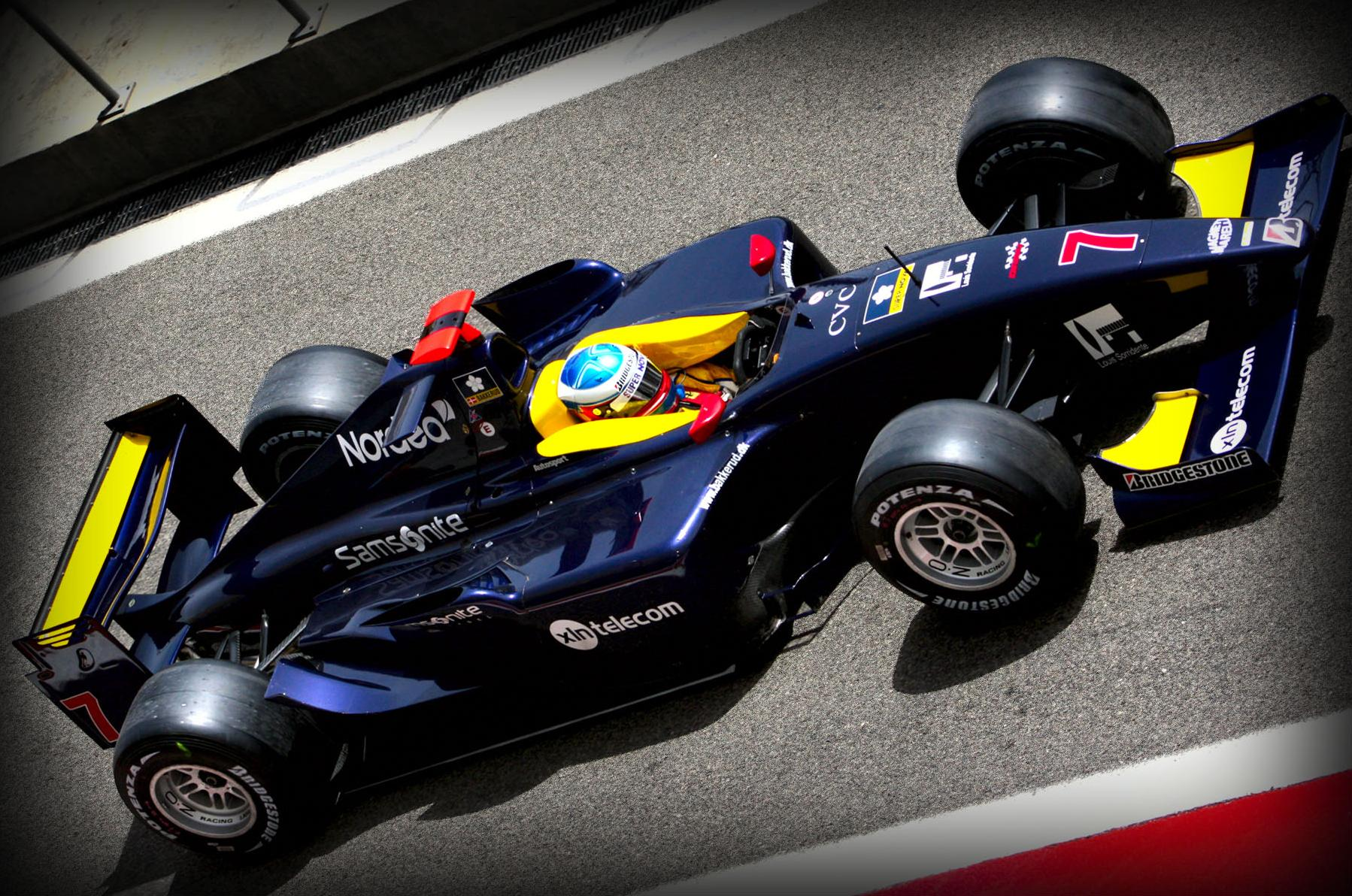
La GP2 Series, véritable antichambre de la Formule 1, avant de redevenir Formule 2 en 2017.

La tendance actuelle des écuries est de ne pas attendre qu'un jeune pilote frappe aux portes de la Formule 1 pour s'intéresser à lui, mais de prendre en charge sa formation dès ses débuts. Cette tendance a été initiée en 1989 par le constructeur allemand Mercedes-Benz, qui, en prévision de son arrivée en F1, avait formé une équipe de jeunes pilotes pour les préparer au plus haut niveau. Connu comme le « Junior Team Mercedes », cette initiative a favorisé l'éclosion de Heinz-Harald Frentzen, de Karl Wendlinger et de Michael Schumacher qui, ironiquement, ne défendra pas les couleurs de la marque à l'étoile en Formule 1 avant sa seconde carrière en 2010. Depuis, de nombreux constructeurs ont suivi ce principe qui consiste à repérer un pilote, parfois dès le karting, et à financer sa participation aux formules de promotion en veillant à le placer dans les meilleures structures possibles : des filières ont été créées par Renault avec le Renault Driver Development d'où est issu Heikki Kovalainen, Toyota avec le Toyota Young Drivers Program qui a révélé Kazuki Nakajima et Kamui Kobayashi ou encore Red Bull Racing avec le Red Bull Junior Team de Sebastian Vettel et le Red Bull Driver Search, axé sur les États-Unis et d'où était issu Scott Speed. L'arrivée massive de jeunes pilotes par le Red Bull Junior Team poussa rapidement Red Bull à racheter Minardi pour la rebaptiser Scuderia Toro Rosso en 2006. Le Red Bull Junior Team est considéré comme la meilleure filière de jeunes pilotes, après avoir trouvé notamment le champion du monde Sebastian Vettel, mais aussi avoir fait entrer en Formule 1 plusieurs jeunes pilotes, au contraire d'autres filières qui peinent à trouver une place pour un jeune pilote. Le cas le plus célèbre et le plus extrême est celui de Lewis Hamilton, soutenu par McLaren et Mercedes dès ses douze ans alors qu'il n'est encore que pilote de karting. Ferrari détient aussi sa filière de jeunes pilotes pour la Formule 1. Le premier bénéficiaire de la Ferrari Driver Academy est le Français Jules Bianchi, qui entre dans la discipline reine du sport automobile en 2013 chez Marussia.
La multiplication de ces filières évite aux jeunes pilotes talentueux de se soucier des contraintes financières inhérentes à la pratique du sport automobile. Inversement, un pilote « hors-filière », aussi talentueux soit-il, voit l'accès à la Formule 1 apparaître plus ardu que jamais. La Formule 1 étant un milieu très refermé sur lui-même, être soutenu par un manager influent (comme Felipe Massa dont l'avenir en Formule 1 s'est éclairci lorsque Nicolas Todt, fils de Jean Todt, est devenu son manager) ou avoir un père qui a lui-même brillé au plus haut niveau (comme le démontrent les arrivées de Nico Rosberg et Nelsinho Piquet, fils des anciens champions du monde Keke Rosberg et Nelson Piquet, après celles dans les années 1990 de Damon Hill, fils de Graham Hill, ancien champion du monde, et de Jacques Villeneuve, fils du pilote Ferrari Gilles Villeneuve) peut être de nature à ouvrir des portes susceptibles de rester fermées à d'autres pilotes aussi talentueux.

### Reconversion des pilotes après la Formule 1

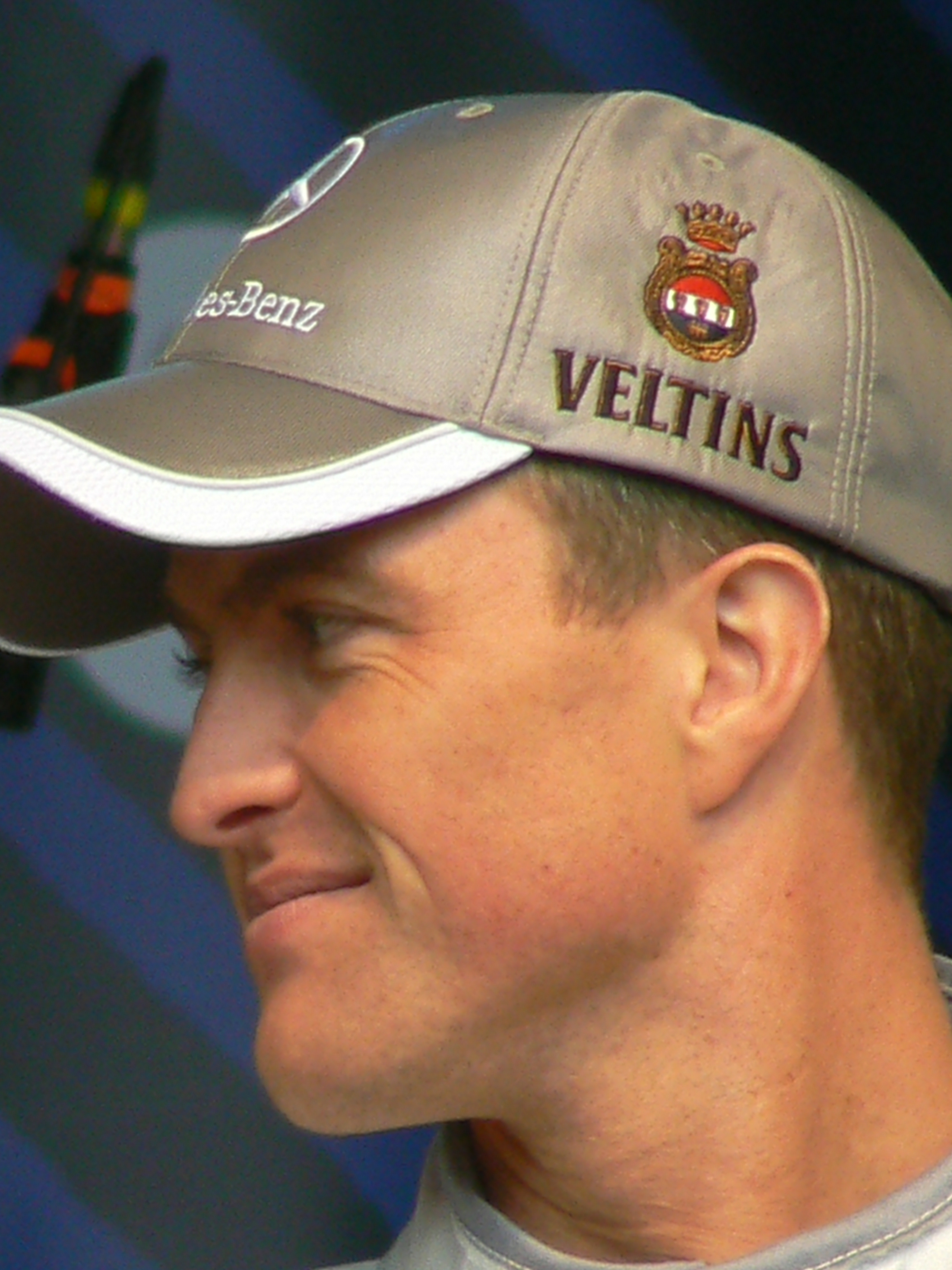
Ralf Schumacher, en 2008, sur une manche de DTM.

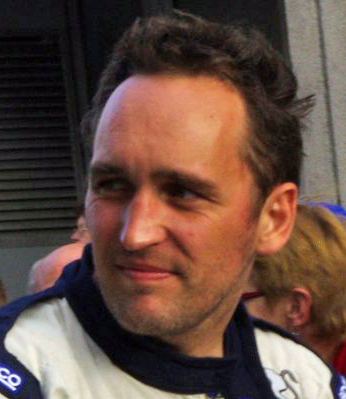
Franck Montagny, à la parade des pilotes pour les 24 Heures du Mans 2011.

Il devient rare de voir des pilotes cesser toute activité en lien avec le sport automobile après une carrière en Formule 1. Certains partent en Deutsche Tourenwagen Masters, le championnat allemand de voitures de tourisme, comme le Français Jean Alesi (qui court en stock-car en 2007, puis aux 500 miles d'Indianapolis 2013), le Finlandais Mika Häkkinen, le Britannique David Coulthard, l'Écossais Paul di Resta, l'Allemand Timo Glock ou encore le Russe Vitaly Petrov,,,,,,. Bien que le DTM soit un championnat national allemand, il s'est internationalisé en accueillant des pilotes de diverses nationalités et en organisant des courses en Hongrie, en Autriche, en Russie et en Chine.
D'autres pilotes poursuivent leur carrière en Endurance, participent aux 24 Heures du Mans ou au championnat du monde d'endurance FIA. Dans leurs rangs, on retrouve par exemple l'Australien Mark Webber, le Brésilien Bruno Senna, l'Italien Giancarlo Fisichella (plus tard en United SportsCar Championship), le Japonais Kazuki Nakajima, l'Autrichien Alexander Wurz mais aussi l'Indien Karun Chandhok ou le Suisse Sébastien Buemi,,,,,,.
Depuis 2014, certains participent au championnat de Formule E FIA de monoplaces électriques. Le projet a séduit notamment l'Italien Jarno Trulli, l'Espagnol Jaime Alguersuari, le Brésilien Felipe Massa, l'Allemand Nick Heidfeld, le Suisse Sébastien Buemi mais aussi des pilotes du championnat du monde d'endurance FIA, anciens pilotes de Formule 1,,.
Certains pilotes retournent aux États-Unis, en NASCAR ou IndyCar Series comme le Colombien Juan Pablo Montoya et le Français Sébastien Bourdais,. Romain Grosjean a également rejoint la compétition américaine en 2021 après la fin de sa carrière en Formule 1.
Certaines reconversions sont plus atypiques : le Canadien Jacques Villeneuve participe, en 2014, au Championnat du monde de rallycross (WRX). Le Finlandais Kimi Räikkönen, de 2010 à 2011, a participé au Championnat du monde des rallyes. En 2013, l'Autrichien Christian Klien et l'Indien Narain Karthikeyan ont disputé quelques manches du championnat Auto GP.
Certains anciens pilotes deviennent consultants à la radio ou à la télévision pour des chaînes retransmettant les épreuves de Formule 1 : Alain Prost, Jacques Villeneuve, Franck Montagny, Martin Brundle ou encore David Coulthard,,,,.

### Réglementation
Pour des raisons de spectacle, de sécurité, le pouvoir sportif est régulièrement amené à modifier les règlements sportif et technique. Ces dernières saisons, la FIA a modifié les règlements en Formule 1 afin de ralentir la spirale de la progression de la vitesse et des coûts.
En 2005, un seul train de pneus pouvait être utilisé pour les qualifications et la course. Si un véhicule avait un pneu endommagé (comme une crevaison), il devait être remplacé par un des pneus utilisés préalablement lors des essais. Mais en 2006, les changements de pneumatiques sont à nouveau autorisés afin de rendre les ravitaillements plus spectaculaires. La FIA a également revu les appuis, limitant ainsi la vitesse de passage en courbe des voitures.
Il arrive que la réglementation change en cours de saison, comme en juin 2006 pour empêcher l'aplatissement de l'aileron arrière supérieur en ligne droite pour réduire la traînée, même chose avec l'interdiction des « mass dampers » en août de la même année.
Désormais, le déroulement des qualifications a totalement changé. Vingt premières minutes de qualifications sont organisées ; les sept derniers sont classés dans cet ordre de la dix-huitième à la vingt-quatrième place. Les seize autres pilotes disposent d'un quart d'heure supplémentaire à l'issue duquel les sept derniers sont à nouveau classés dans cet ordre. Finalement, les dix derniers pilotes peuvent en découdre pendant les dix dernières minutes restantes. Une nouvelle réglementation a été adoptée depuis le Grand Prix de France 2006, son principal effet étant de réduire la durée de la dernière partie de qualification en la faisant passer de vingt à quinze minutes.
Depuis 2008, l'antipatinage n'existe plus.
Depuis 2011, les spécifications en vigueur imposent un poids minimal des monoplaces d'au moins 640 kg, pilote équipé et fluides compris (mais essence non comprise) et ce à tout moment de l'épreuve.
La FIA a profondément révisé le règlement de la discipline à compter de 2009 dans le but de limiter les coûts (en 2008, Super Aguri F1, écurie modeste, mais également Honda Racing F1 Team, écurie directement affiliée au puissant groupe industriel Honda, ainsi que Sahara Force India en 2018 rebaptisée alors Racing Point Force India ont dû cesser leur activité pour des raisons financières),. De plus, la crise économique mondiale a fragilisé de nombreuses autres écuries qui ont perdu leurs sponsors, le changement de règlement a ainsi été approuvé par l'ensemble des écuries du plateau 2009. Chaque pilote ne dispose plus désormais que de huit moteurs (dont le régime maximal est ramené à 18 000 tours par minute) pour l'ensemble de la saison. Les essais de développement sont ramenés à 15 000 kilomètres (une seule monoplace sera autorisée à prendre la piste au cours des séances d'essais, les essais en cours de saison sont interdits). Enfin, les souffleries aérodynamiques ne pourront plus être utilisées plus de 40 heures par semaine alors qu'elles fonctionnaient continuellement auparavant.
Depuis plusieurs saisons, la FIA, consciente du problème qu'engendrait le manque de dépassements en course en termes de spectacle, a mis en place un groupe de travail, le « Overtaking Work Group », pour réfléchir aux modifications réglementaires permettant d'accroître le nombre des dépassements. De nouvelles dispositions allant dans ce sens ont été édictées en 2009 et la conception des monoplaces s'en est trouvée radicalement modifiée (aileron avant élargi avec flap réglable actionnable par le pilote, aileron arrière plus étroit et plus haut, extracteur-diffuseur ramené au niveau de l'axe des roues, interdiction de tous les appendices aérodynamiques disposés sur la carrosserie, retour aux pneumatiques slick, évincés à l'issue de la saison 1997, et possibilité d'installer un système de récupération de l'énergie cinétique (SREC) au freinage,).
La saison 2010 voit notamment le retour de l'interdiction des ravitaillements en carburant en course, la réduction de la bande de roulement des pneumatiques avant et l'interdiction des flasques déflecteurs sur les jantes des monoplaces. Les importantes étapes règlementaires suivantes sont, en 2014, le remplacement des moteurs V8 atmosphériques par des unités de puissance hybrides à double système de récupération d'énergie, et en 2018, l'introduction d'un arceau de protection frontale du cockpit nommé halo. Pour la saison 2022, la philosophie concernant l'aérodynamique évolue radicalement. Constatant que les Formule 1 à l'aérodynamique de plus en plus complexe ont du mal à se suivre, et par conséquent à se dépasser, les monoplaces disposeront désormais de l'effet de sol, ce qui modifie considérablement leur aspect.

### Sécurité

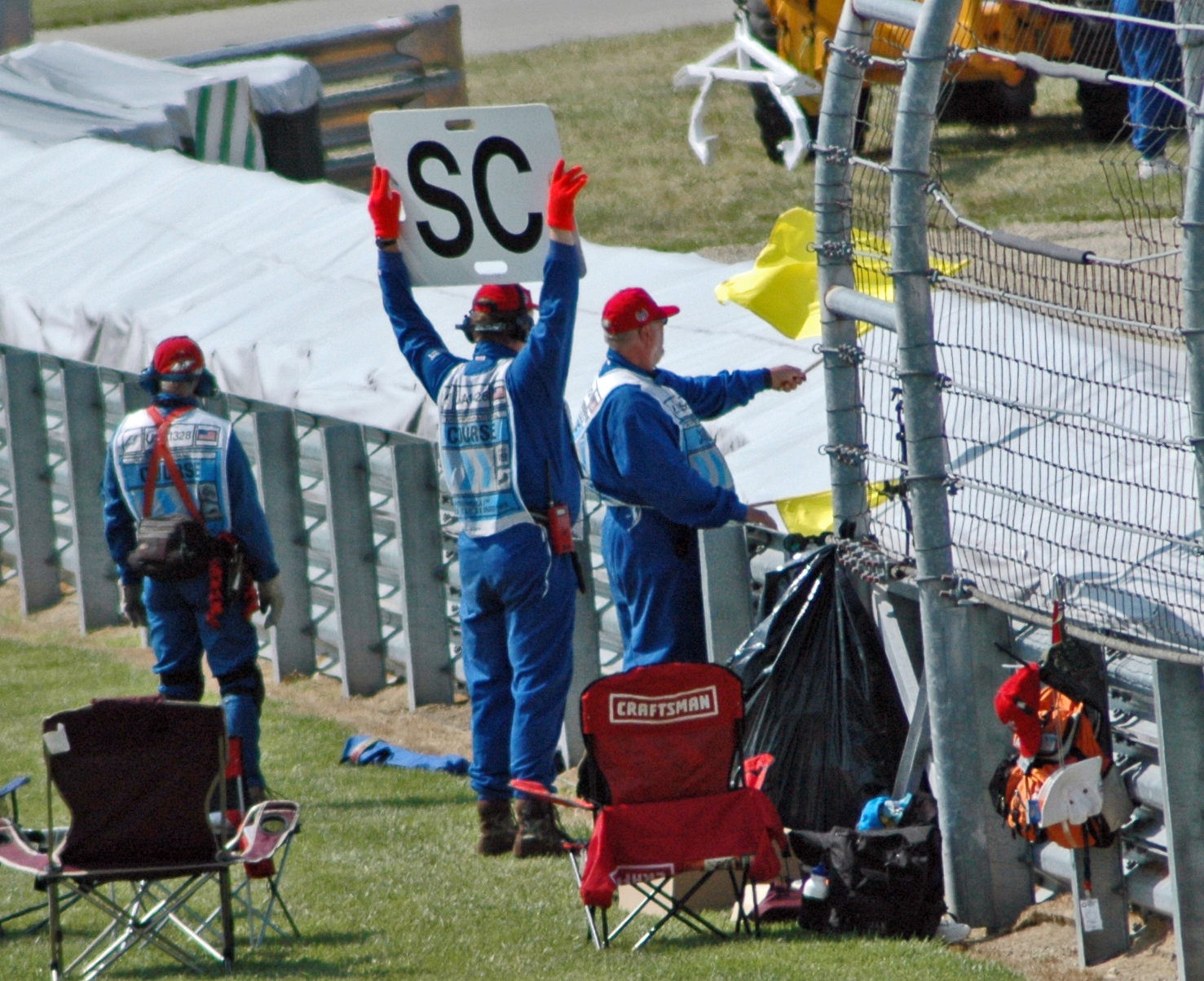
Drapeau jaune assorti du panneau « SC » (pour Safety car) qui signale une neutralisation temporaire de la course derrière la voiture de sécurité.

Les circuits de Formule 1 disposent désormais des derniers équipements en matière de sécurité, condition sine qua non à l'obtention d'une homologation par la FIA. Cela n'a pas été toujours le cas, et de nombreux drames ont été la conséquence directe de ces manques. Plusieurs circuits ont modifié leur tracé pour offrir une meilleure sécurité aux pilotes, tandis que d'autres ont perdu leur place (Pays-Bas, Saint-Marin). Malgré les incessantes améliorations apportées à son tracé, le Grand Prix de Monaco fait exception à la règle sécuritaire dans la mesure où il est difficile d'adapter un tracé en pleine ville aux critères actuels. Mais le rayonnement incomparable de l'anachronique rendez-vous monégasque lui permet de continuer d'exister.
Aujourd'hui les pilotes participent aussi à l'amélioration de la sécurité des courses. Jackie Stewart a été l'un des premiers pilotes à demander une sécurité accrue lors des Grands Prix. Regroupés au sein de la Grand Prix Drivers' Association (GPDA), ils expriment leurs souhaits, leurs exigences et font pression pour obtenir des aménagements lorsqu'un circuit leur paraît présenter des dangers.
Les pilotes ont l'obligation de porter des sous-vêtements et une cagoule, une combinaison, des gants, des chaussures montantes, un casque intégral (le plus léger possible), tous ignifugés en Nomex et homologués par la FIA,. Un système de protection du rachis cervical, le système HANS, est désormais obligatoire ; attaché au casque, il réduit la flexion brutale en cas de choc frontal. La cellule de survie de la coque en carbone des monoplaces bénéficie d'innovations pour la rendre quasi indestructible. La priorité est la protection des membres inférieurs (qui ne doivent plus se situer en avant du train avant) les plus exposés pour diminuer les fractures. Le halo, sorte d'arceau de sécurité qui permet de protéger la tête du pilote, est obligatoire depuis 2018.

Schéma du système HANS avec un casque de Formule 1 (1 : armature du HANS ; 2 : sangles ; 3 : points d'attache ; 4 : harnais).

Les risques de pathologies liés à la pratique des courses de Formule 1 sont en premier lieu le traumatisme rachidien. Un accident ou une sortie de piste produit une décélération brutale et une projection de la masse cérébrale sur la boîte crânienne (en 1977, lors des essais du Grand Prix de Grande-Bretagne, David Purley a subi un crash monstrueux et une décélération de 179,8 g, il est le seul homme au monde avoir survécu à une telle décélération),,. Enfin peuvent se produire des polytraumatismes, des traumatismes crâniens par choc direct, des contusions hémorragiques, des fractures du rachis et des membres, des brûlures.
Des drapeaux sont utilisés en Formule 1 pour transmettre des informations aux pilotes. Ce sont les commissaires de course qui agitent ces drapeaux en bord de piste, derrière les rambardes de sécurité.
| Couleur                | Signification |
| ---------------------- | --- |
| Jaune                  | Indique un danger et l'interdiction de dépasser sur la zone concernée. Quand il est agité, il faut ralentir. |
| Vert                   | Indique la fin de l'incident signalé par un drapeau jaune. |
| Bleu                   | Indique l'obligation pour un pilote de laisser passer un concurrent quand il lui prend un tour ou que le pilote concerné par le drapeau sort des stands.                                                                                                 |
| Rouge rayé de jaune    | Indique un changement d'adhérence sur une partie de la piste lié par exemple à un dépôt d'huile ou à la pluie. |
| Rouge                  | Indique que le Grand prix est interrompu pour cause d'accident grave et/ou de piste impraticable (à cause d'une pluie torrentielle par exemple) si la poursuite de la séance d'essais libres, des qualifications ou de la course s'avèrerait dangereuse. |
| Blanc                  | Conseille au pilote de ralentir en signifiant la présence d'un véhicule de type lent, comme la safety car. |
| Noir à rond orange     | Ordonne au pilote concerné de s'arrêter au stand pour cause de problème mécanique présentant un danger. |
| Noir et blanc          | Informe le pilote concerné qu'il a un avertissement. À la prochaine incartade, il écopera d'un drapeau noir. |
| Noir                   | Ordonne au pilote concerné de s'arrêter immédiatement car il a été exclu de la course. |
| À damier noir et blanc | Signifie la fin d'une séance d'essais libres, de qualifications, ou la fin d'un Grand Prix. |

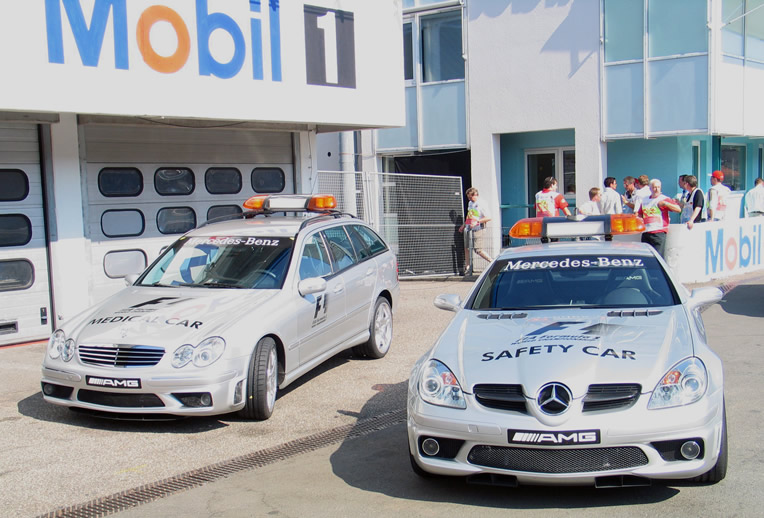
Voiture médicale et voiture de sécurité.

L'organisation médicale des compétitions automobiles sur circuit obéit à des règles strictes, précisées par l'annexe H du Code médical de la FIA et un cahier des charges est fixé et revu tous les deux ans,. La direction de la course se trouve au poste central et comporte le médecin-chef et le médecin-chef adjoint, ainsi qu'un délégué médical de la FIA. Des postes de secours sont répartis harmonieusement sur les parties intérieures et extérieures de la piste. Lors d'un Grand Prix de Formule 1, neuf postes sont installés, avec une ambulance de réanimation, un médecin et une infirmière urgentistes ou anesthésistes. Le plus rapide de ces véhicules est une Mercedes médicalisée, fournie à l'organisateur par la FIA. Sur tous les circuits, un centre médical est mis en place. Pour la première édition d'une course sur un circuit déjà existant ou sur un nouveau circuit, le centre doit être homologué et les emplacements des postes de secours sur le terrain doivent être déterminés de façon précise, en accord avec l'organisateur et le médecin inspecteur permanent. Si les opérations n'ont pas lieu sur place, se trouve au centre un site de réanimation pour établir un diagnostic en urgence, le déchoquage, l'assistance respiratoire et le premier traitement des brûlures.

### Entraînement, suivi médical et lutte antidopage
Les pilotes de Formule 1 sont des athlètes de haut niveau avec une très grande condition physique car leur corps doit s'adapter à des exigences spécifiques qui nécessitent endurance et résistance, exigences assez proches des nécessités imposées aux pilotes de Grand Prix moto,. Les pilotes de grand gabarit (comme Alexander Wurz qui mesure plus d'1,80 m) sont désavantagés à cause de la taille très étroite du cockpit. Pour encaisser les g latéraux, les pilotes doivent avoir une bonne musculature du cou. Les muscles de l'avant-bras, des mains, des jambes sont également très sollicités et doivent être puissants, sans être trop volumineux, ce qui est garanti par la technique de « stretching ».
Une équipe médicale suit les pilotes dans chaque écurie. Les pilotes doivent conserver leur poids de forme en soignant la diététique, entretenir leur force physique, leur état de forme par un entraînement physique athlétique (quatre heures d'entraînement par jour de footing, de cyclisme ou de VTT, de musculation), maintenir une forme physique optimale en prévenant et en soignant les maladies, en gérant la fatigue et en veillant à la récupération pendant les déplacements.
La FIA déclenche au niveau international des contrôles antidopage pour tous ses championnats, à un rythme déterminé et variable (de un à plusieurs par an), qui visent quatre à six pilotes environ. Sur le plan national, le ministère de tutelle, de la Jeunesse et des Sports pour la France, demande chaque année à la fédération de proposer une liste d'épreuves au cours desquelles un contrôle sera pratiqué. Ces contrôles sont organisés avec le ministère, par l'intermédiaire des directions régionales sur le terrain.

### Grands Prix

Mappemonde représentant les pays où des Grands Prix se courent ou se sont courus.

Après la fin de la saison 2019, 1 016 épreuves (1 005 Grands Prix et 11 éditions des 500 miles d'Indianapolis) — auxquelles ont pris part 744 pilotes de 37 nationalités — ont été disputées dans le cadre du championnat du monde :
- 84 entre 1950 et 1959 ;
- 100 entre 1960 et 1969 ;
- 144 entre 1970 et 1979 ;
- 156 entre 1980 et 1989 ;
- 162 entre 1990 et 1999 ;
- 174 entre 2000 et 2009 ;
- 197 entre 2010 et 2019.

Depuis 1950, la Formule 1 a connu quarante Grands Prix différents, sur les cinq continents. Vingt et un d'entre eux figurent au calendrier en 2019, les autres sont passés de mode ou poursuivent leur existence indépendamment, tels les 500 miles d'Indianapolis, qui ont compté pour le championnat du monde dans les années 1950 bien que courus avec un règlement et des monoplaces différents.
Le Grand Prix de Grande-Bretagne disputé le 13 mai 1950 à Silverstone est le premier Grand Prix de l'histoire du championnat du monde. L'Italien Giuseppe Farina s'impose sur une Alfa Romeo. Ferrari est la seule écurie qui a présenté ses voitures sur la grille de départ à chaque saison, n'ayant commencé leur apparition qu'au Grand Prix de Monaco 1950 (le second Grand Prix de l'histoire du championnat).
| Grand Prix                    | Première édition | Lieu              | Circuit                           | Capacité théorique |
| ----------------------------- | ---------------- | ----------------- | --------------------------------- | ------------------ |
| Grand Prix de Bahreïn         | 2004             | Sakhir            | Circuit Bahrain                   | 50 000             |
| Grand Prix d'Arabie saoudite  | 2021             | Djeddah           | Circuit Djeddah                   | ?                  |
| Grand Prix d'Australie        | 1985             | Melbourne         | Circuit Albert Park               | 130 000            |
| Grand Prix d'Émilie-Romagne   | 2020             | Imola             | Circuit Imolai                    | 78 000             |
| Grand Prix de Miami           | 2022             | Miami             | Circuit Miami                     | 80 000             |
| Grand Prix d'Espagne          | 1951             | Barcelone         | Circuit Catalunya                 | 140 700            |
| Grand Prix de Monaco          | 1950             | Monaco            | Circuit Monaco                    | 37 000             |
| Grand Prix d'Europe           | 2017             | Bakou             | Formula1 Circuit Baku             | 18 500             |
| Grand Prix du Canada          | 1967             | Montréal          | Circuit Gilles Villeneuve         | 100 000            |
| Grand Prix de Grande-Bretagne | 1950             | Silverstone       | Silverstone circuit               | 150 000            |
| Grand Prix d'Autriche         | 1964             | Spielberg         | Circuit A1 Ring                   | 40 000             |
| Grand Prix de France          | 1950             | Le Castellet      | Paul Ricard                       | 90 000             |
| Grand Prix de Hongrie         | 1986             | Budapest          | Hungaroring                       | 70 000             |
| Grand Prix de Belgique        | 1950             | Spa-Francorchamps | Spa-Francorchamps of Belgium      | 70 000             |
| Grand Prix des Pays-Bas       | 1952             | Zandvoort         | Circuit Zandvoort                 | 105 000            |
| Grand Prix d'Italie           | 1950             | Monza             | Circuit Monza                     | 113 860            |
| Grand Prix de Singapour       | 2008             | Marina Bay        | Singapore street circuit v2       | 90 000             |
| Grand Prix du Japon           | 1976             | Suzuka            | Suzuka circuit map--2005          | 155 000            |
| Grand Prix des États-Unis     | 1959             | Austin            | Austin Formula One circuit        | 120 000            |
| Grand Prix du Mexique         | 1963             | Mexico            | Autódromo Hermanos Rodríguez 2015 | 110 000            |
| Grand Prix du Brésil          | 1973             | São Paulo         | Circuit Interlagos                | 60 000             |
| Grand Prix d'Abou Dabi        | 2009             | Yas Marina        | Circuit Yas-Island                | 60 000             |

| Grand Prix                      | Période                                      |
| ------------------------------- | -------------------------------------------- |
| 500 miles d'Indianapolis        | 1950-1960                                    |
| Grand Prix d'Afrique du Sud     | 1962-1963/1965/1967-1980/1982-1985/1992-1993 |
| Grand Prix d'Argentine          | 1953-1958/1960/1972-1975/1977-1981/1995-1998 |
| Grand Prix de Corée du Sud      | 2010-2013                                    |
| Grand Prix de Détroit           | 1984-1988                                    |
| Grand Prix de Dallas            | 1984                                         |
| Grand Prix des États-Unis Est   | 1976-1980/1982-1983                          |
| Grand Prix des États-Unis Ouest | 1976-1983                                    |
| Grand Prix d'Europe             | 1983-1985/1993-1997/1999-2012/2016           |
| Grand Prix d'Inde               | 2011-2013                                    |
| Grand Prix du Luxembourg        | 1997-1998                                    |
| Grand Prix du Maroc             | 1958                                         |
| Grand Prix de Malaisie          | 1999-2017                                    |
| Grand Prix du Pacifique         | 1994-1995                                    |
| Grand Prix de Pescara           | 1957                                         |
| Grand Prix de Saint-Marin       | 1981-2006                                    |
| Grand Prix de Suède             | 1973-1978                                    |
| Grand Prix de Suisse            | 1950-1954/1982                               |
| Grand Prix de Russie            | 2014-2021                                    |

De 2020 à 2023 ont lieu des retours, de nouvelles courses et de nouvelles dénominations :
- Pays-Bas : le Grand Prix des Pays-Bas est de retour en 2021 pour la première fois depuis 1985, sur le circuit de Zandvoort[193] ;
- Turquie et  Portugal : dans le contexte de la pandémie de Covid-19 et l'annulation de nombreux Grand Prix en 2020, ceux du Portugal sur le nouveau circuit de Portimão et de Turquie sur l'Otodrom Istanbul Park sont de retour au calendrier en 2020 et en 2021. De nouvelles dénominations de courses apparaissent, comme le Grand Prix de Toscane sur le Mugello (2020) ou celui d'Émilie-Romagne à Imola (2020, 2021, 2022) ;
- Qatar : le nouveau Grand Prix du Qatar est disputé en 2021 sur le circuit de Losail, et reviendra en 2023, contrat de dix ans à la clé ;
- Arabie saoudite : le Grand Prix d'Arabie saoudite intègre le calendrier à partir de 2021 sur un nouveau tracé dessiné au bord de la corniche de Djeddah ;
- États-Unis : une deuxième course est disputée aux États-Unis à partir de 2022, le Grand Prix de Miami, son tracé étant créé autour du Hard Rock Stadium ;
- États-Unis : la Formule 1 annonce en mars 2022 une troisième course sur le territoire américain pour la saison 2023 : le Grand Prix de Las Vegas ; elle revient donc dans la grande ville du Nevada après deux éditions disputées en 1981 et 1982 pour une course disputée en nocturne dont le départ sera donné un samedi soir[194].

### Circuits

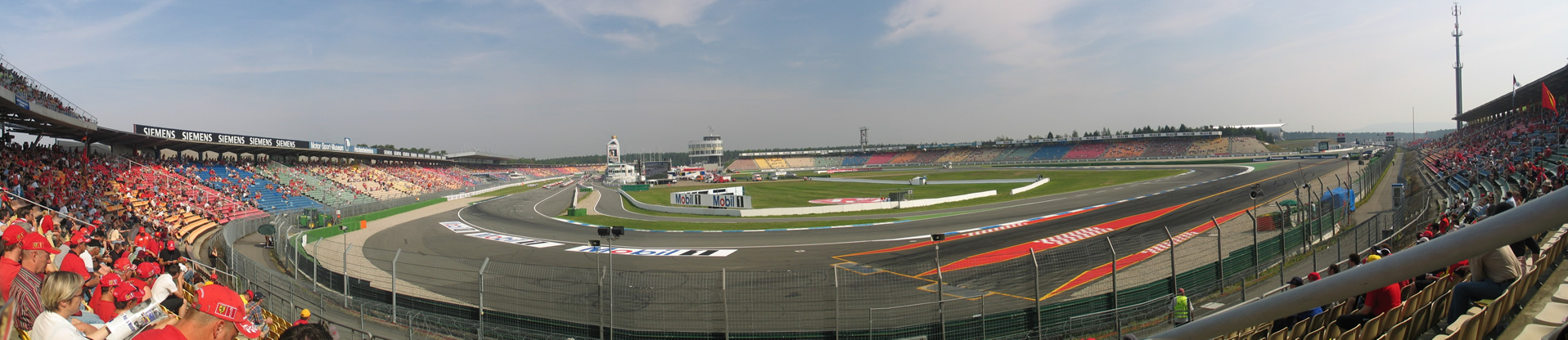
Le circuit d'Hockenheim, vu de la Südkurve en 2004. La piste de dragster est située sur la droite.

La majorité des circuits où se déroulent les Grands Prix sont des circuits routiers fermés, la plupart du temps permanents, mais parfois tracés en ville et temporaires comme à Monaco et à Valence en Espagne (pour la première fois le 24 août 2008) et à Singapour (pour la première fois le 28 septembre 2008),. Un cahier des charges prévoit que les installations remplissent des conditions de sécurité et de commodité, comme de larges voies de dégagement, une chaussée lisse et large, une capacité d'accueil de plus de 50 000 spectateurs. Le développement du tracé est limité entre trois et sept kilomètres.

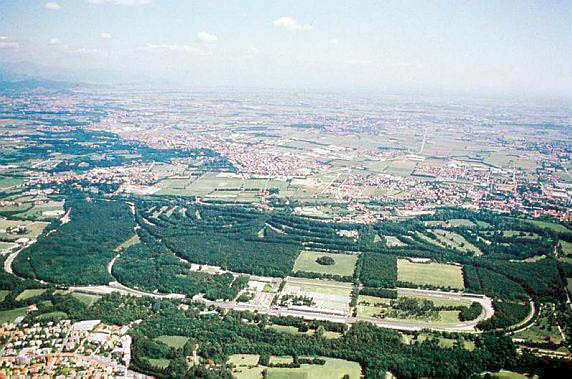
L'Autodrome de Monza près de Milan, le circuit le plus utilisé par la Formule 1 depuis 1950.

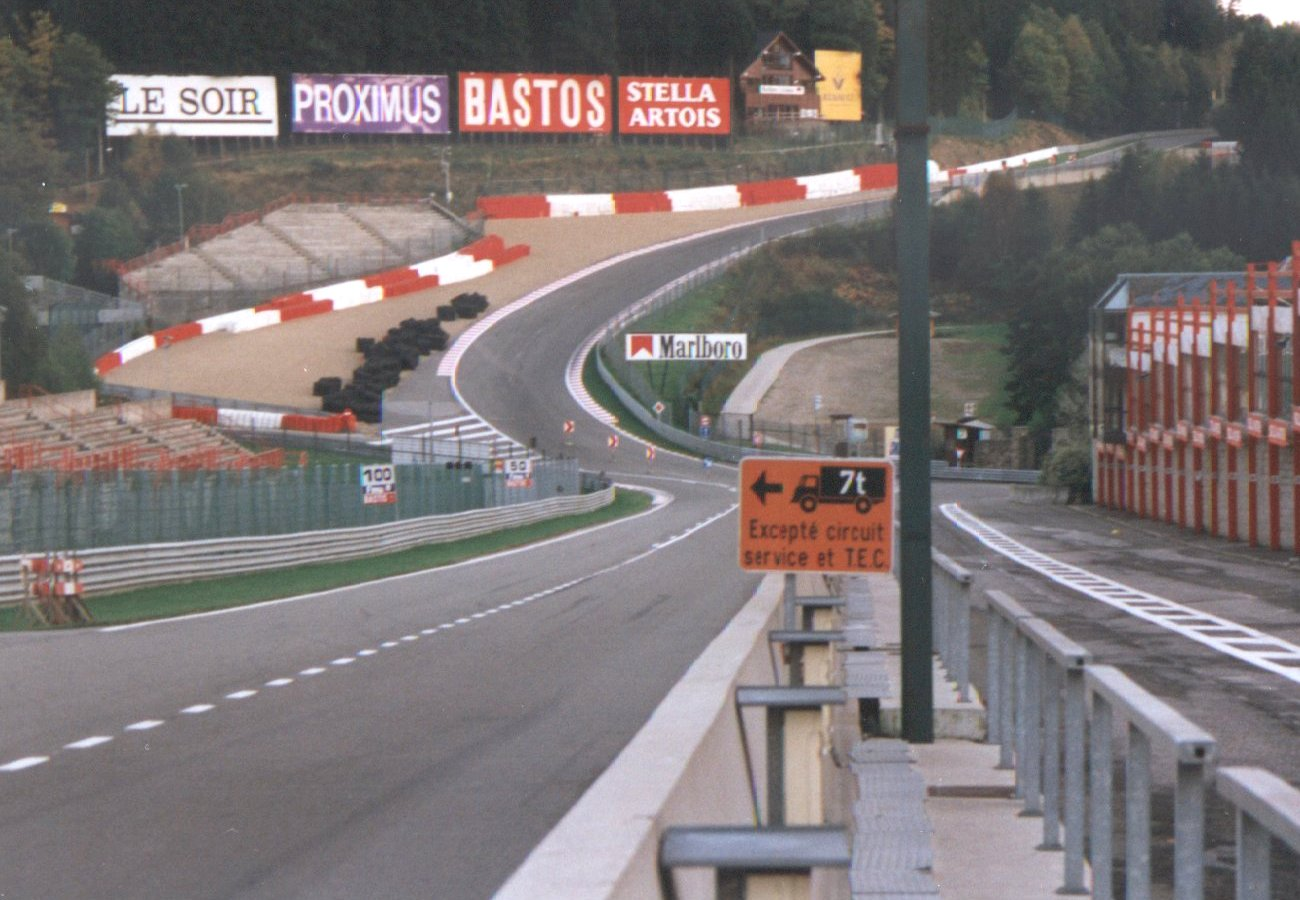
Le raidillon de l'Eau Rouge en 1997.

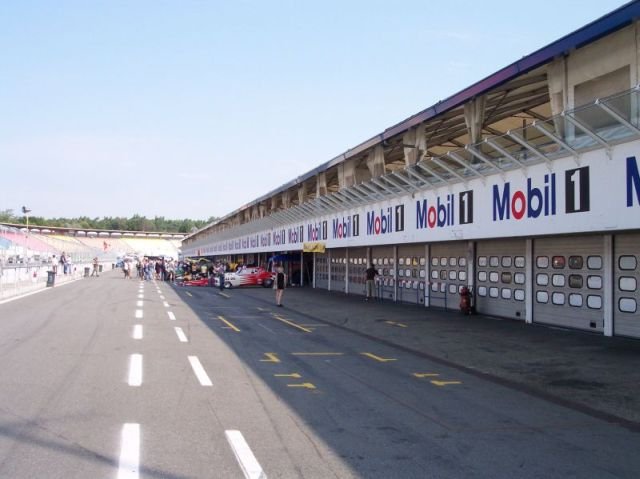
Les stands du circuit d'Hockenheim.

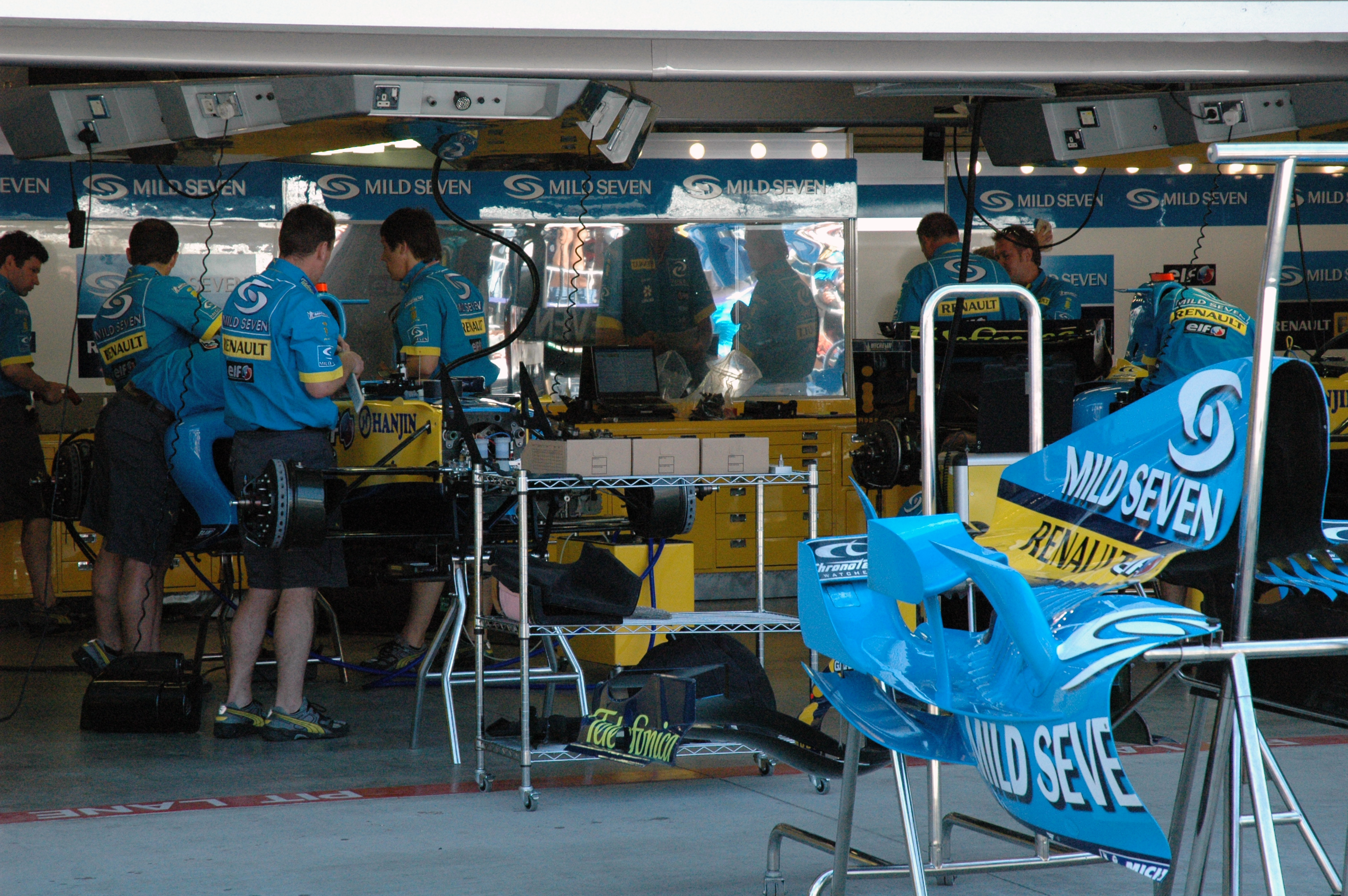
Le stand Renault.

Un circuit typique de Formule 1 compte une série de courbes et de virages qui prend fin avec la ligne droite principale située à la hauteur de la grille de départ. La « voie des stands » (en anglais : pit-lane), où les pilotes marquent un arrêt devant le stand de leur écurie, pour laisser leurs mécaniciens changer les pneus, ravitailler en essence ou procéder à une réparation, est placée normalement à côté de la grille de départ. La configuration du reste du circuit peut varier ; cependant, en principe, le sens de la rotation est celui des aiguilles d'une montre. Peu de circuits tournent « à l'envers » ou en sens contraire (la majorité des virages est alors à gauche). Les pilotes souffrent en effet du cou et ils peuvent mettre leur vie en danger. Les énormes forces latérales créées par la grande vitesse des voitures dans les courbes mettent à contribution la tête des pilotes dans la direction opposée à la direction habituelle. Des courbes sont fameuses pour la vitesse à laquelle elles sont abordées, comme l'« Eau Rouge » du circuit de Spa-Francorchamps, la « Parabolique » de Monza et « Tamburello » à Imola. L'Eau Rouge est une côte très raide parcourue par un virage à droite s'élargissant en aveugle, suivi d'un faux plat puis d'un léger virage à gauche aboutissant sur la ligne droite des Combes. Le défi de tout pilote a toujours été de négocier cet enchaînement à fond : une voiture de tourisme y passe entre 160  et   180 km/h, une Formule 1 à près de 300 km/h.
Parmi les circuits « classiques » de la Formule 1, le circuit de Silverstone en Angleterre, construit sur une ancienne base aérienne de la Royal Air Force, fut le cadre du premier Grand Prix de l'histoire de la Formule 1, le 13 mai 1950. Le circuit de Monza en Italie est considéré comme le « temple de la vitesse » en raison des vitesses extrêmes que les voitures peuvent y atteindre. Les six Grands Prix les plus rapides de l'histoire de la Formule 1 ont tous eu lieu à Monza et Michael Schumacher en a remporté l'édition 2003 à 247,586 km/h de moyenne. Le circuit de Spa-Francorchamps en Belgique est le plus long et l'un des préférés des pilotes, il est surnommé le « toboggan des Ardennes » en raison de son tracé fort vallonné,. L'ancien Nürburgring en Allemagne s'étirait sur plus de vingt kilomètres (22,835 km de 1967 à 1976) à travers les forêts des montagnes du massif de l'Eifel. La partie nord du circuit (Nordschleife) est connue sous le nom d'« Enfer vert » (Grüne Hölle) à cause de sa longue, difficile et dangereuse traversée de la forêt. Il n'est plus utilisé pour des raisons de sécurité et a été remplacé par un « petit » circuit qui ne reprend qu'une partie de l'ancien tracé. Pour des raisons de sécurité, les longues lignes droites et les courbes rapides, de l'Österreichring et d'Imola par exemple, disparaissent avec l'apparition de chicanes, de virages secs dans les années 1990 et 2000,. Enfin, le prestige du circuit urbain de Monaco (principauté de Monaco), le plus court et le plus lent, tracé dans les rues de la Principauté, autour du port et du casino, fait oublier les imperfections.
Un cas particulier est celui de l'Indianapolis Motor Speedway qui accueille la manche américaine du Championnat du monde de Formule 1 de 1950 à 1960, organisée en inscrivant la course des 500 miles d'Indianapolis au calendrier du championnat de Formule 1, puis le Grand Prix des États-Unis sur un circuit spécifique tracé à l'intérieur de l'anneau de vitesse des 500 miles (infield), de 2000 à 2007. Il ne s'agit pas à proprement parler d'un circuit de Formule 1, mais il n'en reste pas moins un circuit mythique du sport automobile.
Ces dernières années, de nouveaux circuits ultramodernes, construits par l'architecte Hermann Tilke, sont apparus pour permettre l'arrivée au calendrier du championnat du monde de nouveaux Grands Prix, concrétisant l'expansion de la Formule 1 hors de son berceau européen : le circuit de Sepang (Malaisie, 1998), le circuit de Sakhir (Bahreïn, 2004), le circuit de Shanghai (Chine, 2004) et le circuit d'Istanbul Park (Turquie, 2005). Tilke a par ailleurs également travaillé à la modification et mise aux normes du circuit d'Hockenheim en Allemagne (2001) et plus récemment du circuit du Mont Fuji au Japon (2007).
Un Grand Prix comporte le nombre de tours nécessaire à dépasser 305 kilomètres, sauf Monaco (78 tours).

### Qualification
« Tour lancé (Formule 1) » redirige ici. Pour les autres significations, voir Tour lancé.
Entre 1989 et 1992, en raison du grand nombre de monoplaces engagées, les qualifications étaient précédées par une séance de préqualification réservée aux monoplaces les moins bien classées lors du championnat précédent puis lors du demi-championnat en cours. Les titulaires des quatre meilleurs temps des préqualifications prenaient part aux qualifications aux côtés des vingt-six monoplaces préqualifiées de droit (essais qualificatifs le vendredi après-midi et le samedi après-midi). À l'issue des qualifications, les vingt-six monoplaces ayant réalisé les meilleurs temps se qualifiaient pour la course. En 1993, les qualifications sont raccourcies de quinze minutes mais le système est toujours le même.
En 1996, les qualifications sont limitées à douze tours, le samedi de 13 h à 14 h. Tout pilote dont le temps dépasse de sept pour cent celui de la pole position ne peut prendre le départ sauf sur décision des commissaires sportifs (en raison de conditions exceptionnelles ayant empêché le concurrent de défendre ses chances).
En 2003, les qualifications se font en deux séances. Les pilotes s'élancent d'abord un à un, dans l'ordre du championnat en cours, et bouclent une série de trois tours (soit un seul tour lancé). La deuxième séance se déroule aussi sur un tour lancé mais les pilotes s'élancent dans l'ordre inverse des résultats de la veille. Très critiqué, ce système ne dure qu'une seule saison, mais fait son retour en 2005.
En 2004, une seule séance de qualification, scindée en deux sessions d'une heure, est organisée. Les pilotes s'élancent seuls en piste dans l'ordre d'arrivée de la course précédente, pour un seul tour lancé. La deuxième séance se déroule aussi sur un tour lancé mais les pilotes s'élancent dans l'ordre inverse des résultats obtenus précédemment. Toute monoplace ne réalisant pas de temps chronométré en Q1 ne peut participer à la session Q2.
En 2005, une séance d'essais pré-qualificatifs est organisée le samedi pour établir l'ordre d'entrée en piste des pilotes pour la séance de qualification du dimanche. Les pilotes s'élancent un à un, dans l'ordre d'arrivée de la course précédente, pour un tour lancé. En séance de qualification (le dimanche matin de 10 h à 11 h), les pilotes s'élancent un à un, dans l'ordre inverse de la séance de pré-qualification du samedi pour un tour lancé.
En 2006, la séance de qualification a lieu le samedi après-midi et se déroule en trois phases, Q1, Q2 et Q3. Durant la Q1 de quinze minutes, les six derniers chronos sont éliminés, les autres pilotes passant en séance Q2. La Q2 dure aussi quinze minutes et repose sur le même principe que la Q1. Les douze pilotes éliminés (six en Q1 et six en Q2) pourront modifier la quantité d'essence mise pour le départ. La Q3, ou « Super Pole », dure vingt minutes et est réservée aux dix pilotes les plus rapides. Les participants à la Super Pole ne pourront pas modifier la quantité d'essence embarquée avant le début de la course.
De 2007 à 2009, les qualifications se déroulent sur le même contexte, mais les durées des sessions ont été modifiées. En 2007, elles durent toutes quinze minutes. En 2008, la Q1 dure vingt minutes, la Q2 dure quinze minutes et la Q3 (Super Pole) dure dix minutes. Les pilotes qualifiés pour la Super Pole commenceront la course avec le restant de carburant à l'issue de la séance ; le carburant brûlé en Super Pole ne sera plus réintroduit avant la course. À partir du Grand Prix de Turquie 2008, cinq pilotes seulement sont éliminés à l'issue des séances Q1 et Q2.
En 2010, les monoplaces disputent l'ensemble des qualifications avec une quantité libre de carburant : la recherche de performance est privilégiée. À la suite de l'interdiction des ravitaillements en course, les monoplaces disputent donc les qualifications « à vide » avant de commencer l'épreuve avec un réservoir contenant 230  à   240 litres d'essence. Les pilotes qui disputent la séance de qualification Q3 doivent prendre le départ du Grand Prix avec les pneumatiques utilisés en Q3.
En 2021, la Formule 1 inaugure sur trois Grand Prix (Grande-Bretagne, Italie et São Paulo) la formule des « qualifications sprint » : le vendredi a lieu la traditionnelle séance de qualifications Q1, Q2, Q3 qui détermine la grille de départ de la course sprint (sur 100 km, soit environ le tiers de la distance d'un Grand Prix) disputée le samedi et dont le vainqueur obtient la pole position. Par ailleurs, les trois premiers du sprint obtiennent des points, 3 pour le premier, 2 pour le deuxième et 1 pour le troisième. La formule qualification sprint doit concerner trois Grand Prix en 2022.

### Course
Un Grand Prix se déroule le dimanche en début d'après-midi. La course doit faire au minimum trois cent cinq kilomètres et ne pas dépasser une durée de plus de deux heures. Le départ est donné par l'extinction des feux. Durant la course, les monoplaces effectuent au moins un arrêt aux stands pour changer de pneumatiques : en effet, depuis 2007, la FIA a imposé que les pilotes utilisent un train de pneus de chaque type de gomme proposé, à savoir dure et tendre. Depuis 2010, les ravitaillements en carburant sont proscrits. Chaque écurie établit une stratégie concernant le nombre de changements de pneus afin d'avoir la meilleure performance possible. C'est le drapeau à damier à la fin du dernier tour qui donne la fin de la course.
Depuis plusieurs années, Bernie Ecclestone souhaite le déroulement d'un Grand Prix de nuit. Le premier du genre a eu lieu lors du Grand Prix automobile de Singapour 2008.
Avant de commencer la course proprement dite, les pilotes procèdent à un tour de formation (improprement appelé « tour de chauffe »), qui leur permet de s'assurer que leur voiture peut démarrer sans assistance. Ils profitent de cette occasion pour mettre en température le moteur, les freins et les pneumatiques. Avant ce tour, les monoplaces se placent sur la grille de départ, suivant la position déterminée par les qualifications et les pénalités distribuées le cas échéant (tour de mise en pré-grille). Quand le tour de mise en grille est terminé et que toutes les monoplaces sont immobilisées, le directeur de course active la procédure de départ de la course qui consiste en l'allumage, un après l'autre et à intervalles réguliers d'une seconde, de cinq feux rouges puis en leur extinction simultanée. Une fois les feux éteints, la course débute, les pilotes peuvent faire mouvoir leurs véhicules. Afin d'éviter les faux départs, la durée entre l'allumage du dernier des cinq feux et l'extinction des feux peut varier. Si un incident survient lors de cette courte phase, le pilote impliqué le signale en agitant les bras et la procédure de départ peut être interrompue. Dans ce cas, un nouveau « tour de chauffe » a lieu, la distance à parcourir est diminuée d'un tour, le pilote incriminé quitte la grille pour démarrer s'il le peut des stands après tous les autres concurrents. Ce processus se répète tant que des problèmes surviennent.

### Stratégie en course

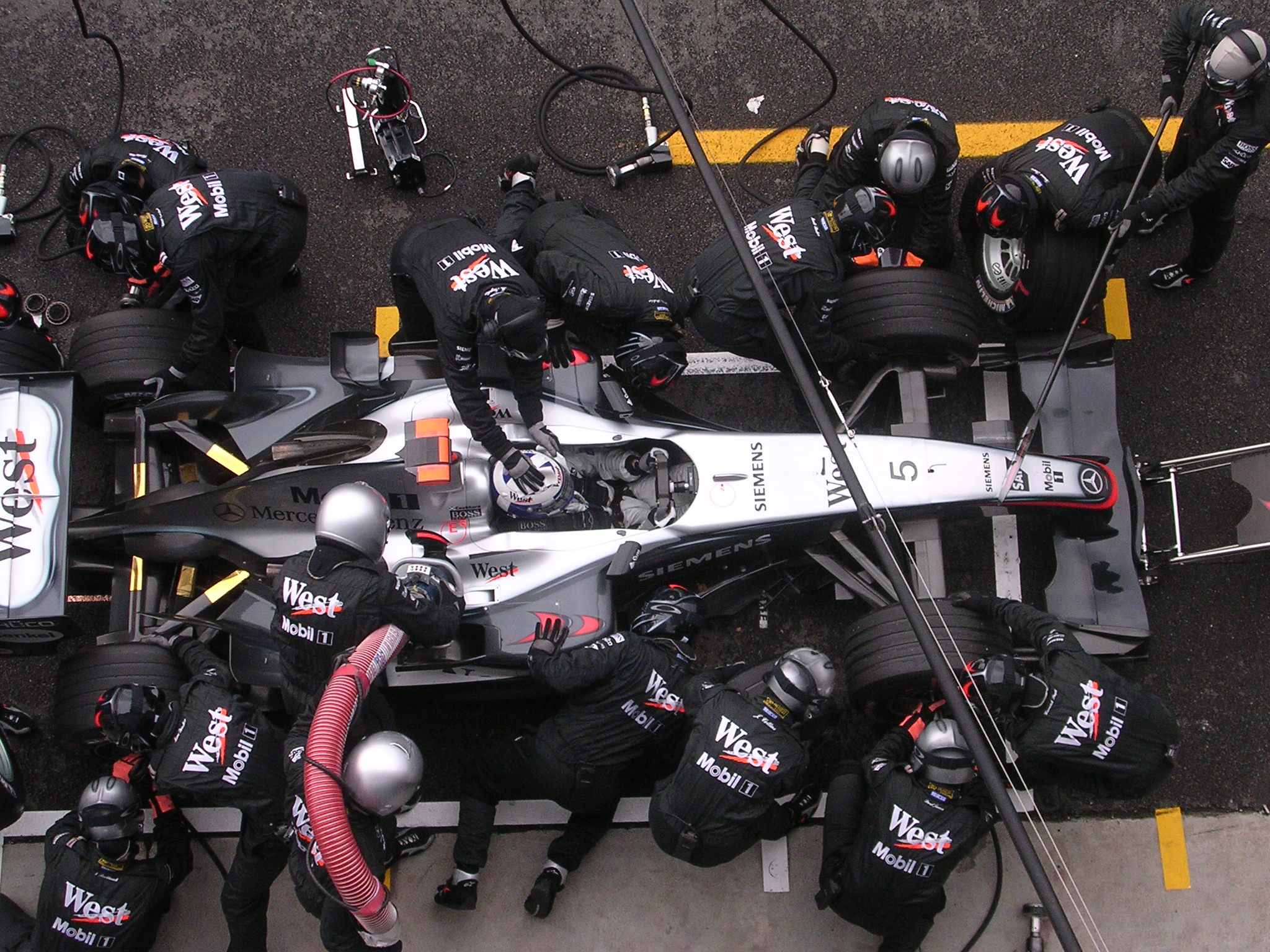
Ravitaillement et changement de pneumatiques à Monza pour David Coulthard.

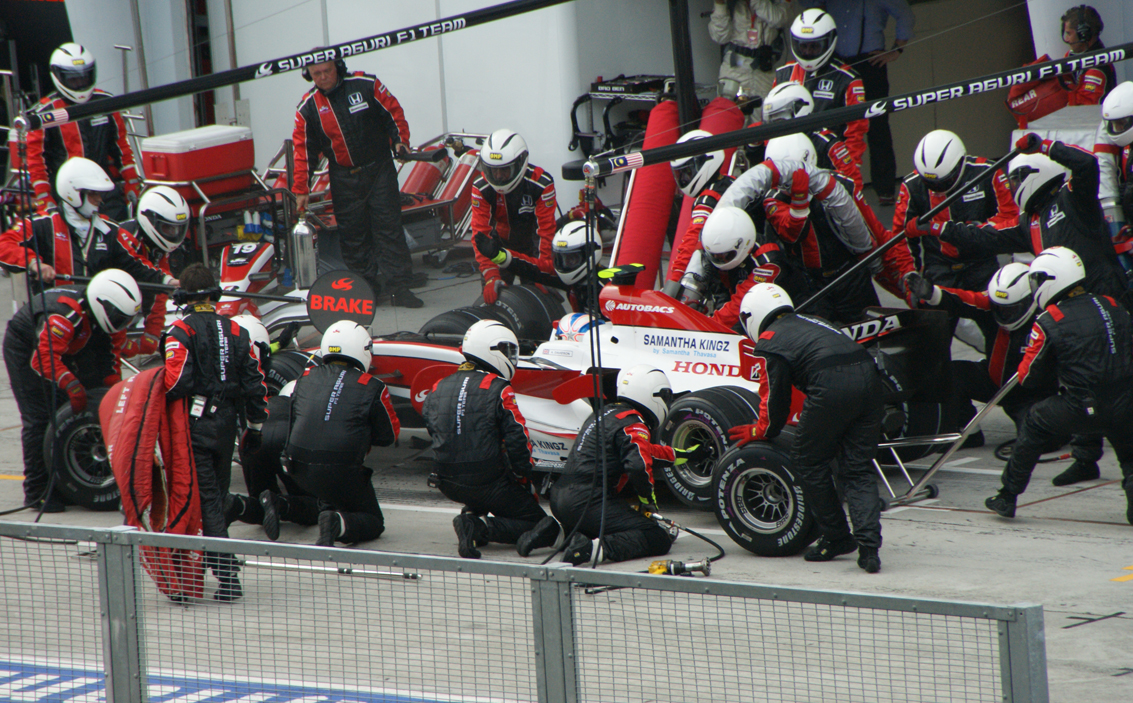
Pit-stop d'Anthony Davidson sur Super Aguri F1 au Grand Prix de Malaisie 2008.

La Formule 1 est une discipline où le matériel fourni à chaque pilote n'a pas les mêmes qualités, où les écuries ont des budgets très disparates, où les qualités personnelles du pilote (mise au point, sang-froid, intelligence) entraînent la performance. C'est pourtant aussi un sport de stratégie, de communication entre pilote et ingénieurs. La stratégie peut faire gagner un pilote qui n'est pas favori, qui ne peut pas dépasser le concurrent qui le précède « régulièrement ».
Les stratégies actuelles tournent autour du passage aux stands avec le ravitaillement en carburant (jusqu'en 2010, année où le règlement a obligé les écuries à ne faire courir leurs voitures qu'avec un seul plein par course), le changement de pneumatiques. La subtilité vient de la fréquence, de l'anticipation ou au contraire de l'attente du passage aux stands du rival, pour pouvoir faire des tours rapides et gagner des positions au classement. Les stratégies de course débutent dès les qualifications. Lors de la troisième session, la quantité embarquée de carburant autorise ou pas certaines options.
Ce n'est pas toujours celui qui s'arrête le moins souvent qui gagne, comme l'illustre le résultat du Grand Prix de Hongrie 1998,. Le nombre d'arrêts au stand est en moyenne de deux par course, certaines fois trois arrêts sont réalisés, et même plus, selon les incidents, les interventions de la voiture de sécurité, les changements de condition climatique, les pneumatiques autorisés. Une écurie peut tenter un seul arrêt (Grand Prix d'Italie 2007) et faire le ravitaillement en carburant, le changement de pneumatiques aux environs de la mi-course,. Si le passage aux stands fait perdre environ trente secondes, c'est variable suivant le profil du circuit et l'emplacement de la voie des stands par rapport au circuit. De plus, la conduite avec une monoplace plus « chargée » qu'un concurrent rend plus difficiles les dépassements et augmente le temps au tour.
La capacité des mécaniciens à agir vite sans la moindre erreur est essentielle. Le temps de travail par écurie n'est pas le même, un pilote peut perdre la course dans les stands, pour une erreur ou un retard de son écurie. Aussi, le ravitaillement en carburant, le changement de pneumatiques, d'aileron est un exercice travaillé à l'entraînement, sans cesse répété.

### Système de classement
Le classement d'un Grand Prix est établi une fois que les pilotes franchissent la ligne d'arrivée lors du dernier tour. L'ordre d'arrivée décide de l'attribution des points : 25 points pour le premier, 18 pour le deuxième, 15 pour le troisième, 12 au quatrième, 10 au cinquième, 8 au sixième, 6 au septième, 4 pour le huitième, 2 pour le neuvième, 1 pour le dixième. Ce classement n'est valable que pour les pilotes qui parcourent 90 % des tours accomplis par le vainqueur, et comprend ceux qui ont abandonné. Lorsque le premier pilote franchit la ligne d'arrivée, tous les autres pilotes en course n'ont qu'à boucler le tour qu'ils ont entamé (un pilote qui compte un tour de retard n'a pas à couvrir le même nombre de tours que le vainqueur). Ceci explique qu'un pilote qui a abandonné en toute fin d'épreuve peut figurer au classement devant un pilote qui a franchi la ligne d'arrivée avec un ou plusieurs tours de retard.

Le drapeau à damier sert à indiquer la ligne d'arrivée des courses automobiles.

Le cumul des points attribués lors de chaque épreuve détermine la position finale des pilotes au championnat. Cette règle ne vaut que depuis la saison 1991 ; auparavant, pour faire prévaloir le panache sur la régularité, seul un certain nombre de résultats, variable selon les saisons, était pris en compte. Ainsi, en 1988, malgré un total de points inférieur à celui de son rival Alain Prost, Ayrton Senna fut titré car le règlement prévoyait que, sur les seize courses du championnat, seuls les onze meilleurs résultats seraient retenus. Le championnat des constructeurs se déroule selon le même mode, chaque écurie cumulant les points inscrits par ses deux pilotes à chaque course. Jusqu'à la fin des années 1970, où les écuries pouvaient engager un nombre variable de monoplaces, seul le pilote le mieux classé apportait des points à son écurie au championnat des constructeurs.
Le système d'attribution des points n'a que peu varié entre 1950 et 2002 et les modifications ont le plus souvent porté sur la question de la valorisation de la victoire. Après être passé de deux à trois points en 1961, puis à quatre points en 1991, l'écart entre la victoire et la deuxième place est redescendu à deux points en 2003 à la suite de la saison 2002 au cours de laquelle Michael Schumacher avait été titré dès le mois de juillet alors que six épreuves restaient à courir. Un nouveau barème, adapté à l'élargissement du plateau à treize écuries, a été mis à jour pour la saison 2010 afin d'attribuer des points aux dix premiers (sur 26 concurrents), il y aura cinq points d'écart entre chacun des quatre premiers. Avec la défection de l'écurie USF1 avant le début de la saison 2010, la FIA adopte un nouveau barème de points : le vainqueur marque 25 points, le second 18, le troisième 15 et le quatrième marque 12 points. À partir de cette position, il y a deux points d'écart entre les pilotes classés quatrième à neuvième, le dixième marquant un point.
De 1950 à 1957, plusieurs pilotes étaient autorisés à se relayer sur une même voiture et les points acquis à l'arrivée de la course étaient alors divisés par le nombre de pilotes. Suivant le même principe, un pilote pouvait piloter plusieurs voitures lors d'une même course et ainsi apparaître plusieurs fois au classement final, comme lors du Grand Prix d'Argentine 1955 que Maurice Trintignant a terminé à la fois à la deuxième et à la troisième place. En 1958, la CSI apporta une modification sensible à son règlement sportif, les changements de pilotes entraînant la non-attribution de points au championnat, ce point de règlement signa de facto la fin des relais sur une même voiture.
Entre 1950 et 1959, le pilote détenteur du meilleur tour en course gagnait un point, qui pouvait être partagé en cas d'égalité chronométrique. C'est le cas du Grand Prix de Grande-Bretagne 1954 dans lequel sept pilotes ont inscrit 0,14 point ou 1/7 de point. Ainsi Jean Behra compte-t-il le plus faible nombre de points en une saison (0,14 point),. Cette règle, disparue en 1960, a fait son retour entre 2019 et 2024, en étant réservée aux dix premiers classés,.
Lorsqu'un Grand Prix est arrêté avant que les trois-quarts de sa distance prévue ait été courue, il ne donne lieu qu'à l'attribution de la moitié des points. Ce cas s'est présenté notamment lors du Grand Prix de Monaco 1984, du Grand Prix d'Australie 1991 et lors du Grand Prix de Malaisie 2009.
| Rang          | 1950-1959 | 1960     | 1961-1990 | 1991-2002 | 2003-2009 | 2010-2018 | 2019-2024 | 2025-     | Qualifications sprint 2021 | Course sprint 2022 |
| ------------- | --------- | -------- | --------- | --------- | --------- | --------- | --------- | --------- | -------------------------- | ------------------ |
| 1er           | 8 points  | 8 points | 9 points  | 10 points | 10 points | 25 points | 25 points | 25 points | 3 points                   | 8 points           |
| 2e            | 6 points  | 6 points | 6 points  | 6 points  | 8 points  | 18 points | 18 points | 18 points | 2 points                   | 7 points           |
| 3e            | 4 points  | 4 points | 4 points  | 4 points  | 6 points  | 15 points | 15 points | 15 points | 1 point                    | 6 points           |
| 4e            | 3 points  | 3 points | 3 points  | 3 points  | 5 points  | 12 points | 12 points | 12 points |                            | 5 points           |
| 5e            | 2 points  | 2 points | 2 points  | 2 points  | 4 points  | 10 points | 10 points | 10 points |                            | 4 points           |
| 6e            | -         | 1 point  | 1 point   | 1 point   | 3 points  | 8 points  | 8 points  | 8 points  |                            | 3 points           |
| 7e            | -         | -        | -         | -         | 2 points  | 6 points  | 6 points  | 6 points  |                            | 2 points           |
| 8e            | -         | -        | -         | -         | 1 point   | 4 points  | 4 points  | 4 points  |                            | 1 point            |
| 9e            | -         | -        | -         | -         | -         | 2 points  | 2 points  | 2 points  |                            |                    |
| 10e           | -         | -        | -         | -         | -         | 1 point   | 1 point   | 1 point   |                            |                    |
| Meilleur tour | 1 point   | -        | -         | -         | -         | -         | 1 point   | -         |                            |                    |

## Technologie
Sur le circuit de Monza (Grand Prix automobile d'Italie), les Formule 1 peuvent atteindre la vitesse de 365 km/h. Dans une courbe très rapide, une voiture peut subir jusqu'à 5 g d'accélération latérale.
Les performances en accélération sont (chiffres de la Renault R25 de 2005 - moteur V10) :
- 0  à   100 km/h : 1,9 seconde ;
- 0  à   200 km/h : 3,9 secondes ;
- 0  à   300 km/h : 8,4 secondes (plus ou moins, en fonction de la configuration aérodynamique).

Dans une Formule 1, lorsque le pilote lève le pied de la pédale d'accélérateur à haute vitesse, la décélération est de 1 g, soit l'équivalent du freinage d'une voiture de sport. Ceci est principalement dû à l'aérodynamisme. Grâce à ses freins en carbone la voiture décélère de 300 km/h à un arrêt complet en moins de 3,5 secondes, la décélération atteint alors les 5 à 6 g. Une Formule 1 passe de 100 à 0 km/h en 17 mètres environ.
Si une monoplace moderne de Formule 1 demeure une voiture, la technologie qui concourt à sa conception, notamment dans la gestion des flux d'air et par la mise au point et l'usage de matériaux très légers et résistants, la rapproche de l'aéronautique (aérodynamique poussée, essais perpétuels en soufflerie, matériaux structurels empruntés à l'aéronautique, ingénieurs châssis et aérodynamiciens souvent issus de l'aéronautique).

### Aérodynamique

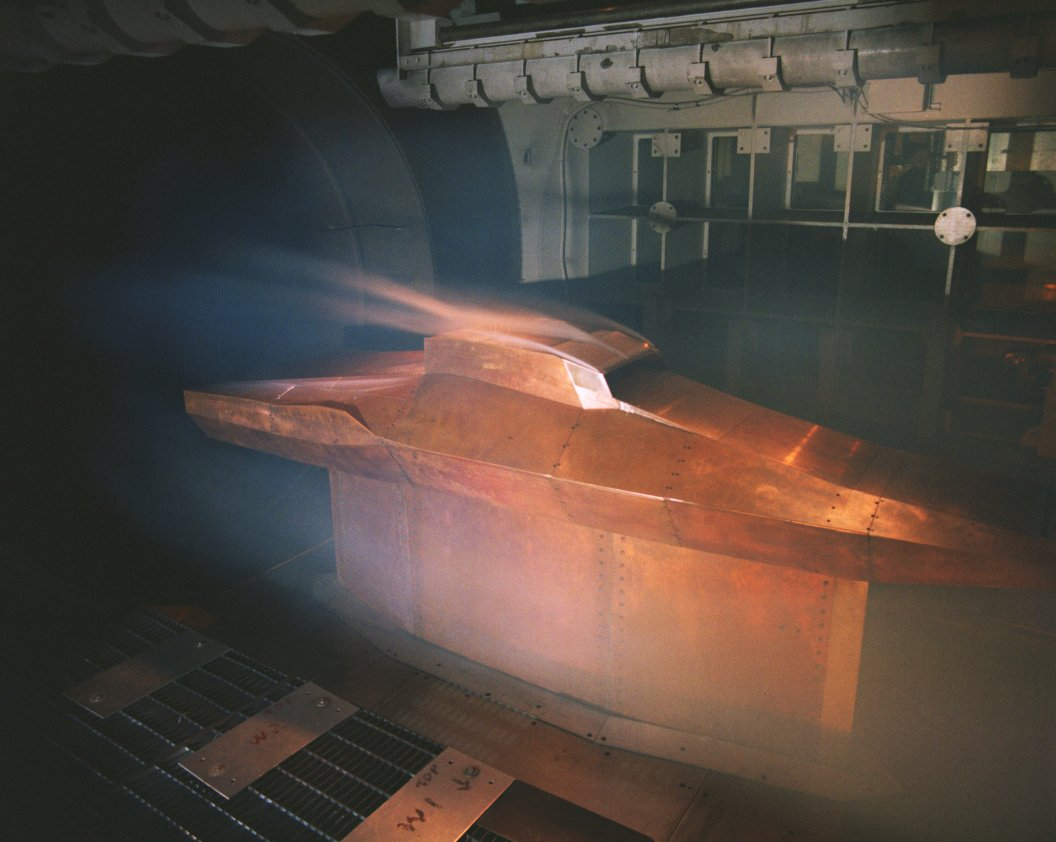
Test en soufflerie

L'aérodynamique est fondamentale, même, et peut-être plus, dans une discipline où le principe de non-carénage des roues entraîne une traînée très handicapante pour les performances. Tous les éléments externes de la voiture sont pris en compte, y compris les triangles de roues et bras de suspension, le casque du pilote, les rétroviseurs, etc.,,. Les ailerons principaux, avant et arrière, sont les éléments les plus apparents, mais le fond plat évacue l'air vers des diffuseurs très sophistiqués situés à l'arrière, ces derniers, ainsi que de nombreux petits appendices, participent à la performance aérodynamique de la voiture.
L'incidence des flux d'air sur le comportement de la voiture est essentielle, la difficulté est d'obtenir le meilleur compromis possible entre une finesse permettant une pénétration optimum de la monoplace dans l'air ({\displaystyle C_{x}}) de façon à aller vite en ligne droite, et un appui apporté par des ailerons fixes, pour « coller » à la piste en courbe rapide. On verra des voitures très fines sur les circuits rapides de type Monza, et des ailerons très présents sur les circuits lents du type Monaco.
Pour gagner un Grand Prix, une écurie a besoin d'une bonne soufflerie et d'ingénieurs très spécialisés. Pour étudier et améliorer le comportement aérodynamique d'une monoplace, ceux-ci utilisent les programmes de simulation de dynamique des fluides (connus comme CFD, de l'anglais « Computational Fluid Dynamics», qui peut se traduire en français par la locution « Mécanique des Fluides Numérique » (MFN) et réalisent des essais en soufflerie, analysant les différentes configurations d'ailerons, pontons et les autres éléments aérodynamiques. Des milliers d'heures d'essais sont effectués avec des maquettes à l'échelle avant de construire les monoplaces ou de fabriquer les pièces en taille réelle. Pour la saison 2008, BMW Sauber dispose d'une soufflerie à échelle 1/1 (taille réelle) alors que Renault a une soufflerie à échelle 1/2.

### Motorisation
Depuis la création de la discipline, toutes les architectures moteurs ont été testées en Formule 1. On compte en effet des moteurs à 2, 4, 6, 8, 10, 12 et même 16 cylindres, à plat, en ligne, en V, en H, atmosphériques, suralimentés par un compresseur ou un turbocompresseur. Les marques les plus prestigieuses de l'automobile (Ferrari, Lamborghini, Maserati, BMW, Mercedes-Benz, etc.) ou au contraire les plus populaires (Renault, Toyota, Ford) se sont investies en championnat du monde afin d'accroître leur renommée en tentant de triompher au plus haut niveau de la compétition. S'il existe un champion du monde des pilotes et un championnat des constructeurs, il n'y a pas de championnat des motoristes (ce qui n'a pas empêché Renault de se déclarer « 6 fois champions du monde entre 1992 et 1997 », s'attribuant ainsi les titres acquis par Williams F1 Team et Benetton). Ferrari est le motoriste le plus capé de la Formule 1 avec 205 victoires, devant Ford Cosworth avec 176 victoires et Renault avec 113 victoires après le Grand Prix du Canada 2008.
Les moteurs de Formule 1 peuvent être classés en quatre catégories principales : 
- les moteurs conçus par les grands constructeurs automobiles pour propulser leurs monoplaces ou des monoplaces privées (Ferrari, Renault, Toyota…) ;
- les moteurs conçus par des officines spécialisées engagées en Formule 1 (Repco, Cosworth, Weslake, Motori Moderni…) ;
- les moteurs conçus par des officines spécialisées pour le compte de grands constructeurs ou à partir de moteurs des grands constructeurs (Judd pour le compte de Yamaha, Cosworth à partir de blocs Ford, Mecachrome à partir de blocs Renault, Mugen à partir de blocs Honda, Hart…) ;
- les moteurs qui portent le nom du commanditaire principal d'une écurie mais qui ne sont en fait qu'un « rebadgeage » d'un moteur existant (Playlife, Petronas, Acer, Megatron, European…).

À partir de 2006, la réglementation a imposé des moteurs V8 d'une cylindrée de 2 400 cm3. Les meilleurs V8 pouvaient atteindre les 780 chevaux, alors que certains anciens V10 à trompettes variables (on parle de suralimentation acoustique) dépassaient les 900 chevaux. Pour des raisons de sécurité et de réduction des coûts, le gain de puissance est devenu impossible car la FIA a imposé un gel de l'évolution des moteurs pendant cinq ans. Le régime maximal des moteurs a d'abord été bridé à 19 000 tours par minute par un limiteur électronique en 2008 puis à 18 000 tours par minute en 2009. Pour atteindre de tels niveaux de performance, les ingénieurs ont développé des technologies inédites, comme le rappel pneumatique des soupapes, qui permettent d'obtenir des régimes aussi élevés.
Depuis la saison 2014, les F1 sont propulsées par des moteurs V6 turbo hybrides d'une cylindrée d'1,6 litre, dotés d'un double système de récupération d'énergie.
La consommation moyenne d'une Formule 1 était d'environ 75 litres d'essence (sans plomb) pour 100 km. Depuis l'arrivée du moteur hybride pour la saison 2014, les F1 ne peuvent embarquer plus de 100 kg de carburant pour couvrir la distance d'un Grand Prix (environ 305 km), puis, à la suite d'augmentations de poids et de dimensions des monoplaces et de leurs pneumatiques, 105 kg à partir de la saison 2017 et 110 kg depuis la saison 2019.

Anciens moteurs
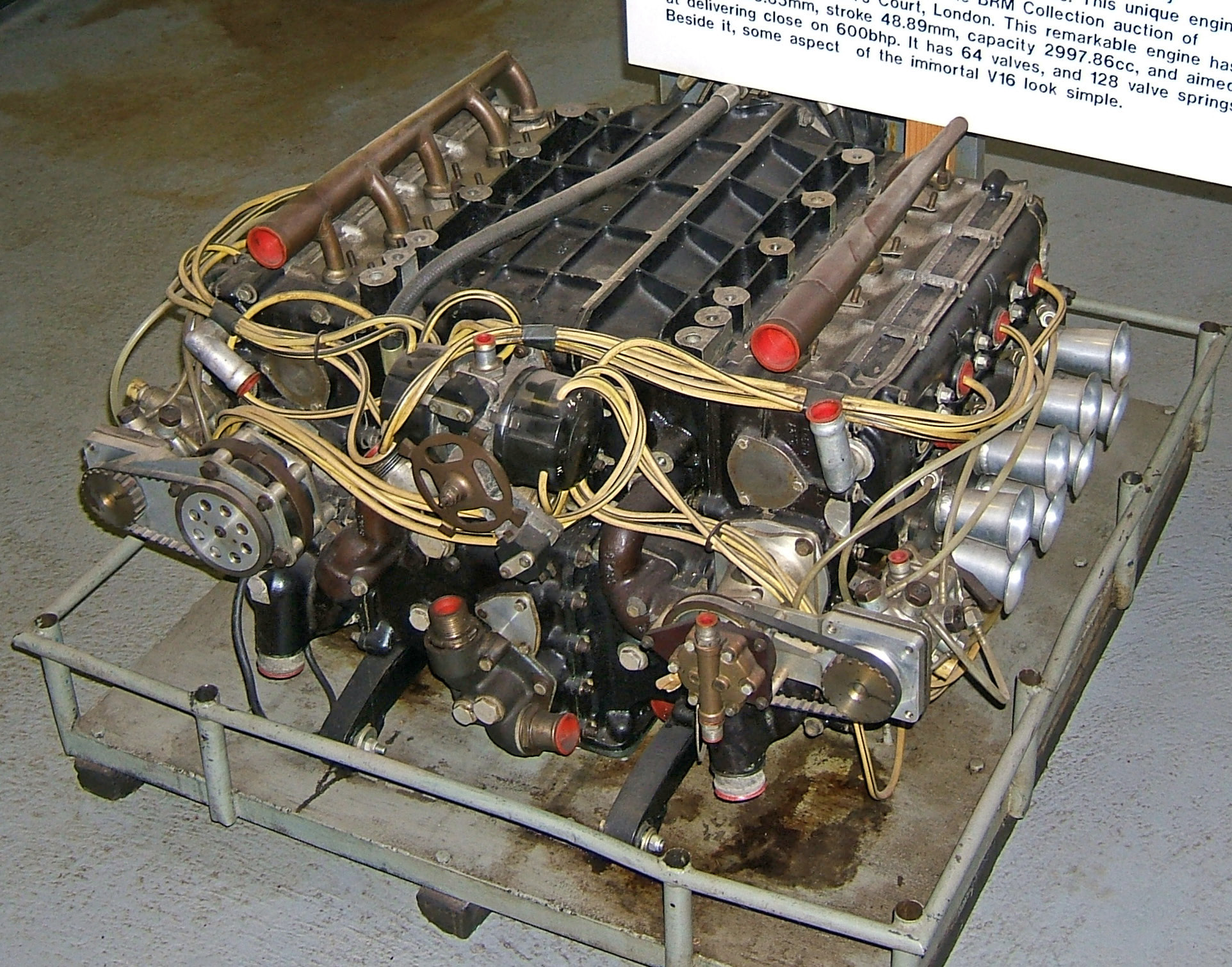
Moteur BRM à 16 cylindres en H de 3 000 cm3 conçu en 1966 par superposition de deux blocs 8 cylindres à plat de 1 500 cm3.
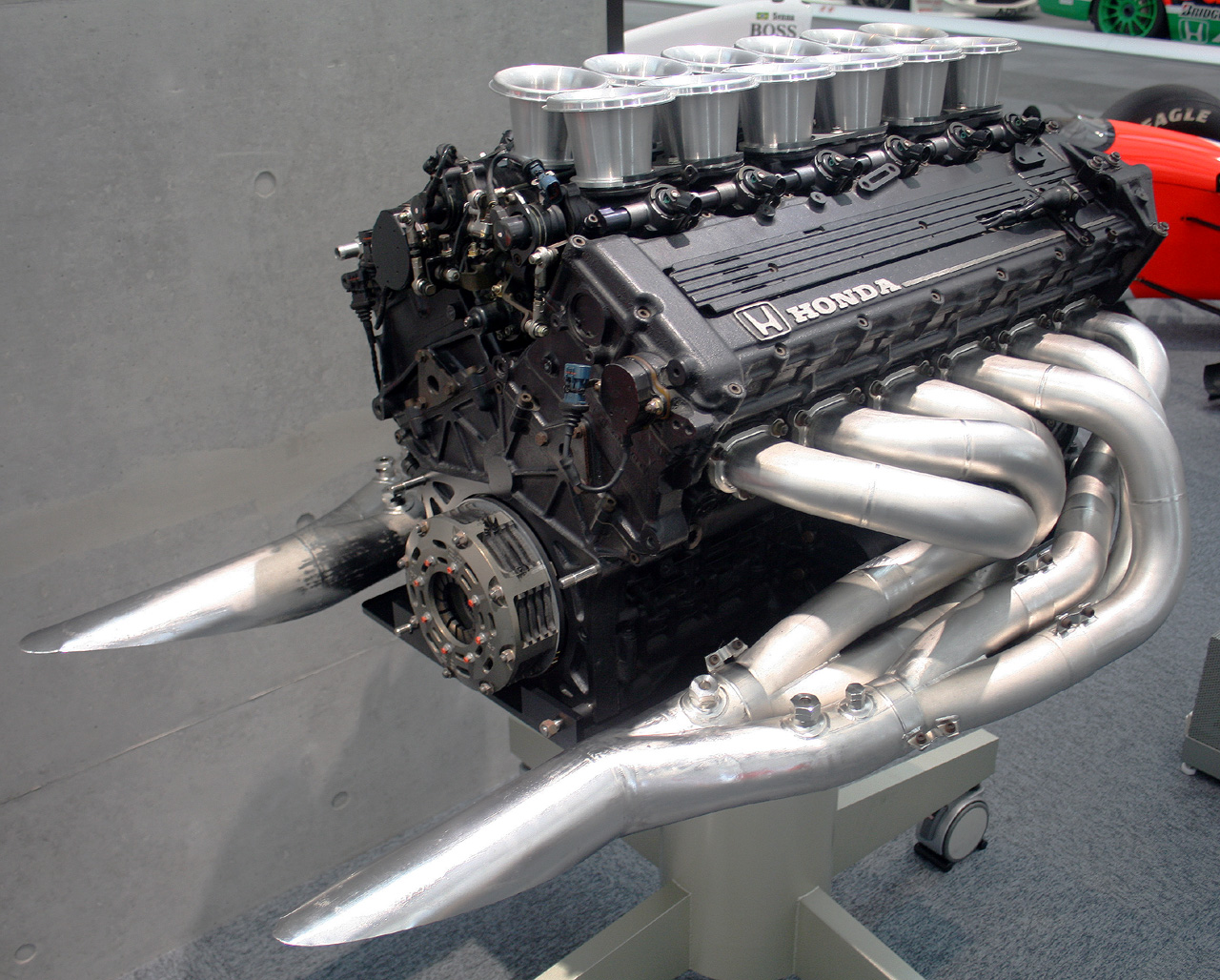
Moteur V12 Honda RA121E de la McLaren-Honda de 1991.
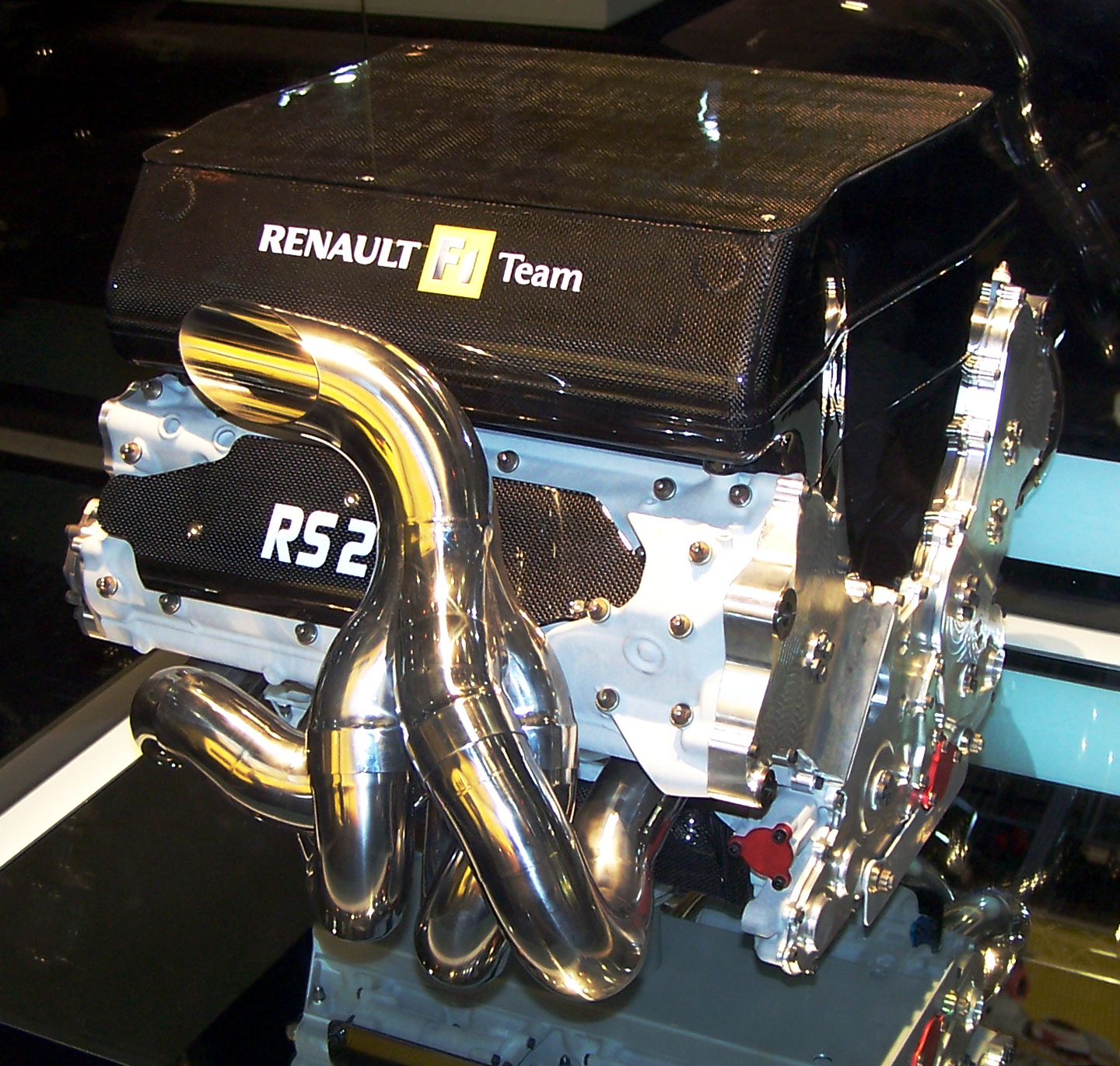
Moteur Renault RS27 2007 de 2 400 cm3 à 8 cylindres en V à 90°.

### Transmission et boîte de vitesses

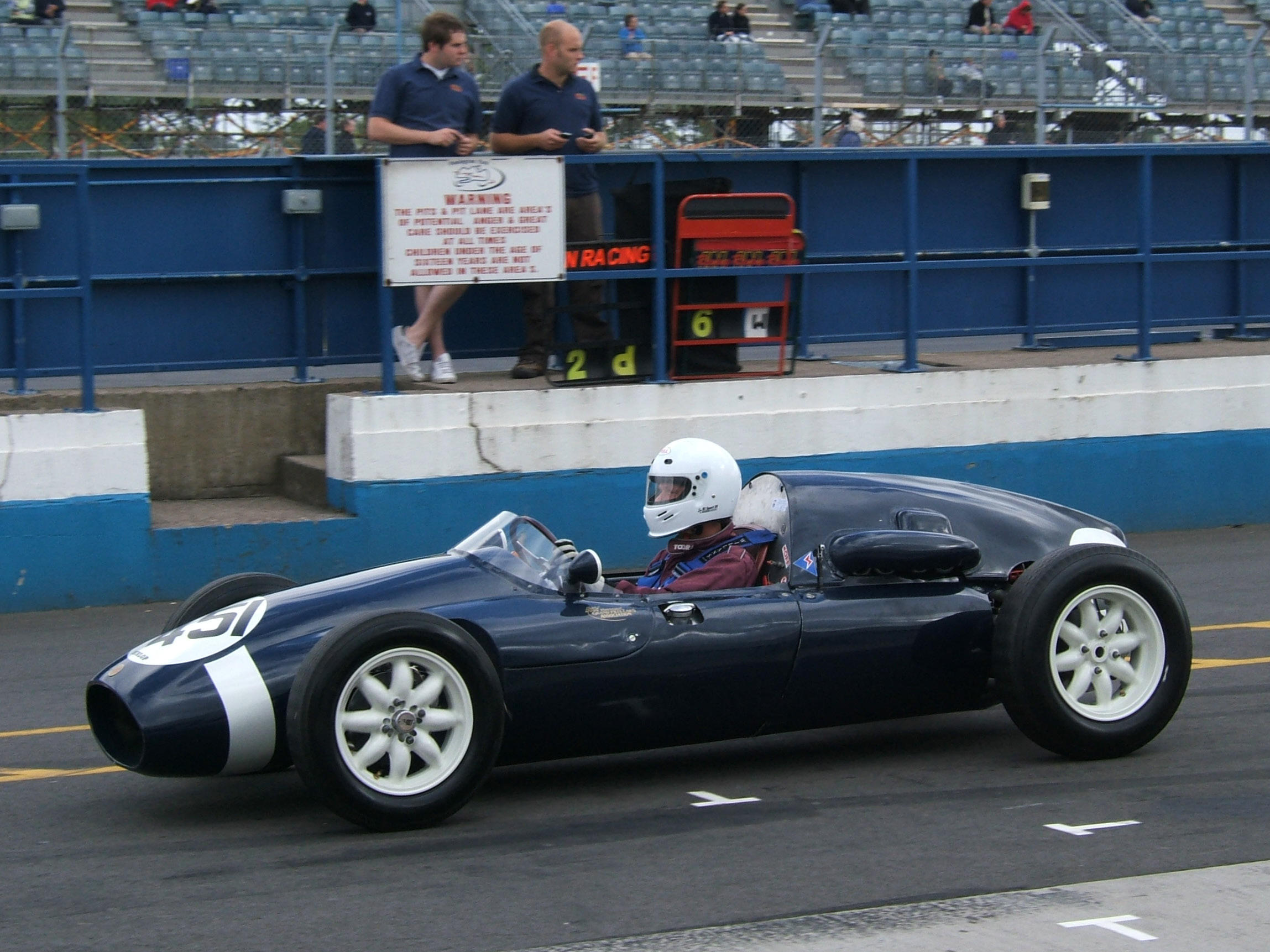
Cooper T45 à moteur central-arrière du Rob Walker Racing engagée en 1958.

Les monoplaces de Formule 1 sont propulsées par un moteur situé à l'arrière depuis le début des années 1960. Le moteur est aujourd'hui disposé en position centrale (juste derrière le pilote), ce qui permet une meilleure répartition des masses et de se passer d'arbre de transmission avant-arrière grâce au couplage moteur-boîte direct.
Le moteur et la boîte de vitesses forment un ensemble dit « porteur ». Dans le prolongement de la coque avant, ils constituent la partie arrière du châssis. La boîte est placée derrière le moteur, elle comprend un différentiel et les demi-arbres d'entraînement des roues, les triangles de roues, ainsi que les bras et le système de suspension arrière lui sont directement attachés. L'aileron arrière et autres diffuseurs de flux d'air sont également fixés sur la boîte de vitesses.
La boîte de vitesses possède comme caractéristique principale un changement de vitesses semi-automatique séquentiel qui rend la pédale d'embrayage superflue pour changer de rapport. Le pilote a seulement besoin d'agir sur une palette placée sous le volant pour rétrograder ou passer la vitesse supérieure, le changement de rapport se fait instantanément, sans lever le pied de l'accélérateur dans le cas de la montée. Toutes les monoplaces du plateau ont sept vitesses. Renault, qui avait fait le choix de n'avoir que six vitesses est passé à la boîte sept depuis 2006.
Depuis 2008, un changement de boîte de vitesses avant d'avoir accompli quatre Grands Prix consécutifs pénalise le pilote de cinq places sur la ligne de départ. Depuis 2008 également, tout système électronique pour contrôler la rotation des roues (système d'antipatinage à l'accélération ou d'antiblocage au freinage) est interdit. Est interdit également tout dispositif ou système d'assistance électronique qui prévient le pilote de la dégradation de l'état des roues.
En 2009, la FIA autorise l'installation dans les monoplaces d'un système de récupération de l'énergie cinétique au freinage, le SREC. Ce nouveau système pourra emmagasiner au maximum 400 kJ par tour de piste et les restituer à la demande du pilote pendant un maximum de six secondes et demie (en continu ou en plusieurs fois) par tour à pleine puissance soit environ 80 chevaux supplémentaires.

### Volant

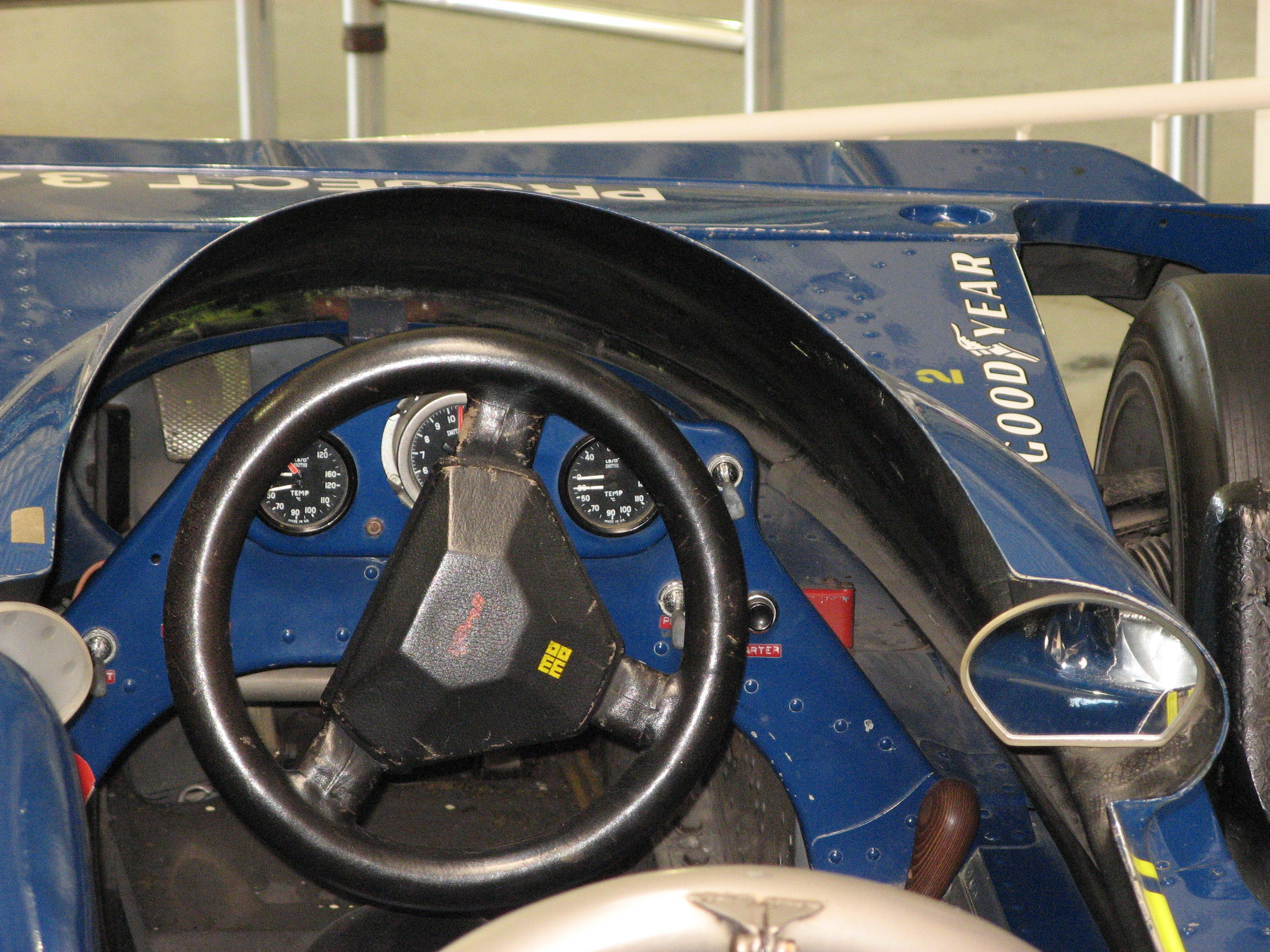
Volant de Tyrrell P34 de 1976.

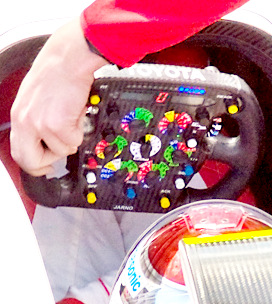
Un volant de Toyota (2009).

Un cockpit de monoplace de Formule 1, bien qu'il respecte désormais des cotes minimales définies par la réglementation technique de la FIA, demeure très exigu. D'autre part, un pilote a en permanence besoin d'être vigilant et concentré et il ne peut détourner son attention de la conduite (trajectoires et position des concurrents…). Ces deux contraintes (exiguïté du cockpit et nécessité de rassembler le maximum d'informations dans le champ de vision du pilote) ont conduit à complètement revoir le design et la fonction du volant des monoplaces de Formule 1. Celui-ci n'est plus un encombrant cercle métallique destiné à changer la direction de la voiture mais est devenu au fil des ans un véritable tableau de bord truffé de dispositifs électroniques, qui propose des informations destinées au pilote.
Le volant, surtout depuis l'apparition des boîtes de vitesses semi-automatiques à palettes, rassemble désormais des fonctions jusqu'alors disséminées sur le tableau de bord, qui n'existe plus aujourd'hui. À l'exception des pédales d'accélération et de freinage, les voitures de Formule 1 voient l'ensemble de leurs fonctions regroupées sur le volant,. Se trouvent à l'arrière les palettes de passage des vitesses et deux palettes d'embrayage (pour le départ ou en cas d'arrêt) et sur la face avant, les commandes du point mort (Neutral), la marche arrière, le coupe-circuit, les boutons de la radio de communication avec les ingénieurs présents dans les stands, le limitateur de vitesse pour entrer dans la voie des stands, la commande de la pompe à boisson, les molettes de réglage de répartition du freinage, du différentiel, de l'accélérateur électronique au départ, du réglage de la richesse du mélange air-essence ainsi que des écrans et diodes qui indiquent le régime moteur et la nécessité de changer de rapport de boîte. Des écrans à cristaux liquides donnent le nombre de tours effectués, le rapport de vitesse enclenché, le temps au tour, la pression d'huile, les températures des divers organes de la machine, etc.,.
Le volant a perdu sa forme circulaire, il est aplati dans sa partie inférieure (pour limiter son encombrement) et dans sa partie supérieure pour améliorer la visibilité. De plus, les pilotes le font mouler à la mesure de leurs mains gantées pour gagner en ergonomie.
Le cockpit d'une Formule 1 est très exigu. Pour s'y installer ou en sortir, il est nécessaire de retirer le volant. Le règlement technique impose que le pilote puisse quitter la voiture en moins de cinq secondes; pour ce faire, le volant doit pouvoir être retiré instantanément. Chaque volant est produit artisanalement selon un cahier des charges propre à chaque équipe, son coût est très élevé.

### Pneumatiques
Aux débuts de la Formule 1, quatre manufacturiers sont présents : Dunlop (174 GP), Pirelli (200 GP), Englebert (61 GP) et Firestone (500 miles d'Indianapolis et F1, 120 GP). Avon et Continental ont ensuite chaussé les voitures de Formule 1, avant de laisser place à Goodyear (493 GP), Bridgestone (227 GP – après le Grand Prix d'Australie 2010) et Michelin (215 GP),.
| Pneumatiques | Nationalité | Période                                         |
| ------------ | ----------- | ----------------------------------------------- |
| Avon         | Royaume-Uni | 1954, 1956-1957, 1959, 1981-1982                |
| Bridgestone  | Japon       | 1976-1977, 1997-2010                            |
| Continental  | Allemagne   | 1954-1955, 1958                                 |
| Dunlop       | Royaume-Uni | 1950-1970, 1976-1977                            |
| Englebert    | Belgique    | 1950-1958                                       |
| Firestone    | États-Unis  | 1950-1960, 1966-1974                            |
| Goodyear     | États-Unis  | 1967-1998                                       |
| Michelin     | France      | 1977-1984, 2001-2006                            |
| Pirelli      | Italie      | 1950-1958, 1981-1986, 1989-1991, et depuis 2011 |

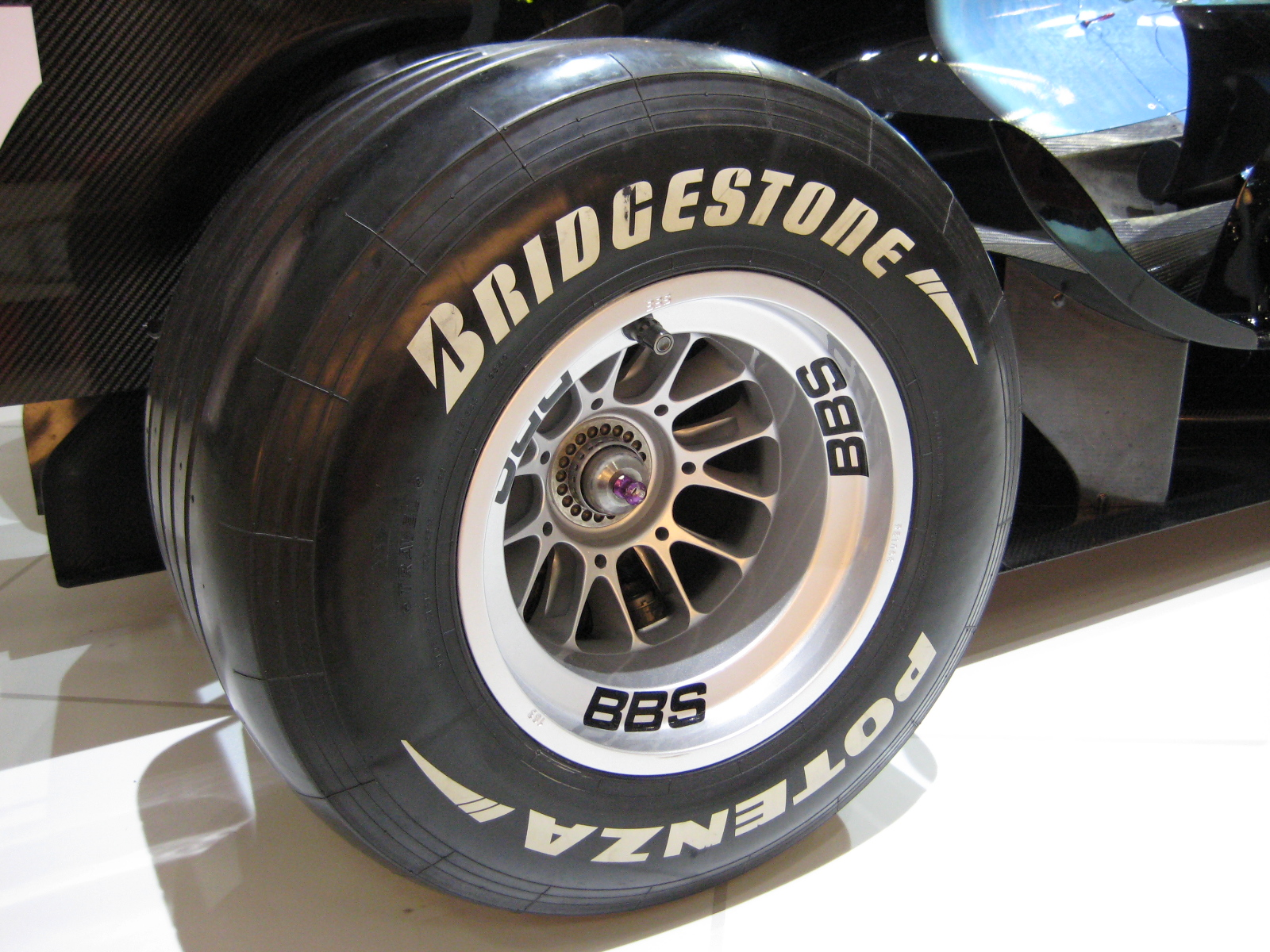
Bridgestone, manufacturier unique de 2007 à 2010.

Le pneumatique est un élément essentiel de la monoplace, c'est la seule partie de la voiture en contact avec la piste. Contrairement aux pneus qui équipent une automobile normale, les pneus de course ne sont pas faits pour durer mais pour adhérer le plus possible à la piste. Ils sont beaucoup plus tendres, plus résistants et plus légers, et peuvent être changés plusieurs fois durant une course.

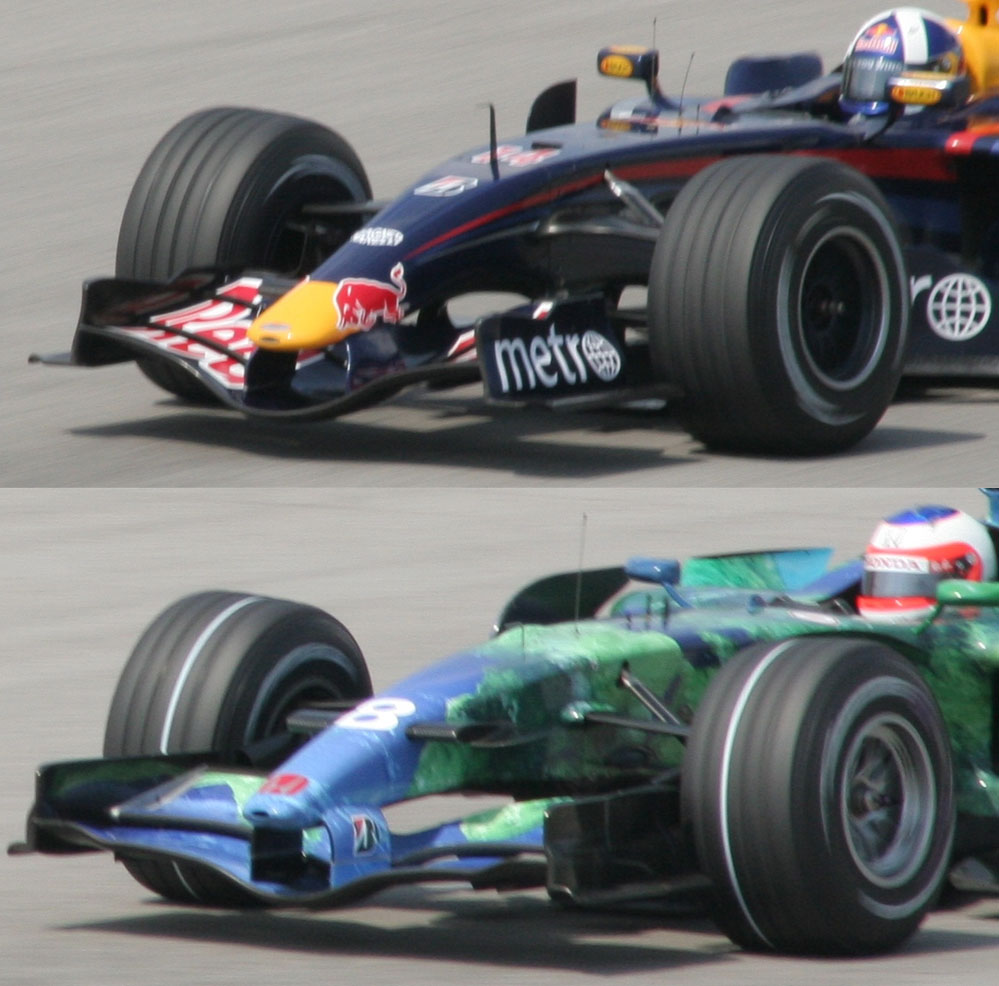
Bande blanche indiquant la qualité de pneu la plus tendre (saisons 2007 et 2008).

Les pneumatiques ne peuvent être plus larges que 355 mm à l'avant et 380 mm à l'arrière. Ils trouvent leur efficacité optimum entre 90 °C et 110 °C, d'où l'usage de couvertures chauffantes dans les stands et sur la ligne de départ. Pour que la pression, facteur extrêmement important dans le comportement d'un pneu, ne varie pas en fonction de la température, on utilise un mélange de gaz à basse densité, plutôt que de l'air. Chaque voiture doit utiliser au moins une fois chaque type de pneu sec proposé (deux) pendant une course.
En cas de pluie, deux qualités de pneus sont proposées, pluie (un pneu très sculpté pour évacuer un maximum d'eau) et intermédiaire. Les pneus pluie ont un diamètre extérieur plus grand (flancs plus hauts) de façon à élever le centre de gravité de la voiture sur piste mouillée (670 mm de diamètre maximum, contre 660 mm pour les pneus sec).
Les jantes, très fines et légères, sont en alliage de magnésium. Le règlement impose aux constructeurs une attache reliant la roue au châssis en cas d'accident. De 2006 à 2009, on a vu apparaître des boucliers en carbone montés sur les jantes avant et arrière, ceux-ci avaient pour fonction une amélioration de l'aérodynamique et une meilleure ventilation des freins, ces « flasques » ont été interdits pour 2010,.
Bridgestone sera le seul manufacturier de la Formule 1 pour les saisons 2007 à 2010. Deux qualités de pneu sec (plus dur/plus tendre), alors rainurés pour ralentir les voitures en virage, étaient proposées pour chaque course (qualités différentes pour chaque circuit, selon le revêtement, le climat, les vitesses atteintes, etc.), la plus tendre des deux est alors marquée d'une ligne blanche sur la bande de roulement pour que les spectateurs puissent faire la distinction. En 2009, les pneus slicks (sans rainures sur la bande de roulement) font leur réapparition. Pour différencier les qualités des gommes, Bridgestone appose alors un marquage vert sur le sommet des flancs des pneus au mélange le plus tendre proposé lors de chaque Grand Prix..
À partir de la saison 2011, à la suite du retrait de Bridgestone et après vingt ans d'absence, le manufacturier italien Pirelli fournit toutes les équipes en pneumatiques. À partir de 2016, cinq qualités de pneus sont proposées au total pour le sec (slicks) et deux en cas de pluie (pneus sculptés). Pour que les spectateurs puissent les distinguer, une couleur est attribuée au marquage de chaque type de pneu.

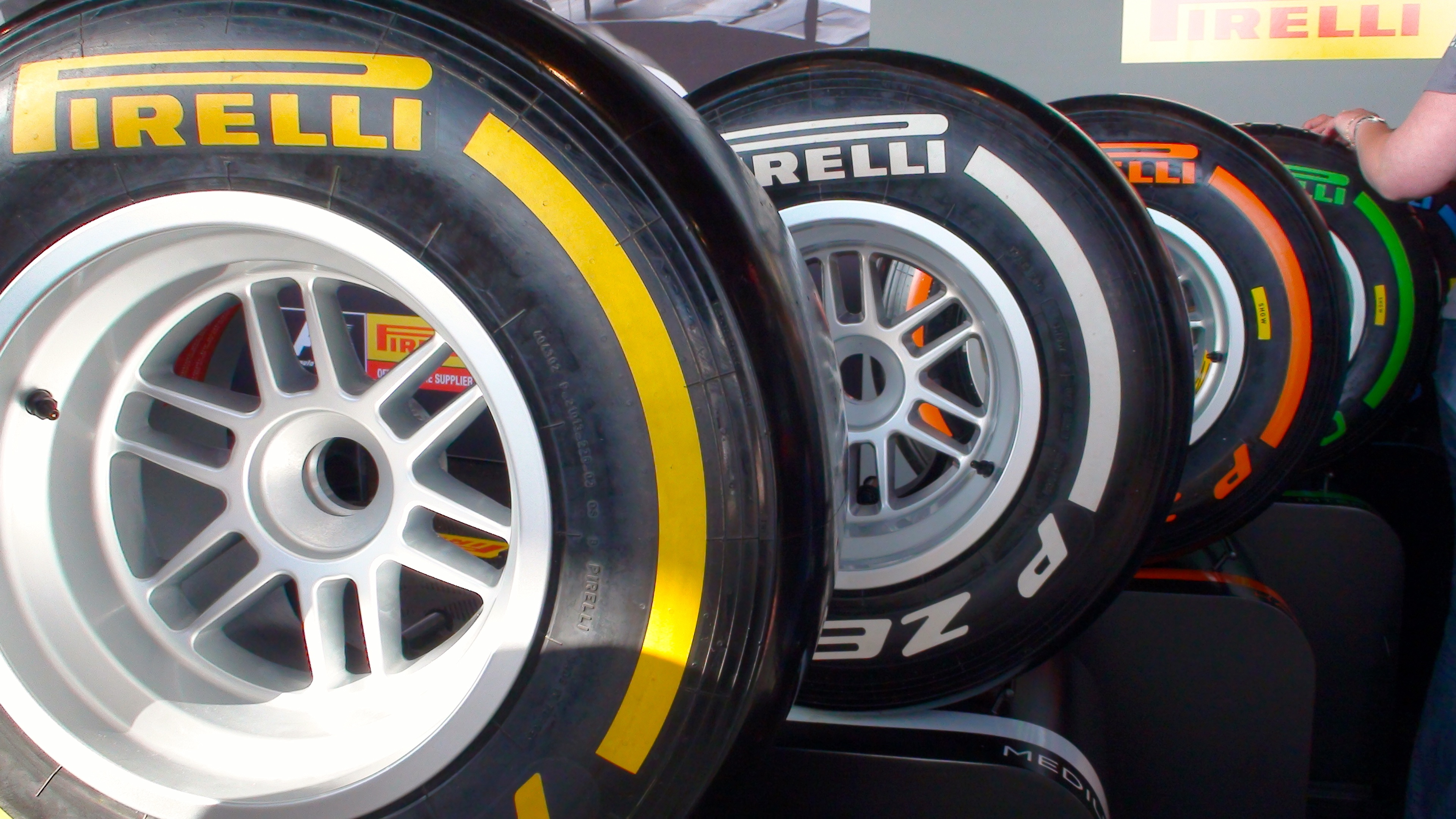
La gamme des pneus Pirelli lors du GP de Grande-Bretagne 2013.

 En 2022, la taille des pneus passe de 13 à 18 pouces. Par ailleurs, les gommes avant seront surmontées par des ailettes.
| Pneus sec         | Pneus sec           | Pneus sec          | Pneus sec    | Pneus sec    | Pneus sec      | Pneus sec        | Pneus pluie        | Pneus pluie |
| ----------------- | ------------------- | ------------------ | ------------ | ------------ | -------------- | ---------------- | ------------------ | ----------- |
| Hyper tendre rose | Ultra tendre violet | Super tendre rouge | Tendre jaune | Medium blanc | Dur bleu glacé | Super dur orange | Intermédiaire vert | Pluie bleu  |

### Système de freinage

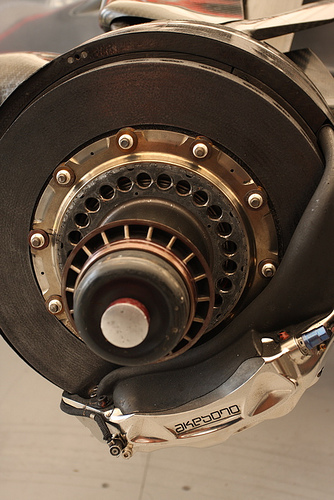
Frein à disque en carbone d'une McLaren-Mercedes (2008).

Pour réduire la vitesse d'une monoplace, le système de freinage transforme l'énergie cinétique du véhicule en chaleur en utilisant un disque fixé sur le moyeu de la roue et des plaquettes venant frotter de chaque côté du disque. Avec son poids contenu, la large emprise au sol de ses pneumatiques et ses freins à disque en carbone (en acier pour les véhicules de série), une Formule 1 est particulièrement efficace au freinage. En 1993, un test comparatif de freinage de 100 à 0 km/h a été réalisé par Renault entre une Twingo, une Alpine A610 et une Williams F1. La voiture de série s'est arrêtée en 46 mètres, la sportive en 40 mètres et la Formule 1 en seulement 18 mètres. Les freins en carbone ont besoin de monter à une très haute température (de 350 à 500 °C) pour être parfaitement efficaces, ce qui explique les phases d'accélération-freinage des pilotes lors du tour de mise en grille avant le départ d'un Grand Prix. Des écopes de refroidissement sont associées au système de freinage : en jouant sur leur taille et leur ouverture, les ingénieurs modifient la température des freins en fonction de la température ambiante et des exigences des circuits.

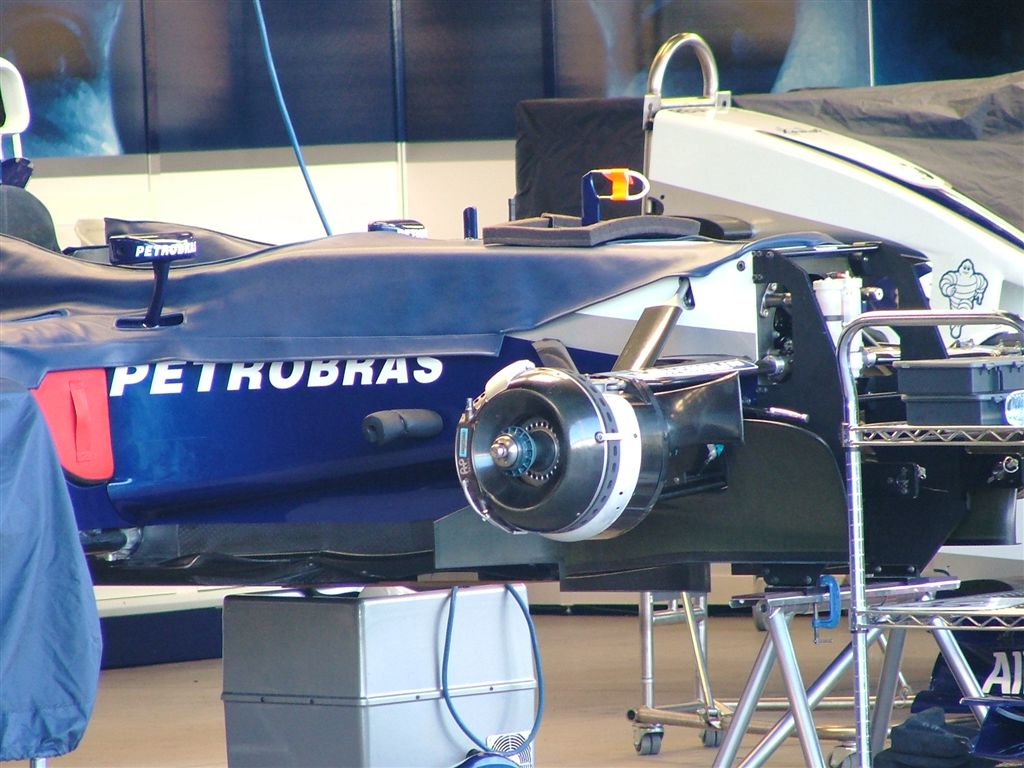
Frein à disque de la Williams FW27 (2005).

La réglementation technique oblige les monoplaces à être munies de deux circuits hydrauliques de freinage séparés (avant et arrière) mais actionnés par une seule pédale, de façon que l'un puisse fonctionner (pour éviter un accident) en cas de défaillance de l'autre. Le diamètre maximum des disques de freins est fixé à 278 mm, leur épaisseur maximum à 28 mm et un seul étrier de frein en aluminium à six pistons est admis. Le refroidissement des freins s'effectue par air uniquement et le système ne doit pas dépasser l'arrière de la roue.
De nombreux systèmes électroniques agissant sur le système de freinage avaient été développés pour mieux maîtriser la tenue de route de la monoplace. Les systèmes d'antipatinage agissaient simultanément sur le freinage et l'accélération pour éviter un patinage excessif des roues. Les systèmes d'antiblocage des roues permettaient d'éviter les embardées du train arrière tandis que les systèmes électroniques de départ automatisé géraient l'envolée de la monoplace dès le lâcher de la pédale de frein au départ. Tous ces systèmes sont désormais interdits.

## Figures emblématiques

### Pilotes

#### Histoire

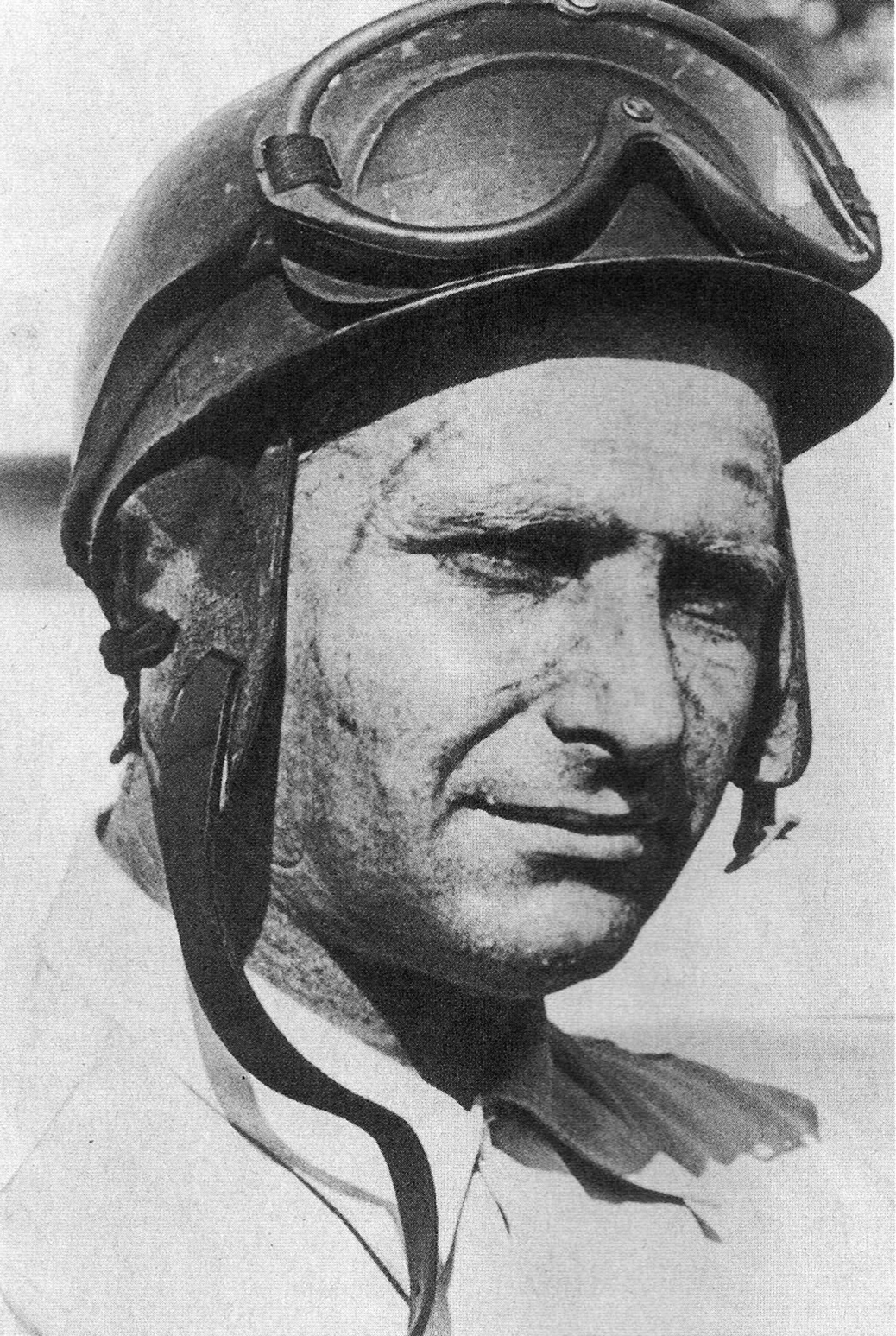
Portait de Juan Manuel Fangio.

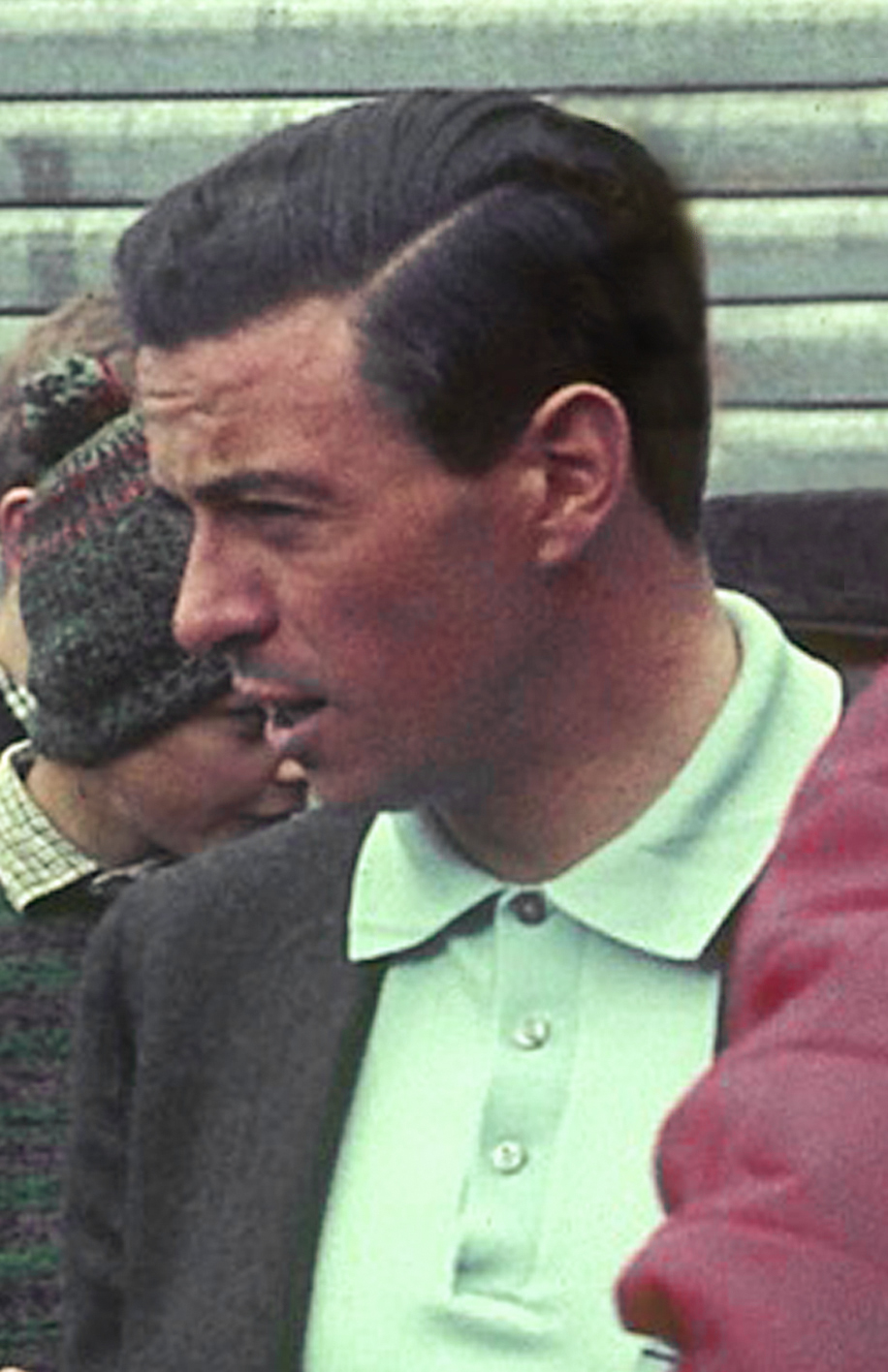
Jim Clark en 1966.

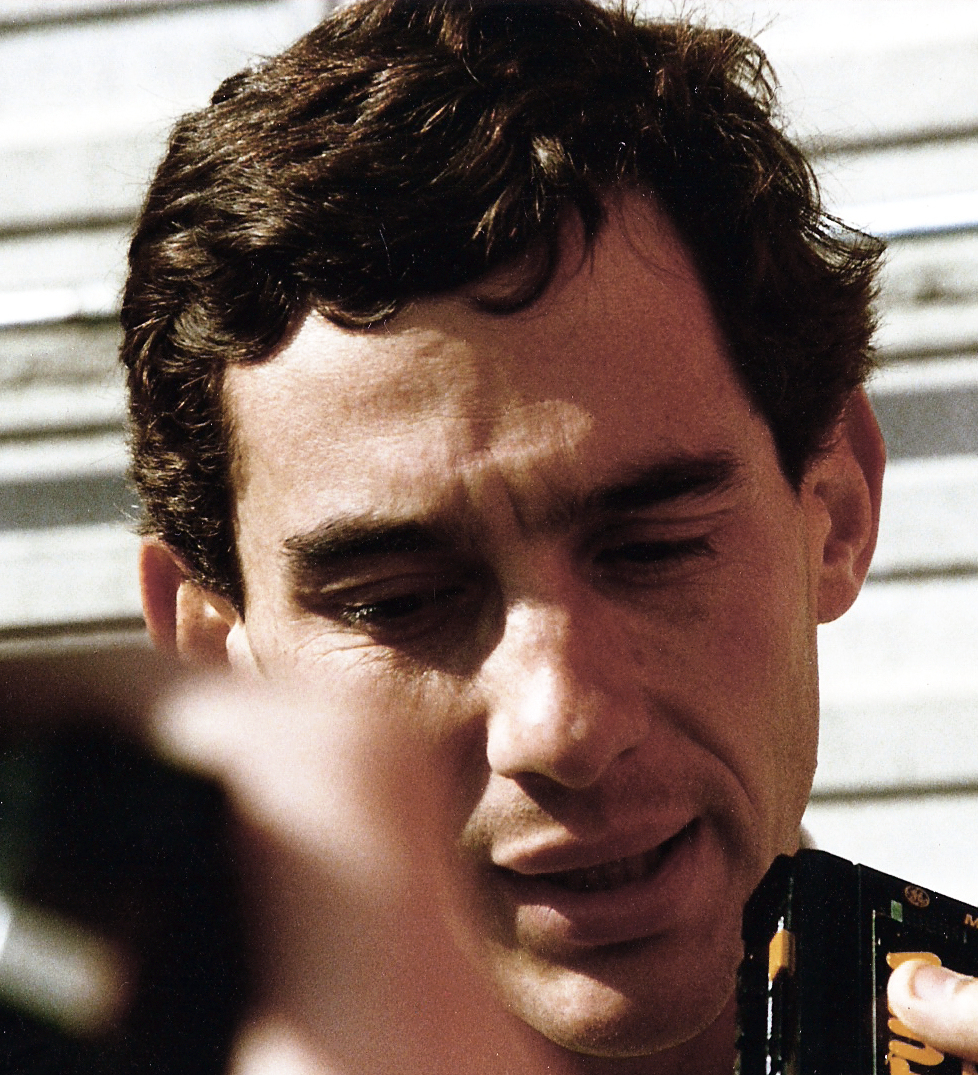
Ayrton Senna à Imola lors du Grand Prix automobile de Saint-Marin 1989.

Le pilote considéré comme le premier grand champion de l'histoire de la Formule 1 est Juan Manuel Fangio. Arrivé en Europe en 1948, l'Argentin s'affirme rapidement comme l'un des meilleurs pilotes de la discipline et du championnat du monde créé deux ans plus tard. Avec cinq titres mondiaux dont quatre consécutifs (en 1951, 1954, 1955, 1956 et 1957), il marque durablement les esprits. Il gagne 24 des 51 Grands Prix qu'il a disputés. De tous les pilotes affrontés par Fangio au cours de ses dix années de présence en Formule 1, seuls l'Italien Alberto Ascari (champion du monde en 1952 et 1953) et le Britannique Stirling Moss ont réellement su se montrer à la hauteur du « maestro » argentin,.
Après la retraite de Fangio, Moss confirme son talent. Mais autant Fangio a été capable de convertir son talent en un palmarès exceptionnel, autant Moss, plus malchanceux mais également souvent peu inspiré dans ses choix de carrière, ne décroche pas le moindre titre mondial et doit se contenter de quatre titres officieux de vice-champion du monde et de trois places de troisième au championnat entre 1955 et 1961, souvent derrière des pilotes considérés comme moins talentueux, ce qui lui vaut le surnom de « champion sans couronne ».
Moss amorce une longue ère de suprématie des pilotes anglo-saxons dans les années 1960. Certains réalisent d'authentiques exploits, comme l'Anglais John Surtees, vainqueur du championnat du monde en 1964, titre qu'il a déjà conquis quelques années plus tôt en vitesse moto, ou l'Australien Jack Brabham, qui en 1966, décroche son troisième titre mondial au sein de l'écurie qu'il a lui-même fondée,. Mais celui qui est considéré comme le plus brillant est l'Écossais Jim Clark dont le palmarès (deux titres mondiaux décrochés en 1963 et 1965) ne reflète que partiellement la domination qu'il exerce en piste sur ses contemporains, . Après sa mort en 1968 dans une épreuve de Formule 2 à Hockenheim, un autre Écossais, Jackie Stewart, s'affirme comme le pilote le plus complet du plateau. Champion des années impaires, Stewart est titré en 1969, 1971 et 1973. En plus de son talent, Stewart marque l'histoire de la Formule 1 en étant le premier pilote à gérer sa carrière et sa fortune de manière très professionnelle. Il est également celui qui engage le combat en faveur d'une plus grande sécurité sur les circuits.
Le pilote phare de la deuxième moitié des années 1970 est Niki Lauda. Symbole d'une époque où les monoplaces deviennent de plus en plus sophistiquées et pointues à conduire, le pilote autrichien brille moins par son talent naturel que par son intelligence de course, sa rigueur d'analyse et sa force de travail, qui contribuent à hisser la Scuderia Ferrari au plus haut niveau après une longue crise sportive. Il marque également les esprits en revenant victorieusement à la compétition après un grave accident sur le Nürburgring en 1976 qui le laisse partiellement défiguré. Outre ses deux titres acquis chez Ferrari en 1975 et 1977, Lauda en décroche un troisième en 1984 au volant d'une McLaren.
À la suite de la première retraite de Lauda et avant que Prost ne s'impose comme le patron sur les Grands Prix, la Formule 1 connaît une brève et rare période de vacance du pouvoir, même si, avec deux titres mondiaux acquis en 1981 et 1983 (un troisième suit en 1987), le Brésilien Nelson Piquet est le plus prolifique. Le pilote qui marque le plus les esprits durant cette période est le Québécois Gilles Villeneuve, moins par son palmarès (seulement six victoires entre 1977 et 1982) que par son sens de l'attaque et son style agressif qui le conduisent à se tuer lors des essais du Grand Prix de Belgique 1982.
La Formule 1 des années 1980 est celle des « années turbo » principalement dominée par le Français Alain Prost, quadruple champion du monde (1985, 1986, 1989 et 1993) et qui bat le record de victoires établi en 1973 par Stewart. Cette domination est contrariée par l'émergence du prodige brésilien Ayrton Senna, titré en 1988, 1990 et 1991. À la fin de la décennie et au début des années 1990, leur rivalité, tant en piste que hors piste, fait beaucoup pour le succès de la discipline. Si les amateurs se déchirent toujours quant aux mérites sportifs des deux champions, force est de constater que Senna possède en plus un charisme qui contribue à faire de lui l'un des sportifs les plus adulés de sa génération, tous sports confondus. Ce statut est renforcé par sa mort tragique lors du Grand Prix de Saint-Marin le 1er mai 1994.
Après la retraite de Prost et le décès de Senna, le jeune Allemand Michael Schumacher s'affirme comme le meilleur pilote de son temps. Au fil des années, il se forge l'un des plus beau palmarès de l'histoire de la discipline, il bat les principaux records établis par Fangio, Prost et Senna (Fangio gardant les records de moyenne, et Emerson Fittipaldi les records de précocité),. À son talent et son agressivité sur la piste, s'ajoutent des qualités de fédérateur qui permettent à la Scuderia Ferrari de revenir au plus haut niveau, après une quinzaine d'années d'insuccès.

#### Période contemporaine

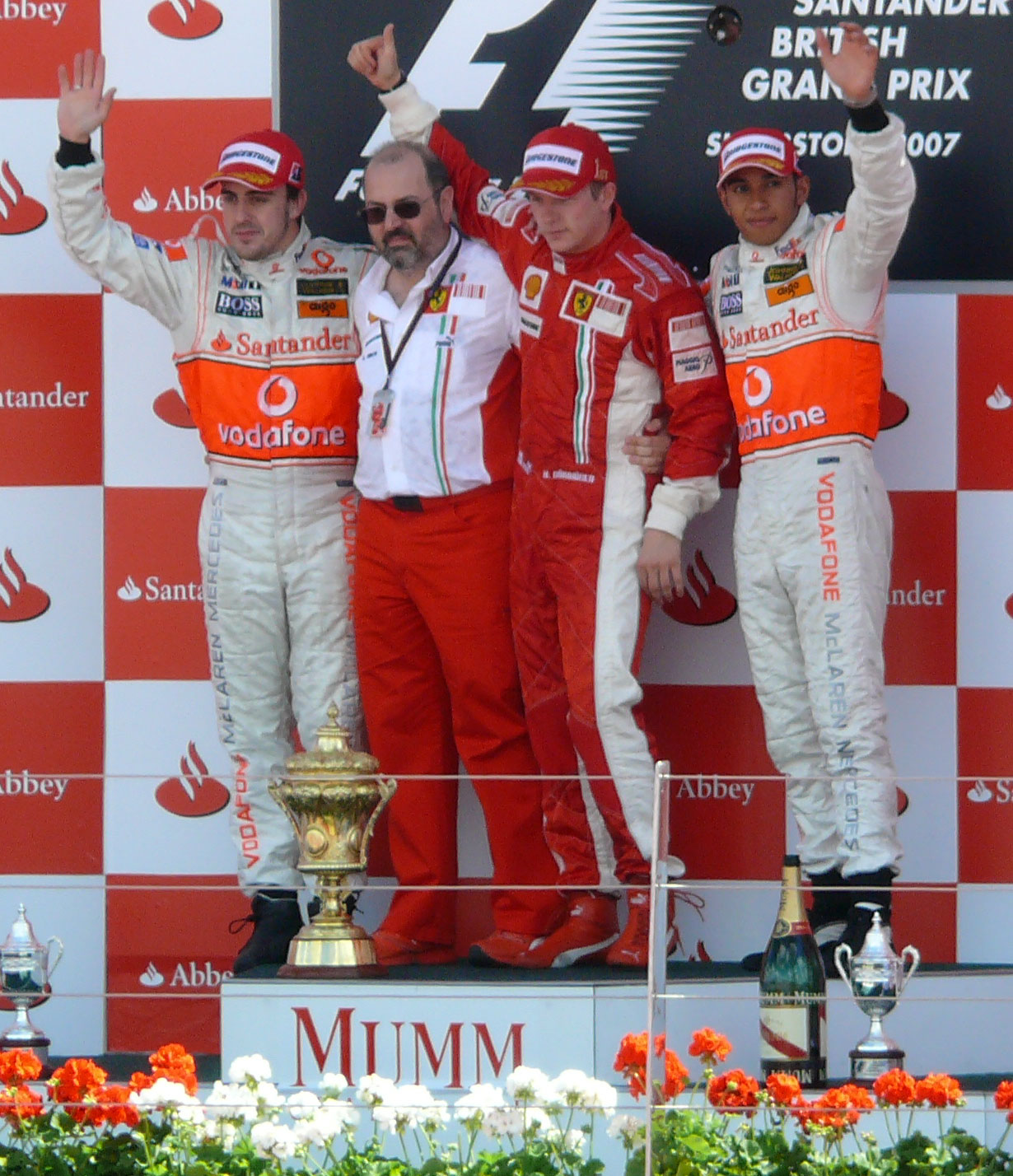
Fernando Alonso (deuxième), Kimi Räikkönen (vainqueur) et Lewis Hamilton (troisième) sur le podium du Grand Prix de Grande-Bretagne 2007.

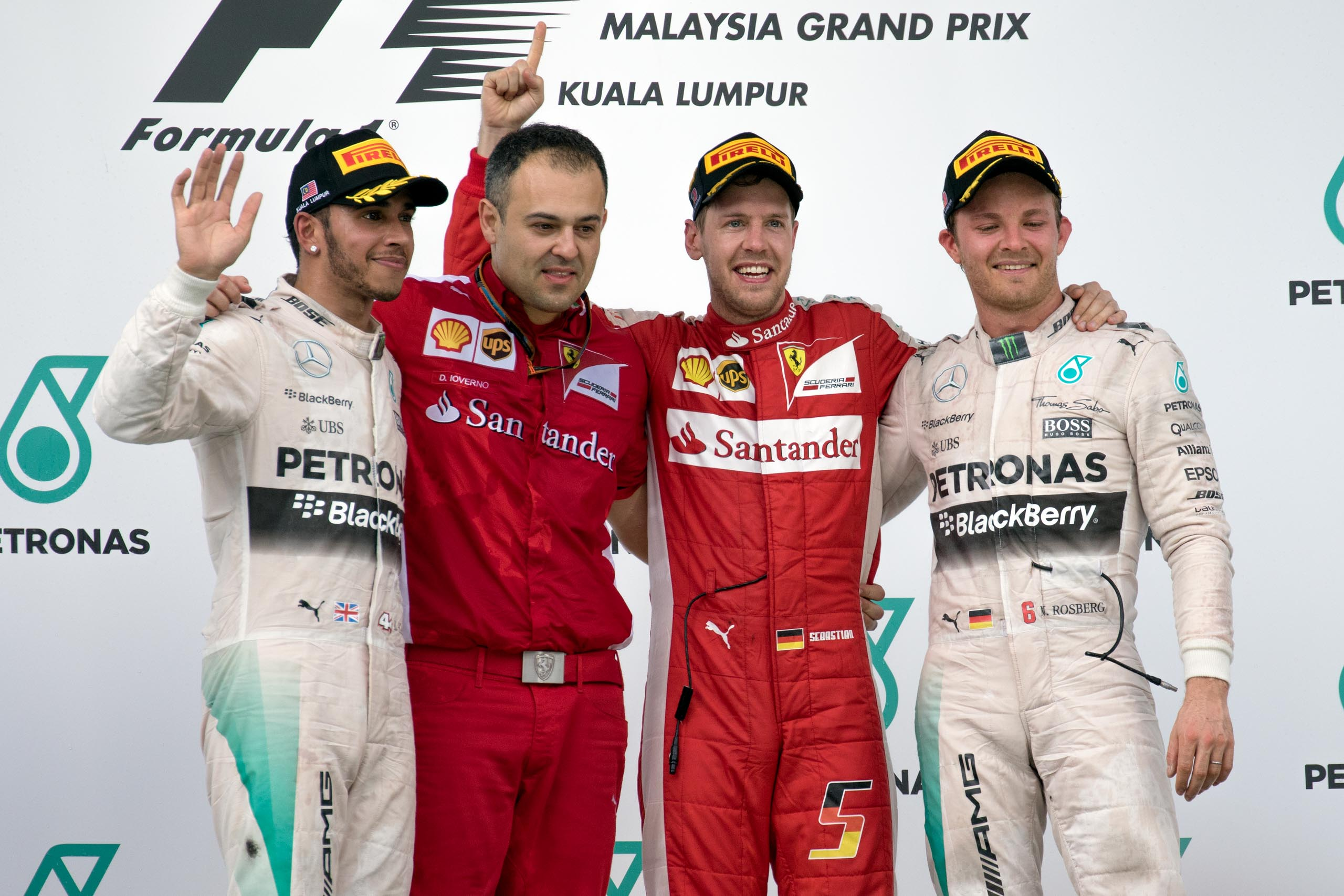
Sebastian Vettel, vainqueur, accompagne Lewis Hamilton, deuxième, et Nico Rosberg, troisième, sur le podium du Grand Prix de Malaisie 2015

En 2007, après la (première) retraite sportive de Michael Schumacher à la fin de la saison 2006, le pilote le plus titré du plateau est l'Espagnol Fernando Alonso, double champion du monde en 2005 (où il devient le plus jeune champion du monde de l'histoire à l'âge de 24 ans) et 2006 avec Renault. Sa suprématie est remise en cause en 2007 par le Finlandais de Ferrari Kimi Räikkönen, titré à son tour, après avoir été deux fois vice-champion du monde en 2003 (derrière Schumacher) et 2005 (derrière Alonso) avec McLaren.
Une des autres stars de la discipline est le Britannique Lewis Hamilton, vice-champion dès sa première saison, il remporte le titre en 2008 au volant d'une McLaren, et devient, à l'époque, le plus jeune champion du monde de l'histoire de la Formule 1 à l'âge de 23 ans, 9 mois et 26 jours, face au Brésilien Felipe Massa. Après plusieurs échecs dans la quête d'un deuxième titre mondial avec McLaren, il rejoint Mercedes Grand Prix en 2013 et gagne deux nouveaux titres mondiaux en 2014 et en 2015 après trois saisons d'une lutte intense avec son coéquipier Nico Rosberg, lequel sera champion du monde en 2016, à l'issue de sa onzième saison, une des plus longues attentes jamais vues en Formule 1, avant de prendre sa retraite.

Pilotes ayant pris part à un Grand Prix de Formula 1, par pays, au 27/09/2021
Bleu : 1 pilote
Vert : 2 à 5 pilotes
Jaune : 6 à 10 pilotes
Orange : 11 à 50 pilotes
Rouge : plus de 50 pilotes

L'Allemand Sebastian Vettel, à l'époque plus jeune vainqueur d'un Grand Prix à l'âge de 21 ans en 2008, signe avec Red Bull Racing en 2009 et termine vice-champion du monde face à Jenson Button, lequel devient champion du monde à l'issue de sa dixième saison, la première au plus haut niveau après neuf saisons infructueuses. Vettel bat plusieurs records de précocité, notamment celui du plus jeune champion du monde en 2010 (à 23 ans 4 mois et 11 jours), puis du plus jeune double champion du monde en 2011, plus jeune triple champion du monde en 2012, et du plus jeune quadruple champion du monde en 2013. Il passe ensuite chez Ferrari en 2015 et affronte Lewis Hamilton pour le titre mondial en 2017 et 2018, lutte dans laquelle il échoue, permettant à Hamilton d'égaler ses quatre titres mondiaux et ceux d'Alain Prost puis de rejoindre Juan Manuel Fangio et ses cinq titres mondiaux .
L'écurie Mercedes Grand Prix domine totalement l'ère des moteurs hybrides à partir de 2014, ce qui permet à Lewis Hamilton de battre ou d'égaler plusieurs records. Il remporte en 2020 son septième titre de champion du monde, égalant Michael Schumacher et est désormais le recordman au nombre de victoires (103), de podiums (197) et de pole positions (104), parmi d'autres, comme 82 victoires avec la même écurie.
Une nouvelle réglementation technique privilégiant l'effet de sol à partir de 2022, ouvre une nouvelle ère de domination de Red Bull Racing et de son pilote Max Verstappen.

### Place des femmes
Les femmes sont assez rares dans le monde de la Formule 1, excepté dans le domaine de la communication (attachées de presse, journalistes). Dans les paddocks, se sont trouvées pendant longtemps des jolies filles recrutées par les sponsors afin d'attirer les photographes vers leurs produits, elles étaient appelées « pitgirls » (« pit », qui dans le vocabulaire anglophone des sports mécaniques, désigne les stands, et « girl », « fille » en anglais).
Les grid girls étaient des filles chargées de tenir des panneaux devant chaque voiture avant le départ. Elles étaient vêtues, selon les Grands Prix, soit en tenue typique du pays, soit en justaucorps. De tels rôles confortaient l'image de misogynie associée à ce sport. Cette image a été renforcée par les propos tenus par Jean Alesi au sujet de la possibilité pour des femmes de courir en course automobile. La saison 2018 marque la disparition des Grid Girls. Liberty Media, le nouveau propriétaire des droits commerciaux de la Formule 1, décide de mettre un terme à cette pratique en l'estimant « clairement en contradiction avec les normes sociétales modernes. » Cette décision provoque un débat mondial, avec autant d'acteurs favorables que de personnes marquant leur désaccord. Les Grid Girls elles-mêmes déplorent de perdre un travail qu'elle disent adorer. Le 5 février 2018, Liberty Media annonce que les Grid Girls seront remplacées par des Grid Kids (des enfants) qui « seront choisis sur la base du mérite ou par tirage au sort. Ils seront également issus des compétitions de karting ou de la formule junior. »
Les exemples de femmes qui évoluent dans les domaines touchant directement à la compétition sont relativement rares. Seules cinq femmes pilotes, ont participé au sens large à une manche du championnat du monde de Formule 1 depuis 1950 : Maria Teresa De Filippis (Italie) (cinq participations dont trois départs en Grand Prix en 1958 et 1959), Lella Lombardi (Italie) (dix-sept participations dont douze départs de 1974 à 1976), Divina Galica (Royaume-Uni) (trois non-qualifications en 1976 et 1978), Desiré Wilson (Afrique du Sud) (une non-qualification en 1980) et enfin Giovanna Amati (Italie) (trois non-qualifications en 1992). La plus assidue est donc Lella Lombardi, qui est également la seule femme à figurer au palmarès du championnat du monde grâce à sa sixième place acquise au Grand Prix d'Espagne 1975 qui rapporte un demi-point (la sixième place vaut un point, et les scores sont divisés par deux quand la course est interrompue prématurément). Comme l'histoire de la Formule 1 ne se limite pas à celle du championnat du monde, Desiré Wilson est la seule femme à avoir remporté une course de Formule 1, en 1980 à Brands Hatch, dans une manche du championnat de Grande-Bretagne de Formule 1. Sarah Fisher, pilote d'Indy Racing League de 1999 à 2004 puis de 2006 à aujourd'hui, a pris le volant d'une Formule 1 McLaren-Mercedes sur le circuit d'Indianapolis en préambule du Grand Prix des États-Unis 2002. La Britannique Katherine Legge, invitée par la Scuderia Minardi, a participé à des essais privés fin 2005 sur le tracé italien de Vallelunga et Maria de Villota, fille d'Emilio de Villota, a pris le volant d'une Renault R29 sur 300 km au Paul-Ricard au début du mois d'août 2011. À ce jour, la dernière femme à avoir piloté une Formule 1 est Susie Wolff, qui au volant d'une Williams-Mercedes, participe à la première séance d'essais libres du Grand Prix de Grande-Bretagne 2014.
Le nombre de femmes qui ont occupé des postes élevés de responsabilité dans le domaine sportif est également faible. Seules l'Allemande Carmen Ziegler, team manager de l'écurie suisse Sauber en 1993 et plus récemment l'Italienne Antonia Terzi, aérodynamicienne en chef de l'écurie Williams de 2002 à 2004, ont véritablement travaillé au plus haut niveau de la hiérarchie d'une écurie. À partir du 11 octobre 2012, Peter Sauber, directeur de l'écurie Sauber, quitte ses fonctions et la directrice sportive de l'écurie, Monisha Kaltenborn, est nommée à sa suite, devenant par la même occasion la première femme à diriger une équipe de Formule 1.

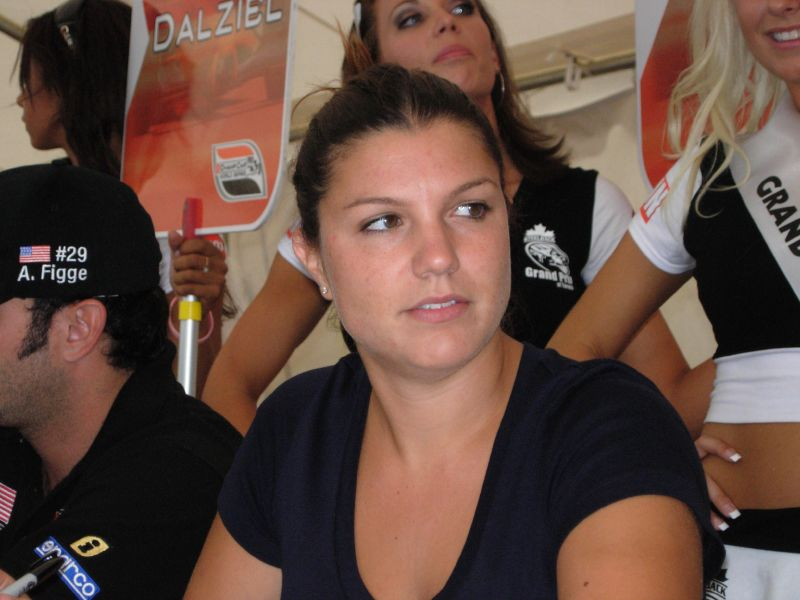
Katherine Legge, l'une des femmes qui a pu piloter une Formule 1.
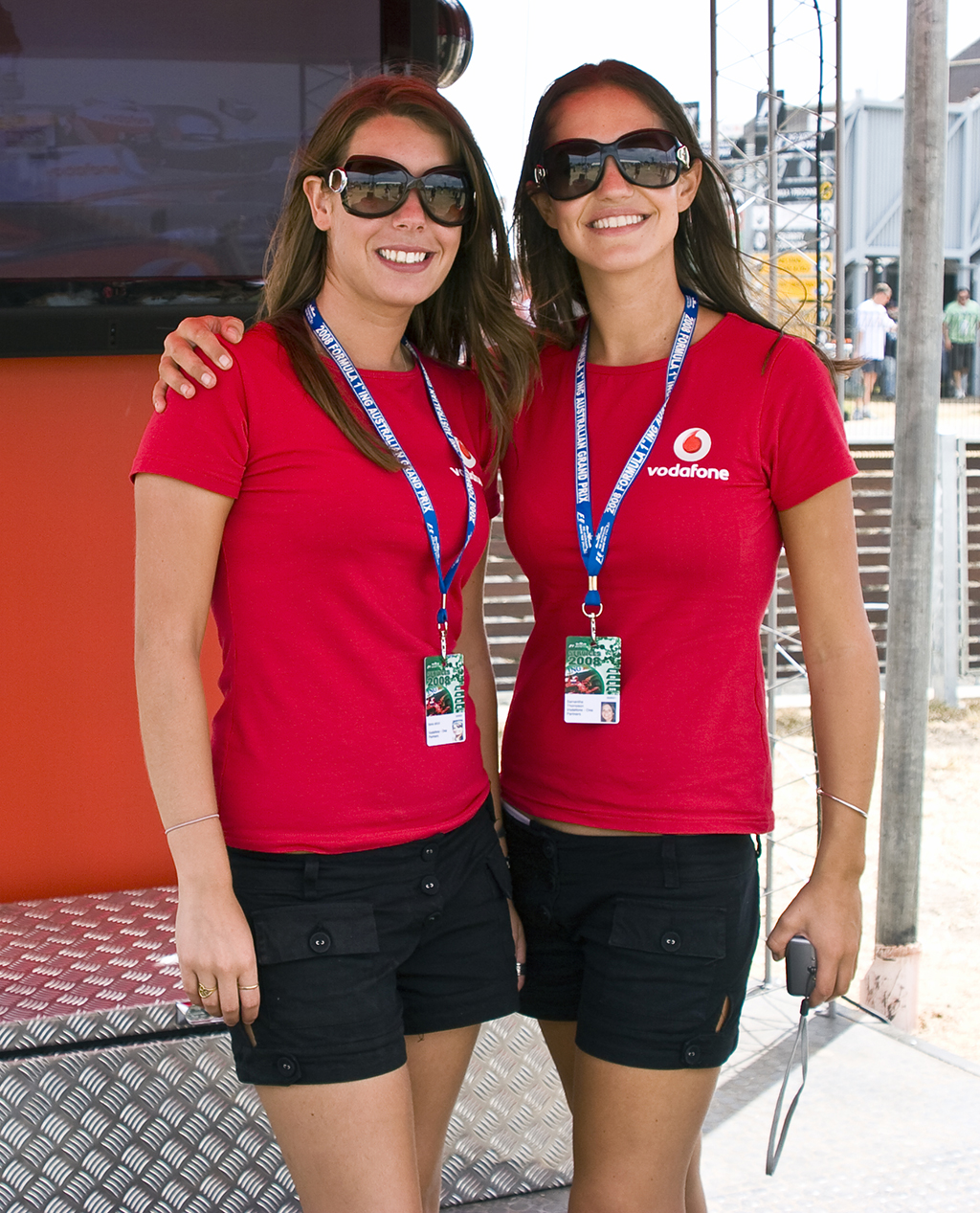
Modèles pour la promotion de Vodafone.
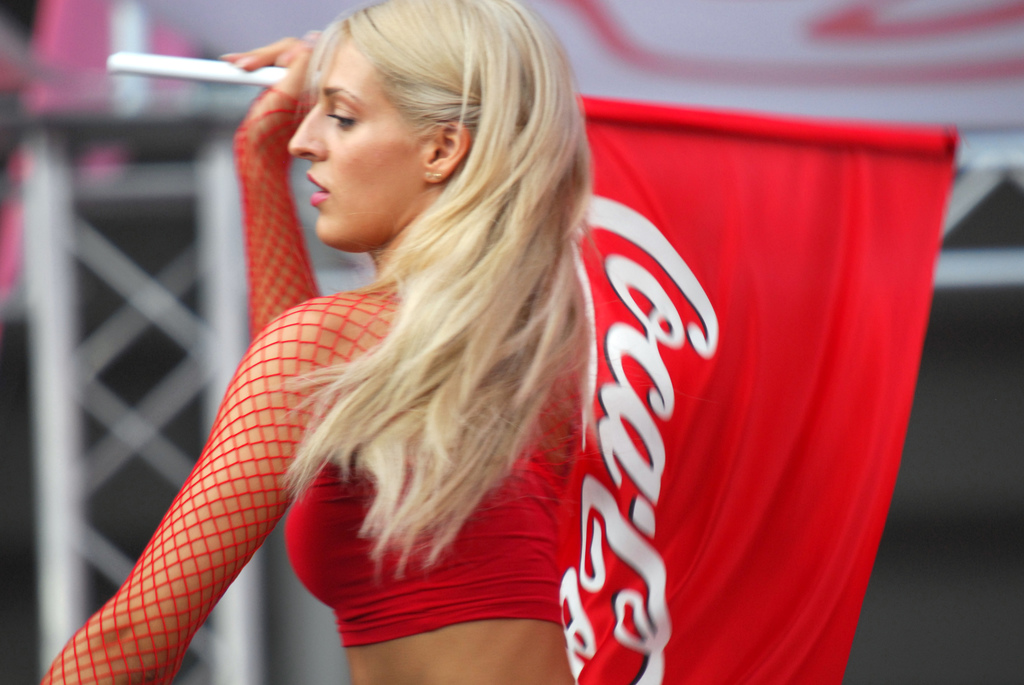
Modèle pour la promotion de Coca-Cola.
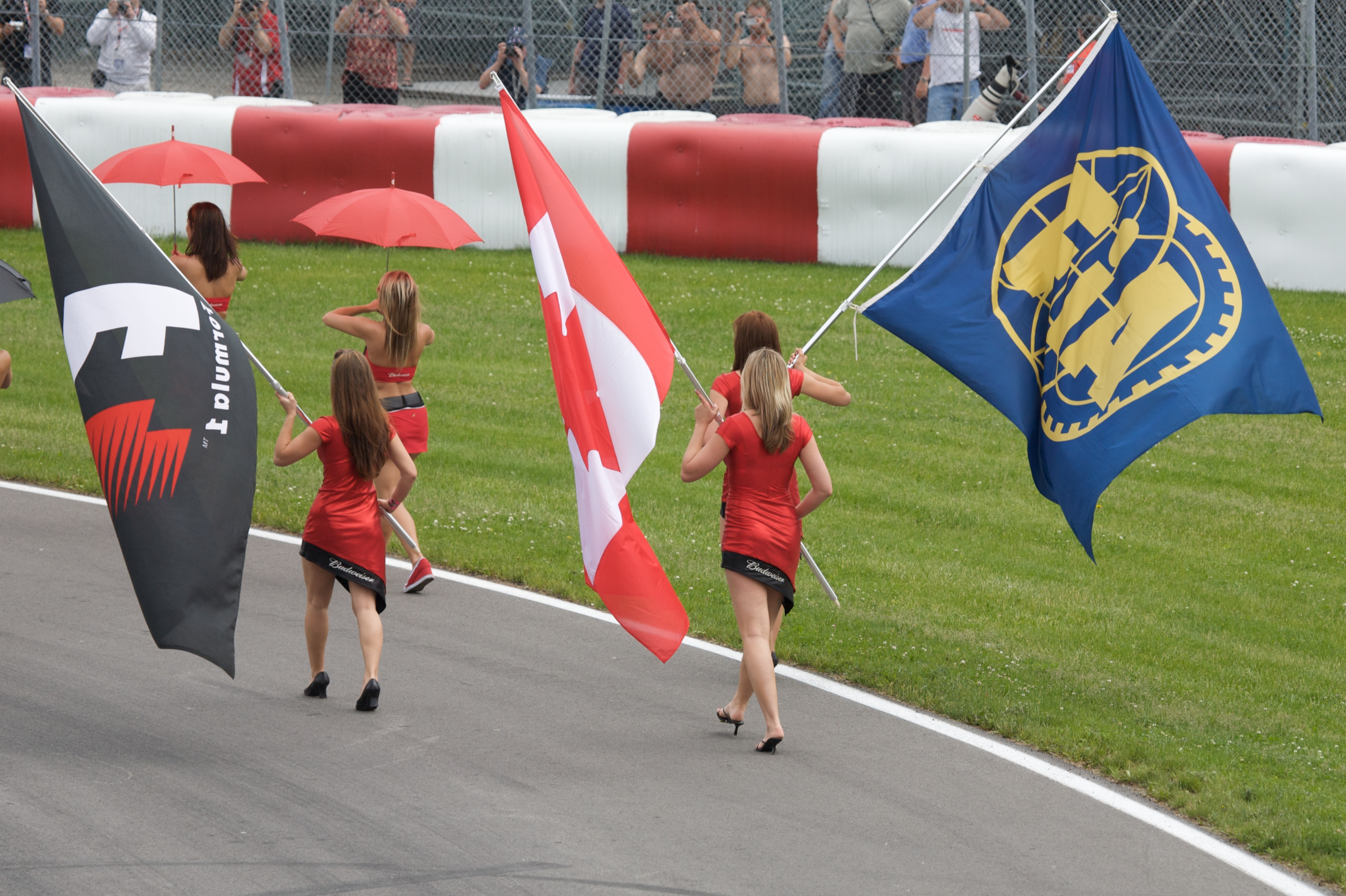
Parade de « grid girls ».
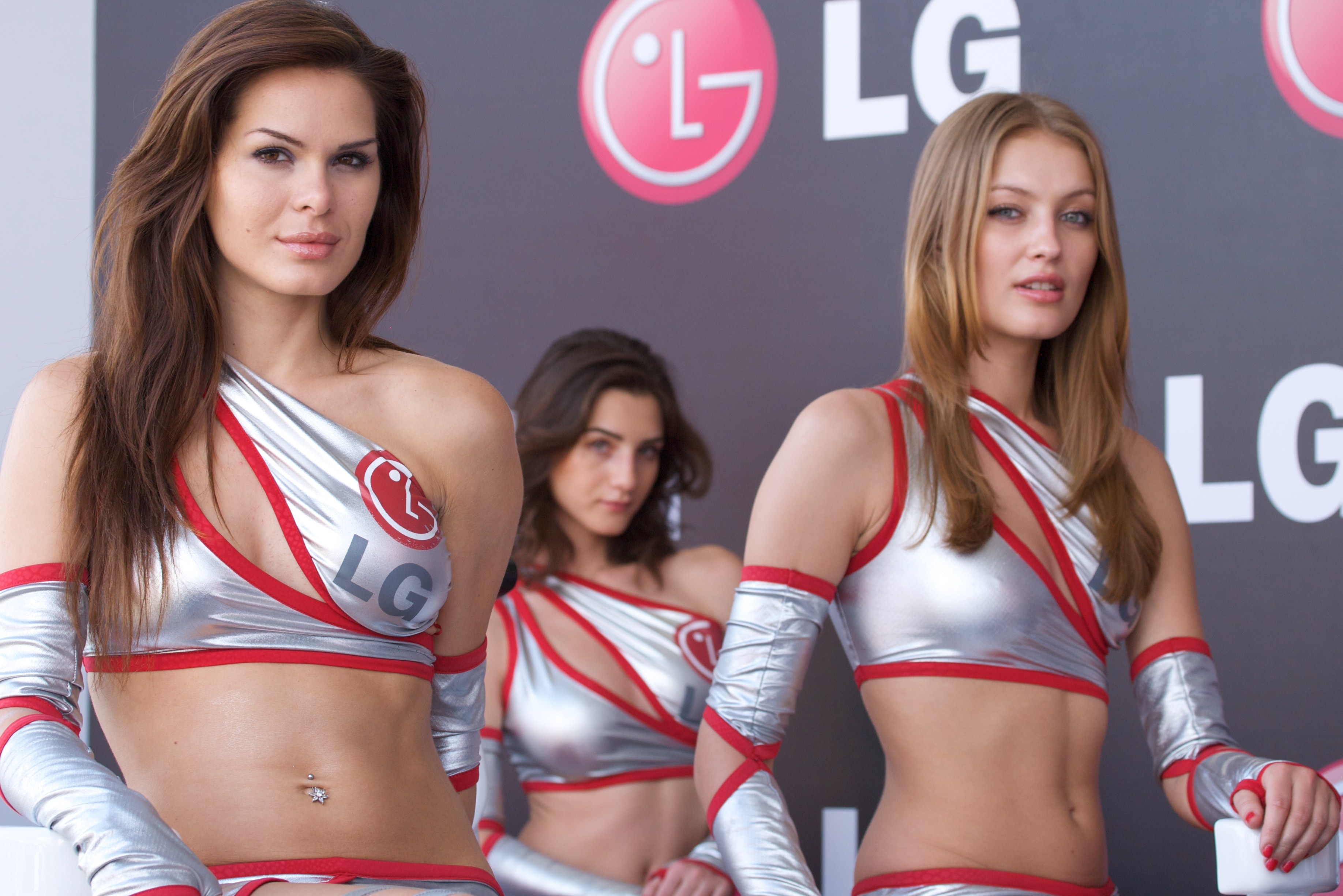
grid girls au Grand Prix de Turquie 2009.

### Directeurs d'écurie

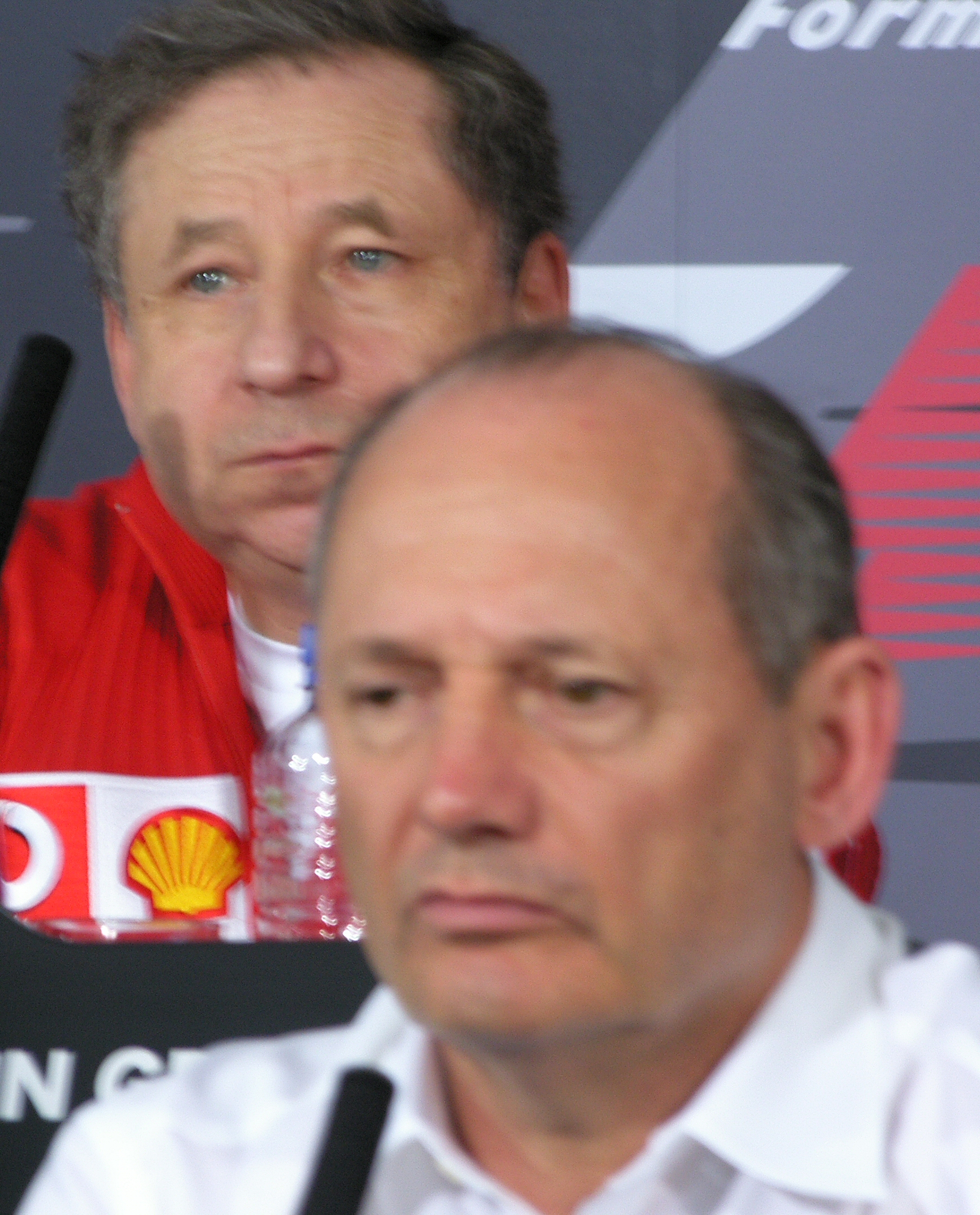
Jean Todt et Ron Dennis.

Alfred Neubauer, est surtout connu pour avoir dirigé l'équipe de course de Mercedes de 1926 à 1955. Sous sa houlette, Mercedes domine le sport automobile de l'entre-deux-guerres et reprend son implacable marche en avant à partir de 1952, année du retour de la firme à l'étoile dans les compétitions internationales. Cette domination culminera en 1954 et 1955, les deux saisons passées par Mercedes en Formule 1 ponctuées par les titres mondiaux de Juan Manuel Fangio. C'est également en 1955 que Neubaueur connaît l'heure la plus sombre de sa vie professionnelle, avec la catastrophe des 24 Heures du Mans, où plus de 80 spectateurs furent tués par les éléments de la Mercedes 300 SLR de Pierre Levegh.
Ron Dennis quitte l'école à l'âge de seize ans pour exercer le métier d'apprenti-mécanicien dans un garage proche du circuit de Brooklands. Rapidement, il est intégré à l'écurie de Formule 1 Cooper, toujours en qualité de mécanicien. Affecté à la voiture du jeune espoir Jochen Rindt, il quitte Cooper pour Brabham en même temps que le pilote autrichien en 1968 et devient chef-mécanicien. Fin 1970, Ron Dennis monte sa propre structure de Formule 2, Rondel Racing, qui deviendra ensuite Project Four. Marlboro, fort mécontent des résultats en chute libre de l'écurie McLaren en Formule 1, aide à opérer un rapprochement entre le Project Four de Ron Dennis et l'équipe McLaren dirigée par Teddy Mayer en novembre 1980, ce qui donne naissance au groupe McLaren International dont Ron Dennis devient l'homme fort. Sous son impulsion, McLaren opère un spectaculaire retour au premier plan et enchaîne les titres mondiaux des pilotes (Lauda en 1984, Prost en 1985, 1986 et 1989, Senna en 1988, 1990 et 1991) ainsi que des constructeurs, avec le motoriste Porsche présent via le groupe d'investissement TAG, devenu actionnaire de McLaren, puis Honda. En 1990, au plus fort de la domination des McLaren-Honda, Ron Dennis fonde McLaren Cars (devenu McLaren Automotive), marque destinée à créer des voitures de route de très haut de gamme. Après un passage à vide au milieu des années 1990, McLaren retrouve le chemin du succès grâce à son partenariat avec le constructeur allemand Mercedes-Benz qui motorise les monoplaces britanniques depuis 1996 et est actionnaire de McLaren à hauteur de 40 % depuis 2000. Avec Mercedes, McLaren a notamment remporté le championnat du monde des pilotes en 1998 et 1999 avec Mika Häkkinen, et celui des constructeurs en 1998.
Frank Williams se lance en Formule 1 en 1969 avec Piers Courage puis, en 1970, est chargé par Alejandro de Tomaso de diriger son écurie qui aligne des châssis Dallara. En 1971-1972, il fonde une nouvelle écurie, Politoys, qui aligne des March. L'année suivante, Politoys devient Iso-Marlboro, mais en 1975, sans le sou, il doit revendre une partie de son écurie à Walter Wolf, qui la rachète entièrement l'année suivante. Williams fonde dès 1977 une nouvelle équipe, baptisée Williams Engineering en s'associant avec le jeune ingénieur Patrick Head. De 1980 à 2002, l'équipe se maintient dans la lutte pour la victoire, se forgeant un palmarès enviable bien que Frank Williams soit victime en mars 1986 d'un grave accident de voiture qui le laisse sur une chaise roulante. Il demeure le dernier véritable « indépendant » en Formule 1. Affable et courtois, Williams n'en est pas moins réputé pour la dureté de son caractère, notamment vis-à-vis de ses pilotes. Il attache plus d'importance à la victoire de la voiture que du pilote.

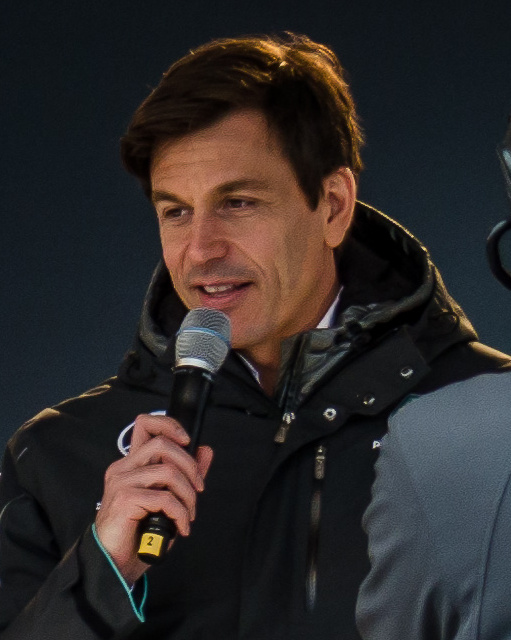
Toto Wolff

Jean Todt est devenu directeur d'écurie de sport automobile, d'abord de Peugeot Talbot Sport, puis de la Scuderia Ferrari, puis directeur et administrateur de Ferrari depuis 2004. Il a décroché cinq victoires au Rallye Paris-Dakar avec Peugeot, six titres de champion du monde des constructeurs avec la Scuderia Ferrari et cinq titres de champion du monde des pilotes avec Michael Schumacher. Il est depuis le 23 octobre 2009 président de la Fédération internationale de l'automobile (FIA).
Flavio Briatore est un homme d'affaires, ancien directeur commercial de Benetton, manager, directeur de l'écurie Benetton Formula de 1989 à 1997, propriétaire de l'écurie Ligier en 1994-1995 et directeur de l'écurie Renault F1 Team de 2000 à 2009. Sous sa direction, Ligier a renoué avec la victoire après quinze ans de disette et les écuries Benetton et Renault ont remporté le titre de champion du monde des constructeurs en 1995, 2005 et 2006. Mais en 2009, ce dernier est radié à vie du monde de la F1, à la suite du scandale du Grand Prix automobile de Singapour 2008.
Ross Brawn est un cas particulier. Tout d'abord directeur technique chez Benetton puis Ferrari, directement associé aux sept titres de Michael Schumacher et aux sept victoires constructeurs de ces deux écuries entre 1995 et 2004, il monte sa propre écurie en 2009 à la suite du retrait de Honda. Celle-ci, baptisée Brawn GP, et dotée de solutions innovantes comme un double diffuseur, réalise un doublé Button/Barrichello dès la course d'ouverture à Melbourne puis s'adjuge les titres pilotes (avec Button) et constructeurs pour son unique année en compétition. Brawn GP est rachetée par Mercedes Grand Prix qui revient ainsi en F1 après 45 ans d'absence, Brawn restant à sa direction jusqu'à fin 2012 avant de se retirer. Il revient en 2017 à la suite du rachat de la F1 par Liberty Media en tant que directeur sportif et technique de la discipline.
Christian Horner et Toto Wolff sont deux anciens pilotes et hommes d'affaires, qui à la tête de leurs écuries respectives, remportent la totalité des titres pilotes et constructeurs à partir de la saison 2010. Le dirigeant britannique, Team Principal de Red Bull Racing dès son arrivée en Grand Prix en 2005, fête avec Sebastian Vettel quatre victoires consécutives dans les championnats, en 2010, 2011, 2012 et 2013, puis remporte le titre pilotes 2021 avec Max Verstappen. Le patron autrichien prend les commandes de Mercedes Grand Prix en 2013 aux côtés de Niki Lauda. L'ère des moteurs V6 turbo-hybrides qui commence en 2014 marque une période de domination implacable de l'écurie allemande et de son pilote Lewis Hamilton, avec huit couronnes constructeurs consécutives (2014, 2015, 2016, 2017, 2018, 2019, 2020, 2021) et sept pour ses pilotes (dont Nico Rosberg en 2016), permettant à Hamilton d'égaler Michael Schumacher (sept titres) et de s'adjuger la plupart des records.

### Ingénieurs

#### Histoire

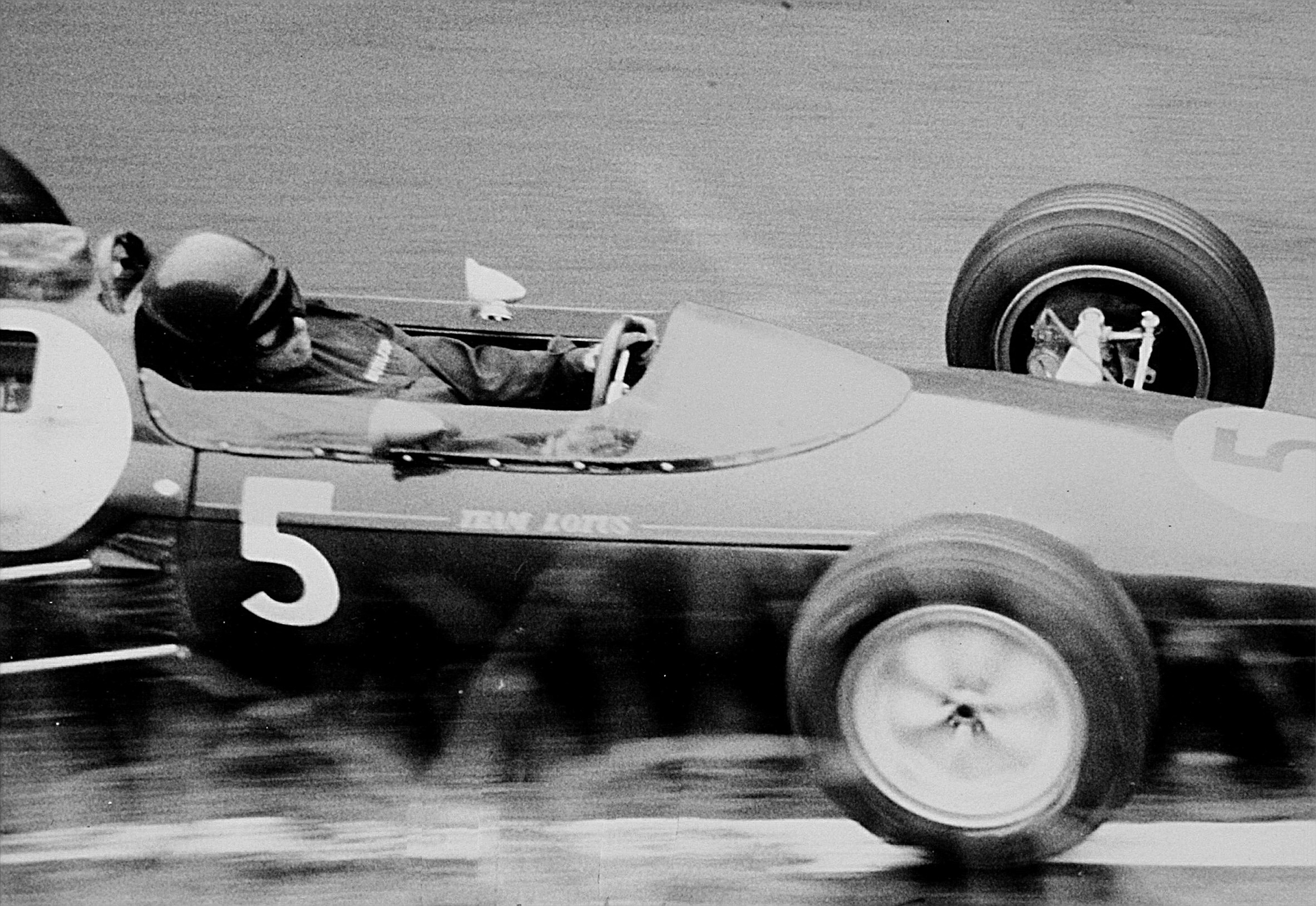
Jim Clark en 1962 sur la Lotus 25 monocoque.

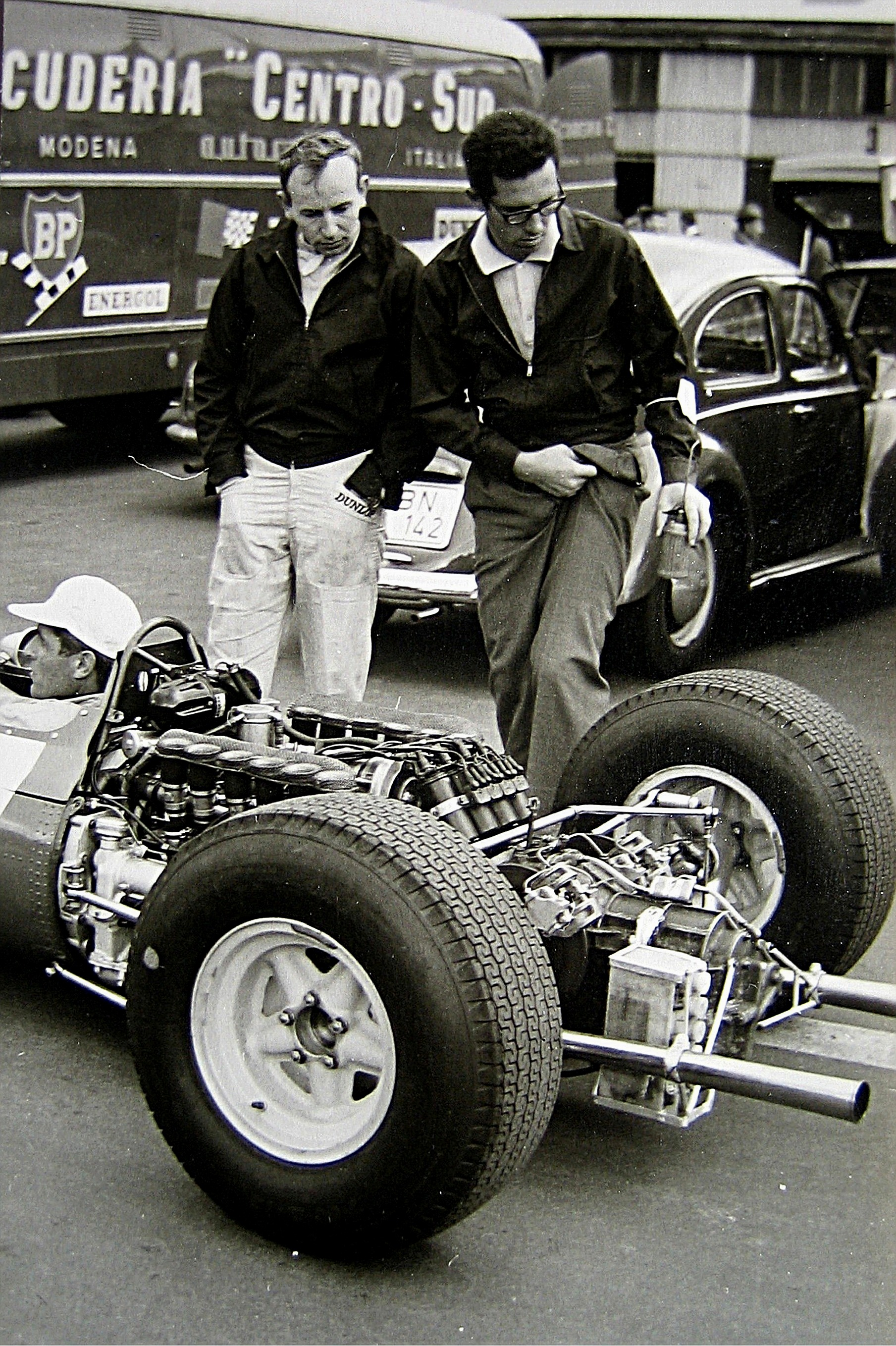
John Surtees et Mauro Forghieri en 1965.

Colin Chapman, est un ancien ingénieur automobile britannique, créateur de la fabrique d'automobiles sportives Lotus. Diplômé en ingénierie des structures à l'université de Londres, il a effectué son service militaire au sein de la RAF. Passionné de course automobile, il tente d'y appliquer les principes aéronautiques (principalement la recherche de la légèreté). En 1956, il crée sa première monoplace de Formule 1 (la Vanwall VW56), puis, en 1958, il dessine la première Lotus F1, la Lotus 16, qui termine quatrième du Grand Prix de Belgique). Stirling Moss fait gagner pour la première fois une Lotus à l'occasion du prestigieux Grand Prix de Monaco (en 1960 avec une Lotus 18 du Rob Walker Racing Team). Par la suite Jim Clark entre autres, mène régulièrement les monoplaces conçues par Chapman à la victoire. Le succès commercial de ses modèles de route, en particulier l'Elan, a fait de lui un milliardaire, et a financé ses rêves de compétition. Il s'est distingué par les multiples victoires et titres mondiaux de son écurie mais également par ses innovations technologiques qui ont à de nombreuses reprises révolutionné la discipline.
Mauro Forghieri, ingénieur italien, est nommé en 1961 à la tête du département technique de Ferrari. En 1964, John Surtees est sacré au volant de l'une de ses premières créations. Tout au long des années 1960 et 1970, Mauro Forghieri est, après Enzo Ferrari, le personnage le plus influent de la Scuderia. L'apothéose de sa carrière a lieu dans les années 1970, avec la remarquable série des 312 T qui remportent quatre titres des constructeurs (1975, 1976, 1977 et 1979) et trois titres des pilotes (1975 et 1977 avec Niki Lauda puis 1979 avec Jody Scheckter).
Gordon Murray, ingénieur sud-africain, a conçu la Brabham BT49 à moteur Cosworth, qui permet au Brésilien Nelson Piquet d'être vice-champion du monde en 1980, avant de décrocher le titre mondial en 1981. Avec le constructeur BMW, Nelson Piquet devient le premier pilote de l'histoire de la Formule 1 sacrée sur une voiture à moteur turbo.
John Barnard, ingénieur britannique spécialisé dans les sports mécaniques, a été l'un des techniciens les plus réputés du monde de la Formule 1 dans les années 1980 et 1990, il a conçu des monoplaces victorieuses pour le compte des écuries McLaren, Ferrari et Benetton. Sous son impulsion, McLaren renoue avec le succès et décroche deux titres mondiaux des constructeurs (en 1984 et 1985) et trois titres mondiaux des pilotes (Niki Lauda en 1984, Alain Prost en 1985 et 1986).

#### Période actuelle

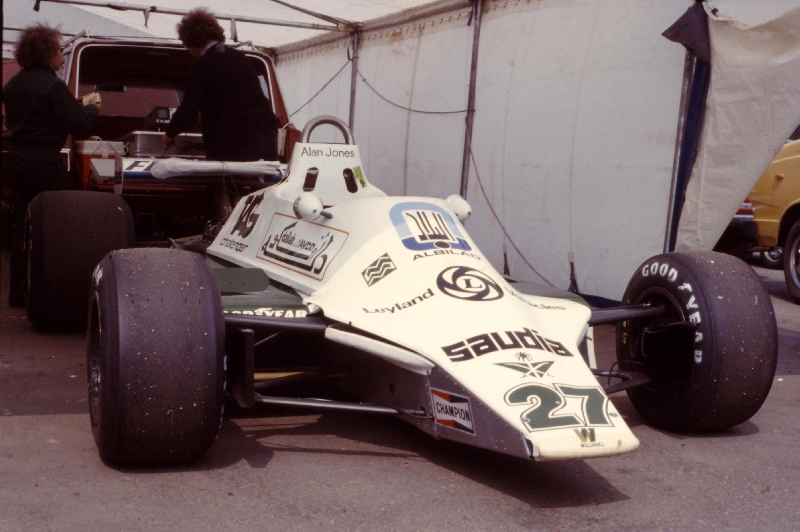
La Williams FW07B d'Alan Jones.

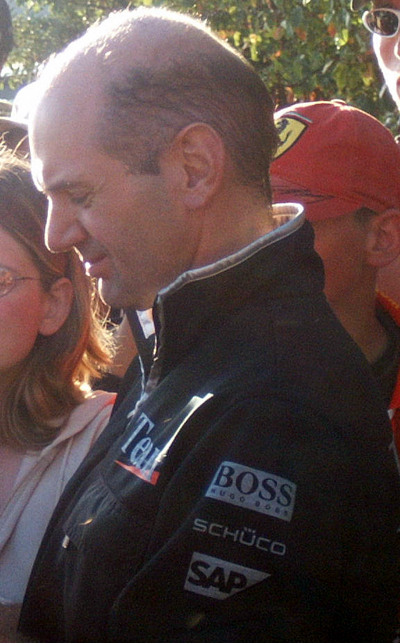
Adrian Newey le 3 juillet 2004 en sport.

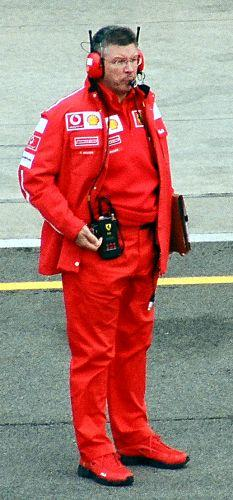
Ross Brawn lors du Grand Prix des États-Unis 2003.

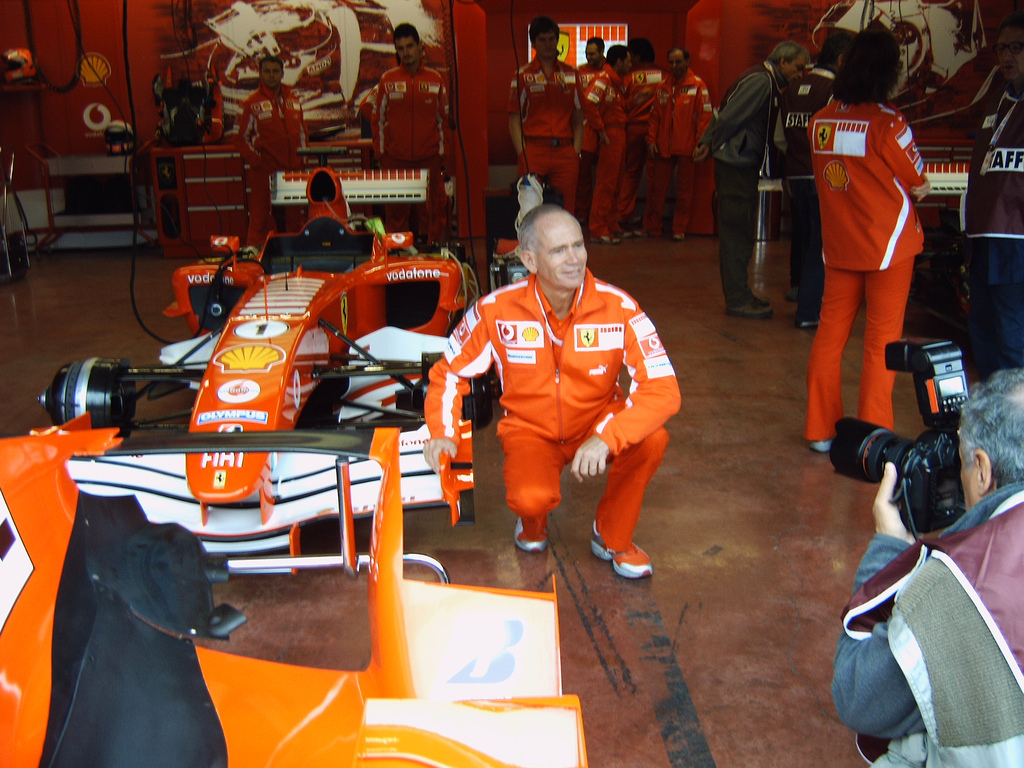
Rory Byrne en 2005 dans le stand Ferrari.

Depuis 1977, Patrick Head est le directeur technique de Williams Grand Prix Engineering et est à l'origine d'un grand nombre d'innovations en Formule 1. Head a supervisé la conception et la construction des monoplaces Williams jusqu'en mai 2004. Diplômé d'ingénierie mécanique en 1970, il intègre les rangs du constructeur Lola et est impliqué dans la construction automobile et dans l'ingénierie. En 1977, il fonde Williams Grand Prix avec Frank Williams. L'écurie débute avec des March mais, dès 1978, la FW06, première voiture conçue par Head, fait son apparition. La saison suivante, Williams marque onze points et se classe neuvième du championnat. En 1979, Alan Jones remporte la première victoire de l'écurie. Les créations de Head permettent à Williams de se battre avec les meilleurs et Head commence à déléguer la conception des monoplaces, il occupe le poste de directeur technique. En 1986, Head assure la gestion de l'équipe quand Frank Williams est blessé lors d'un accident de la route. Sous son intérim, l'écurie conquiert le titre des constructeurs en 1986 ainsi que le doublé pilote-constructeur en 1987 avec Nelson Piquet. En 1990 Williams engage Adrian Newey et les deux ingénieurs forment une association extraordinaire : entre 1991 et 1997, Williams gagne quatre titres pilotes et quatre titres constructeurs avec cinquante-neuf victoires. En 2004, Patrick Head abandonne son poste de directeur technique au profit de Sam Michael.
Adrian Newey, diplômé en aéronautique en 1980 est immédiatement recruté par l'écurie Fittipaldi Automotive en tant qu'aérodynamicien. L'année suivante, il rejoint March Engineering comme ingénieur de course de Johnny Cecotto en Formule 2, conçoit la March GTP IMSA et prend la direction technique de March en CART. En 1986, il vole au secours de l'écurie anglo-américaine FORCE mais l'expérience tourne court. Newey retourne chez March, en Formule 1, comme designer en chef. Dès 1988, les monoplaces de Mauricio Gugelmin et Ivan Capelli mettent en lumière celui qui devient l'un des ingénieurs les plus en vue du paddock bien que ses créations ne soient pas exemptes de reproches et que des observateurs estiment que ses idées en matière d'aérodynamisme se développent au détriment d'autres paramètres. Des résultats irréguliers provoquent son licenciement au cours de l'été 1990. Williams-Renault s'empresse d'en faire son designer en chef : avec des ressources plus élevées et parfaitement encadré par Patrick Head, Newey est à l'origine des Williams-Renault qui trusteront victoires et titres mondiaux entre 1991 et 1997. En 1997, il passe chez McLaren en tant que directeur technique. Häkkinen domine le championnat 1998 avant d'être sacré à nouveau en 1999. Newey est alors considéré comme un faiseur de victoires. À partir de 2000, les McLaren-Mercedes de Newey sont dominées par les Ferrari, l'image de l'ingénieur britannique est brouillée par son vrai-faux départ pour Jaguar en 2001 et si la baisse de forme de McLaren est principalement imputable à Mercedes, sa responsabilité est engagée dans le fiasco de la McLaren MP4-18. Newey, au cours de l'hiver 2005-2006, annonce son départ pour Red Bull Racing. Après plusieurs saisons d'apprentissage où l'écurie se classe entre les cinquième à septième place du championnat du monde, Newey conçoit en 2009 la Red Bull RB5 qui permet à l'écurie de réaliser sa meilleure saison avec 6 victoires, 16 podiums, 5 pole positions, 6 meilleurs tours en course et 4 doublés, puis les modèles allant de la RB6 à la RB9 championnes du monde des constructeurs et des pilotes avec Sebastian Vettel quatre fois consécutivement de 2010 à 2013. Il est toujours présent en 2021, dirigeant la conception de la RB16B, qui permet à Max Verstappen d'obtenir dix victoires, de mener 652 tours (50,3 % du total) et de devenir champion du monde.
Ross Brawn intègre le sport automobile en 1976 en tant que mécanicien chez March Engineering en Formule 3. En 1978, il est mécanicien chez Williams avant de gravir progressivement les échelons pour devenir aérodynamicien. Brawn passe ensuite chez Arrows où les bons résultats des Arrows A10, A10B et A11 attirent l'attention sur lui. En 1989, Tom Walkinshaw lui demande de prendre la tête du programme technique TWR-Jaguar en championnat du monde des sports-prototypes : le titre de champion du monde est gagné en 1991. Il rejoint Benetton en Formule 1 en tant que directeur technique. Les Benetton remportent les titres mondiaux des pilotes en 1994 et 1995 et celui des constructeurs en 1995. Brawn prend ensuite la direction technique de Ferrari où il remplace John Barnard. Il est rejoint par Rory Byrne et remet la Scuderia sur la voie du succès. Après un titre de champion des constructeurs en 1999, Ferrari remporte les championnats pilotes et constructeurs de 2000 à 2004. À l'issue de la saison 2006, Brawn quitte ses fonctions au sein de la Scuderia et prend une année sabbatique. En 2007, il rejoint l'écurie Honda Racing F1 Team au sein de laquelle il occupe le poste de directeur technique mais également la direction sportive aux côtés de Nick Fry. En 2009, il reprend (avec Nick Fry, Nigel Kerr, Caroline McGrory et John Marsden) l'écurie Honda (le constructeur japonais ayant décidé de cesser ses activités en F1 pour des raisons de coût) et la rebaptise Brawn GP. En 2009, Brawn GP remporte le championnat du monde des constructeurs et Jenson Button devient champion du monde des pilotes au volant d'une Brawn. Pendant l'intersaison 2009-2010, Mercedes-Benz devient actionnaire majoritaire de l'écurie, rebaptisée Mercedes Grand Prix. Ross Brawn et Nick Fry sont nommés présidents de la nouvelle écurie.
Rory Byrne débute en sport automobile en concevant des monoplaces qu'il engage dans des épreuves en Afrique du Sud. Il devient directeur technique de Toleman en Formule 2 puis en Formule 1 en 1981. Malgré des moyens financiers limités, les Toleman de Byrne réalisent des coups d'éclat comme la deuxième place d'Ayrton Senna à Monaco en 1984. En 1985 Benetton rachète l'écurie et la B186 remporte le Grand Prix du Mexique 1986, première victoire d'une monoplace conçue par Byrne. Quand Benetton éprouve des difficultés à se hisser au niveau des écuries de pointe, Flavio Briatore recrute John Barnard et Byrne part chez Reynard. Il retourne chez Benetton fin 1991 en tant que chief designer lorsque Barnard est remplacé par Ross Brawn. Le duo technique Brawn-Byrne fait décoller l'écurie qui remporte plusieurs titres mondiaux. En 1997, Ferrari l'appelle pour reformer le duo technique gagnant des années Benetton. Bien que moins médiatisé que Brawn car sa fonction ne l'amène que rarement à se déplacer sur les Grands Prix, il devient un des principaux artisans de la formidable domination exercée par la Scuderia Ferrari entre 1999 et 2004. Fin 2004, il laisse sa place à Aldo Costa, pour devenir consultant technique de la Scuderia jusqu'en 2009.

## Palmarès, bilans et records

### Records

#### Victoires par pilote (1950-2024)

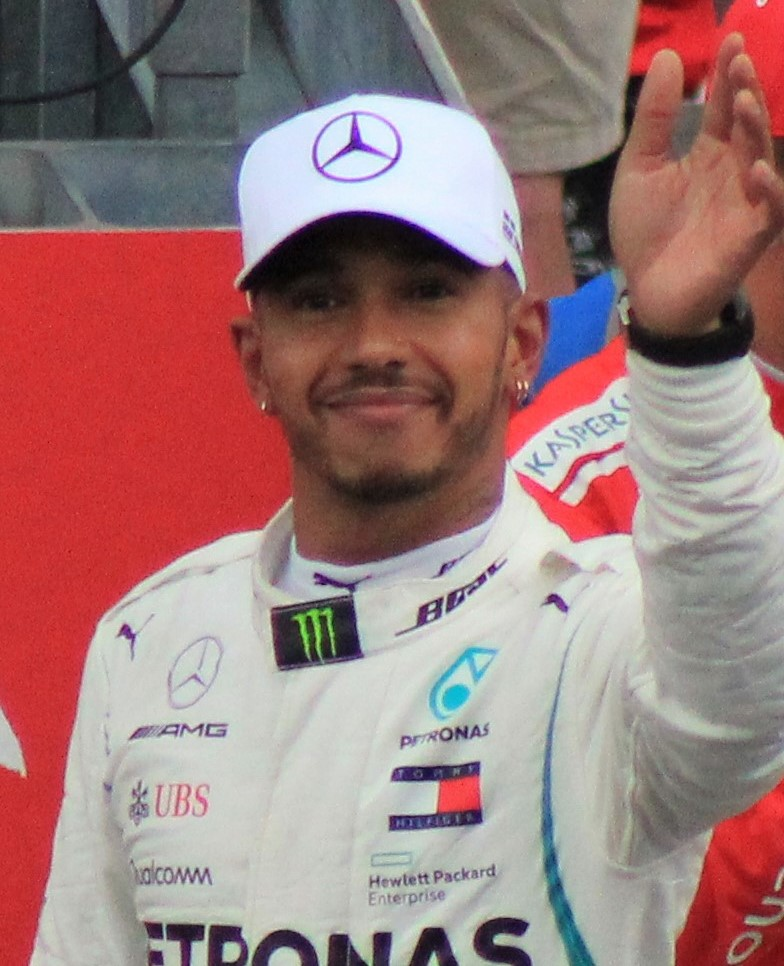
Lewis Hamilton.

- 105 victoires :  Lewis Hamilton (2007-…) en 347 courses (soit 30,26 %) (série en cours)
- 91 victoires :  Michael Schumacher (1991-2006 et 2010-2012) en 307 courses (soit 29,64 %)
- 63 victoires :  Max Verstappen (2015-...) en 209 courses (soit 30,14 %) (série en cours)
- 53 victoires :  Sebastian Vettel (2007- 2022) en 299 courses (soit 17,73 %)
- 51 victoires :  Alain Prost (1980-1993) en 199 courses (soit 25,63 %)
- 41 victoires :  Ayrton Senna (1984-1994) en 161 courses (soit 25,47 %)
- 32 victoires :  Fernando Alonso (2001-...) en 390 courses (soit 8,21 %) (série en cours)
- 31 victoires :  Nigel Mansell (1980-1995) en 187 courses (soit 16,58 %)
- 27 victoires :  Jackie Stewart (1965-1973) en 99 courses (soit 27,27 %)
- 25 victoires :  Jim Clark (1960-1968) en 72 courses (soit 34,72 %)

#### Titres par pilote (1950-2023)
Depuis la création du championnat en 1950, 34 pilotes ont réussi à obtenir le titre de champion du monde.
Michael Schumacher a marqué durablement la Formule 1, en remportant à sept reprises le titre de champion du monde de Formule 1 : en 1994, 1995, 2000, 2001, 2002, 2003 et 2004.
Le pilote britannique Lewis Hamilton l'a rejoint en remportant son septième titre mondial (un avec McLaren, en 2008, et six en 2014, 2015, 2017, 2018, 2019 et 2020 avec Mercedes).
Juan Manuel Fangio, quintuple champion du monde de Formule 1 (en 1951, 1954, 1955, 1956 et 1957), a dominé la discipline reine du sport automobile dans les années 1950. Il demeure le seul pilote sacré champion du monde dans quatre écuries différentes. Il n'a disputé sa première saison qu'à trente-neuf ans et, compte tenu de son pourcentage de victoires sur Grands Prix disputés (vingt-quatre victoires en cinquante-et-un Grands Prix, record absolu), nombreux sont ceux qui le considèrent comme le plus grand pilote de l'histoire.
| Rang | Pilote             | Nombre de titres | Années                                     |
| ---- | ------------------ | ---------------- | ------------------------------------------ |
| 1    | Michael Schumacher | 7                | 1994, 1995, 2000, 2001, 2002, 2003 et 2004 |
| 1    | Lewis Hamilton     | 7                | 2008, 2014, 2015, 2017, 2018, 2019 et 2020 |
| 3    | Juan Manuel Fangio | 5                | 1951, 1954, 1955, 1956 et 1957             |
| 4    | Alain Prost        | 4                | 1985, 1986, 1989 et 1993                   |
| 4    | Sebastian Vettel   | 4                | 2010, 2011, 2012 et 2013                   |
| 4    | Max Verstappen     | 4                | 2021, 2022, 2023 et 2024                   |
| 7    | Jack Brabham       | 3                | 1959, 1960 et 1966                         |
| 7    | Jackie Stewart     | 3                | 1969, 1971 et 1973                         |
| 7    | Niki Lauda         | 3                | 1975, 1977 et 1984                         |
| 7    | Nelson Piquet      | 3                | 1981, 1983 et 1987                         |
| 7    | Ayrton Senna       | 3                | 1988, 1990 et 1991                         |
| 12   | Alberto Ascari     | 2                | 1952 et 1953                               |
| 12   | Graham Hill        | 2                | 1962 et 1968                               |
| 12   | Jim Clark          | 2                | 1963 et 1965                               |
| 12   | Emerson Fittipaldi | 2                | 1972 et 1974                               |
| 12   | Mika Häkkinen      | 2                | 1998 et 1999                               |
| 12   | Fernando Alonso    | 2                | 2005 et 2006                               |
| 18   | Giuseppe Farina    | 1                | 1950                                       |
| 18   | Mike Hawthorn      | 1                | 1958                                       |
| 18   | Phil Hill          | 1                | 1961                                       |
| 18   | John Surtees       | 1                | 1964                                       |
| 18   | Denny Hulme        | 1                | 1967                                       |
| 18   | Jochen Rindt       | 1                | 1970                                       |
| 18   | James Hunt         | 1                | 1976                                       |
| 18   | Mario Andretti     | 1                | 1978                                       |
| 18   | Jody Scheckter     | 1                | 1979                                       |
| 18   | Alan Jones         | 1                | 1980                                       |
| 18   | Keke Rosberg       | 1                | 1982                                       |
| 18   | Nigel Mansell      | 1                | 1992                                       |
| 18   | Damon Hill         | 1                | 1996                                       |
| 18   | Jacques Villeneuve | 1                | 1997                                       |
| 18   | Kimi Räikkönen     | 1                | 2007                                       |
| 18   | Jenson Button      | 1                | 2009                                       |
| 18   | Nico Rosberg       | 1                | 2016                                       |

#### Titres par constructeur (1958-2023)

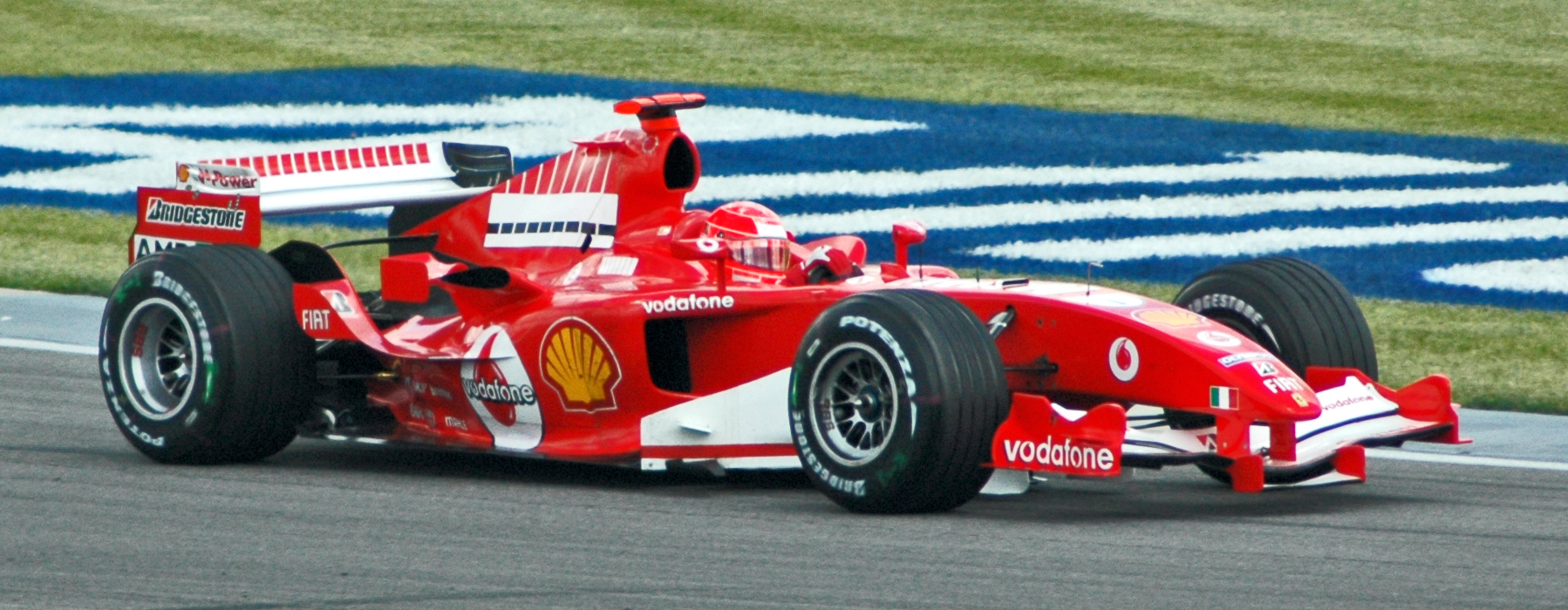
Michael Schumacher aux essais du Grand Prix des États-Unis 2005.

La Scuderia Ferrari est en tête du palmarès du Championnat du monde de Formule 1 des constructeurs avec seize titres obtenus en 1961, 1964, 1975, 1976, 1977, 1979, 1982, 1983, 1999, 2000, 2001, 2002, 2003, 2004, 2007 et 2008. Elle a particulièrement brillé pendant la période 1975-1983 et la période 1999-2008. Ferrari est la seule équipe encore présente des dix-huit engagées en 1950 et la seule encore présente parmi les équipes engagées en 1958, première saison où est décerné le titre des constructeurs.
Williams, avec Alan Jones, a remporté le titre pilote en 1980 et son premier titre constructeur. Les McLaren et les Williams dominent les années 1980 et 1990. Motorisées par Porsche, Honda et Mercedes-Benz, McLaren remporte seize titres (sept constructeurs, neuf pilotes) pendant cette période, alors que Williams est équipée par Ford, Honda, et Renault pour un résultat équivalent (neuf constructeurs, sept pilotes).
Lotus a connu son âge d'or pendant la période 1963-1973, grâce aux astuces technologiques de Colin Chapman conjuguées au talent de Jim Clark ou Emerson Fittipaldi. Ces quatre écuries ont à elles seules remporté trente-neuf titres sur cinquante, soit plus de trois sur quatre.
Mercedes a rejoint Ferrari sur le podium des écuries les plus titrées à la suite, avec 7 victoires consécutives au championnat des constructeurs (2014 à 2020). Mercedes bat ce record avec un huitième titre consécutif chez les constructeurs à l'issue de la saison 2021.
| Rang | Écurie              | Nombre de titres | Années                                                                                         |
| ---- | ------------------- | ---------------- | ---------------------------------------------------------------------------------------------- |
| 1    | Ferrari             | 16               | 1961, 1964, 1975, 1976, 1977, 1979, 1982, 1983, 1999, 2000, 2001, 2002, 2003, 2004, 2007, 2008 |
| 2    | Williams            | 9                | 1980, 1981, 1986, 1987, 1992, 1993, 1994, 1996, 1997                                           |
| 2    | McLaren             | 9                | 1974, 1984, 1985, 1988, 1989, 1990, 1991, 1998, 2024                                           |
| 4    | Mercedes            | 8                | 2014, 2015, 2016, 2017, 2018, 2019, 2020, 2021                                                 |
| 5    | Lotus               | 7                | 1963, 1965, 1968, 1970, 1972, 1973, 1978                                                       |
| 6    | Red Bull            | 6                | 2010, 2011, 2012, 2013, 2022, 2023                                                             |
| 7    | Cooper              | 2                | 1959, 1960                                                                                     |
| 7    | Brabham             | 2                | 1966, 1967                                                                                     |
| 7    | Renault             | 2                | 2005, 2006                                                                                     |
| 10   | Vanwall             | 1                | 1958                                                                                           |
| 10   | BRM                 | 1                | 1962                                                                                           |
| 10   | Matra International | 1                | 1969                                                                                           |
| 10   | Tyrrell             | 1                | 1971                                                                                           |
| 10   | Benetton            | 1                | 1995                                                                                           |
| 10   | Brawn GP            | 1                | 2009                                                                                           |

Le record de victoires sur une saison pour une écurie est l'œuvre de Red Bull Racing, 21 en 2023, pour un ratio record de 95,45 % En termes de pourcentage courses disputées/courses gagnées, on obtient le classement suivant :
- 95,4 % : Red Bull Racing en 2023 : 21 victoires en 22 Grand Prix
- 93,8 % : McLaren en 1988 : 15 victoires en 16 Grands Prix
- 90,5 % : Mercedes en 2016 : 19 victoires en 21 Grands Prix
- 88,2 % : Ferrari en 2002 : 15 victoires en 17 Grands Prix
- 84,2 % : Mercedes en 2014 et 2015 : 16 victoires en 19 Grands Prix

#### Motoristes associés aux titres mondiaux (1950-2023)
Il n'existe pas de championnat de motoristes, les motoristes peuvent uniquement être « associés » au titre remporté par le constructeur. Ainsi, Ferrari est le motoriste associé au plus de titres, avec 14 titres pilotes et 16 titres constructeurs. Ford-Cosworth a dominé les années 1970 en permettant à diverses équipes de remporter 13 titres durant cette période à l'aide du moteur DFV.
Renault Sport est associé aux titres de Williams F1 Team (pilote et constructeur) en 1992.
Avec le passage à l'ère hybride en 2014, Mercedes AMG High Performance Powertrains permet à mercedes Grand Prix de remporter 15 titres en 8 ans.
| Rang | Motoristes           | Titres associés | Championnat des pilotes                                                                       | Championnat des constructeurs                                                                       |
| ---- | -------------------- | --------------- | --------------------------------------------------------------------------------------------- | --------------------------------------------------------------------------------------------------- |
| 1    | Ferrari              | 31              | 15 (1952, 1953, 1956, 1958, 1961, 1964, 1975, 1977, 1979, 2000, 2001, 2002, 2003, 2004, 2007) | 16 (1961, 1964, 1975, 1976, 1977, 1979, 1982, 1983, 1999, 2000, 2001, 2002, 2003, 2004, 2007, 2008) |
| 2    | Mercedes             | 24              | 13 (1954, 1955, 1998, 1999, 2008, 2009, 2014, 2015, 2016, 2017, 2018, 2019, 2020)             | 11 (1998, 2009, 2014, 2015, 2016, 2017, 2018, 2019, 2020, 2021, 2024)                               |
| 3    | Ford-Cosworth        | 23              | 13 (1968, 1969, 1970, 1971, 1972, 1973, 1974, 1976, 1978, 1980, 1981, 1982, 1994)             | 10 (1968, 1969, 1970, 1971, 1972, 1973, 1974, 1978, 1980, 1981)                                     |
| 3    | Renault              | 23              | 11 (1992, 1993, 1995, 1996, 1997, 2005, 2006, 2010, 2011, 2012, 2013)                         | 12 (1992, 1993, 1994, 1995, 1996, 1997, 2005, 2006, 2010, 2011, 2012, 2013)                         |
| 5    | Honda                | 12              | 6 (1987, 1988, 1989, 1990, 1991, 2021)                                                        | 6 (1986, 1987, 1988, 1989, 1990, 1991)                                                              |
| 6    | Climax               | 8               | 4 (1959, 1960, 1963, 1965)                                                                    | 4 (1959, 1960, 1963, 1965)                                                                          |
| 7    | TAG                  | 5               | 3 (1984, 1985, 1986)                                                                          | 2 (1984, 1985)                                                                                      |
| 7    | Red Bull Powertrains | 5               | 3 (2022, 2023, 2024)                                                                          | 2 (2022, 2023)                                                                                      |
| 9    | Repco                | 4               | 2 (1966, 1967)                                                                                | 2 (1966, 1967)                                                                                      |
| 10   | Alfa Romeo           | 2               | 2 (1950, 1951)                                                                                | 0                                                                                                   |
| 10   | Maserati             | 2               | 2 (1954, 1957)                                                                                | 0                                                                                                   |
| 10   | BRM                  | 2               | 1 (1962)                                                                                      | 1 (1962)                                                                                            |
| 13   | Vanwall              | 1               | 0                                                                                             | 1 (1958)                                                                                            |
| 13   | BMW                  | 1               | 1 (1983)                                                                                      | 0                                                                                                   |

### Palmarès
| Année | Écurie            | Pilotes | Points | Nombre de GP |
| ----- | ----------------- | --- | ------ | ------------ |
| 1958  | Vanwall           | Stirling Moss, Tony Brooks, Stuart Lewis-Evans                                                                          | 48     | 11           |
| 1959  | Cooper-Climax     | Jack Brabham, Stirling Moss, Maurice Trintignant                                                                        | 40     | 9            |
| 1960  | Cooper-Climax     | Jack Brabham, Bruce McLaren, Tony Brooks                                                                                | 48     | 10           |
| 1961  | Ferrari           | Phil Hill, Wolfgang von Trips, Richie Ginther, Willy Mairesse, Giancarlo Baghetti, Olivier Gendebien, Ricardo Rodríguez | 40     | 8            |
| 1962  | BRM               | Graham Hill, Richie Ginther                                                                                             | 42     | 9            |
| 1963  | Lotus-Climax      | Jim Clark, Trevor Taylor                                                                                                | 54     | 10           |
| 1964  | Ferrari           | John Surtees, Lorenzo Bandini                                                                                           | 45     | 10           |
| 1965  | Lotus-Climax      | Jim Clark, Mike Spence                                                                                                  | 54     | 10           |
| 1966  | Brabham-Repco     | Jack Brabham, Denny Hulme                                                                                               | 42     | 9            |
| 1967  | Brabham-Repco     | Jack Brabham, Denny Hulme                                                                                               | 67     | 11           |
| 1968  | Lotus-Ford        | Graham Hill, Jim Clark, Jackie Oliver                                                                                   | 62     | 12           |
| 1969  | Matra-Ford        | Jackie Stewart, Jean-Pierre Beltoise, Johnny Servoz-Gavin                                                               | 66     | 11           |
| 1970  | Lotus-Ford        | Jochen Rindt, Emerson Fittipaldi, Reine Wisell                                                                          | 59     | 13           |
| 1971  | Tyrrell-Ford      | Jackie Stewart, François Cevert                                                                                         | 73     | 11           |
| 1972  | Lotus-Ford        | Emerson Fittipaldi, Dave Walker, Reine Wisell                                                                           | 61     | 12           |
| 1973  | Lotus-Ford        | Emerson Fittipaldi, Ronnie Peterson                                                                                     | 92     | 15           |
| 1974  | McLaren-Ford      | Emerson Fittipaldi, Denny Hulme                                                                                         | 73     | 15           |
| 1975  | Ferrari           | Niki Lauda, Clay Regazzoni                                                                                              | 72,5   | 14           |
| 1976  | Ferrari           | Niki Lauda, Clay Regazzoni, Carlos Reutemann                                                                            | 83     | 16           |
| 1977  | Ferrari           | Niki Lauda, Carlos Reutemann, Gilles Villeneuve                                                                         | 95     | 17           |
| 1978  | Lotus-Ford        | Mario Andretti, Ronnie Peterson, Jean-Pierre Jarier                                                                     | 86     | 16           |
| 1979  | Ferrari           | Jody Scheckter, Gilles Villeneuve                                                                                       | 113    | 15           |
| 1980  | Williams-Ford     | Alan Jones, Carlos Reutemann                                                                                            | 120    | 14           |
| 1981  | Williams-Ford     | Alan Jones, Carlos Reutemann                                                                                            | 95     | 15           |
| 1982  | Ferrari           | Didier Pironi, Gilles Villeneuve, Patrick Tambay, Mario Andretti                                                        | 74     | 16           |
| 1983  | Ferrari           | René Arnoux, Patrick Tambay                                                                                             | 89     | 15           |
| 1984  | McLaren-TAG       | Niki Lauda, Alain Prost                                                                                                 | 143,5  | 15           |
| 1985  | McLaren-TAG       | Alain Prost, Niki Lauda, John Watson                                                                                    | 90     | 16           |
| 1986  | Williams-Honda    | Nelson Piquet, Nigel Mansell                                                                                            | 141    | 16           |
| 1987  | Williams-Honda    | Nelson Piquet, Nigel Mansell, Riccardo Patrese                                                                          | 137    | 16           |
| 1988  | McLaren-Honda     | Ayrton Senna, Alain Prost                                                                                               | 199    | 16           |
| 1989  | McLaren-Honda     | Alain Prost, Ayrton Senna                                                                                               | 141    | 16           |
| 1990  | McLaren-Honda     | Ayrton Senna, Gerhard Berger                                                                                            | 141    | 16           |
| 1991  | McLaren-Honda     | Ayrton Senna, Gerhard Berger                                                                                            | 139    | 16           |
| 1992  | Williams‑Renault  | Nigel Mansell, Riccardo Patrese                                                                                         | 164    | 16           |
| 1993  | Williams‑Renault  | Alain Prost, Damon Hill                                                                                                 | 168    | 16           |
| 1994  | Williams‑Renault  | Ayrton Senna, Damon Hill, Nigel Mansell, David Coulthard                                                                | 118    | 16           |
| 1995  | Benetton‑Renault  | Michael Schumacher, Johnny Herbert                                                                                      | 137    | 17           |
| 1996  | Williams‑Renault  | Damon Hill, Jacques Villeneuve                                                                                          | 175    | 16           |
| 1997  | Williams‑Renault  | Jacques Villeneuve, Heinz-Harald Frentzen                                                                               | 123    | 17           |
| 1998  | McLaren‑Mercedes  | Mika Häkkinen, David Coulthard                                                                                          | 156    | 16           |
| 1999  | Ferrari           | Michael Schumacher, Eddie Irvine, Mika Salo                                                                             | 128    | 16           |
| 2000  | Ferrari           | Michael Schumacher, Rubens Barrichello                                                                                  | 170    | 17           |
| 2001  | Ferrari           | Michael Schumacher, Rubens Barrichello                                                                                  | 179    | 17           |
| 2002  | Ferrari           | Michael Schumacher, Rubens Barrichello                                                                                  | 221    | 17           |
| 2003  | Ferrari           | Michael Schumacher, Rubens Barrichello                                                                                  | 158    | 16           |
| 2004  | Ferrari           | Michael Schumacher, Rubens Barrichello                                                                                  | 262    | 18           |
| 2005  | Renault           | Fernando Alonso, Giancarlo Fisichella                                                                                   | 191    | 19           |
| 2006  | Renault           | Fernando Alonso, Giancarlo Fisichella                                                                                   | 206    | 18           |
| 2007  | Ferrari           | Kimi Räikkönen, Felipe Massa                                                                                            | 204    | 17           |
| 2008  | Ferrari           | Kimi Räikkönen, Felipe Massa                                                                                            | 172    | 18           |
| 2009  | Brawn-Mercedes    | Jenson Button, Rubens Barrichello                                                                                       | 172    | 17           |
| 2010  | Red Bull-Renault  | Sebastian Vettel, Mark Webber                                                                                           | 498    | 19           |
| 2011  | Red Bull-Renault  | Sebastian Vettel, Mark Webber                                                                                           | 558    | 19           |
| 2012  | Red Bull-Renault  | Sebastian Vettel, Mark Webber                                                                                           | 460    | 20           |
| 2013  | Red Bull-Renault  | Sebastian Vettel, Mark Webber                                                                                           | 596    | 19           |
| 2014  | Mercedes          | Lewis Hamilton, Nico Rosberg                                                                                            | 701    | 19           |
| 2015  | Mercedes          | Lewis Hamilton, Nico Rosberg                                                                                            | 703    | 19           |
| 2016  | Mercedes          | Lewis Hamilton, Nico Rosberg                                                                                            | 765    | 21           |
| 2017  | Mercedes          | Lewis Hamilton, Valtteri Bottas                                                                                         | 668    | 20           |
| 2018  | Mercedes          | Lewis Hamilton, Valtteri Bottas                                                                                         | 655    | 21           |
| 2019  | Mercedes          | Lewis Hamilton, Valtteri Bottas                                                                                         | 739    | 21           |
| 2020  | Mercedes          | Lewis Hamilton, Valtteri Bottas, George Russell                                                                         | 573    | 17           |
| 2021  | Mercedes          | Lewis Hamilton, Valtteri Bottas                                                                                         | 613,5  | 22           |
| 2022  | Red Bull          | Max Verstappen, Sergio Pérez                                                                                            | 719    | 22           |
| 2023  | Red Bull          | Max Verstappen, Sergio Pérez                                                                                            | 860    | 22           |
| 2024  | McLaren- Mercedes | Lando Norris, Oscar Piastri                                                                                             | 666    | 24           |

| Année | Champion           | Pays             | Écurie            | Châssis                          | Moteur                                  |
| ----- | ------------------ | ---------------- | ----------------- | -------------------------------- | --------------------------------------- |
| 1950  | Giuseppe Farina    | Italie           | Alfa Romeo        | Alfetta 158                      | Alfa Romeo 8 en ligne                   |
| 1951  | Juan Manuel Fangio | Argentine        | Alfa Romeo        | Alfetta 158                      | Alfa Romeo 8 en ligne                   |
| 1952  | Alberto Ascari     | Italie           | Ferrari           | Ferrari 500                      | Ferrari V12                             |
| 1953  | Alberto Ascari     | Italie           | Ferrari           | Ferrari 500                      | Ferrari V12                             |
| 1954  | Juan Manuel Fangio | Argentine        | Maserati Mercedes | Maserati 250F Mercedes-Benz W196 | Maserati 6 en ligne Mercedes 8 en ligne |
| 1955  | Juan Manuel Fangio | Argentine        | Mercedes          | Mercedes-Benz W196               | Mercedes 8 en ligne                     |
| 1956  | Juan Manuel Fangio | Argentine        | Ferrari           | Lancia-Ferrari D50               | Lancia V8                               |
| 1957  | Juan Manuel Fangio | Argentine        | Maserati          | Maserati 250F                    | Maserati 6 en ligne                     |
| 1958  | Mike Hawthorn      | Royaume-Uni      | Ferrari           | Ferrari D246                     | Ferrari V6                              |
| 1959  | Jack Brabham       | Australie        | Cooper            | Cooper T51                       | Climax 4 en ligne                       |
| 1960  | Jack Brabham       | Australie        | Cooper            | Cooper T53                       | Climax 4 en ligne                       |
| 1961  | Phil Hill          | États-Unis       | Ferrari           | Ferrari 156                      | Ferrari V6                              |
| 1962  | Graham Hill        | Royaume-Uni      | BRM               | BRM P578                         | BRM V8                                  |
| 1963  | Jim Clark          | Royaume-Uni      | Lotus             | Lotus 25                         | Climax V8                               |
| 1964  | John Surtees       | Royaume-Uni      | Ferrari           | Ferrari 158                      | Ferrari V8                              |
| 1965  | Jim Clark          | Royaume-Uni      | Lotus             | Lotus 33                         | Climax V8                               |
| 1966  | Jack Brabham       | Australie        | Brabham           | Brabham BT19 Brabham BT20        | Repco V8                                |
| 1967  | Denny Hulme        | Nouvelle-Zélande | Brabham           | Brabham BT20 Brabham BT24        | Repco V8                                |
| 1968  | Graham Hill        | Royaume-Uni      | Lotus             | Lotus 49 Lotus 49B               | Ford V8                                 |
| 1969  | Jackie Stewart     | Royaume-Uni      | Matra             | Matra MS10 Matra MS80            | Ford V8                                 |
| 1970  | Jochen Rindt       | Autriche         | Lotus             | Lotus 49C/72                     | Ford V8                                 |
| 1971  | Jackie Stewart     | Royaume-Uni      | Tyrrell           | Tyrrell 001 Tyrrell 003          | Ford V8                                 |
| 1972  | Emerson Fittipaldi | Brésil           | Lotus             | Lotus 49C/72                     | Ford V8                                 |
| 1973  | Jackie Stewart     | Royaume-Uni      | Tyrrell           | Tyrrell 005 Tyrrell 006          | Ford V8                                 |
| 1974  | Emerson Fittipaldi | Brésil           | McLaren           | McLaren M23                      | Ford V8                                 |
| 1975  | Niki Lauda         | Autriche         | Ferrari           | Ferrari 312B3 Ferrari 312 T      | Ferrari 12 à plat                       |
| 1976  | James Hunt         | Royaume-Uni      | McLaren           | McLaren M23B                     | Ford V8                                 |
| 1977  | Niki Lauda         | Autriche         | Ferrari           | Ferrari 312 T2                   | Ferrari 12 à plat                       |
| 1978  | Mario Andretti     | États-Unis       | Lotus             | Lotus 78 Lotus 79                | Ford V8                                 |
| 1979  | Jody Scheckter     | Afrique du Sud   | Ferrari           | Ferrari 312 T3 Ferrari 312 T4    | Ferrari 12 à plat                       |
| 1980  | Alan Jones         | Australie        | Williams          | Williams FW07B                   | Ford V8                                 |
| 1981  | Nelson Piquet      | Brésil           | Brabham           | Brabham BT49C                    | Ford V8                                 |
| 1982  | Keke Rosberg       | Finlande         | Williams          | Williams FW07C Williams FW08     | Ford V8                                 |
| 1983  | Nelson Piquet      | Brésil           | Brabham           | Brabham BT52 B                   | BMW 4 en ligne turbo                    |
| 1984  | Niki Lauda         | Autriche         | McLaren           | McLaren MP4/2                    | TAG V6 turbo                            |
| 1985  | Alain Prost        | France           | McLaren           | McLaren MP4/2                    | TAG V6 turbo                            |
| 1986  | Alain Prost        | France           | McLaren           | McLaren MP4/2C                   | TAG V6 turbo                            |
| 1987  | Nelson Piquet      | Brésil           | Williams          | Williams FW11B                   | Honda V6 turbo                          |
| 1988  | Ayrton Senna       | Brésil           | McLaren           | McLaren MP4/4                    | Honda V6 turbo                          |
| 1989  | Alain Prost        | France           | McLaren           | McLaren MP4/5                    | Honda V10                               |
| 1990  | Ayrton Senna       | Brésil           | McLaren           | McLaren MP4/5B                   | Honda V10                               |
| 1991  | Ayrton Senna       | Brésil           | McLaren           | McLaren MP4/6                    | Honda V12                               |
| 1992  | Nigel Mansell      | Royaume-Uni      | Williams          | Williams FW14B                   | Renault V10                             |
| 1993  | Alain Prost        | France           | Williams          | Williams FW15C                   | Renault V10                             |
| 1994  | Michael Schumacher | Allemagne        | Benetton          | Benetton B194                    | Ford V8                                 |
| 1995  | Michael Schumacher | Allemagne        | Benetton          | Benetton B195                    | Renault V10                             |
| 1996  | Damon Hill         | Royaume-Uni      | Williams          | Williams FW18                    | Renault V10                             |
| 1997  | Jacques Villeneuve | Canada           | Williams          | Williams FW19                    | Renault V10                             |
| 1998  | Mika Häkkinen      | Finlande         | McLaren           | McLaren MP4/13                   | Mercedes V10                            |
| 1999  | Mika Häkkinen      | Finlande         | McLaren           | McLaren MP4/14                   | Mercedes V10                            |
| 2000  | Michael Schumacher | Allemagne        | Ferrari           | Ferrari F1-2000                  | Ferrari V10                             |
| 2001  | Michael Schumacher | Allemagne        | Ferrari           | Ferrari F2001                    | Ferrari V10                             |
| 2002  | Michael Schumacher | Allemagne        | Ferrari           | Ferrari F2001 Ferrari F2002      | Ferrari V10                             |
| 2003  | Michael Schumacher | Allemagne        | Ferrari           | Ferrari F2002 Ferrari F2003-GA   | Ferrari V10                             |
| 2004  | Michael Schumacher | Allemagne        | Ferrari           | Ferrari F2004                    | Ferrari V10                             |
| 2005  | Fernando Alonso    | Espagne          | Renault           | Renault R25                      | Renault V10                             |
| 2006  | Fernando Alonso    | Espagne          | Renault           | Renault R26                      | Renault V8                              |
| 2007  | Kimi Räikkönen     | Finlande         | Ferrari           | Ferrari F2007                    | Ferrari V8                              |
| 2008  | Lewis Hamilton     | Royaume-Uni      | McLaren           | McLaren MP4-23                   | Mercedes V8                             |
| 2009  | Jenson Button      | Royaume-Uni      | Brawn             | Brawn BGP 001                    | Mercedes V8                             |
| 2010  | Sebastian Vettel   | Allemagne        | Red Bull          | Red Bull RB6                     | Renault V8                              |
| 2011  | Sebastian Vettel   | Allemagne        | Red Bull          | Red Bull RB7                     | Renault V8                              |
| 2012  | Sebastian Vettel   | Allemagne        | Red Bull          | Red Bull RB8                     | Renault V8                              |
| 2013  | Sebastian Vettel   | Allemagne        | Red Bull          | Red Bull RB9                     | Renault V8                              |
| 2014  | Lewis Hamilton     | Royaume-Uni      | Mercedes          | F1 W05 Hybrid                    | Mercedes V6 Turbo                       |
| 2015  | Lewis Hamilton     | Royaume-Uni      | Mercedes          | F1 W06 Hybrid                    | Mercedes V6 Turbo                       |
| 2016  | Nico Rosberg       | Allemagne        | Mercedes          | F1 W07 Hybrid                    | Mercedes V6 Turbo                       |
| 2017  | Lewis Hamilton     | Royaume-Uni      | Mercedes          | F1 W08 EQ Power+                 | Mercedes V6 Turbo                       |
| 2018  | Lewis Hamilton     | Royaume-Uni      | Mercedes          | F1 W09 EQ Power+                 | Mercedes V6 Turbo                       |
| 2019  | Lewis Hamilton     | Royaume-Uni      | Mercedes          | F1 W10 EQ Power+                 | Mercedes V6 Turbo                       |
| 2020  | Lewis Hamilton     | Royaume-Uni      | Mercedes          | F1 W11 EQ Performance            | Mercedes V6 Turbo                       |
| 2021  | Max Verstappen     | Pays-Bas         | Red Bull          | Red Bull RB16B                   | Honda V6 Turbo                          |
| 2022  | Max Verstappen     | Pays-Bas         | Red Bull          | Red Bull RB18                    | Red Bull Powertrains V6 Turbo           |
| 2023  | Max Verstappen     | Pays-Bas         | Red Bull          | Red Bull RB19                    | Red Bull Powertrains V6 Turbo           |
| 2024  | Max Verstappen     | Pays-Bas         | Red Bull          | Red Bull RB20                    | Red Bull Powertrains V6 Turbo           |

## Compétitions

### Grands Prix et championnat du monde

Logo du championnat du monde de 1987 à 1993.

De nos jours, les expressions « course de Formule 1 » et « course du championnat du monde » sont synonymes. En effet, depuis 1984, tous les Grands Prix de Formule 1 comptent pour le championnat du monde des pilotes. Et inversement, depuis 1961, le championnat du monde est constitué uniquement d'épreuves disputées par des monoplaces répondant à la réglementation « Formule 1 ».

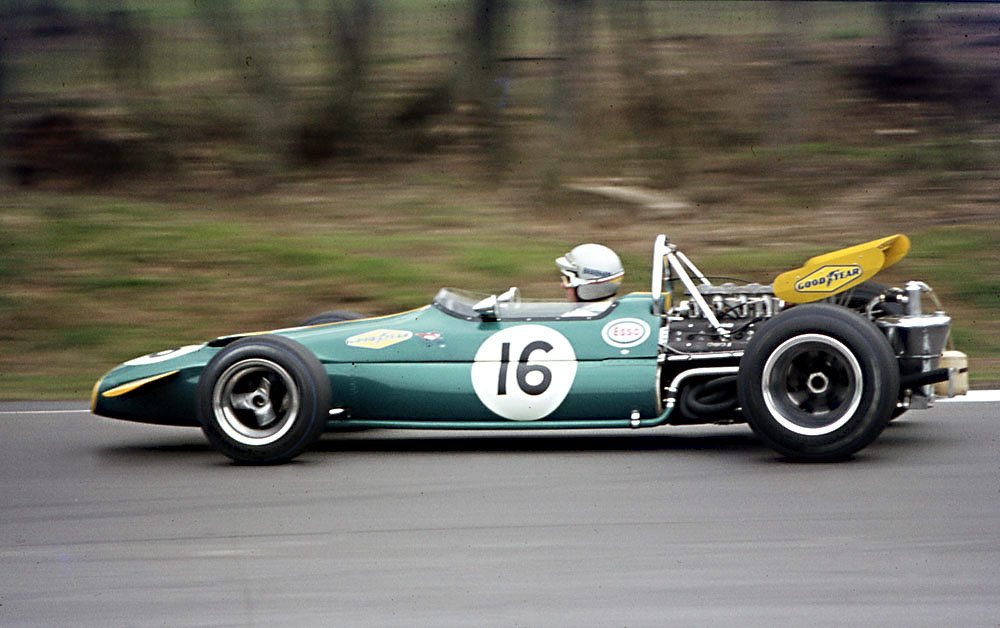
Jack Brabham sur BT33 à la Race of Champions de Brands Hatch en 1970.

Le logo de 1994 à 2017 faisait apparaître un « 1 » blanc entre le « F » et le « peigne » rouge qui symbolise la vitesse.

Pourtant, jusqu'en 1984, se sont disputées de nombreuses courses de Formule 1 ne comptant pas pour le championnat du monde. En 1950 par exemple, vingt-trois courses de Formule 1 sont organisées, mais seulement six comptent pour le championnat du monde. La fréquence des courses dites « hors championnat » baisse avec le temps et à ce jour, la dernière course de Formule 1 hors championnat organisée est la Race of champions 1983 disputée en avril 1983 sur le tracé anglais de Brands Hatch.
On distinguait jusqu'alors plusieurs types de courses hors-championnat : les courses faisant partie du championnat mais dont les points ne furent pas attribués, les courses ne faisant pas partie du calendrier mais avec la plupart des engagés du championnat du monde et enfin les courses n'ayant aucun lien avec le championnat du monde mis à part le fait de posséder un règlement technique identique à ce dernier.
Inversement, plusieurs manches du championnat du monde des pilotes (qui ne prend officiellement l'appellation « championnat du monde des pilotes de Formule 1 » qu'en 1981) n'ont pas été disputées par des Formule 1 ; c'est le cas des courses des championnats du monde 1952 et 1953, qui se sont toutes déroulées sous la réglementation Formule 2. Lors de ces deux saisons, la catégorie Formule 1 a continué à exister mais n'a donné lieu qu'à des courses hors-championnat. Du fait de la confusion moderne entre Formule 1 et championnat du monde, et compte tenu de la continuité existant avec les saisons précédentes, toutes ces courses de Formule 2 sont assimilées à des courses de Formule 1. C'est également le cas des onze éditions des 500 miles d'Indianapolis (de 1950 à 1960) intégrées au championnat, et disputées selon les règlements techniques et sportifs en vigueur aux États-Unis. Officiellement, tous les résultats enregistrés font partie des statistiques du championnat du monde et, ici encore, compte tenu de la confusion moderne entre championnat du monde et Formule 1, sont considérés comme des résultats de Formule 1.

### Courses hors Europe de l'Ouest

Les pays qui ont hébergé au moins une fois un Grand Prix.

En 1950, la Fédération Internationale de l'Automobile (FIA) organise le premier championnat du monde de pilotes automobiles avec la participation à six Grands Prix basés en Europe de l'Ouest (Belgique, France, Grande-Bretagne, Italie, Monaco, Suisse), plus la course des 500 miles d'Indianapolis. Indianapolis 500, qui fait partie du championnat, conserve ses propres règlements. La course reste marginale pour la Formule 1 et elle disparaîtra du calendrier après 1960. En 1951, les 500 miles d'Indianapolis sont organisés seulement trois jours après le Grand Prix de Suisse.
En 1953, la saison débute le 18 janvier avec le Grand Prix d'Argentine. C'est la première épreuve hors d'Europe si l'on excepte les 500 miles d'Indianapolis. Par la suite, chaque saison aura une épreuve non-européenne. Le Maroc accueille le premier Grand Prix africain pour la saison 1958. L'Asie (avec le Japon à partir de 1976) et l'Océanie (Australie depuis 1985) accueillent à leur tour le championnat. Les dix-sept épreuves organisées en 2008 couvrent tous les continents ou presque, avec l'Europe bien sûr, l'Asie, l'Océanie, l'Amérique du Nord et l'Amérique du Sud. L'Afrique est absente. Pourtant l'Afrique du Sud a connu vingt-trois éditions intégrées au championnat du monde dont dix-huit en dix-neuf saisons entre 1967 et 1985.
L'Europe de l'Est, par idéologie, a longtemps boudé la Formule 1. Elle est représentée par la Hongrie depuis 1986 puis par la Russie depuis 2014. L'Asie, longtemps représentée par le seul Japon, est de plus en plus à l'honneur au XXIe siècle. La Chine accueille ainsi un Grand Prix depuis 2004, à l'instar de la péninsule arabe (Bahreïn, puis Abou Dabi, Djeddah et le Qatar). À partir de 2022, deux courses auront lieu aux États-Unis, à Austin (qui accueille le GP des États-Unis depuis 2012), et à Miami.
Le Maroc, l'Afrique du Sud et le Rwanda ambitionnent d'accueillir la Formule 1 en Afrique. Le Maroc propose un projet de plus d'un milliard de dollars comprenant la construction d'un circuit pour la F1, le WEC et le MotoGP, un parc à thème, un centre commercial, un hôtel et une marina à vingt kilomètres de Tanger,,. 
Par ailleurs, le nombre d'épreuves augmente, avec des records de vingt-deux courses en 2021, puis de vingt-trois en 2022.

### Championnats nationaux
Le championnat national d'Afrique du Sud a eu lieu de 1960 à 1975. Les voitures avaient déjà roulé en Championnat du monde de Formule 1, certaines étaient de première main ou développées ou modifiées en Afrique du Sud. Les pilotes disputaient le championnat national et parfois s'alignaient en même temps en Europe au niveau supérieur. John Love, qui n'a disputé que neuf Grands Prix de championnat du monde, a remporté à six reprises le championnat d'Afrique du Sud de Formule 1. Dave Charlton a, lui, couru onze Grands Prix dont trois en Europe et remporté six fois de suite le titre sud-africain, de 1970 à 1975.
Le championnat australien et néo-zélandais de Formule Tasmane, fut considéré comme le championnat d'Australasie de Formule 1 de 1964 à 1975. En effet, les monoplaces étaient similaires à celles de la Formule 1. Cette compétition profitait également de l'hiver dans l'hémisphère nord pour attirer de nombreux pilotes de haut niveau dans l'hémisphère sud. Des champions du monde comme Jim Clark, Jack Brabham ou encore Phil Hill y participaient.
Le championnat de Grande-Bretagne de Formule 1 s'est disputé entre 1978 et 1980, et en 1982. Comme en Afrique du Sud une génération auparavant, des voitures de seconde main comme les Lotus et les Fittipaldi étaient à l'honneur, cependant, des voitures comme les March 781, étaient développées spécialement pour ce championnat. En 1980, la Sud-Africaine Desiré Wilson est devenue la seule femme à remporter une course de Formule 1 en gagnant à Brands Hatch dans le baquet d'une Wolf WR3.
Le championnat soviétique de Formule 1, un championnat de Formule libre, fut disputé entre 1960 et 1976. Bien que non reconnu par la CSI, ce championnat (au même titre que ceux d'Afrique du Sud ou de Grande-Bretagne) obéissait au règlement fixé par les instances internationales de l'époque. Le but de l'URSS était de contester la suprématie du monde capitaliste dans le domaine de la course automobile.

## Culture populaire
La Formule 1 a connu nombre de déclinaisons de la littérature au cinéma en passant par les jeux vidéo, notamment.

### Cinéma
L'univers de la Formule 1 a été traité à au moins quatre reprises au cinéma. En 1955 sort le film Le Cercle infernal (The Racers) d'Henry Hathaway, avec Kirk Douglas, qui narre l'histoire d'un conducteur de bus italien qui s'engage au Grand Prix de Naples persuadé d'avoir des talents de pilote. Le réalisateur américain John Frankenheimer sera le second à s'attaquer au sujet, en 1966, avec le film Grand Prix. Bénéficiant d'un budget élevé pour l'époque et d'une distribution internationale (James Garner, Yves Montand, Toshiro Mifune), Grand Prix décrit de manière romancée la vie des pilotes de Formule 1, entre rivalités sportives et amoureuses. La plupart des scènes de course furent reproduites à l'aide de monoplaces de Formule 3, mais grâce à la technique encore expérimentale pour l'époque de la caméra embarquée, figurent dans le film d'authentiques scènes de course de la saison 1966, et notamment du Grand Prix de Belgique 1966 disputé sous des trombes d'eau. Même si le scénario, les dialogues et l'interprétation n'ont guère résisté à l'outrage du temps, les amateurs de sport automobile voient dans ce film un bon témoignage de ce que fut la Formule 1 des années 1960.
Un autre film ayant pour cadre l'univers des Grand Prix est Bobby Deerfield, sort en 1977, réalisé par Sydney Pollack, avec Al Pacino dans le rôle-titre, celui d'un pilote de Formule 1 cynique qui s'éprend d'une leucémique. Contrairement à Grand Prix qui est un film sur la Formule 1, Bobby Deerfield est avant tout un mélodrame qui utilise la Formule 1 en toile de fond et où la course n'est que peu présente. Le tournage eut lieu pendant la saison 1976 et permet d'apercevoir plusieurs pilotes interprétant leur propre rôle, tels que James Hunt, Emerson Fittipaldi ou encore Carlos Pace. Quant au personnage fictif de Bobby Deerfield, il apparaît sous les couleurs de l'écurie Brabham-Alfa Romeo.
En 2013, le film Rush de Ron Howard revient notamment sur la rivalité entre James Hunt et Niki Lauda durant le championnat du monde de Formule 1 1976.
En 2025 sort le film de fiction F1 de Joseph Kosinski avec Brad Pitt, Damson Idris et Javier Bardem.

### Bande dessinée
Le monde du sport automobile et de la Formule 1 en particulier est le thème principal de la bande-dessinée Michel Vaillant. Le héros créé par Jean Graton fait son apparition en 1957 dans Tintin, dans une histoire courte en quatre planches, quatre autres histoires au même format suivront avant la publication du premier album en 1959. Il sera publié dans Tintin jusqu'en 1976. 70 tomes sont actuellement parus (série régulière), dont la majorité aborde la Formule 1. Jean Behra est le premier pilote « réel » apparaissant et parlant dans un album de Michel Vaillant (le pilote sans visage en 1960) tandis que Jacky Ickx sera le pilote le plus souvent mis en scène. De nombreuses personnalités de la Formule 1 avouent leur attachement pour le héros. Ainsi René Arnoux déclare : « Je ne voulais pas être Michel Vaillant mais René Arnoux dans un album de Michel Vaillant », Alain Prost souhaitait baptiser son écurie de Formule 1 (après le rachat de Ligier) « Vaillante » et Jean Alesi évoque Vaillant en ces termes : « Les Vaillant, ce sont les Alesi du Nord, Michel Vaillant m'a donné envie de devenir pilote ».
Une série dérivée mêlant bande-dessinée, documents iconographiques et techniques, Les dossiers Michel Vaillant, a vu le jour en 1995 et aborde la réalité de la course automobile. Sur les 13 tomes actuellement parus, 9 sont consacrés au monde de la Formule 1 (tome 2 consacré à Jacky Ickx, tome 4 consacré à Honda, tome 6 sur Ayrton Senna, tome 7 sur Enzo Ferrari, tome 8 sur Fangio, tome 9 dédié à Pescarolo, tome 10 consacré à Gilles Villeneuve, tome 12 consacré à Alain Prost et tome 13 consacré à Michael Schumacher).
Scénarisée par André-Paul Duchâteau et dessinée par Christian Denayer (un ancien assistant de Jean Graton), la bande dessinée Alain Chevallier a vu le jour en 1973. Également axée sur l'univers de la Formule 1, elle présentait à ses débuts de nombreuses similitudes avec Michel Vaillant (un pilote-héros qui court au sein de l'écurie familiale, un univers mêlant intrigues policières et compétition, avec apparitions des vrais concurrents de l'époque, dessin réaliste), avant de s'en éloigner progressivement. Alors que Michel Vaillant est un héros parfait, Alain Chevallier s'affirmait au fil des épisodes comme un personnage plus complexe et tourmenté. La série n'a eu qu'un succès mitigé avant de disparaître dans les années 1980.

### Littérature
L'histoire du roman Faites de beaux rêves de l'écrivain québécois Jacques Poulin se déroule pendant le week-end du Grand Prix du Canada au circuit Mont-Tremblant en 1970.

### Séries télévisées
Les Aventures de Michel Vaillant est un feuilleton réalisé par Charles Bretoneiche et Nicole Osso sur un scénario de Nicole Riche et Madeleine Wagon, adapté de la bande dessinée créée par Jean Graton et diffusé dès 1967 par l'ORTF. Toutefois, contrairement à la bande dessinée, il est plutôt centré sur la Formule 3. De nombreuses séquences se déroulent lors de véritables compétitions auxquelles participent des pilotes qui évoluent également en Formule 1 : Mauro Bianchi, Johnny Servoz-Gavin, Jo Schlesser, Jacky Ickx, Jean-Pierre Beltoise, Jim Clark, Jack Brabham. Henri Grandsire, qui incarne Michel Vaillant, fut champion de France de Formule 3 en 1964.
En 1988, la série télévisée Formule 1, coproduction franco-québécoise, relatait en treize épisodes de soixante minutes les aventures de l'écurie Sainclair, avec Manuel Gelin dans le rôle principal du pilote Luc Sainclair. Bénéficiant de l'accord de Bernie Ecclestone, cette série a été tournée pendant le championnat du monde de Formule 1 1987 ce qui permet de voir à l'écran de nombreux pilotes dans leur propre rôle et de vraies images de course intégrées au récit. L'écurie Sainclair apparaît ainsi sous les couleurs Benetton Formula et les images représentant Luc Sainclair en piste sont celles du pilote belge Thierry Boutsen. Cette série a vu le jour sur la base d'un projet avorté d'une nouvelle adaptation à l'écran des aventures de Michel Vaillant.
En 2019 sort la série documentaire Formula 1 : Pilotes de leur destin (titre original : Drive to survive) produit d'une collaboration entre Netflix et Formula One. La série de 10 épisodes d'environ 40 minutes donne un aperçu des coulisses du championnat du monde de Formule 1 2018 en s'immergeant dans le quotidien des pilotes et des équipes et permet de voir d'un autre œil la F1 et ses acteurs,. Les saisons suivantes sont également couvertes par la série de Netflix. En 2021, des études chiffrées montrent que Drive To Survive augmente la visibilité de la Formule 1 dans le monde, auprès de la population la plus jeune, des femmes, et plus généralement du grand public, notamment sur les réseaux sociaux.

### Jeux vidéo

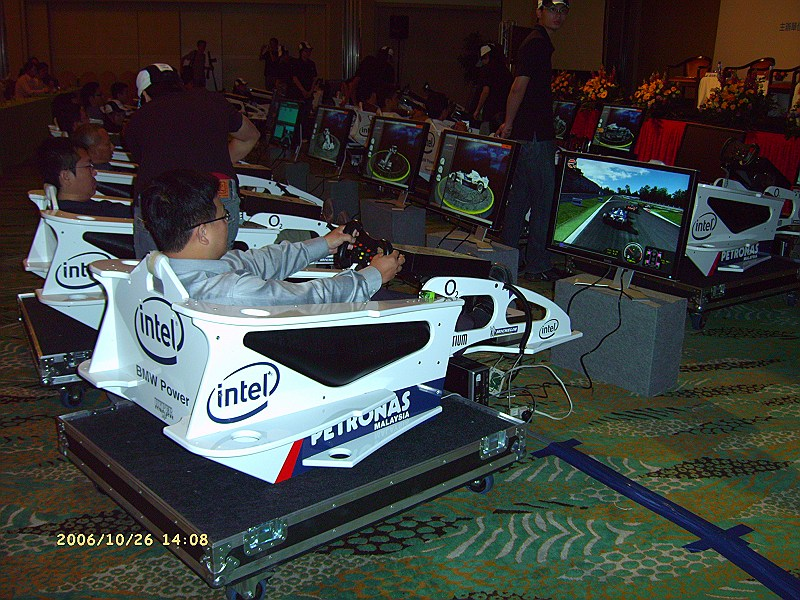
Simulateurs de Formule 1.

Depuis l'avènement du jeu vidéo, la Formule 1 figure parmi les thèmes les plus porteurs. Le jeu vidéo de Formule 1 a connu une évolution du jeu d'arcade au développement complet de simulations de cette discipline sportive. Le premier succès commercial pour la Formule 1 arrive en 1982 avec Pole Position de Namco, qui confronte pour la première fois le joueur à des concurrents virtuels. C'est aussi le premier titre à s'inspirer des tracés de circuits réels. Parmi les jeux vidéo de Formule 1, on citera Grand Prix 4 et rFactor.
Grand Prix Legends, jeu développé par Papyrus et édité par Sierra, sorti en 1998, met en scène la saison 1967 de Formule 1.
Formula One est une série de jeux vidéo de course de Formule 1 sous licence officielle FOA. Apparue en 1996, la série a initialement été développée par Bizarre Creations puis, à partir de 2001, par Sony Studio Liverpool. Édité par Psygnosis puis Sony Computer Entertainment, Formula One est devenu une franchise phare des consoles PlayStation. Certains épisodes ont été adaptés sur Windows et Game Boy Color. Chaque année, un nouveau volet est commercialisé incluant une actualisation du calendrier, des monoplaces, des circuits, des pilotes et du règlement selon la saison en cours. En 2003, après un nouveau contrat passé entre Sony et la FIA, la série obtient l'exclusivité de la licence « Formula One » pendant quatre années. L'exclusivité des droits par Sony a contribué à l'asphyxie de ce genre dans le paysage du jeu vidéo. Codemasters a acquis les droits de la Formule 1 et l'éditeur britannique va redynamiser ce créneau.
Le 23 septembre 2010 sort sur PC, PS3 et Xbox 360, F1 2010, édité et développé par Codemasters, qui reprend le championnat 2010. Le jeu inclut la totalité des dix-neuf Grands Prix de la saison 2010 dont la nouvelle épreuve sur le circuit international de Corée. Sa suite directe, F1 2011, du même éditeur, sort sur les mêmes supports le 23 septembre 2011. Des versions 3DS et PS Vita sont prévues. Le Grand Prix d'Inde fait son apparition. Suivent F1 2012 le 21 septembre 2012 et F1 2013 le 4 octobre 2013. Ce dernier se distingue notamment par l'apparition d'un mode F1 Classics qui permet de piloter une dizaine de voitures célèbres dans l'histoire de la Formule 1 des années 1980 et 1990 sur des circuits tels que Brands Hatch ou Imola. F1 2014 et F1 2015 suivront les années suivantes ainsi que F1 2016, F1 2017,F1 2018, F1 2019, F1 2020 et F1 2021, le plus récent de la série.
En août 2017, Liberty Media et la Formula One Management lancent les F1 Esports Series, leur compétition officielle d'esport de Formule 1, sur le jeu officiel du championnat F1 2017 pour atteindre un nouveau public, plus jeune,. La quasi-totalité des écuries réelles du championnat du monde de Formule 1 s'impliquent officiellement dans ces F1 Esports Series dès 2018, la Scuderia Ferrari rejoignant le championnat en 2019. Comme prévu, l'audience des F1 Esports Series augmente chaque année, liée à la place grandissante de l'esport dans le monde, et la très grande majorité du public a moins de 34 ans,.

### Supporters
Le sport automobile et la Formule 1 en particulier créent un vaste mouvement de soutien populaire, parfois inconditionnel : les supporters. Les fans d'un même pilote ou d'une même écurie s'organisent en groupes ou associations de supporters. Les dérives connues dans le football d'hooliganisme, de débordements violents, n'existent pas en Formule 1. Si les rivalités sont parfois spectaculaires entre pilotes, voire entre équipiers, cela se passe généralement dans la bonne humeur dans les tribunes. Signalons toutefois les insultes à caractère raciste émanant de spectateurs présentés comme étant des supporters de Fernando Alonso dont a été victime Lewis Hamilton en février 2008 lors d'essais privés sur le circuit de Catalogne à Barcelone.
Les supporters les plus passionnés se regroupent au sein de fan-clubs. Depuis la création du championnat du monde, les tifosi pro-Ferrari ont dépassé le simple cadre de l'Italie pour essaimer dans tous les pays. Chaque Grand Prix connaît une assistance de 60 000 à plus de 100 000 spectateurs, présents pendant trois jours. Les boutiques par correspondance ou sur la toile, proposent une gamme très large de produits dérivés, qui constitue une source de revenus non négligeable.

La passion des supporters
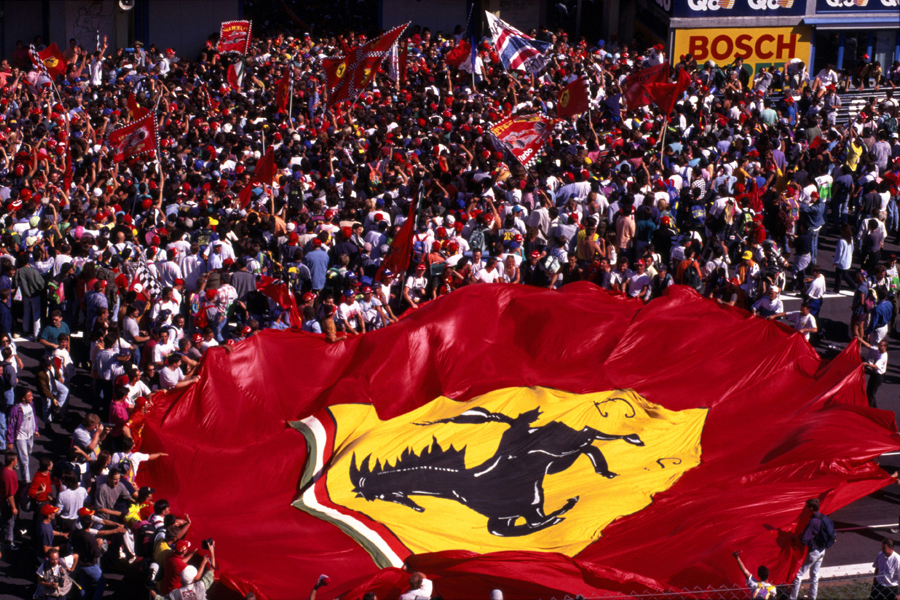
Tifosi à Monza en 1996.
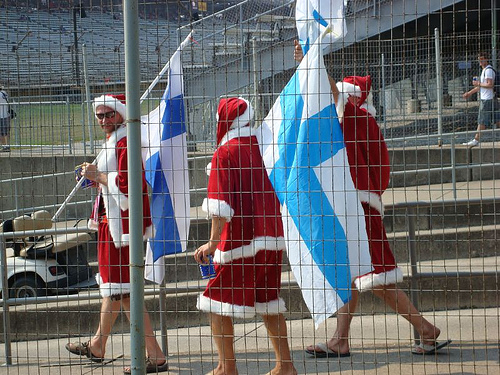
Fans de Kimi Räikkönen aux États-Unis en 2007.
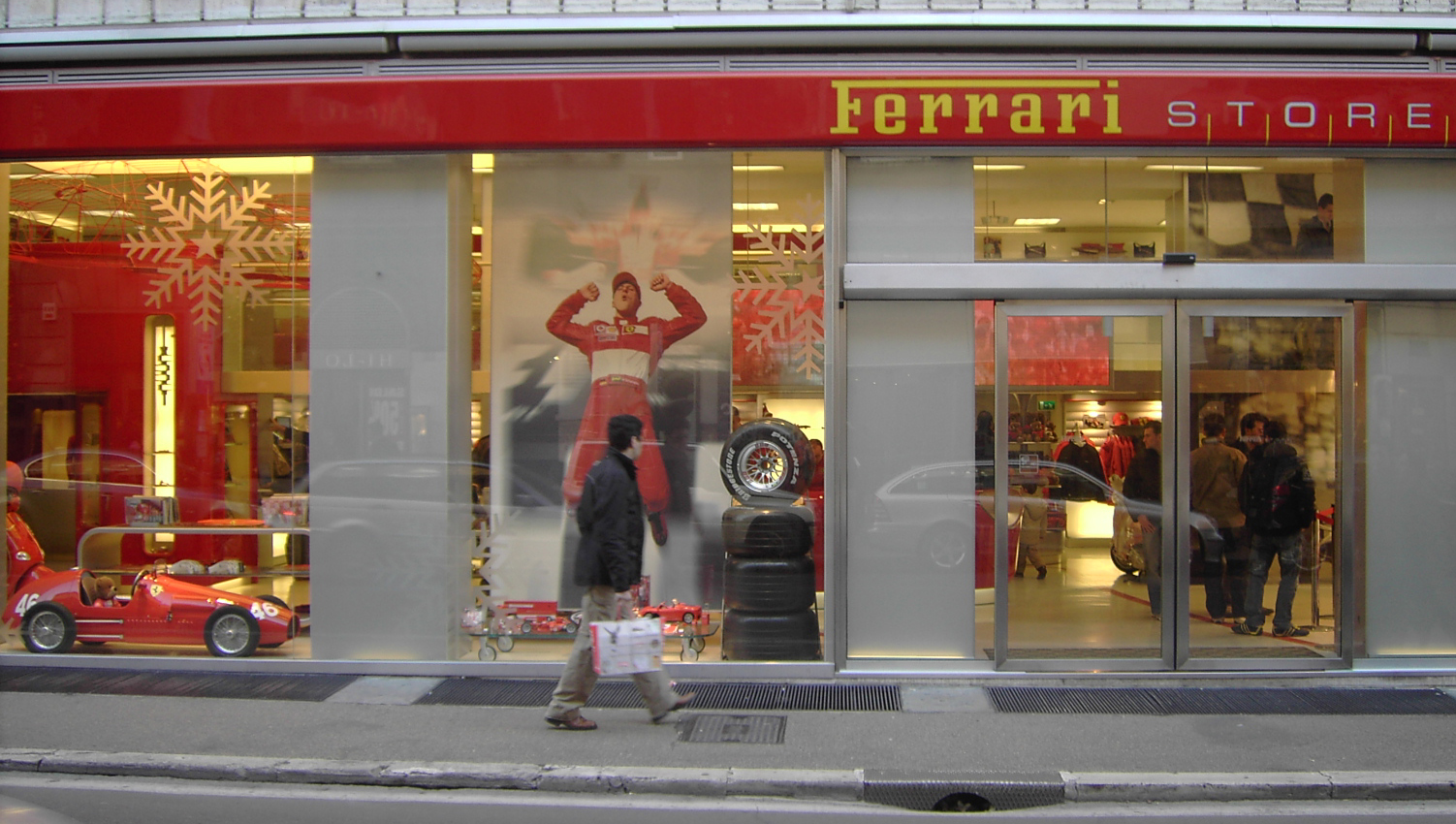
Boutique Ferrari à Rome.
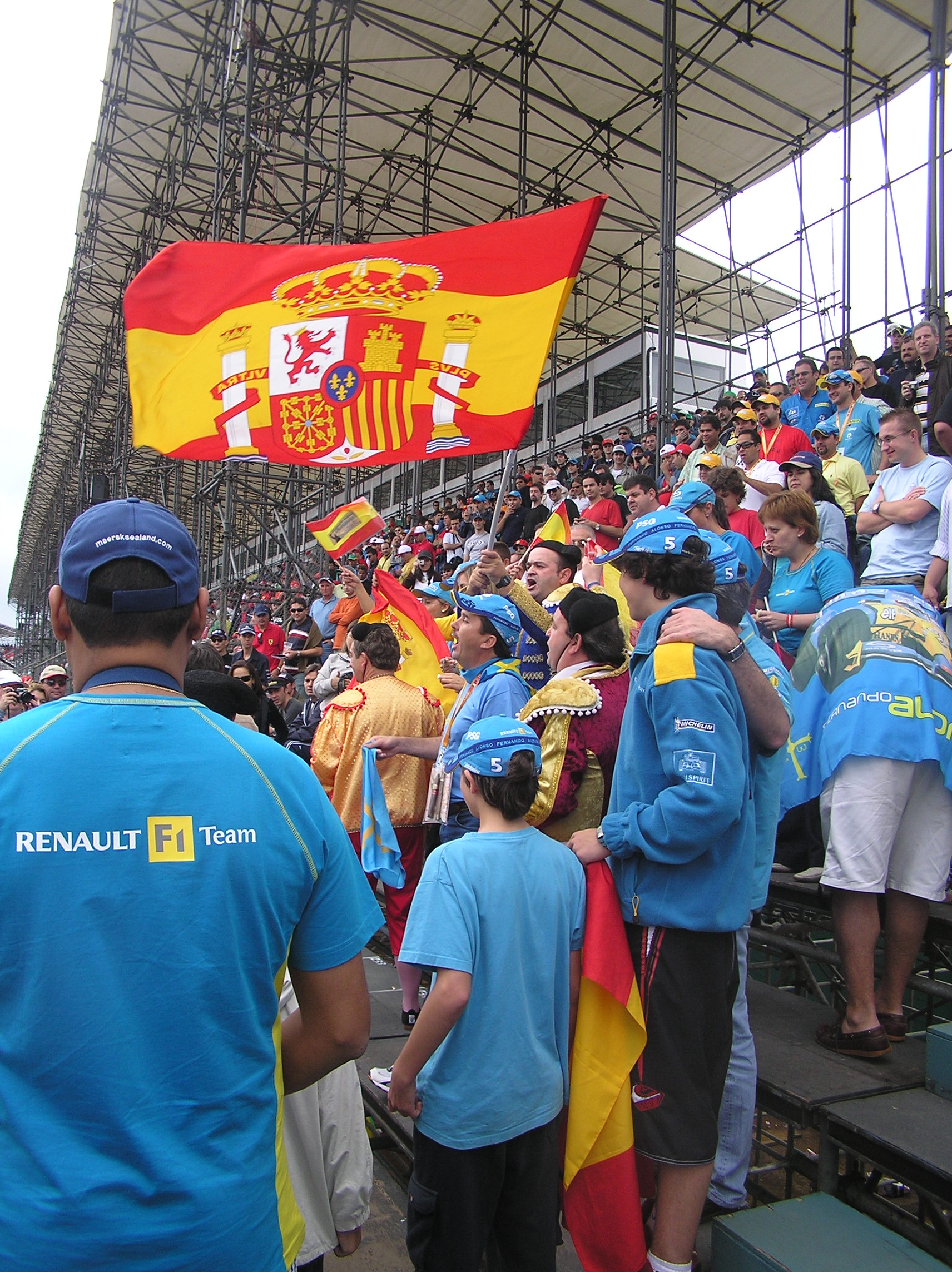
Fans de Fernando Alonso au Brésil en 2005.
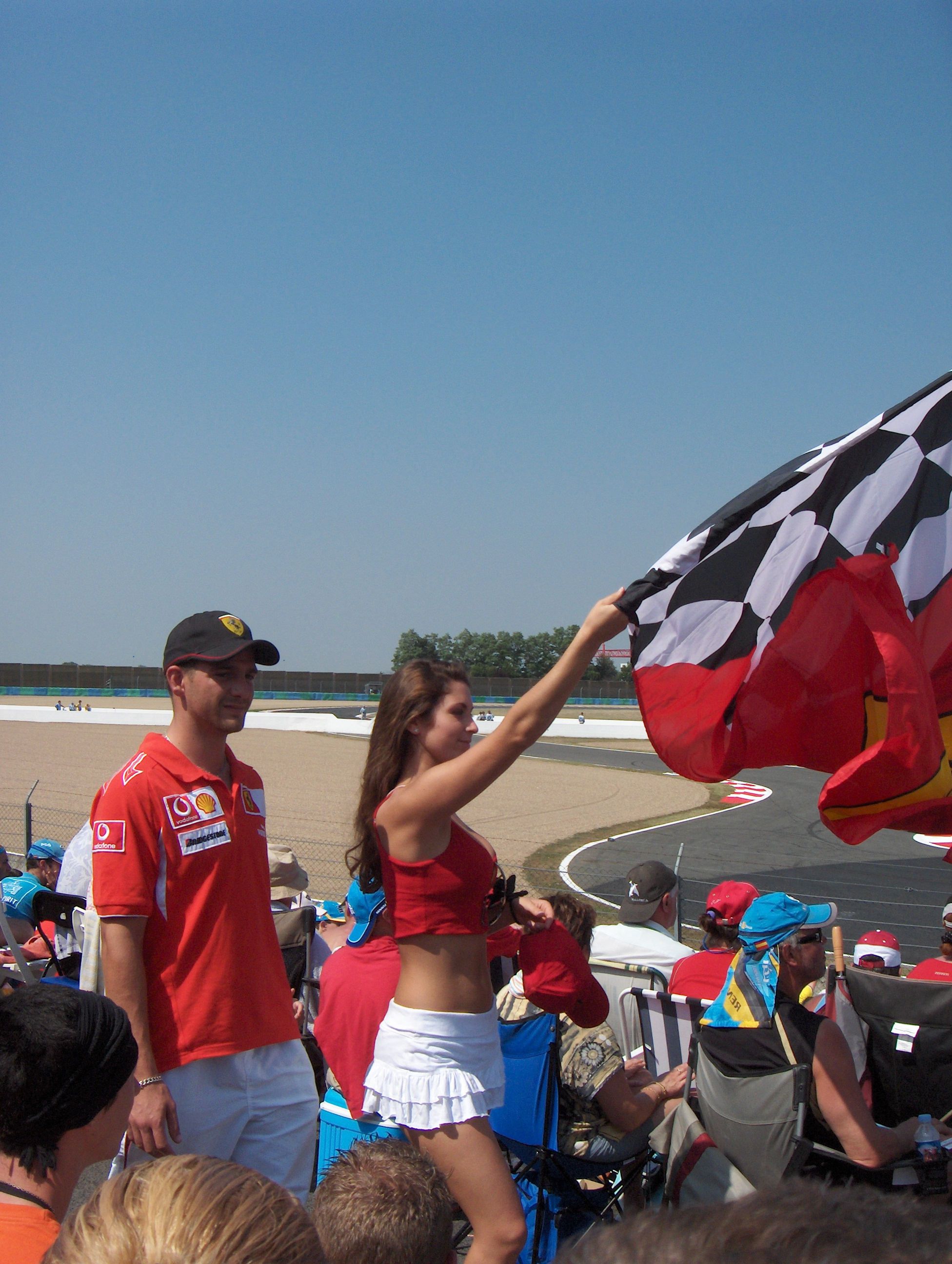
Tifosi à Magny-Cours en 2006.
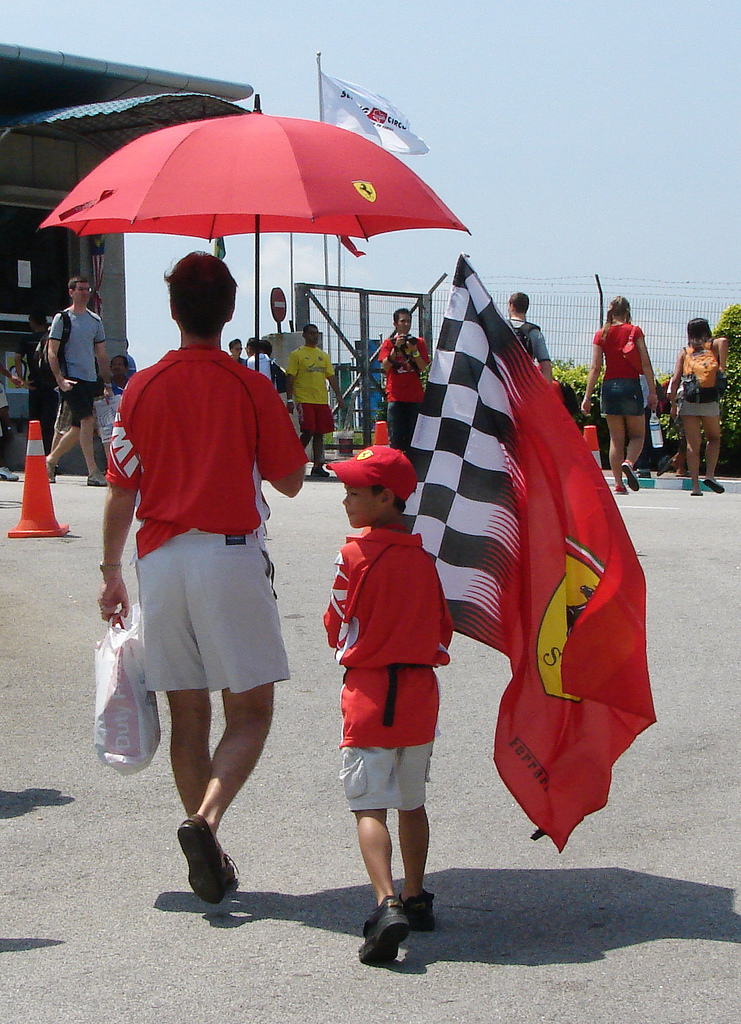
La passion de père en fils à Sepang en 2007.

## Médias

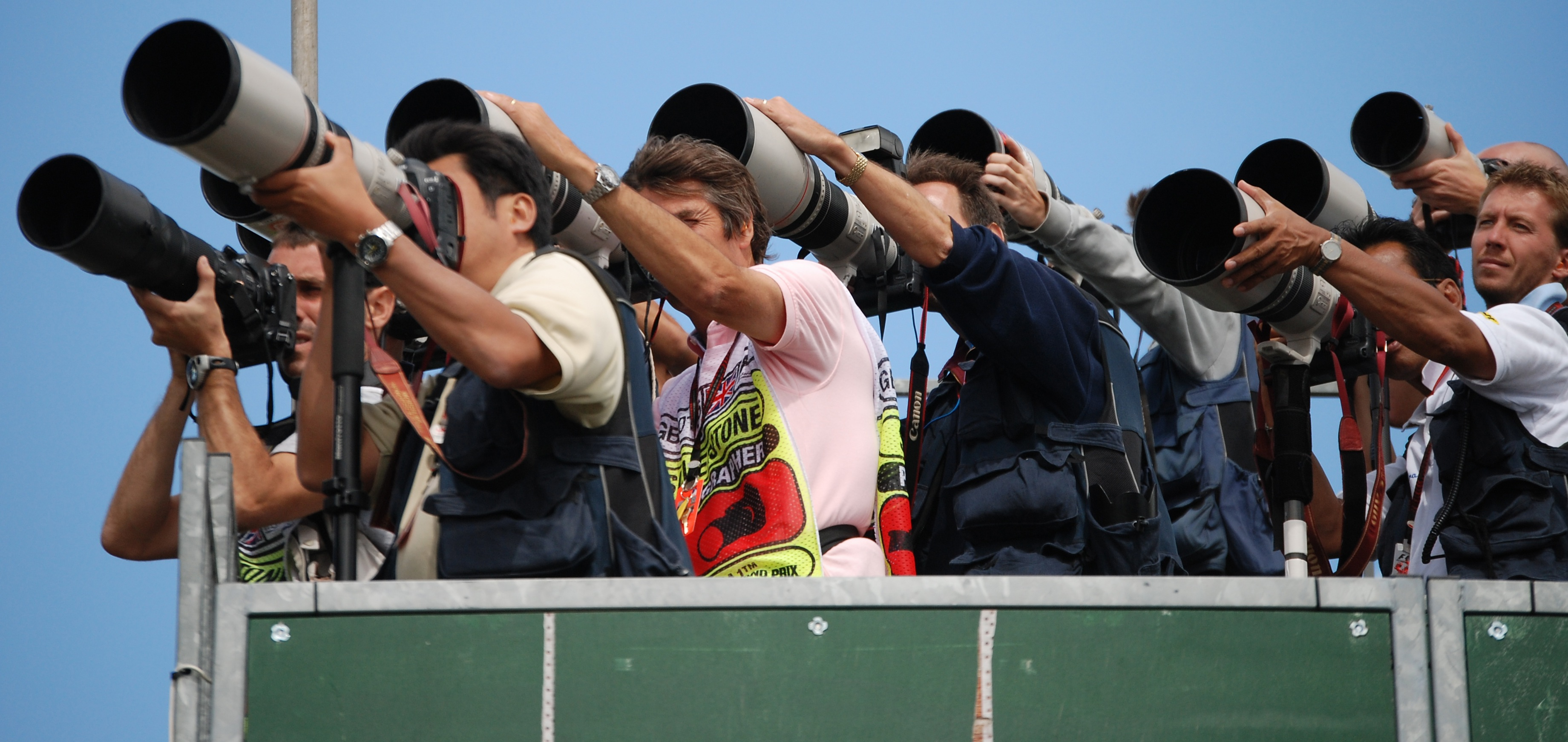
Photographes au Grand Prix de Grande-Bretagne 2007.

### Presse écrite
La Formule 1 entre dans la presse généraliste puis la presse omnisports dès le début du championnat. Cette presse enregistre toujours de solides tirages au début du XXIe siècle avec des périodicités quotidiennes, hebdomadaires ou mensuelles. Parmi les grands titres de la presse omnisports quotidienne, citons A Bola, O Jogo et Record au Portugal, La Gazzetta dello Sport, Tuttosport et Corriere dello Sport - Stadio en Italie, Marca et As en Espagne, Olé en Argentine et L'Équipe en France. S'il existe une presse spécialisée sur l'automobile, la presse uniquement focalisée sur la Formule 1 est plus rare. F1 Racing peut être considéré comme un magazine mensuel de référence dans le monde sur la Formule 1. Lancé en 1996 en Grande-Bretagne par l'éditeur Matt Bishop (qui écrit aussi des chroniques sur le site web de l'hebdomadaire Autosport), et en 1999 en France, ce magazine qui compte vingt-et-une éditions internationales et est vendu dans plus de cent pays, a publié son centième numéro en juillet 2005 et prétend au titre de « Magazine le plus vendu de Grand Prix ». Il compte en effet près de 29 000 abonnés et 440 000 lecteurs. F1i Magazine est un magazine consacré à la Formule 1 lancé en mars 2001 par Gérard Crombac et dirigé par le journaliste sportif Pierre Van Vliet. Ce magazine haut de gamme, qui paraît six fois par an, s'intéresse à l'actualité de la F1 (compte-rendu des épreuves, dossiers techniques, interviews de pilotes, vie des écuries…) et consacre un dossier à l'histoire des Grands Prix (épreuves et circuits « mythiques », faits de course, portraits d'anciens pilotes, images d'archives). Le tirage est de 15 000 exemplaires pour environ 10 000 ventes moyennes et 27 % d'abonnés.

### Médias audiovisuels

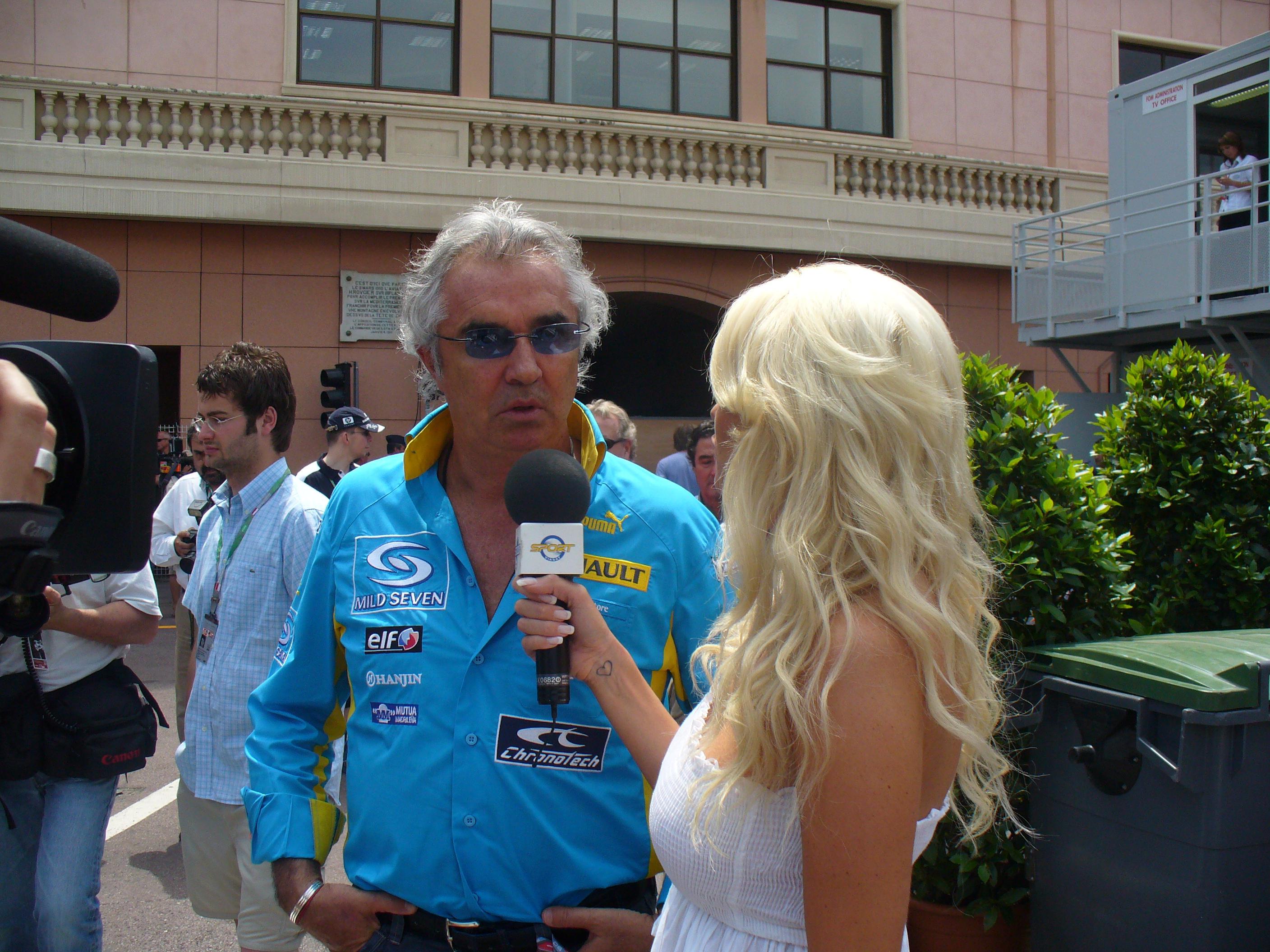
Flavio Briatore au Grand Prix de Monaco de 2006 est interviewé par Carolina Gynning, présentatrice de télévision sur TV4 (Suède).

La Formule 1 est actuellement au niveau mondial le troisième événement le plus suivi derrière la Coupe du monde de football et les Jeux olympiques pour l'audience télévisée. La Formule 1 peut être suivie par le téléspectateur en direct ou avec un décalage dans à peu près tous les pays et les territoires de la planète et obtient une audience élevée. En 2005, le Grand Prix du Canada à Montréal est la course la plus suivie, et le troisième événement sportif le plus regardé au niveau planétaire. Le Grand Prix du Brésil 2006 a obtenu une audience moyenne télévisuelle en direct de quatre-vingt-trois millions de téléspectateurs, avec un total de 154 millions de téléspectateurs qui ont vu une partie de cet événement. Pour la France, cette dernière manche de la saison de Formule 1 2006 au Brésil a attiré plus de 8,70 millions de téléspectateurs en moyenne entre 19 h et 20 h 45 soit 36,9 % de part de marché. Pour les tout derniers tours de la course, TF1 a connu un pic à 13,62 millions de téléspectateurs pour 48,9 % de part de marché. La présence au sommet d'Alonso a accru l'intérêt en Espagne, alors que l'absence de pilote suisse a fait réfléchir la SSR. L'étude Eurodata TV Worldwide, créée par Médiamétrie, montre qu'en Allemagne, sur toute la saison de Formule 1, le Grand Prix du Brésil 2007 a été suivi par le plus grand nombre de téléspectateurs, 11,1 millions sur RTL. Au Royaume-Uni, ce sont 7,4 millions de personnes qui ont regardé ITV1, en Espagne, 8,4 millions de téléspectateurs ont suivi le Grand Prix sur le programme de Telecinco et en France seulement 5,3 millions sur TF1. En 1996, près de quarante milliards de téléspectateurs cumulés sur la saison ont regardé au moins une fois le spectacle offert par la Formule 1. En 1999, le nombre est de cinquante et un milliards et enfin en 2002, cinquante-quatre milliards dans près de deux cent pays. Dans chaque nation majeure, au côté d'un journaliste sportif, un ancien pilote de haut niveau apporte des informations techniques au téléspectateur comme Jacques Laffite, Martin Brundle, Ivan Capelli. De grands moyens techniques (caméras en grand nombre, caméra embarquée) sont mis en œuvre pour proposer le meilleur spectacle.
Depuis le rachat de la Formule 1 par Liberty Media, une vaste campagne a été menée pour développer la marque sur les médias sociaux et sur les canaux digitaux. La Formule 1 a misé sur des vidéos de type « meilleurs moments » ainsi que sur de courts reportages publiés sur sa chaîne YouTube et sur les réseaux sociaux pour se rapprocher des jeunes en leur montrant les moments spectaculaires et les plus intéressants de chaque course. Cette stratégie semble fonctionner puisque la F1 était le sport avec la plus forte croissance sur les médias sociaux en 2017 (+54 %), suivie par la Formule E. Le 8 mars 2019, Netflix sort Formula 1 : Pilotes de leur destin, une série documentaire retraçant la saison 2018 en s'immergeant dans le quotidien des pilotes et des équipes et de voir d'un autre œil la Formule 1 et ses acteurs. L'arrivée des F1 Esports Series, championnat d'esport de la Formule 1, se développe très essentiellement sur les réseaux sociaux, drainant un nouveau public, plus jeune,.

## Aspects économiques

### Budget d'une écurie, salaires

Budget d'une écurie.

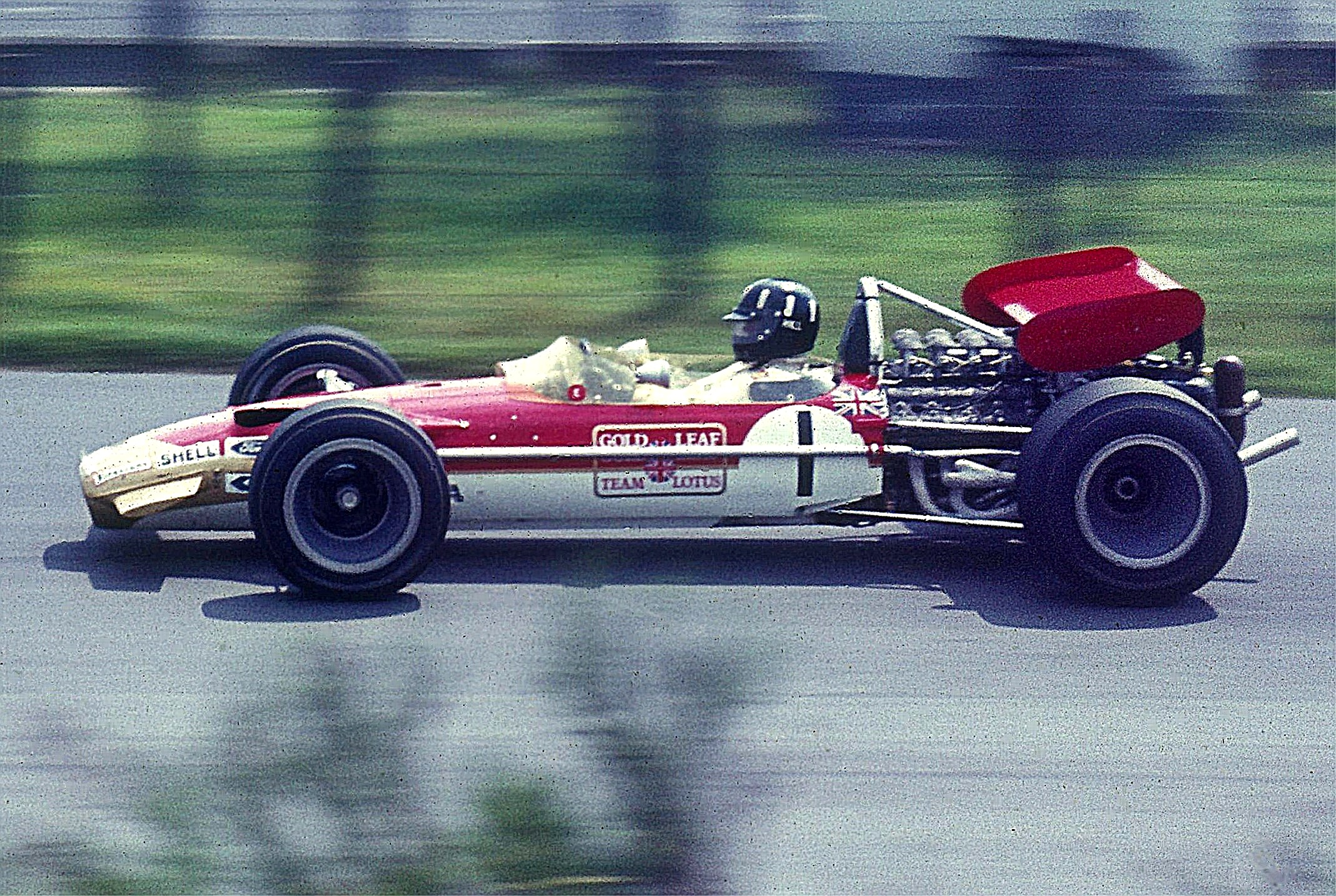
Graham Hill sur la Lotus 49 en 1969.

Le budget cumulé des onze écuries de Formule 1 pour la saison 2007 était de 2,3 milliards d'euros selon le journal Les Échos,. En 2007, le budget de McLaren-Mercedes se composait ainsi : 300 millions de dollars fournis par Mercedes (dont 60 millions pour la mise à niveau de la soufflerie, des simulateurs et l'entretien du site de Woking), 75 millions apportés par Vodafone, 32 millions de la part d'Esso et 60 millions des autres commanditaires. Honda émargeait à 316 millions, Ferrari suivait avec 301 millions et Toyota était quatrième avec 295 millions. Renault, champion du monde en 2006, ne pointait qu'au sixième rang avec 255 millions d'euros (auxquels s'ajoutent toutefois les primes de la FOM, soit un budget total de 395 millions de dollars). Le plus petit budget est celui de l'écurie néerlandaise Spyker avec 53,5 millions d'euros.
Les trouvailles des ingénieurs de Formule 1 font progresser l'automobile de série,, de plus, une victoire est sans nul doute profitable à l'image de marque d'un constructeur. Elle délivre « un message de fiabilité et de performance autour du produit » avait déclaré Carlos Ghosn sur l'antenne de France Inter. C'est pourquoi les constructeurs n'hésitent pas à verser des centaines de millions d'euros pour devenir partenaire d'une écurie. Pour s'afficher clairement avec une grande équipe, le ticket principal a un coût de cinquante millions d'euros. Les partenaires secondaires versent entre dix et quinze millions par saison. Les droits de télévision reversés au mérite des résultats et les produits dérivés constituent d'autres sources de revenus importantes.
Presque toutes les écuries sont européennes, basées en majorité en Angleterre dans la « Motorsport Valley », un triangle Northampton-Oxford-Milton Keynes. L'Angleterre compte aujourd'hui 2 200 entreprises et 38 500 salariés impliqués dans la voiture de sport, quelques écuries sont installées dans le Nord de l'Italie et en Allemagne.
Les revenus des meilleurs pilotes sont parmi les plus élevés dans le monde sportif, toutes disciplines confondues. Michael Schumacher était en 2005 le sportif aux gains les plus élevés au monde. Son salaire chez Ferrari était de 35 millions d'euros en 2008 mais d'autres revenus s'y ajoutaient, comme les sommes payées par les sponsors (Puma, L'Oréal, Vodafone) et l'intéressement sur la vente de produits dérivés à l'image du champion. En 2008, Lewis Hamilton, après une seule saison, certes pleine de promesses et de résultats, avait un contrat doré,. Les salaires des pilotes de Formule 1 varient. Toujours en 2008, Fernando Alonso aurait perçu un salaire brut annuel de près de 30 millions d'euros alors que Sébastien Bourdais se serait « contenté » de 1,5 million d'euros. Ces salaires comprennent les revenus des agents et autres employés de ces sportifs, ainsi, Kimi Räikkönen aurait touché 34 millions d'euros de salaire brut annuel en 2008 mais n'aurait encaissé pour lui-même que 17 millions d'euros de salaire réel. En 2008, selon l'enquête du bi-hebdomadaire français France Football, Kimi Räikkönen et Fernando Alonso occupaient respectivement les cinquième et sixième rangs du Top-10 des sportifs les plus rémunérés, derrière Tiger Woods (golf), Oscar de la Hoya (boxe), Phil Mickelson (golf), David Beckham (football) et devant deux autres joueurs de football et deux joueurs américains de basket-ball.

### Mécénat, sponsors

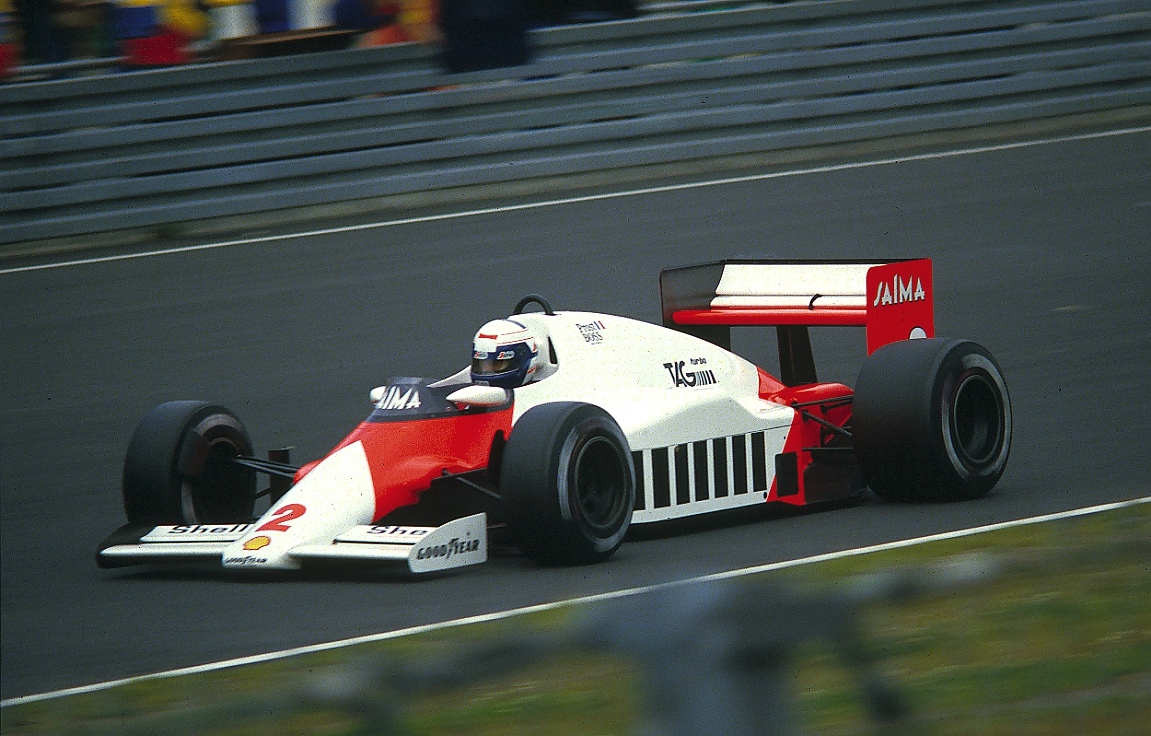
La McLaren MP4/2B (1985) et sa fameuse robe, associées à une image de dynamique de victoires.

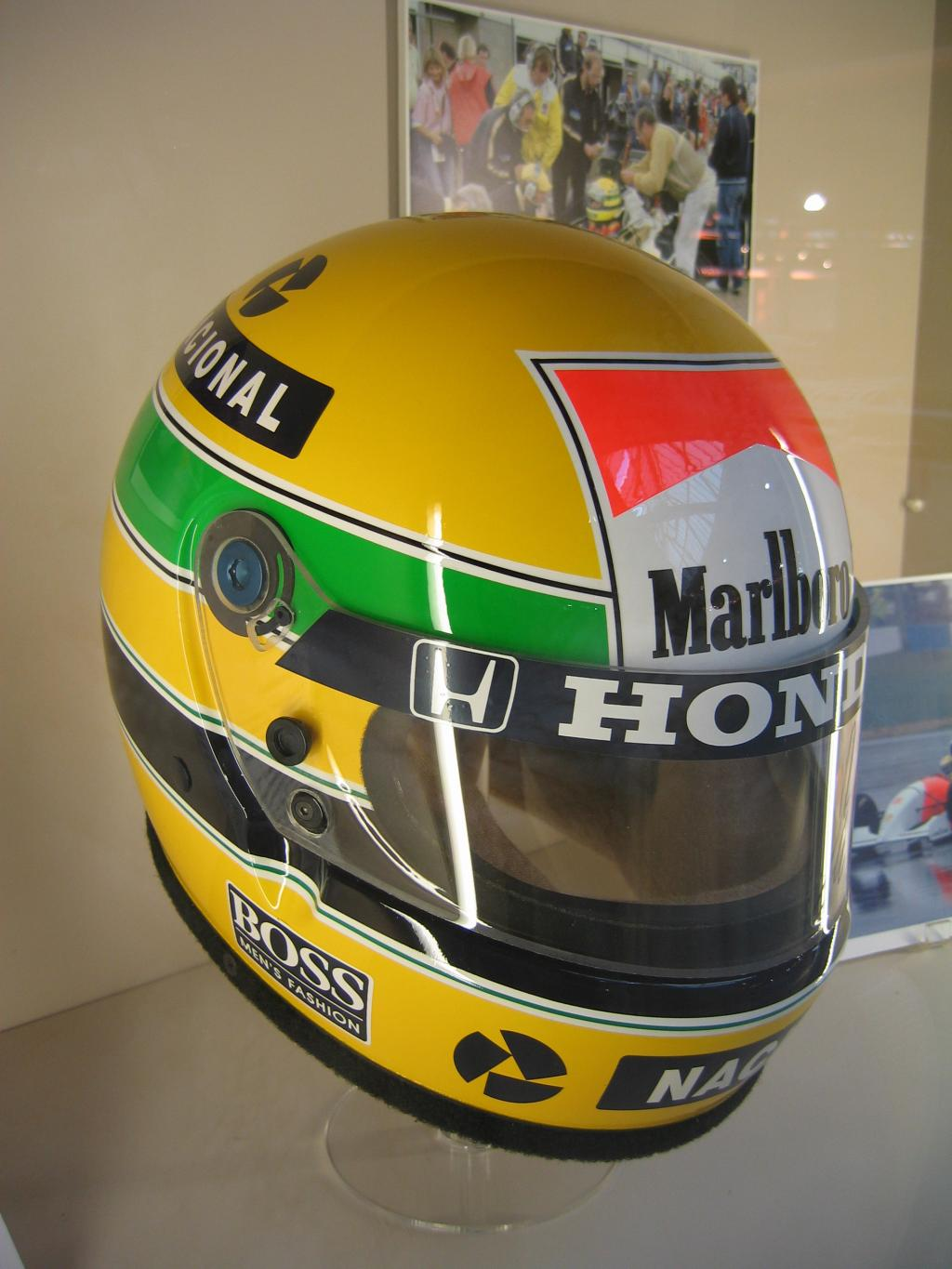
Casque d'Ayrton Senna avec ses sponsors.

La Formule 1 a pris, au fil des années, une dimension mondiale. C'est une discipline très pointue, technique, qui nécessite ingénieurs, pilotes talentueux, voitures perfectionnées. Depuis le début de la compétition automobile, l'industrie a compris l'intérêt de l'exposition d'une marque lors d'un événement populaire, à la pointe de la technologie. Si les voitures sont alors vierges de publicité, des mécènes apportent leurs soutiens, en premier lieu, les fournisseurs en carburant et les compagnies pétrolières, Shell-Mex and BP Ltd, Esso, Castrol. Stirling Moss est ainsi en étroite relation avec BP. À la vision de la discipline comme un sport de « gentlemen », s'oppose la dure réalité économique de la gestion d'une écurie consommatrice croissante de capitaux.
Consciente des coûts de plus en plus élevés de la compétition, la Commission sportive internationale de la Fédération internationale de l'automobile (FIA) autorise les équipes à avoir recours au sponsoring extra-sportif en 1968. Visionnaire dans le domaine technique, Colin Chapman est également un précurseur dans le domaine commercial, et il profite de la récente autorisation de la CSI pour signer un partenariat avec le groupe de tabac Imperial Tobacco. Les Lotus quittent donc leur traditionnelle livrée « British Racing Green » pour les couleurs rouge et or du cigarettier Gold Leaf. C'est le début de la fin pour le vieux code des couleurs, même si Ferrari ne renoncera jamais au rouge italien. McLaren et Lotus ont connu des robes de nombreuses couleurs, au gré de leurs partenariats, les cigarettiers ont longtemps été les principaux bailleurs de fonds. Ce n'est plus le cas dans les années 2000, principalement pour des raisons législatives comme la loi Évin en France,.
Le ticket d'entrée pour un investisseur peut paraître élevé et le rendement aléatoire,. Pourtant, l'investissement en Formule 1 peut être un bon placement. Selon une étude interne, la banque ING, après sa première année comme sponsor de l'équipe Renault F1 Team, a vu sa clientèle augmenter de 30 % dans certains pays. La banque Santander est le sponsor principal de Ferrari. Pour The Economist, son image est suffisamment bonne pour verser 12 millions d'euros en 2008 et être associée à l'écurie Renault F1 Team par son programme Universia. Renault, avec les victoires de Fernando Alonso, a vendu des véhicules dans des pays comme la Chine où la marque est considérée comme sportive, populaire et jeune.
De la même manière, Red Bull a investi plus de 100 millions de dollars pour obtenir une écurie en Formule 1 et accroître sa visibilité dans le monde. L'exposition médiatique de la compagnie autrichienne est passée de 158 millions d'euros en 2009 à 253 millions d'euros en 2010.

### Organisation d'un Grand Prix
Une ville comme Valence (Espagne) a réalisé un investissement de quarante et un millions d'euros pour avoir un Grand Prix en 2008. De plus, il faut verser, chaque année, des millions d'euros aux sociétés dirigées par Bernie Ecclestone. Selon les estimations, l'impact économique pour la ville avoisinera les quarante-huit millions d'euros par saison.

### Revenus de la Formule 1
Les journalistes Christian Sylt et Caroline Reid ont établi un rapport portant sur les finances de la Formule 1 pour le magazine spécialisé Formula Money. En 2009, les recettes totales ont atteint 4,6 milliards de dollars (soit 3,2 milliards d'euros), soit un recul de 200 millions de dollars (140 millions d'euros) par rapport à l'exercice précédent.
Les dépenses des équipes, à la suite de la mise en place des réglementations de la FIA visant à réduire les coûts, ont diminué, passant de 1,6 à 1,1 milliard de dollars. Le seul retrait de Honda Racing F1 Team à l'issue de la saison 2008 a contribué à une baisse de 350 millions de dollars d'investissement. La crise économique mondiale a également joué un grand rôle dans la chute des recettes puisque les revenus provenant des commanditaires ont diminué de 8 %, passant de 771 millions de dollars en 2009 contre 837 millions en 2008.
Entre 2008 et 2009, les coûts du plateau (somme payée à la FIA par l'organisateur d'un Grand prix pour que l'événement puisse se tenir) ont augmenté de 11 % alors que le calendrier ne comptait que 17 courses au lieu de 18. Formula Money considère que cette augmentation est liée à l'organisation du nouveau Grand Prix d'Abou Dabi qui draine des ressources financières très importantes. Les recettes liées aux droits d'organisation se montent à 448 millions de dollars en 2009 et devraient encore augmenter avec les inscriptions au calendrier des Grand Prix de Corée et du Canada.
Les droits liés à la retransmission télévisée des courses ont produit des recettes en augmentation de 18 % avec un total de 450 millions de dollars.

## Évolutions

### Vers de nouveaux marchés
Depuis plusieurs années, la Formule 1 tend à déserter ses terres traditionnelles (en Europe où elle est née) pour se tourner vers de nouveaux pays, notamment en Asie. Des Grands Prix comme celui de la France (1954 à 2008), de Saint-Marin (1981 à 2006) ou d'Autriche (1970 à 1987 et de 1997 à 2003) ont été remplacés par ceux de Singapour (depuis 2008), d'Abou Dabi (depuis 2009) et de l'Inde (de 2011 à 2013). Cependant, depuis le début de la décennie, on note la disparition de certains Grands Prix asiatiques comme la Corée du Sud, et le retour de courses dans des marchés traditionnels américains et européens. Le retour du Grand Prix des États-Unis (2012) et ceux de l'Autriche et de la Russie en 2014, et d'une deuxième étape aux États-Unis illustrent ce relatif retour aux sources.

### Maîtrise des budgets
La maîtrise des dépenses budgétaires en Formule 1 est un des principaux combats de Max Mosley. Après avoir limité les essais privés, obtenu le gel du développement des moteurs et imposé des moteurs devant tenir deux week-ends de Grand Prix, des boîtes de vitesses pour quatre courses et un boîtier standard électronique, il réfléchit actuellement à un règlement qui devrait limiter l'usage par les écuries de leurs souffleries. Cette proposition est loin de faire l'unanimité : Mario Theissen, patron de BMW Sauber F1 Team et Nick Fry, son homologue chez Honda Racing F1 Team trouvent injuste la limitation d'usage d'un outil pour lequel de lourds investissements ont été consentis et dont toutes les écuries disposent. Ils évoquent plutôt l'idée de définir une enveloppe budgétaire maximale, que les différentes équipes pourraient répartir à leur guise dans tel ou tel domaine. Certains patrons d'écurie, avec l'appui de la FIA, ont également émis le souhait de voir instauré un salary cap (fixé à seulement 150 millions de dollars) à l'image de ce qui se pratique dans certains sports américains,. Ce salary cap pose un problème crucial : son contenu. Doit-il en effet inclure le prix des moteurs (certaines écuries payant leur moteur, d'autres pas), les salaires des pilotes et des ingénieurs, les coûts des locaux, les dépenses marketing? Enfin, certaines écuries pourraient éventuellement bénéficier, de manière déguisée, d'un apport d'argent extérieur (Renault pourrait, par exemple, développer une technologie précise qui serait ensuite discrètement transférée vers son écurie de Formule 1).
Afin de permettre à de nouvelles écuries d'intégrer le championnat du monde (il y a actuellement douze licences délivrées) sans avoir à consentir de lourds investissements, Max Mosley avait proposé d'autoriser les équipes à acquérir leurs châssis auprès d'autres constructeurs, ce que faisait déjà de manière détournée l'équipe Toro Rosso (qui partageait les châssis de Red Bull Racing) et ce que faisait Super Aguri F1, qui a utilisé en 2006 et 2007 des châssis Honda de l'année écoulée avant de se retirer du championnat du monde en raison de graves difficultés financières,. Mais le principe d'une telle réforme a rencontré l'opposition de plusieurs concurrents et n'a pas été accepté, ce qui a conduit l'écurie Prodrive à renoncer à son entrée en Formule 1 et a compliqué un éventuel rachat de Super Aguri.

### Objectifs de la réglementation
Traditionnellement, l'évolution de la réglementation technique obéit à un objectif : la recherche d'une plus grande sécurité des pilotes, ce qui passe par la limitation des performances des voitures ainsi que par le renforcement des normes de sécurité des monoplaces.

#### Aspect spectaculaire
Le manque de spectacle et notamment de dépassements en piste étant montré du doigt tant par la presse que par les amateurs, la FIA cherche désormais également des solutions pour améliorer l'attrait des courses. La suppression en 2008 de certaines aides électroniques, comme l'antipatinage, participe à la volonté de redonner une plus grande importance au pilotage. La difficulté des dépassements tenant en grande partie aux turbulences aérodynamiques produites par les monoplaces dans les virages rapides, le législateur réfléchit aux manières de permettre aux voitures de se suivre de près dans les courbes. Une de ces méthodes est de réduire l'appui aérodynamique (moins de turbulences pour la voiture qui suit) et d'augmenter le grip (l'adhérence) mécanique pour compenser la perte d'appui. C'est pourquoi la réglementation 2009 a évolué pour imposer le retour des pneus slicks (pneus avec une bande de roulement non rainurée, garants d'une meilleure adhérence) après douze années d'interdiction, de pair avec des modifications aérodynamiques importantes telles qu'un aileron avant plus large et plus bas et un nouvel aileron arrière plus étroit et plus haut.

#### Aspect écologique
Outre l'amélioration de la sécurité et du spectacle, la FIA travaille actuellement sur un troisième axe : donner une image plus écologique à la Formule 1. Depuis 2008, le règlement impose que l'essence doit être composée à 5,75 % de biomatériaux. Cette disposition vise en fait surtout à anticiper sur le caractère obligatoire de ce taux dans l'Union européenne : Max Mosley ne cache pas sa méfiance envers les biocarburants et n'entend pas aller plus loin dans ce domaine.
La FIA cherche plutôt à limiter la consommation des monoplaces en introduisant en 2009 dans la discipline un dispositif capable d'emmagasiner l'énergie produite lors du freinage afin de la réutiliser à l'accélération, le SREC (Kinetic Energy Recovery Systems ou KERS en anglais). Un tel système pourrait se combiner avec la volonté de favoriser les dépassements en offrant aux pilotes un surplus de puissance ponctuel, à la manière du « push to pass » du Champ Car et de la Formule Audi. Les constructeurs sont assez sceptiques sur l'opportunité d'introduire un tel dispositif, les délais impartis étant très courts, et le dispositif risquant d'être dangereux s'il n'est pas parfaitement au point. Ils se plaignent d'un coup médiatique alors que l'effet réel est assez faible.
En effet, les détracteurs de Mosley, y compris parmi les partisans de la Formule 1 indiquent :
- d'une part, que les voitures elles-mêmes jouent un rôle très faible dans la pollution produite par l'événement sportif — qui finalement produit moins de pollution que des événements de sport non mécanique[réf. nécessaire] ; il apparaît donc que les modifications sur les voitures ne peuvent relever que de la recherche d'image, pas avoir un effet réel sur l'environnement — sauf si les Formule 1 servent de test à des améliorations des voitures de série ;
- d'autre part, que la présence du SREC ne peut faire des Formule 1 des exemples d'efficacité d'utilisation de l'essence quand les moteurs sont bridés, d'une part par l'interdiction de développement pendant deux ans (dans un but de réduction des coûts) et par l'interdiction de l'électronique (dans le but de diminuer les aides au pilotage)[372] ;
- enfin, il apparaît paradoxal de tenter de donner une image écologique à la Formule 1 au moment où apparaissent des Grands Prix de nuit ; le ministre australien Tim Holding (en) indique qu'il préfère qu'il n'y ait plus de Grand Prix d'Australie que d'accepter la consommation d'énergie que représente l'éclairage d'une telle épreuve[373].

## Oppositions à la Formule 1
Le sport automobile en général, et la Formule 1 en particulier, suscitent des mouvements d'opposition. Aux 24 Heures du Mans 1955, la Mercedes de Pierre Levegh, en s'écrasant sur le talus qui séparait la piste des tribunes faisant face aux stands, a semé la mort : plus de quatre-vingts spectateurs furent tués par des éléments de la voiture projetés dans le public,. À la suite du drame manceau, des gouvernements nationaux interdisent les compétitions automobiles pour raison de sécurité. En Suisse, l'interdiction d'organiser des courses sur circuit persiste toujours,. La Formule 1 n'a pas toujours traité en priorité la sécurité des pilotes et du public. Pour ses opposants, en mettant en valeur la performance de la vitesse automobile et en glorifiant les pilotes, « elle contribue à l'insécurité routière et à la demande de véhicules inutilement rapides et dangereux ». Cependant, aucune étude ne permet de quantifier l'impact des courses automobiles sur la sécurité routière.
Les opposants reprochent surtout à la Formule 1 son impact environnemental. Les courses automobiles ont un impact direct à différents niveaux : une consommation importante de carburant, de gommes et de pièces techniques, des émissions de polluants (gaz à effet de serre, particules de frein, huiles, etc.), une pollution sonore, etc. Cependant, ce sont les déplacements des spectateurs qui sont la première source d’émission de gaz à effet de serre, : à titre d'exemple, l'empreinte carbone totale du Grand Prix de Belgique à Spa-Francorchamps équivaut à plus de 28 000 tonnes de CO2 par an, soit l'empreinte carbone annuelle d'environ 2800 Belges uniquement pour ce grand prix.
Comme d'autres sports mécaniques, la Formule 1 a profité de sponsors de l'industrie du tabac de 1968 (écurie Lotus et la marque John Player's Gold Leaf) à 2005, date de l'interdiction par l'Union européenne de la publicité et du parrainage des manifestations sportives par les marques de tabac.

#### En français
- Edmond Cohin, L'historique de la course automobile 1894-1978, Éditions Larivière, 1982, 882 p.
- Johnny Rives, Gérard Flocon et Christian Moity, La fabuleuse histoire de la formule 1 : des origines à nos jours, Paris, La Martinière, 1996, 767 p. (ISBN 2-7324-2198-7, OCLC 410617506, BNF 35813954)
- Pierre Ménard (photogr. Bernard Cahier et Jean-François Galeron), La grande encyclopédie de la formule 1, Saint-Sulpice, Chronosport, 2006, 928 p. (ISBN 2-8470-7118-0, OCLC 428250041)
- Johnny Rives, Olivier Margot (dir.), Patrick Lemoine (dir.), Raoul Dufourcq et Serge Laget, 50 ans de Formule 1, t. I : 1950-1978, L'Équipe et Calmann-Lévy, 1999, 203 p. (ISBN 2-7021-3009-7).
- Johnny Rives, Olivier Margot (dir.), Patrick Lemoine (dir.), Raoul Dufourcq et Serge Laget, 50 ans de Formule 1, t. II : 1979-1999, L'Équipe et Calmann-Lévy, 1999, 427 p. (ISBN 2-7021-3009-7).
- Johnny Rives, La Formule 1, s.l., Éditions de l'Olympe, 1996 (ISBN 2-8814-3073-2, OCLC 412128994)
- Alan Henry (trad. de l'anglais par Patrick Mayor), Les grands duels de la Formule 1, Saint-Sulpice, Chronosports, 1998 (ISBN 2-9401-2525-2)
- Bruce Jones (préf. Damon Hill), L'encyclopédie de la Formule 1 : guide illustré des grands prix automobiles, Saint-Sulpice, Chronosports, 2005, 256 p. (ISBN 2-9401-2526-0, OCLC 82630959)
- Peter Nygaard, Formule 1 : 70 ans au sommet de la course automobile, Grenoble, Glénat, 2020, 480 p. (ISBN 978-2344044988).

#### En allemand
- (de) Achim Schlang, Die Formel-1-Asse unserer Zeit : d. Fahrer, d. Wagen, d. Strecken, Stuttgart, Motorbuch Verlag, 1984, 213 p. (ISBN 3-6130-1035-6, OCLC 314637932)
- (de) Peter Gruner, Das Formel-1-Lexikon : alle Wagen, alle Fahrer, alle Sieger, Düsseldorf, Econ Taschenbuch, 1997, 474 p. (ISBN 3-6122-6353-6, OCLC 51940995)
- (de) Jörg-Thomas Födisch et Erich Kahnt, 50 Jahre Formel 1. Die Sieger, Schindellegi, 1999, 215 p. (ISBN 3-8936-5615-4, OCLC 722894467)
- (de) Willy Knupp, Kampf am Limit. Die Formel 1 Chronik 1950-2000, Düsseldorf/Gütersloh, Zeitgeist Verlag, coll. « RTL Buchedition », 2000, 400 p. (ISBN 3-8974-8277-0, OCLC 55673037)
- (de) Koen Vergeer, Formel 1. Geschichte einer fanatischen Liebe, Berlin, Rütten & Loening, 2001, 270 p. (ISBN 3-3520-0638-5, OCLC 248583807)
- (de) Andreas P. Pittler, Faszination Formel 1, Vienne, Aurora, 2002 (ISBN 3-9501-5660-7)
- (de) Ulrich Kühne-Hellmessen, Verrückte Formel 1. Mit kompletter Chronik und Super-Statistik, Zurich, Sportverlag Europa, 2004, 224 p. (ISBN 3-9522-7796-7, OCLC 76574437)

#### En anglais
- (en) Nigel Gross et al. (préf. David Tremayne), 100 Years of Change: Speed and Power. In Grand Prix Motor Racing, Bath, Parragon, 1999 (ISBN 0-7525-3144-1, OCLC 42875298), p. 55-84
- (en) Mike Lang, Grand Prix!, vol. 1 : 1950 to 1965, Yeovil, Foulis, 1981 (OCLC 60045133)
- (en) Mike Lang, Grand Prix!, vol. 2 : 1966 to 1973, Yeovil, Foulis, 1982 (OCLC 23806138)
- (en) Mike Lang, Grand Prix!, vol. 3 : 1974 to 1980, Yeovil, Foulis, 1983 (OCLC 60045718)
- (en) Mike Lang, Grand Prix!, vol. 4 : 1981 to 1984, Yeovil, Foulis, 1992 (OCLC 810452576)
- (en) Bruce Jones (préf. Damon Hill), The Ultimate Encyclopedia of Formula One : the definitive illustrated guide to grand prix motor racing, Londres, Hodder & Stoughton, 1997, 3e éd. (ISBN 0-3407-0783-6, OCLC 472491925)
- (en) Bruce Jones, Formula One : The Complete Stats and Records of Grand Prix Racing, Bath, Parragon, 1998
- (en) David Tremayne et Mark Hughes, The Concise Encyclopedia of Formula One, Bath, Parragon, 1999, 256 p. (ISBN 0-7525-4219-2, OCLC 642684883)
- (en) Steve Small, Grand Prix Who's Who, Reading, Travel Publishing, 2000, 3e éd. (ISBN 1-9020-0746-8, OCLC 44398594)
- (en) Bruce Jones (préf. Martin Brundle), The Official ITV Sport Guide : Formula One Grand Prix 2003, Londres, Carlton, 2003, 128 p. (ISBN 1-8422-2813-7, OCLC 51068640)
- (en) Simon Arron et Mark Hughes, The Complete Book of Formula One, Saint Paul, Motorbooks International, 2003, 479 p. (ISBN 0-7603-1688-0, OCLC 223649733)
- (en) David Hayhoe et David Holland, Grand Prix Data Book, Sparkford, Haynes, 2006, 4e éd., 496 p. (ISBN 1-8442-5223-X, OCLC 62225985)
- (en) Pierre Ménard (trad. du français par Stuart Sykes, photogr. Bernard Cahier et Jean-François Galeron), The great encyclopedia of Formula 1 [« La grande encyclopédie de la formule 1 »], Saint-Sulpice, Chronosport, 2006, 5e éd. (ISBN 2-8470-7123-7)

#### En finnois
- (fi) Anthony Howard (trad. de l'anglais par Jukka Sirola), Kilpa-autoilu Juan Manuel Fangiosta Mika Häkkiseen : taustat ja tapahtumat. [« Behind the scenes in motor racing »], Helsinki, Suomentanut Jukka Sirola, 1993, 144 p. (ISBN 9-5126-3775-8, OCLC 58086402)
- (fi) Lasse Erola, Formula 1 : tietosanakirja., Helsinki, Ajatus, 2001, 226 p. (ISBN 9-5156-6082-3, OCLC 58358338)

#### En italien
- (it) 50 anni di Formula 1 : per non dimenticare quegli uomini straordinari che hanno fatto grande la Formula 1., Milan, Editoriale Domus, 1999, 120 p. (ISBN 8-8721-2267-8, OCLC 801090968)
- (it) Mapelli Enrico, I dati della Formula 1 : piloti - marche - piste, Vimodrone, Giorgio Nada Editore, 1999, 269 p. (ISBN 8-8791-1217-1, OCLC 226271745)
- (it) Luca Dal Monte et Umberto Zapelloni, La rossa e le altre : storia dei campionati del mondo di Formula Uno dal 1950 al 2000, Milan, Baldini & Castoldi, 2000, 383 p. (ISBN 8-8808-9864-7, OCLC 797370249)
- (it) Pino Casamassima, Storia della Formula 1, Bologne, Calderini, 2000 (ISBN 8-8821-9394-2, OCLC 797876081)
- (it) Rainer W. Schlegelmilch et Hartmut Lehbrink (préf. Bernie Ecclestone), Tutto il mondo della Formula 1 : 1950-oggi, Cavallermaggiore, Gribaudo, 2003, 391 p. (ISBN 8-8805-8584-3, OCLC 799425511)
- (it) Marco Evangelisti, Tutta la Formula 1, La Campanella, 2003 (ISBN 8-8885-1910-6)
- (it) Enrico Benzing, Dall'aerodinamica alla potenza in Formula 1, Nada, 2004 (ISBN 8-8791-1318-6)